# Seconda guerra mondiale
La seconda guerra mondiale vide contrapporsi, tra il 1939 e il 1945, le cosiddette potenze dell'Asse e gli Alleati che, come già accaduto ai belligeranti della prima guerra mondiale, si combatterono su gran parte del pianeta. Il conflitto ebbe inizio il 1º settembre 1939, con l'attacco della Germania nazista alla Polonia, e terminò, nel teatro europeo, l'8 maggio 1945, con la resa tedesca e, in quello asiatico, il successivo 2 settembre, con la resa dell'Impero giapponese dopo i bombardamenti atomici di Hiroshima e Nagasaki da parte degli Stati Uniti.
È stato il più grande e sanguinoso conflitto armato della storia e costò all'umanità sei anni di sofferenze, distruzioni e massacri, con una stima totale di morti che oscilla tra i 55 e i 60 milioni di individui. Le popolazioni civili si trovarono coinvolte nelle operazioni in una misura sino ad allora sconosciuta e furono, anzi, bersaglio dichiarato di bombardamenti, rappresaglie, persecuzioni, deportazioni e stermini. In particolare, il Terzo Reich portò avanti con metodi ingegneristici l'Olocausto per annientare, tra le altre, le popolazioni di origine o etnia ebraica, perseguendo anche una politica di riorganizzazione etnico-politica dell'Europa centro-orientale, che prevedeva la distruzione o deportazione di intere popolazioni slave, dei popoli rom e di tutti coloro che il regime nazista riteneva "indesiderabili", o nemici della razza ariana.
Al termine della guerra, l'Europa, ridotta a un cumulo di macerie, completò il processo di involuzione iniziato con la prima guerra mondiale e perse definitivamente il primato politico-economico mondiale, che fu assunto in buona parte dagli Stati Uniti d'America. Ad essi si contrappose l'Unione Sovietica, l'altra grande superpotenza forgiata dal conflitto, in un teso equilibrio geopolitico internazionale, che fu definito in seguito guerra fredda. Le immani distruzioni della guerra portarono alla nascita dell'Organizzazione delle Nazioni Unite (ONU), avvenuta al termine della Conferenza di San Francisco il 26 giugno 1945.

## Il contesto storico

### L'espansionismo nipponico in Asia

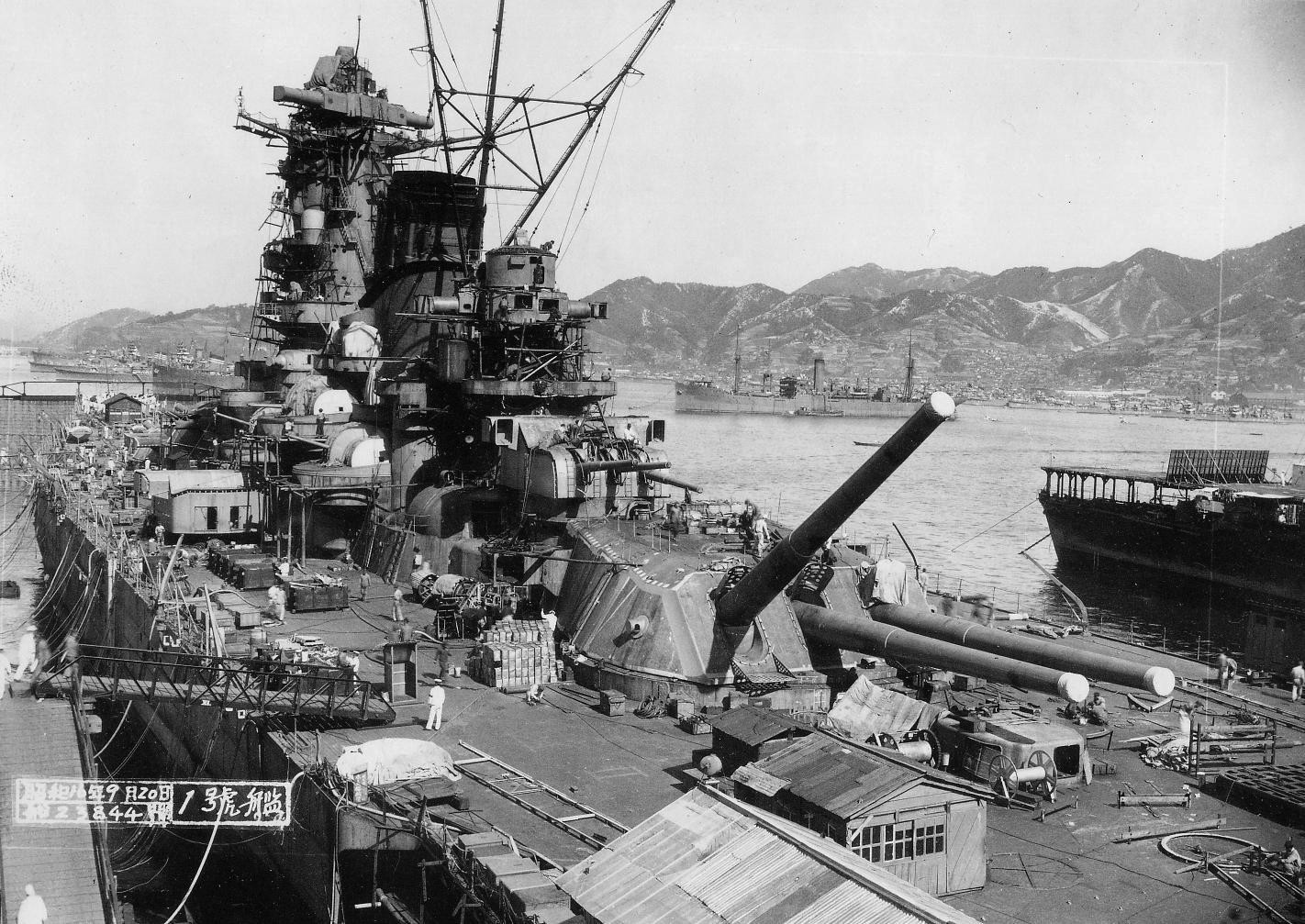
La costruzione della Yamato, la più grande corazzata della storia e simbolo della potenza navale del Giappone

La fase successiva alla prima guerra mondiale vide la completa affermazione dell'Impero giapponese come grande potenza: dopo aver inglobato parte delle colonie tedesche dell'Oceano Pacifico e aver assunto il controllo di diverse lucrose rotte commerciali nel bacino, con il trattato navale di Washington del 6 febbraio 1922 il Giappone ottenne di disporre della terza più grande flotta da battaglia del mondo, una condizione che gli garantiva una superiorità militare, visto che i suoi più forti contendenti (gli Stati Uniti e il Regno Unito) dovevano dividere le loro flotte tra Pacifico e Atlantico. Lo scoppio della grande depressione nel 1929 spinse il paese a cambiare il suo focus economico, prima concentrato negli scambi commerciali con gli Stati Uniti, e a guardare con più interesse ai mercati asiatici; escluso dalle spartizioni coloniali del XIX secolo, il Giappone si ritenne privato dell'accesso alle ricche risorse dell'Asia dalle potenze europee e decise di compensare questo stato di cose con una serie di aggressive manovre di espansionismo territoriale.
Lo scivolamento del Giappone verso una politica di imperialismo venne favorito da una forte militarizzazione della società nipponica, iniziata già alla metà degli anni venti: la pervasività dei militari, capaci di condizionare la vita politica nazionale tramite le azioni delle potenti forze di polizia segreta (la Tokubetsu Kōtō Keisatsu) e militare (la Kempeitai), divenne esemplare nel campo dell'istruzione delle nuove generazioni, tramite la destinazione come insegnanti nelle scuole pubbliche di numerosi ufficiali dell'esercito rimasti senza incarichi. L'influenza dei militari nella società portò a recuperare il concetto filosofico medievale del Gekokujō, secondo il quale un ufficiale inferiore può disobbedire agli ordini superiori se lo ritiene moralmente giusto; oltre a degenerare in una serie di sanguinosi ma fallimentari tentativi di colpo di stato da parte di ufficiali ultrareazionari (come l'incidente del 26 febbraio 1936), questo principio fu la giustificazione adottata dai generali nipponici per portare avanti campagne di espansionismo territoriale in maniera del tutto autonoma dai desideri del governo nazionale vero e proprio.

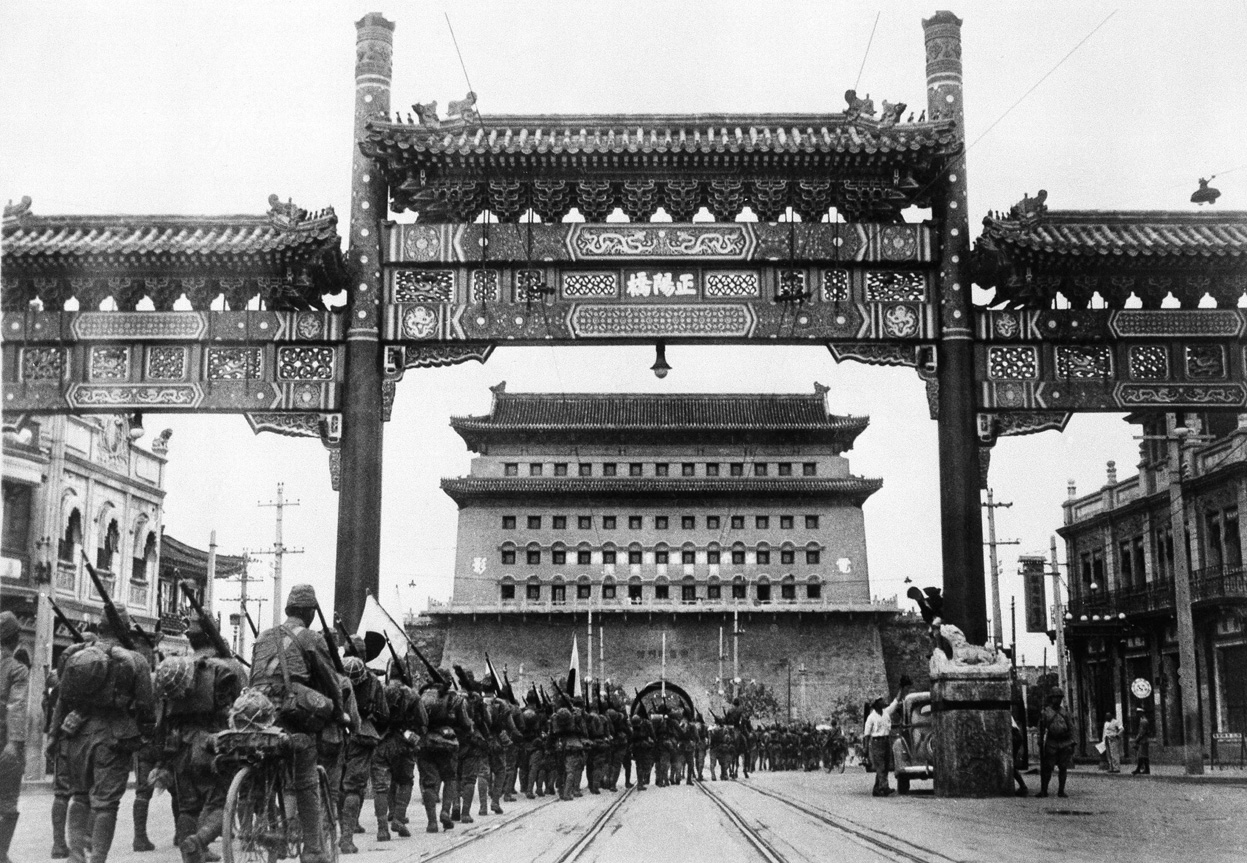
Truppe giapponesi occupano Pechino nell'agosto 1937

Lo sbocco primario di questo espansionismo fu la Cina, indebolita da una decennale guerra civile che vedeva contrapposte le forze comuniste di Mao Zedong a quelle del Kuomintang nazionalista di Chiang Kai-shek. Agendo in totale autonomia dal governo, i generali giapponesi orchestrarono il 18 settembre 1931 un finto sabotaggio ferroviario a Mukden, utilizzato come pretesto per avviare l'invasione della regione della Manciuria nel nord della Cina, dove fu insediato lo Stato fantoccio del Manciukuò. L'occupazione della Manciuria portò a uno stato di profonda tensione diplomatica e militare tra Giappone e Unione Sovietica, degenerato in una serie di schermaglie di confine proseguite fino al settembre 1939; ciò portò a un avvicinamento diplomatico tra Giappone e Germania nazista in chiave antisovietica, formalizzato con la stipula del Patto anticomintern il 25 novembre 1936. Il conflitto tra giapponesi e cinesi esplose infine in una guerra totale a partire dal luglio 1937: le forze nipponiche diedero il via all'invasione della Cina centrale e meridionale, occupando nel giro di pochi mesi Pechino e Nanchino, ma si ritrovarono poi invischiate in un lungo conflitto di guerriglia, in particolare dopo la stipula di una formale alleanza in chiave anti-giapponese tra i comunisti di Mao e i nazionalisti di Chiang; la vittoria nella lunga guerra contro i cinesi era quindi l'asse portante della politica estera nipponica al momento dello scoppio delle ostilità in Europa.

### L'espansionismo tedesco in Europa
Il trattato di Versailles del 1919, conclusivo della Grande Guerra, impose punizioni estremamente dure per gli sconfitti tedeschi, tra cui: cessione dell'Alsazia-Lorena alla Francia e di vaste zone orientali alla Polonia, concessione d'autonomia alla città portuale di Danzica, passaggio della regione dello Schleswig alla Danimarca, smantellamento dell'aviazione, divieto di possedere mezzi corazzati in un esercito di non più di 100 000 effettivi, consegna della flotta e pagamento di un risarcimento di 132 miliardi di marchi in oro. Condizioni estremamente punitive per una nazione che alla fine delle ostilità aveva truppe ancora attestate sul territorio francese, e che contribuirono a creare il mito secondo cui a far perdere la guerra all'Impero tedesco sarebbero stati pochi "traditori" interni non nazionalisti (la cosiddetta "pugnalata alle spalle"). Questo mito e la pessima situazione economica della Repubblica di Weimar data dalle conseguenze del crollo della borsa statunitense del 1929, fu importante per l'affermarsi del Partito Nazionalsocialista Tedesco dei Lavoratori di Adolf Hitler: dopo la vittoria nelle elezioni federali tedesche del 1933, un parlamento controllato dai nazisti concesse al leader nazista poteri dittatoriali e l'anno dopo, con la morte dell'ormai anziano Reichspräsident Paul von Hindenburg, Hitler assunse la carica di Führer.

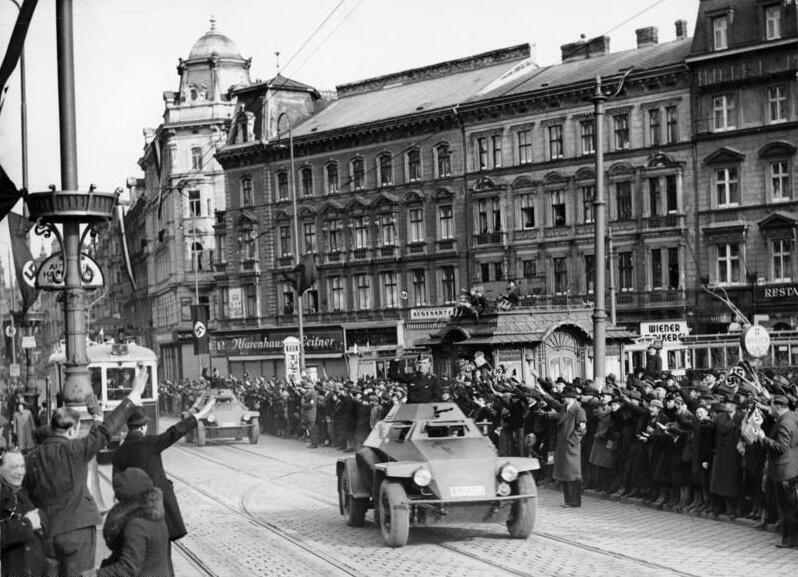
Truppe tedesche entrano a Vienna durante l'Anschluss

Con Hitler al potere iniziarono ben presto reiterate violazioni della pace del 1919: dopo l'uscita della Germania dalla Società delle Nazioni nel 1933 fu reintrodotta la coscrizione obbligatoria e venne posta al comando di Hermann Göring una nuova forza aerea, la Luftwaffe; nel marzo del 1936, poi, le forze tedesche remilitarizzarono la Renania. Iniziò a formarsi un sodalizio tra la Germania nazista e il Regno d'Italia, rimasto isolato dagli ex alleati anglo-francesi a seguito della sua decisione di invadere e annettersi l'Etiopia, sfruttando anche la comunanza ideologica tra il regime hitleriano e quello fascista di Benito Mussolini, al potere in Italia fin dal 1922. Questo ottimo rapporto fu rafforzato dall'intervento comune italo-tedesco a favore delle forze nazionaliste di Francisco Franco durante la guerra civile spagnola, per poi concretizzarsi in un'alleanza militare tra le due nazioni (il cosiddetto "Asse Roma-Berlino").

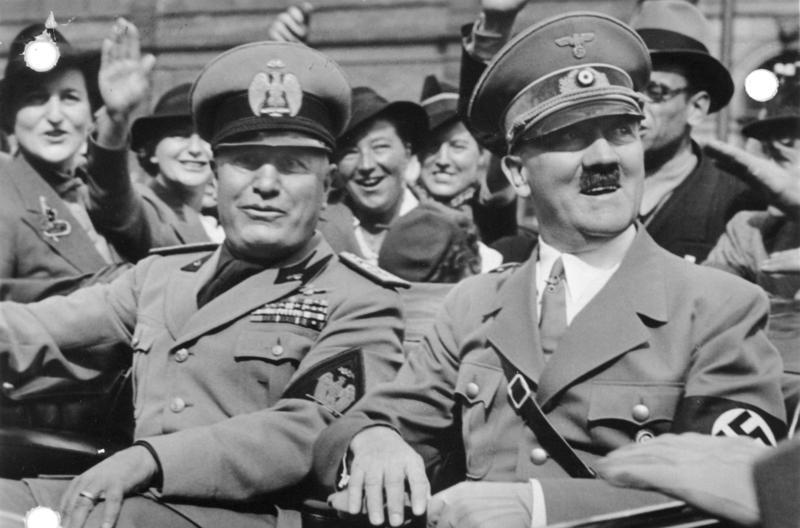
Hitler e Mussolini in parata a Monaco dopo gli accordi del 1938

Mentre il riarmo tedesco continuava, Hitler attuò i suoi piani per un'espansione territoriale della Germania, in modo che essa ottenesse quello spazio vitale (Lebensraum) di cui, secondo quanto asserito nel Mein Kampf, aveva assoluto bisogno per soddisfare le necessità della sua crescente popolazione. Sfruttando il fatto che gli anglo-francesi non mostravano desiderio di scatenare un'altra guerra mondiale e tendevano a riconoscere alcune concessioni alla Germania (la cosiddetta politica dell'appeasement), nel marzo 1938 l'Austria fu pacificamente annessa al Reich tedesco, nonostante il divieto di un'unione austro-tedesca contenuto nel trattato di Versailles. Più resistenza oppose la Cecoslovacchia, altro Stato creato nel dopoguerra, a cedere la regione dei Sudeti, zona di confine popolata a maggioranza da popolazioni tedesche; l'indizione di una conferenza a Monaco di Baviera nel settembre 1938 tra tedeschi, britannici, francesi e italiani portò alla risoluzione pacifica di questa controversia: in un ultimo sfoggio di appeasement, gli anglo-francesi acconsentirono all'annessione dei Sudeti alla Germania. L'accordo di Monaco non bastò tuttavia a soddisfare i disegni di Hitler, e pochi mesi dopo, nel marzo 1939, quanto rimaneva della Cecoslovacchia cessò di esistere: la Boemia e la Moravia furono dichiarate "protettorato del Reich", mentre in Slovacchia fu istituito un governo fantoccio della Germania.
Successivo obiettivo dei tedeschi divenne la Polonia. Il trattato del 1919 aveva separato dal resto della Germania la regione della Prussia Orientale, circondata da territorio polacco; Hitler reclamò allora la restituzione della città di Danzica e del territorio a essa vicina, il "corridoio polacco". Dopo Monaco, gli anglo-francesi erano ormai disillusi sulle reali intenzioni espansionistiche della Germania e fornirono immediato supporto alla Polonia perché si opponesse ai voleri di Hitler. Si contava sull'appoggio dell'Unione Sovietica per impedire un'invasione tedesca della Polonia, ma Berlino rispose con un abile colpo diplomatico: il 24 agosto 1939 il ministro degli esteri sovietico Vjačeslav Michajlovič Molotov e quello tedesco Joachim von Ribbentrop firmarono un patto di non aggressione tra le due nazioni della durata di dieci anni, il patto Molotov-Ribbentrop; un protocollo segreto dell'accordo divise l'Europa orientale in due sfere d'influenza, lasciando mano libera all'URSS sulle repubbliche baltiche e in Finlandia e prevedendo una spartizione della Polonia, dando modo a Hitler di lanciare l'offensiva senza dover temere una guerra su due fronti. Il 1º settembre, alle 04:45 del mattino, le truppe tedesche attraversarono la frontiera polacca; due giorni dopo Francia e Regno Unito dichiararono guerra alla Germania, dando inizio alla seconda guerra mondiale.

## La guerra

Il teatro di guerra europeo
Alleati
URSS
Asse
Paesi neutrali

Alleati
     URSS
     Asse
     Paesi neutrali

### 1939-1940

#### L'invasione della Polonia

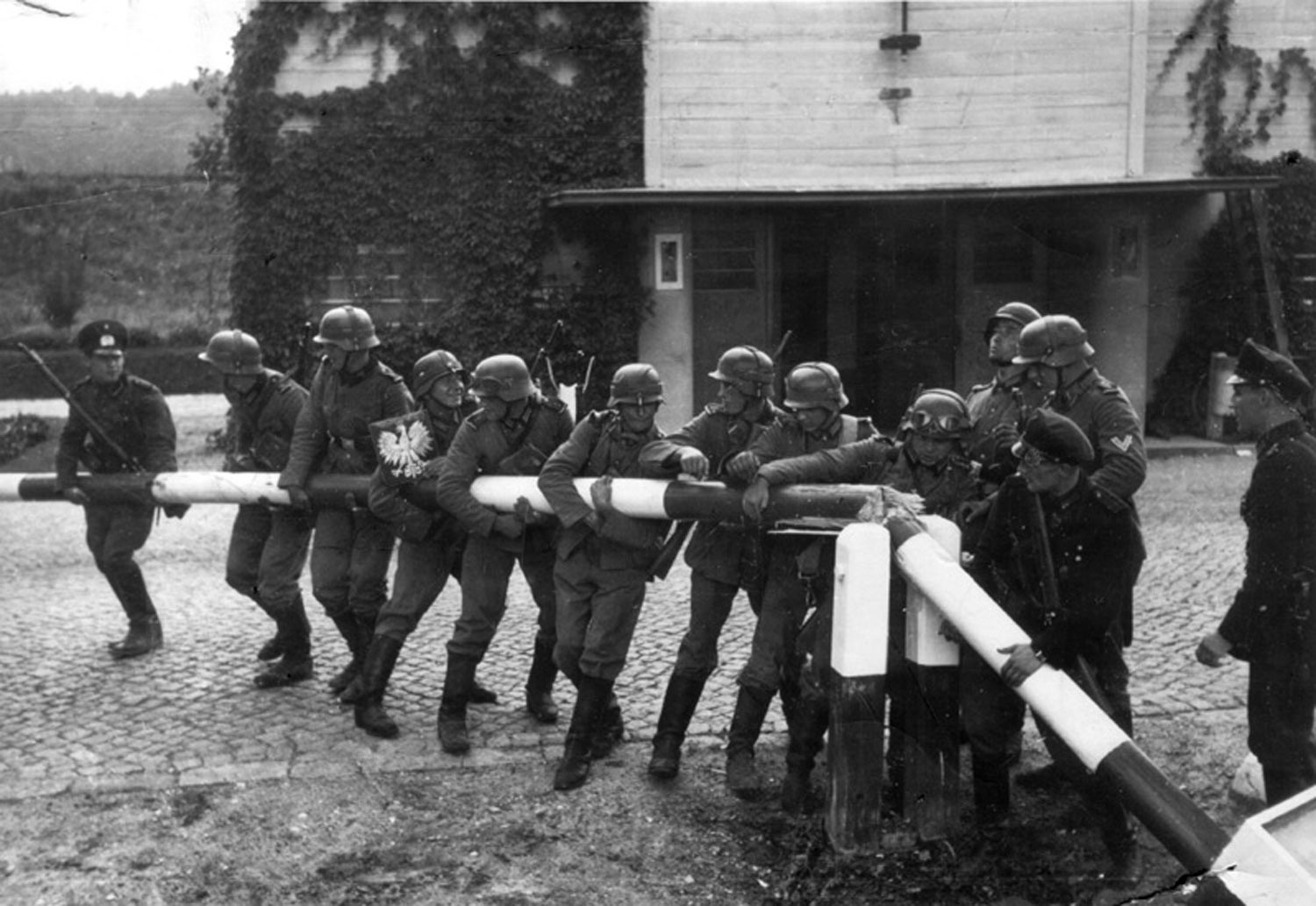
1º settembre 1939, soldati tedeschi rimuovono la barriera del confine tedesco-polacco

Alle 4:45 del 1º settembre 1939, utilizzando come pretesto l'incidente di Gleiwitz organizzato dai servizi segreti tedeschi, la Germania diede inizio alle operazioni militari contro la Polonia: cinque armate della Wehrmacht forti di 1 250 000 uomini, 2 650 carri armati e 2 085 aerei della Luftwaffe invasero la Polonia con un attacco a tenaglia, impiegando l'innovativa tattica militare della guerra lampo o Blitzkrieg. L'esercito polacco contava un milione di uomini, diverse centinaia di autoblindo e carri armati di modelli leggeri o antiquati, con l'appoggio di seicento aerei di modesta qualità; la resistenza della Polonia fu tenace e ostinata, ma non sufficientemente consistente e coordinata: gli anziani generali polacchi commisero l'errore strategico di disperdere l'esercito lungo l'intera estensione della frontiera con la Germania, rendendosi vulnerabili ai rapidi sfondamenti dei panzer tedeschi che riuscirono a penetrare nelle retrovie nemiche compiendo ampie manovre di accerchiamento.

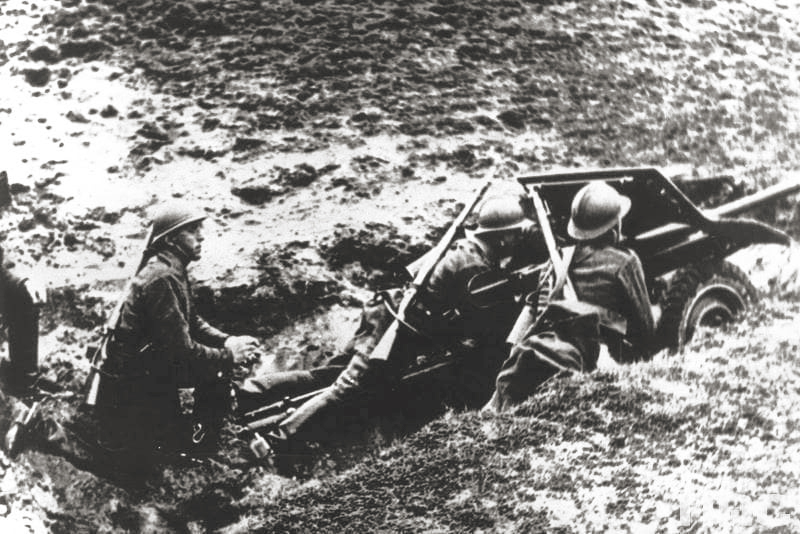
Artiglieria polacca in azione durante la campagna del 1939

L'8 settembre i primi carri armati tedeschi giunsero alle porte di Varsavia dando il via a una feroce battaglia, mentre la maggior parte dell'esercito polacco veniva metodicamente accerchiata in sacche isolate e annientata nel giro di due o tre settimane. Nel timore di un attacco della Francia da ovest, i tedeschi decisero di accelerare i tempi della sconfitta polacca e cominciarono a colpire Varsavia con una serie di bombardamenti a tappeto; come conseguenza, nell'arco di una ventina di giorni la città riportò quasi 26 000 morti e oltre 50 000 feriti tra la popolazione civile. Da quel momento, il conflitto assunse il carattere di una guerra totale: militari e civili furono ugualmente coinvolti, lottando disperatamente per la vittoria e la sopravvivenza.
Il 17 settembre, in linea con quanto previsto nel patto Molotov-Ribbentrop, l'Unione Sovietica invase la Polonia da est incontrando scarsa resistenza, ma Regno Unito e Francia non dichiararono guerra all'U.R.S.S. come già fatto contro la Germania un paio di settimane prima. L'attacco sovietico segnò definitivamente il destino della Polonia: con la popolazione civile ridotta allo stremo, Varsavia si arrese ai tedeschi il 27 settembre 1939; l'esercito polacco fu completamente disarmato entro il 6 ottobre, anche se alcuni reparti riuscirono a rifugiarsi via Romania in Francia dove, il 30 settembre, si era costituito un governo in esilio della Polonia. I territori polacchi finirono spartiti tra tedeschi e sovietici, i quali istituirono durissimi regimi di occupazione responsabili di decine di migliaia di morti.

#### La "strana guerra"

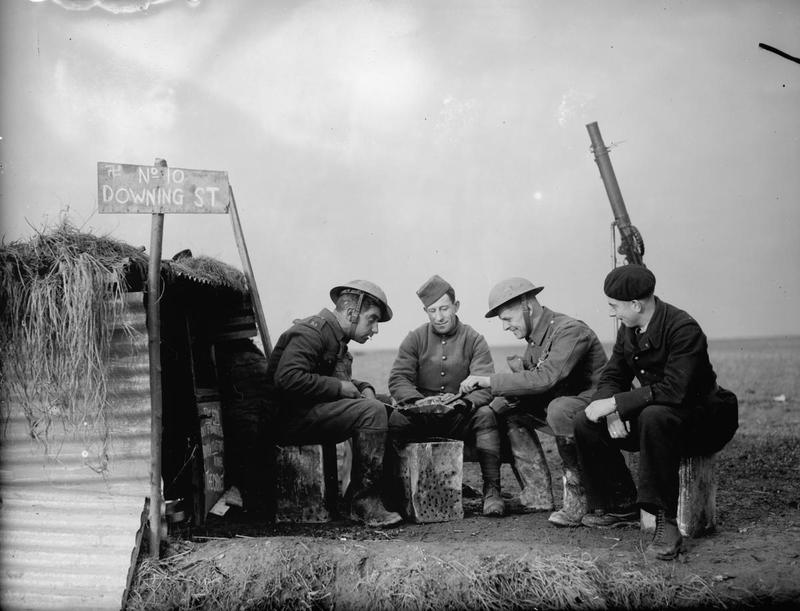
Novembre 1939, soldati britannici e francesi giocano a carte durante il periodo della "strana guerra"

Mentre a est la Polonia finiva annientata, la situazione sul fronte occidentale rimase fondamentalmente tranquilla: a parte qualche scaramuccia, tanto i francesi (affiancati dopo pochi giorni da una British Expeditionary Force) quanto i tedeschi adottarono una strategia difensiva, non impegnandosi in scontri campali di vasta portata e rimanendo al coperto dei rispettivi sistemi fortificati di frontiera (la Linea Maginot e la Linea Sigfrido). Questo periodo di conflitto senza ostilità, protrattosi per diversi mesi, passò quindi alla storia come la "strana guerra" (in tedesco Sitzkrieg, "guerra seduta"; in francese drôle de guerre, "guerra buffa"; in inglese bore war, "guerra noiosa").
Dal settembre 1939 all'aprile 1940, le prime battaglie tra Germania e anglo-francesi avvennero quasi esclusivamente nei mari e nei cieli. La Kriegsmarine tedesca si mobilitò per intercettare il traffico marittimo per e dal Regno Unito, onde mettere in difficoltà l'economia e la popolazione britannica: i tedeschi impiegarono sommergibili U-Boot e navi da guerra contro il traffico commerciale nemico, mentre la Royal Navy si attivò per pattugliare le rotte dal Mare del Nord all'Oceano Atlantico. I tedeschi ottennero alcuni importanti successi iniziali, come l'affondamento della portaerei HMS Courageous a opera dell'U-29 il 17 settembre 1939 nel Mare del Nord, o il siluramento il 14 ottobre della corazzata HMS Royal Oak a Scapa Flow a opera dell'U-47; ma anche gli Alleati realizzarono a loro volta un successo inducendo, il 17 dicembre, la corazzata tascabile Admiral Graf Spee ad auto-affondarsi a Montevideo dopo essere stata danneggiata nel corso della battaglia del Río de la Plata. La Kriegsmarine si rese responsabile anche di un grave incidente diplomatico, quando la sera del 3 settembre 1939 l'U-30 affondò, probabilmente per un errore di identificazione, il transatlantico SS Athenia con 1 103 civili a bordo, tra i quali 300 cittadini dei neutrali Stati Uniti.
Nel tentativo di ostacolare le operazioni della Kriegsmarine, nell'arco di vari mesi fra il 1939 e il 1940 la Royal Air Force effettuò numerosi raid di bombardieri contro le basi navali tedesche, le fabbriche di U-Boot, i cantieri navali e i depositi di munizioni navali, in particolare a Wilhelmshaven e Kiel. Le conseguenti battaglie aeree contro la Luftwaffe furono molto sanguinose: la RAF arrivò a perdere fino al 50% dei velivoli a ogni sortita, poiché i britannici non disponevano di caccia a lungo raggio per scortare i bombardieri e difenderli efficacemente dagli intercettori della Luftwaffe, come messo in luce il 18 dicembre 1939 durante la battaglia della Baia di Helgoland.

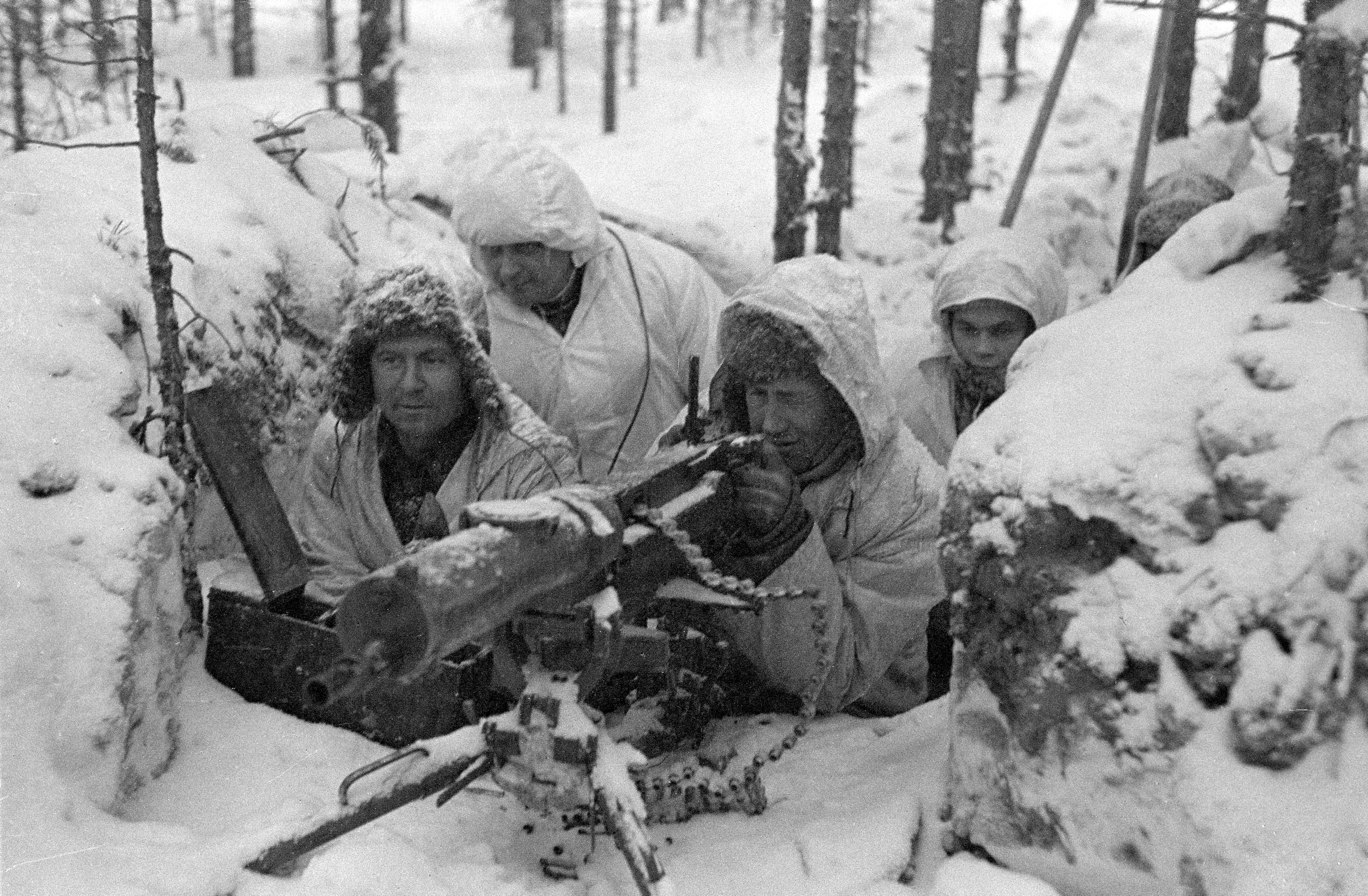
Soldati finlandesi durante la guerra d'inverno

Mentre a occidente la situazione stagnava, a oriente l'Unione Sovietica portò avanti i suoi aggressivi programmi di espansione territoriale concordati nel patto Molotov-Ribbentrop. Tra il settembre e l'ottobre 1939, con una serie di diktat l'URSS impose alle repubbliche baltiche (Estonia, Lettonia e Lituania) di ospitare sul proprio territorio ampi contingenti di truppe sovietiche; ciò portò poi, nell'agosto 1940, a una vera e propria annessione delle repubbliche baltiche all'Unione Sovietica. Nel frattempo, i sovietici avevano avviato negoziati con il governo della Finlandia per ottenere alcune modifiche delle frontiere e la cessione di basi militari sul suolo finnico; davanti al rifiuto del governo di Helsinki, il 30 novembre 1939 l'URSS dichiarò guerra alla Finlandia dando avvio alla cosiddetta "guerra d'inverno". Il conflitto mise in luce lo stato di profonda impreparazione bellica dell'Armata Rossa: privati di numerosi ufficiali a seguito delle "grandi purghe" staliniane degli anni 1930, i reparti sovietici si rivelarono scarsamente equipaggiati e poveramente addestrati, subendo ripetute sconfitte da parte dei finlandesi. Alla fine, il mero peso numerico degli attaccanti portò a uno sfondamento del fronte finnico in Carelia, ma per non rischiare il completo isolamento diplomatico Stalin accettò d'intavolare trattative di pace. Il 12 marzo 1940 si giunse così al Trattato di Mosca: l'Unione Sovietica ottenne i territori richiesti, ma la Finlandia conservò la sua indipendenza.

#### La Germania punta a occidente

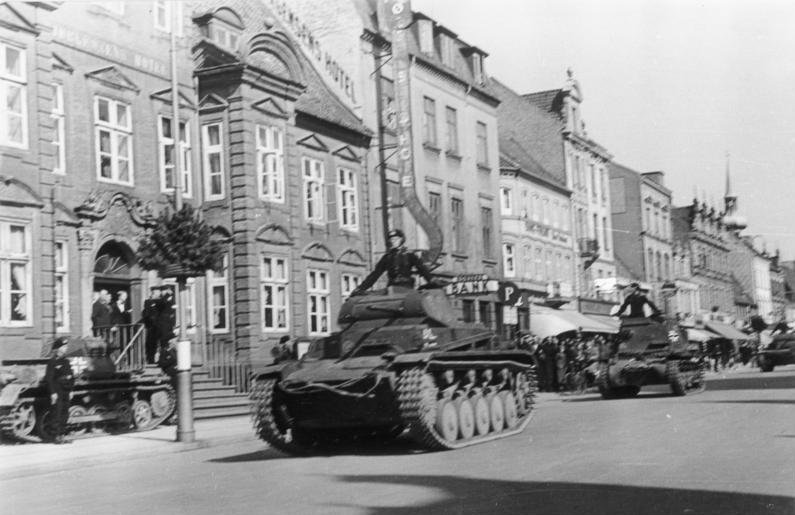
Aprile 1940, Panzer II tedeschi a Copenaghen.

La "strana guerra" ebbe una brusca interruzione il 9 aprile 1940, quando la Germania lanciò l'invasione della Danimarca e della Norvegia (operazione Weserübung): gli aeroporti danesi erano importanti per assicurare la difesa aerea del cuore della Germania, mentre dal porto norvegese di Narvik passava un'importante rotta di rifornimento che portava ai tedeschi il minerale ferroso estratto in Svezia; gli stessi anglo-francesi stavano progettando il minamento delle acque norvegesi per interrompere questa rotta (operazione Wilfred), ma furono battuti sul tempo dai tedeschi. La Danimarca capitolò in poche ore dopo una resistenza solo simbolica, mentre i norvegesi opposero una dura resistenza; contingenti di truppe britanniche, francesi e polacche furono inviati ad aiutare la Norvegia, ma l'operazione si rivelò mal progettata e carente di risorse adeguate. Nonostante le forti perdite (la Kriegsmarine perse buona parte delle sue principali unità da combattimento di superficie) i tedeschi furono ben presto in grado di portare a compimento l'occupazione del paese e a indurre alla ritirata gli Alleati entro il 10 giugno.

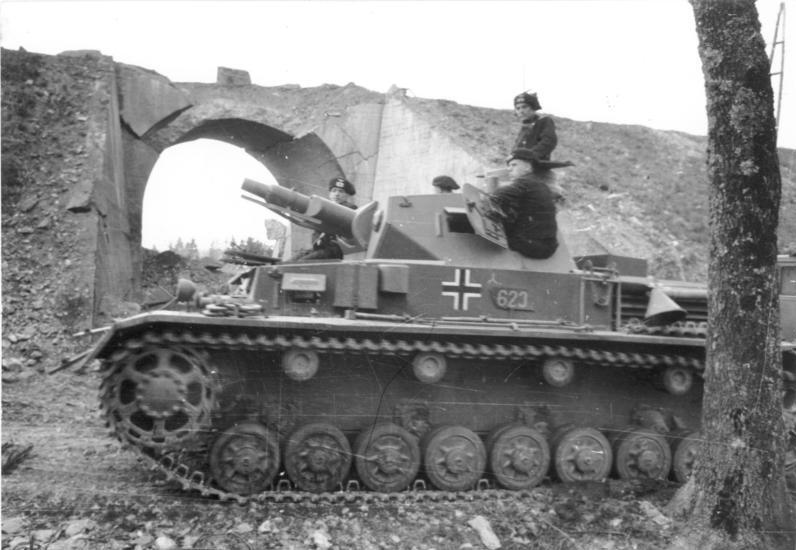
Un Panzer IV avanza sul fronte occidentale

Mentre la campagna norvegese era ancora in svolgimento, il 10 maggio 1940 la Wehrmacht sferrò la lungamente pianificata offensiva sul fronte occidentale (Fall Gelb) attaccando simultaneamente Paesi Bassi, Belgio e Lussemburgo. L'offensiva fu una straordinaria dimostrazione di potenza militare: il cuneo corazzato tedesco, raggruppato nella regione delle Ardenne al comando del generale Paul Ludwig Ewald von Kleist e composto da oltre 2 500 carri armati divisi in sette Panzer-Division, penetrò fulmineamente in Belgio spazzando via le deboli difese alleate; già la notte del 12 maggio la 7. Panzer-Division del generale Erwin Rommel sbucò sulla Mosa a Dinant, dove erano schierate le principali forze francesi, passando subito all'attacco per attraversare il fiume. In soli tre giorni i panzer tedeschi formarono profonde teste di ponte a ovest della Mosa, mentre i carri armati del generale Heinz Guderian sbaragliarono le deboli resistenze francesi a Sedan.

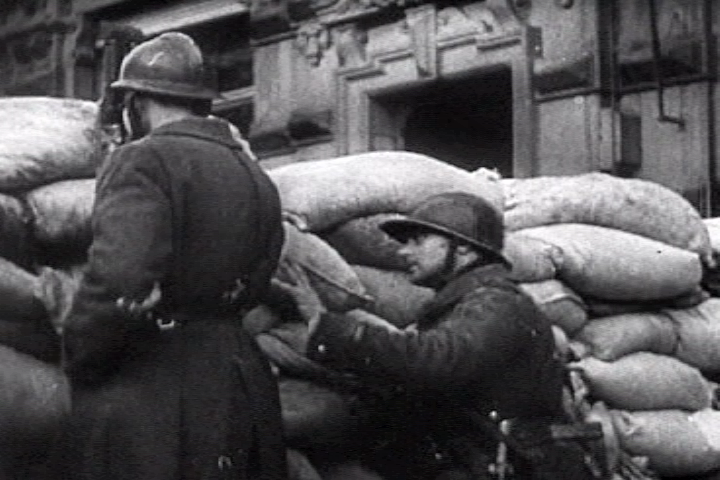
Una barricata delle truppe francesi durante gli scontri del 1940

Dopo aver respinto alcuni sconnessi tentativi di contrattacco delle scarse riserve corazzate francesi, a partire dal 16 maggio i panzer ebbero via libera a ovest della Mosa, lanciandosi attraverso la pianura franco-belga in direzione delle coste de La Manica; il raggruppamento anglo-francese penetrato in Belgio rischiò di essere tagliato fuori e di venire completamente distrutto. I tentativi di contrattacco dei britannici ad Arras il 21 maggio, a nord del corridoio tedesco, e dei francesi sulla Somme a sud fallirono. I panzer ebbero via libera e, fin dal 20 maggio, i primi reparti corazzati raggiunsero le coste della Manica ad Abbeville; quasi 600 000 soldati anglo-francesi furono accerchiati e intrappolati tra il mare e l'esercito tedesco. La situazione peggiorò ulteriormente dopo l'improvvisa resa dell'esercito belga il 28 maggio, che lasciò scoperte le difese alleate nella sacca; i Paesi Bassi, sotto attacco dal 10 maggio da parte di forze corazzate e da paracadutisti tedeschi lanciatisi su L'Aia e sui numerosi ponti e dighe, avevano già abbandonato la lotta il 15 maggio.
Il 26 maggio il nuovo primo ministro del Regno Unito Winston Churchill autorizzò il corpo di spedizione britannico a ripiegare senza indugio verso la costa e il porto di Dunkerque, dove in seguito si radunò una numerosa flotta di navi militari, mercantili e naviglio privato civile per l'evacuazione dei soldati. Le colonne corazzate tedesche giunte fino al mare avevano progredito lungo la costa verso nord in direzione di Boulogne, Calais e Dunkerque, ma il 24 maggio per ordine di Hitler, ma con l'approvazione di von Rundstedt e von Kluge, venne imposto di fermare l'avanzata dei panzer arrivati ormai al limite della capacità logistica e bisognosi di riparazioni, e di proseguire solo con la fanteria e l'aviazione per l'eliminazione della sacca di Dunkerque. La decisione di Hitler rifletteva anche la volontà dello stato maggiore tedesco di risparmiare le sue forze migliori in vista delle future campagne, lasciando alla Luftwaffe il compito di impedire l'evacuazione.

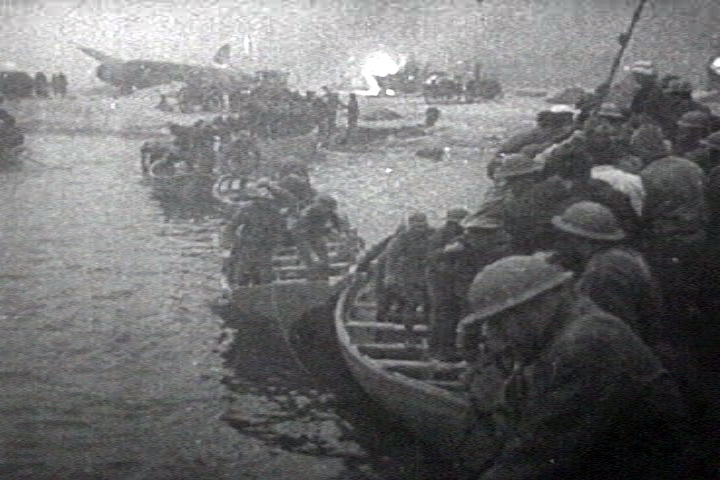
Una fase drammatica della ritirata britannica a Dunkerque

Dal 26 maggio al 4 giugno le forze anglo-francesi riuscirono in gran parte a trarsi in salvo da Dunkerque (operazione Dynamo) grazie all'abnegazione della flotta, bersagliata dalla Luftwaffe, alla resistenza dei reparti di retroguardia e all'efficace intervento della RAF, i cui aerei giungevano dalle vicine basi in Inghilterra. I tedeschi si lasciarono sfuggire una grossa parte delle truppe alleate accerchiate: furono evacuati, dopo aver abbandonato tutte le armi e l'equipaggiamento, circa 338 000 soldati alleati di cui circa 110 000 francesi; altri 40 000 soldati (principalmente francesi) rimasero nella sacca e furono catturati. I circa 220 000 britannici scampati avrebbero costituito il nucleo di truppe esperte su cui ricostruire l'esercito per il proseguimento della guerra.
Il bilancio finale della prima fase della campagna di Francia fu trionfale per la Germania e per Hitler: circa 75 divisioni alleate erano state distrutte, tra cui le migliori divisioni francesi e britanniche, 1 200 000 uomini furono fatti prigionieri e un'enorme quantità di armi ed equipaggiamenti vennero catturati; il Belgio e i Paesi Bassi furono costretti alla resa, l'esercito britannico era stato cacciato dal continente, la Francia era ormai sola e ridotta in grave inferiorità numerica e di armamenti. Tutto questo al costo di soli 10 000 morti e 50 000 tra feriti e dispersi.

#### La resa della Francia e l'entrata in guerra dell'Italia

L'esercito tedesco a Parigi

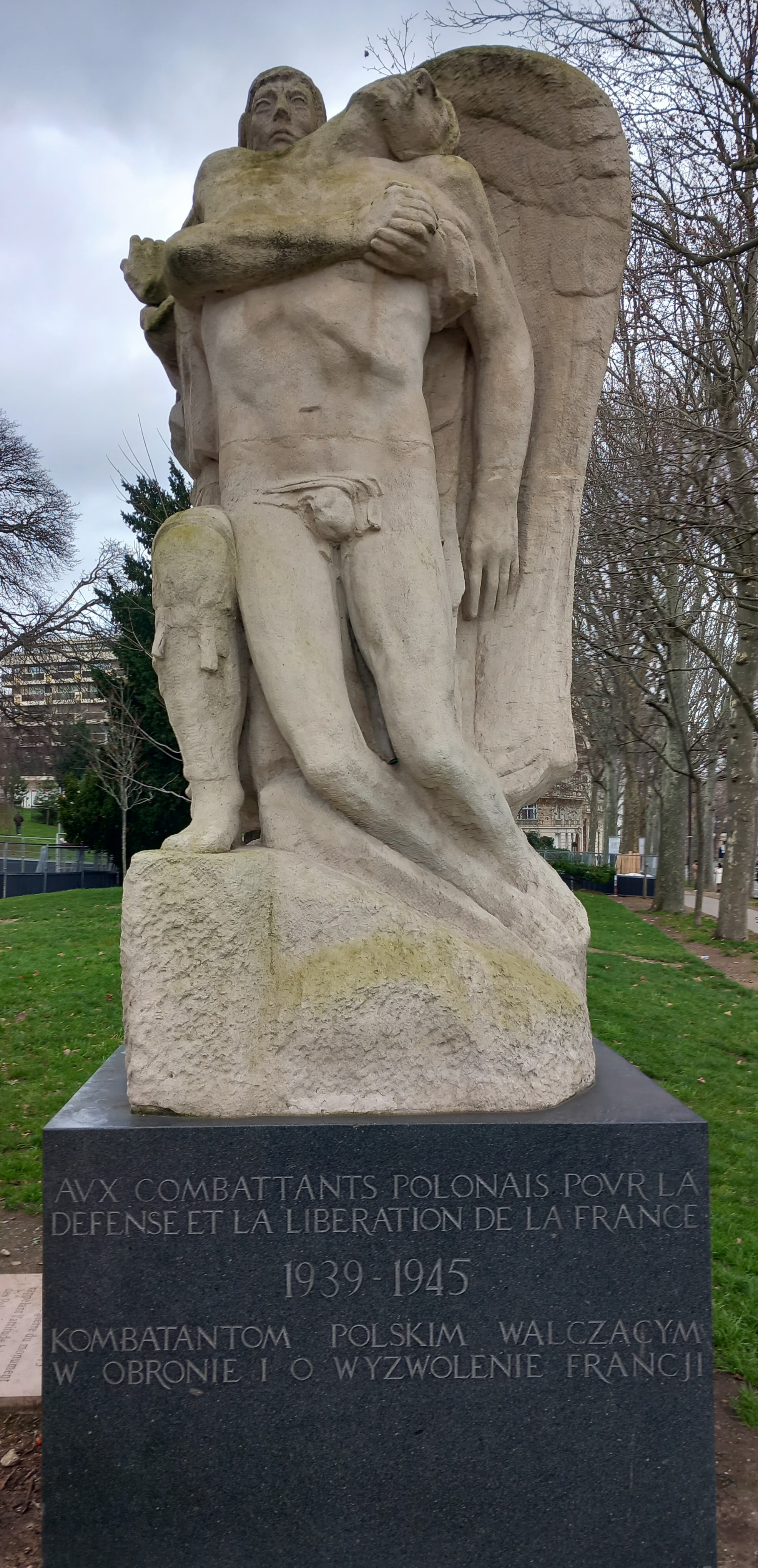
Monumento ai caduti polacchi per la difesa e la liberazione della Francia a Parigi

Il 5 giugno 1940 i tedeschi diedero inizio alla battaglia per la conquista di Parigi e, temendo che l'Italia potesse restare esclusa dal "tavolo della pace", il 10 giugno Mussolini portò il paese in guerra contro gli Alleati. Le forze italiane, indebolite dai precedenti impegni in Etiopia e in Spagna, non erano però ancora pronte a sostenere un conflitto deficitando gravemente di preparazione e armamenti moderni, ma queste contestazioni furono sbrigativamente rigettate da Mussolini, conscio della situazione italiana ma convinto di un'imminente vittoria tedesca e quindi dell'impellente necessità di entrare in guerra per motivi di prestigio personale e di convenienza geopolitica. L'esordio bellico delle forze italiane non fu dei migliori: il 14 giugno la flotta francese bombardò Vado Ligure e il porto di Genova senza che la Regia Marina italiana riuscisse a intervenire, mentre una raffazzonata offensiva nelle Alpi Occidentali sferrata il 21 giugno dal Regio Esercito si arenò contro le fortificazioni di frontiera francesi portando solo a miseri guadagni territoriali.
Nel frattempo, il 10 giugno, i tedeschi attraversarono la Senna mentre l'esercito francese si ritirava disordinatamente oltre la Loira; il governo francese si trasferì a Tours, lasciando Parigi ai tedeschi che la occuparono incontrastati il 14 giugno. Nella notte del 16 giugno il presidente del consiglio Paul Reynaud si dimise e il potere passò all'anziano maresciallo Philippe Pétain, eroe della prima guerra mondiale; il nuovo governo francese presentò subito la richiesta di armistizio. Le trattative tra tedeschi e francesi portarono quindi alla stipula il 22 giugno dell'armistizio di Compiègne; le condizioni di resa furono pesanti: Parigi e tutta la Francia settentrionale e occidentale affacciata sulle coste della Manica e dell'Atlantico fu occupata dai tedeschi, non furono resi i prigionieri, le spese di occupazione furono fissate a discrezione del vincitore e l'esercito francese dovette essere ridotto a 100 000 uomini; la Francia centro-meridionale con le sue colonie rimase indipendente, e Pétain insediò il suo governo nella cittadina di Vichy dando vita al cosiddetto "Governo di Vichy". Il 24 giugno Francia e Italia siglarono a loro volta un secondo armistizio, dai termini più miti: fu imposta la smilitarizzazione del confine franco-italiano e all'Italia vennero ceduti i pochi lembi di territorio conquistati in giugno.

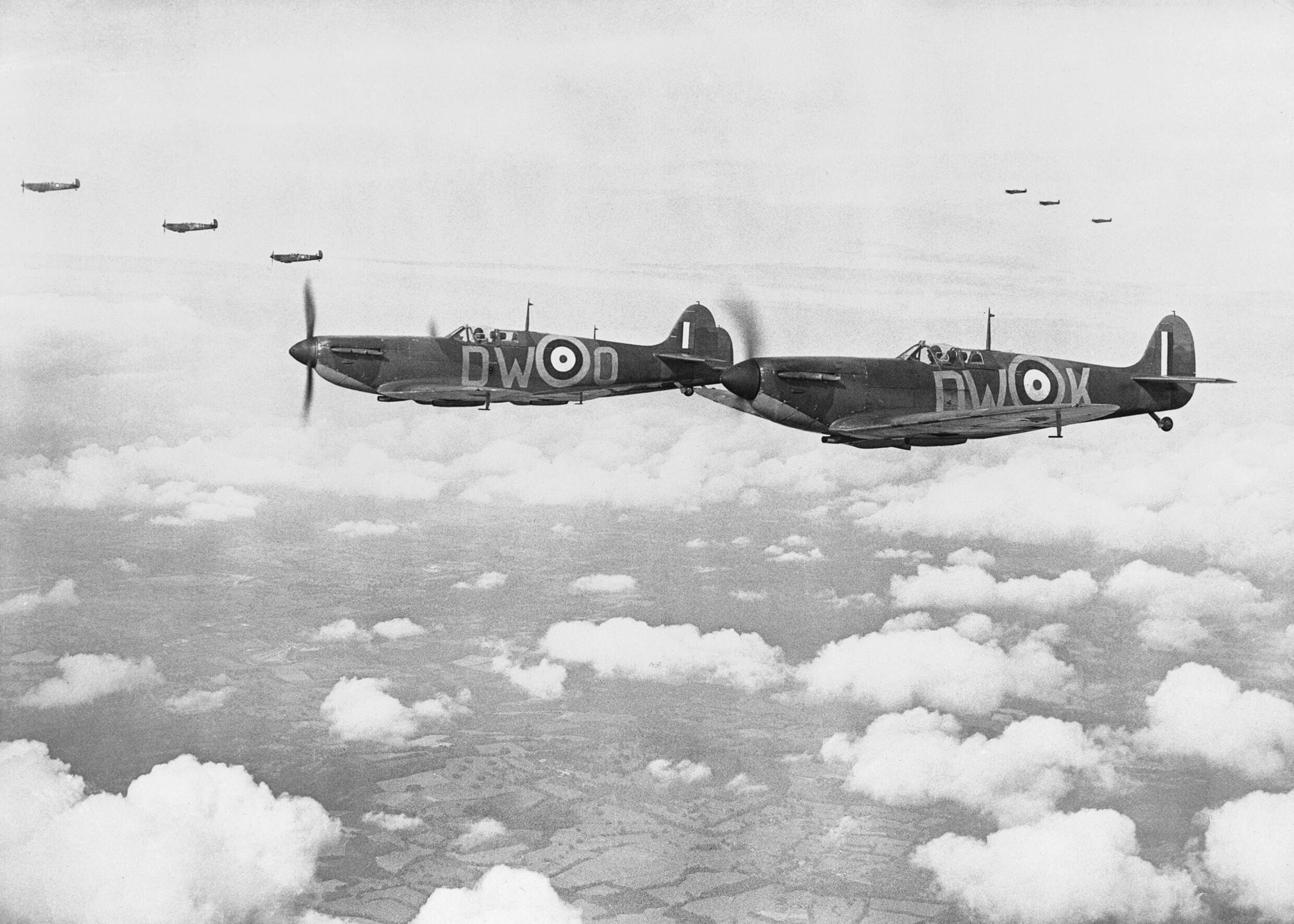
Caccia britannici Supermarine Spitfire in volo; l'aereo fu il protagonista della battaglia d'Inghilterra

La capitolazione da parte del governo di Vichy non fu senza opposizione: da Londra dove aveva trovato rifugio, il generale Charles de Gaulle, già sottosegretario di Stato alla difesa del gabinetto Reynaud, proclamò con un appello radiofonico il 18 giugno la sua intenzione di proseguire la lotta contro i tedeschi, fondando il movimento della Francia libera e iniziando a raccogliere le forze francesi. Neanche il primo ministro britannico Churchill si mostrò propenso a interrompere le ostilità contro la Germania: nonostante le assicurazioni francesi che in nessun caso la flotta da battaglia sarebbe stata consegnata ai tedeschi o agli italiani, la Royal Navy ricevette ordine da Churchill di procedere a internare e neutralizzare le navi francesi se necessario anche con la forza. Come risultato, il 3 luglio i britannici bombardarono le navi francesi ancorate nelle basi algerine di Mers-el-Kébir e Orano, causando oltre mille morti tra i loro equipaggi; l'azione non giocò a beneficio degli sforzi di de Gaulle di aumentare le forze della Francia Libera, ma testimoniò l'impavida risolutezza del Regno Unito e del suo governo a dispetto della situazione di isolamento, con benefici effetti sul morale dell'opinione pubblica britannica e anche statunitense.
Non trovando terreno fertile per una pace con il Regno Unito, Hitler cominciò a considerare l'idea di invadere le isole britanniche; tuttavia, per preparare la gigantesca operazione di sbarco denominata in codice operazione Leone marino, i tedeschi dovevano prima ottenere il controllo dei cieli britannici e indebolire le difese costiere dell'isola. A partire dal 10 luglio 1940 la Luftwaffe diede inizio a una serie di incursioni diurne e notturne contro le basi aeree della Royal Air Force, nonché contro le difese costiere, i porti e le industrie di aerei e armamenti del Regno Unito. La campagna, passata alla storia con il nome di "battaglia d'Inghilterra", vide un'intensa serie di scontri aerei tra la Luftwaffe e la RAF; ottimamente supportati da una rete di stazioni radar allestita lungo la costa, la Chain home, i britannici riuscirono a infliggere perdite sempre più insostenibili ai tedeschi finché, il 31 ottobre 1940, lo stesso Hitler decise di rinviare l'invasione a tempo indeterminato.

#### La guerra in Africa e nel Mediterraneo

L'incrociatore italiano Zara apre il fuoco durante la battaglia di Punta Stilo

L'entrata in guerra dell'Italia portò all'apertura di diversi teatri bellici in Africa e nell'area del mar Mediterraneo. La Regia Marina italiana ebbe come compito principale quello di contrastare la presenza navale britannica nel Mediterraneo, rappresentata dalla Force H di base a Gibilterra e dalla Mediterranean Fleet dislocata ad Alessandria d'Egitto; tanto i britannici che gli italiani concepivano il conflitto navale come ricerca e conduzione di una battaglia decisiva tra i nuclei centrali delle due flotte, ma rimasero ben presto delusi: il primo di questi scontri, la battaglia di Punta Stilo il 9 luglio 1940, fu un'azione fugace e assolutamente non risolutiva anche per la prudenza dei rispettivi comandanti, che non volevano rischiare perdite catastrofiche.
La guerra navale del Mediterraneo si strutturò ben presto come una gigantesca battaglia di convogli: da un lato, la Regia Marina doveva garantire il flusso dei rifornimenti verso la Libia italiana, dall'altro i britannici dovevano sostenere la difesa della strategica isola di Malta, importante base aeronavale posta proprio al centro del Mediterraneo e posta sotto assedio dalle forze dell'Asse. La maggior parte delle azioni belliche in Mediterraneo risultarono quindi il frutto del tentativo di uno dei contendenti di insidiare i convogli di rifornimento dell'altro e di proteggere i propri; non mancarono comunque azioni più audaci: i sabotatori subacquei della Xª Flottiglia MAS italiana tentarono varie incursioni, con alternanza di successi e fallimenti, contro gli ancoraggi di Gibilterra e Alessandria, mentre nella notte tra l'11 e il 12 novembre aerei britannici decollati dalla portaerei HMS Illustrious andarono a colpire la grande base di Taranto mettendo fuori uso tre corazzate italiane.

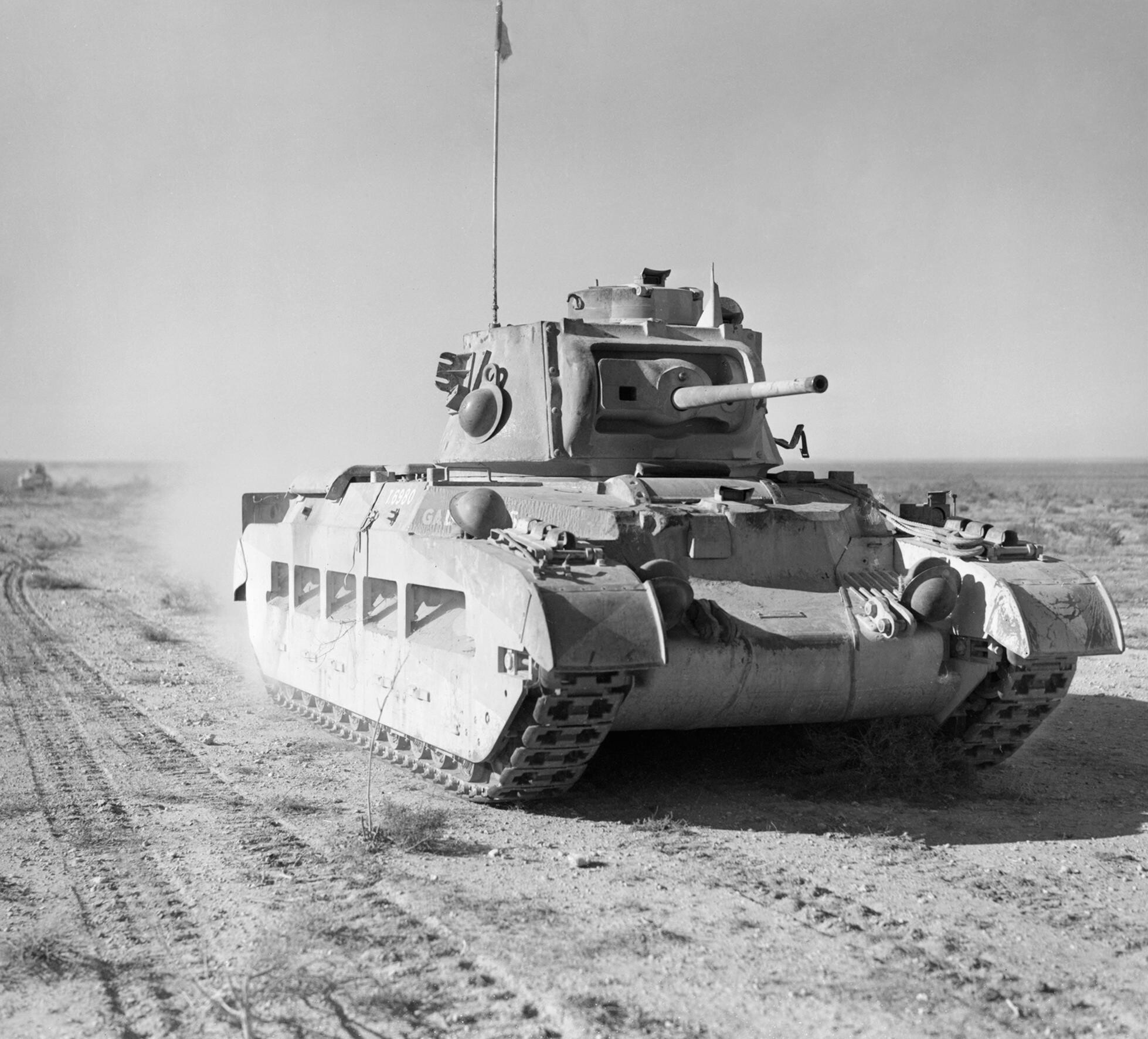
Un carro britannico Mk II Matilda in movimento nel deserto libico-egiziano

Le colonie italiane in Africa furono ben presto teatro di ampi scontri. Desideroso di ottenere risultati da contrapporre ai successi tedeschi, Mussolini ordinò alle forze schierate in Libia di invadere l'Egitto nel settembre 1940, paese neutrale ma occupato da ampie forze britanniche che difendevano lo strategico canale di Suez. L'avanzata delle truppe del maresciallo Rodolfo Graziani, ostacolate dalla mancanza di mezzi motorizzati, si arrestò a Sidi Barrani ad appena 90 km oltre il confine, esponendosi però al contrattacco delle forze britanniche del generale Archibald Wavell, meccanizzate e ben addestrate alla guerra nel deserto. L'offensiva britannica (operazione Compass), lanciata a partire dall'8 dicembre, fu un successo ben oltre ogni aspettativa: le forze di Graziani furono accerchiate e distrutte e l'avanzata proseguì oltre il confine fino in Cirenaica, portando alla caduta delle piazzeforti di Tobruch e Bengasi e alla cattura di 130 000 prigionieri italiani al prezzo di soli 2 000 morti e feriti tra i reparti britannici.
La vasta colonia dell'Africa Orientale Italiana aveva un destino segnato: praticamente isolata dalla madrepatria fin dal giorno dell'entrata in guerra e circondata da territori in mano ai britannici, il massimo che poteva ottenere era di prolungare il più possibile la resistenza. Dopo limitate operazioni offensive, che portarono all'occupazione della piccola colonia della Somalia britannica, gli italiani dovettero subire gli attacchi concentrici delle forze alleate (britannici, indiani, sudafricani e guerriglieri etiopi): sconfitti nella battaglia di Cheren tra febbraio e marzo 1941, gli italiani dovettero abbandonare in mano al nemico Addis Abeba il 6 aprile. L'ultima piazzaforte italiana a cadere fu Gondar, dopo una strenua difesa, il 27 novembre 1941.
Altre zone dell'Africa videro operazioni su più piccola scala. De Gaulle era desideroso di portare le vaste colonie africane del suo paese sotto le bandiere della Francia Libera, ma un tentativo di sbarcare reparti "gollisti" a Dakar il 23-25 settembre 1940 con l'appoggio della flotta britannica fu respinto con la forza dalle truppe fedeli al governo di Vichy in una serie di scontri fratricidi tra francesi. I francesi liberi ebbero più fortuna in novembre, quando con una breve campagna si assicurarono il controllo delle colonie dell'Africa Equatoriale Francese.

### 1941

#### I Balcani

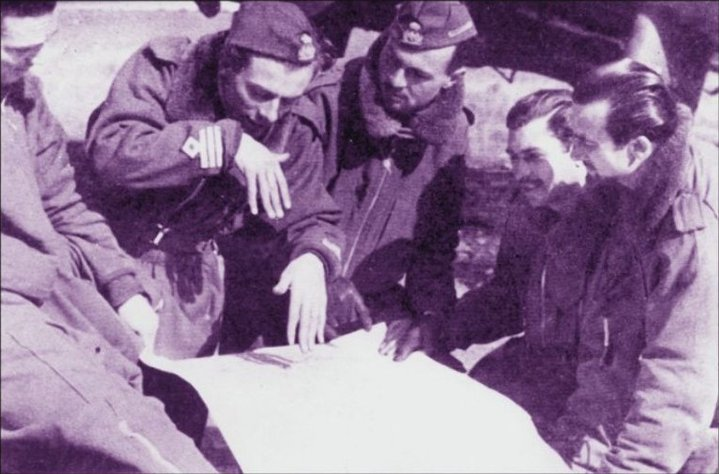
L'asso Giuseppe Cenni mostra la sequenza dei tuffi con gli Stuka durante la Campagna di Grecia. Tutti i piloti della 239ª Sq., e che sono ritratti nella foto, perderanno la vita in azione di guerra. (Gennaio 1941, Galatina)

Il 28 ottobre 1940, su personale iniziativa di Mussolini e senza avvisare l'alleato tedesco, l'Italia attaccò la Grecia partendo dalle basi in Albania. L'iniziativa nasceva principalmente dalle esigenze di prestigio del Duce, ossia ottenere un successo militare da contrapporre ai trionfi di Hitler. L'attacco alla nazione ellenica era basato sul presupposto che la Grecia sarebbe crollata senza combattere; organizzato frettolosamente, con mezzi e truppe insufficienti e sferrato in condizioni climatiche pessime, l'attacco si rivelò molto più difficile del previsto: i greci non solo si difesero accanitamente ma, sfruttando le caratteristiche del terreno, respinsero le truppe italiane e passarono al contrattacco rigettandole all'interno dell'Albania, dove il fronte si stabilizzò.
I britannici intervennero a favore dei greci dispiegando sul suolo ellenico reparti della RAF. Ciò impensierì i tedeschi, visto che gli aerei britannici si trovavano ora in ottima posizione per attaccare i campi petroliferi di Ploiești in Romania, da cui la Germania otteneva gran parte dei rifornimenti di carburante; dopo aver forzato con manovre diplomatiche l'adesione di Ungheria, Romania e Bulgaria allo schieramento dell'Asse, all'inizio del 1941 truppe tedesche iniziarono ad ammassarsi al confine greco-bulgaro in vista di un'invasione. Un altro obiettivo dei tedeschi era il Regno di Jugoslavia, la cui adesione all'Asse era importante per completare la messa in sicurezza dei Balcani e permettere il rapido rischieramento delle forze tedesche dalla Grecia onde non far tardare i preparativi dell'invasione dell'Unione Sovietica, prevista per l'estate del 1941; il 25 marzo 1941, dopo forti pressioni diplomatiche tedesche, il reggente di Jugoslavia Paolo Karađorđević siglò l'adesione del paese al Patto tripartito, ma solo due giorni più tardi un colpo di stato a Belgrado portò alla deposizione di Paolo e all'instaurazione di un governo antitedesco. Infuriato, Hitler ordinò immediatamente di includere la Jugoslavia nell'imminente intervento militare tedesco nei Balcani.

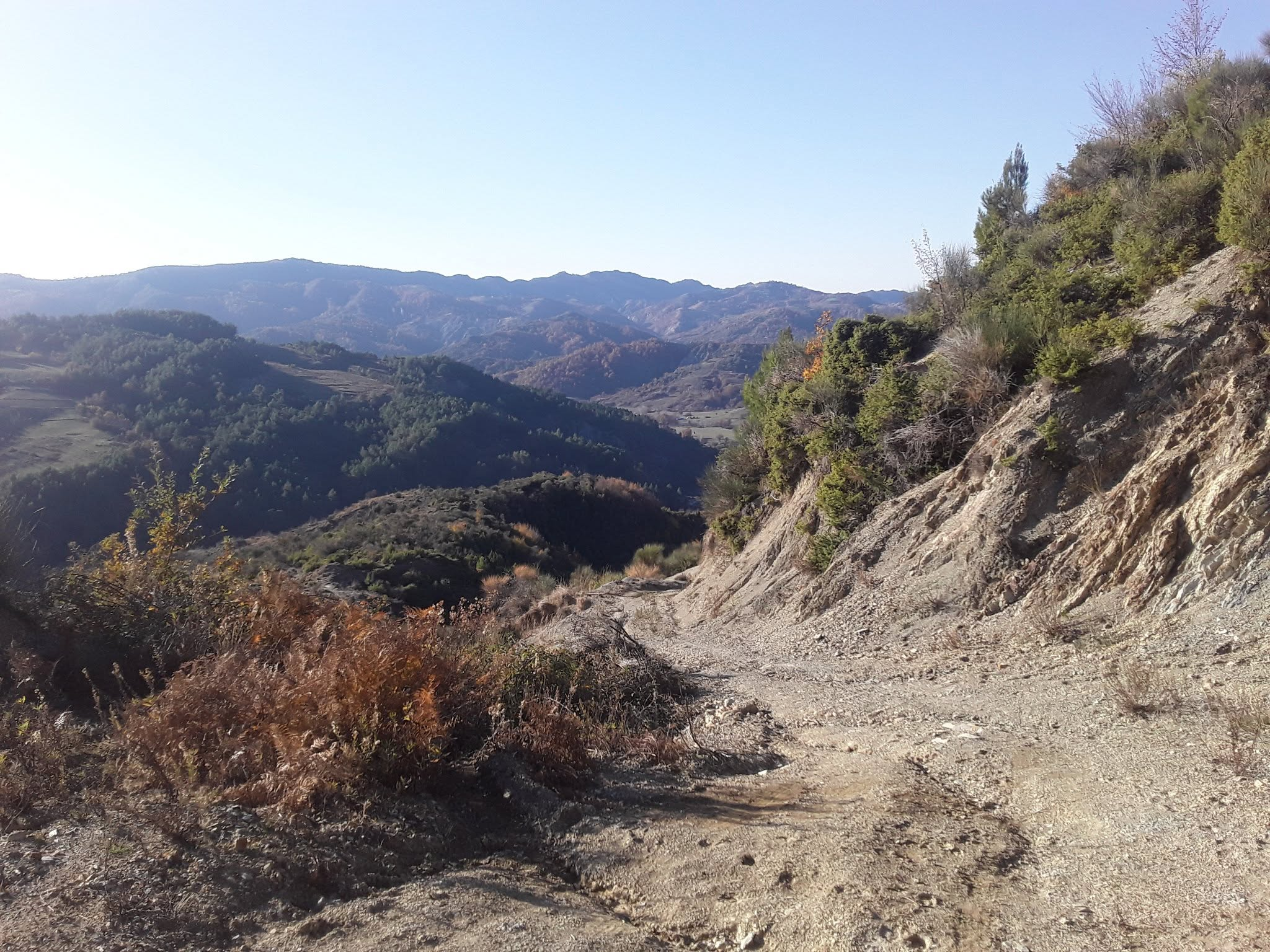
Soldati italiani in azione durante l'inverno in Albania

Il 6 aprile le forze dell'Asse lanciarono l'invasione della Jugoslavia: mentre la Luftwaffe si accaniva in un violento bombardamento su Belgrado, colonne di truppe e carri tedeschi si riversarono oltre la frontiera partendo dalle loro basi in Bulgaria, in Romania e in Austria seguite da forze italiane dalla Venezia-Giulia e dall'Albania e da unità ungheresi nella Voivodina. L'esercito jugoslavo schierava circa un milione di uomini, ma era scarsamente equipaggiato di armamenti moderni e doveva coprire l'intera estensione delle frontiere nazionali; contrasti etnici tra croati e serbi minarono la coesione interna dei reparti jugoslavi, che furono rapidamente debellati in un nuovo sfoggio delle dottrine della Blitzkrieg: Belgrado fu occupata il 12 aprile e i comandi jugoslavi firmarono la capitolazione il 17 aprile. L'intera campagna jugoslava era costata ai tedeschi 150 caduti.

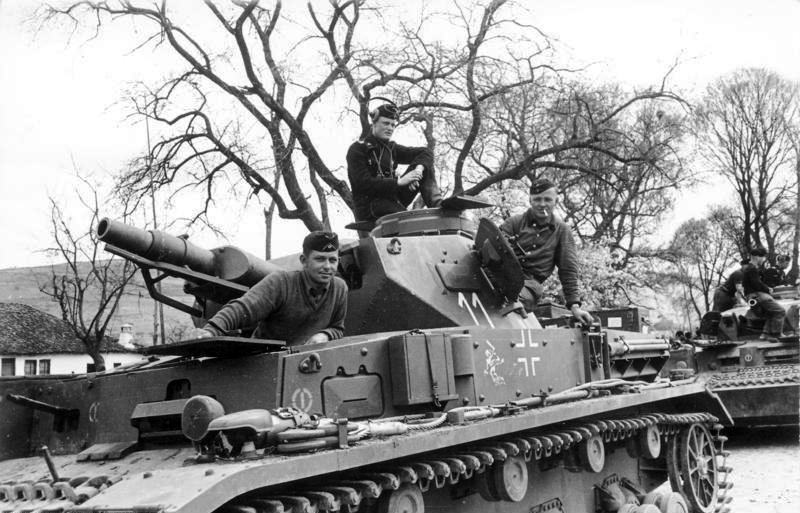
Carri armati tedeschi in marcia nei Balcani

Contemporaneamente all'attacco alla Jugoslavia, truppe tedesche diedero il via all'invasione della Grecia partendo dalla Bulgaria. Un corpo di spedizione britannico sotto il generale Henry Maitland Wilson, tratto dalle forze di Wavell in Cirenaica, fu inviato a sostegno dei reparti greci del generale Alexandros Papagos, ma poté fare poco per arrestare la marcia dei panzer tedeschi appoggiati dalla Luftwaffe: lo schieramento anglo-greco fu aggirato dai tedeschi passando per la Macedonia e, mentre i britannici avviavano l'evacuazione dei loro reparti dai porti del Peloponneso, il 27 aprile Atene cadde in mano agli invasori. La campagna fu poi completata dalla violenta battaglia di Creta tra il 20 maggio e il 1º giugno: superando il dominio navale britannico nel Mar Egeo, i tedeschi invasero la strategica isola di Creta tramite massicci lanci di paracadutisti; la Royal Navy dovette nuovamente intervenire per evacuare i reparti alleati, subendo pesanti perdite in continui attacchi aerei italo-tedeschi. Nonostante la perdita di tempo causata dalla campagna balcanica, l'esercito tedesco era ora al massimo della sua efficienza e pronto al grande attacco contro l'Unione Sovietica.

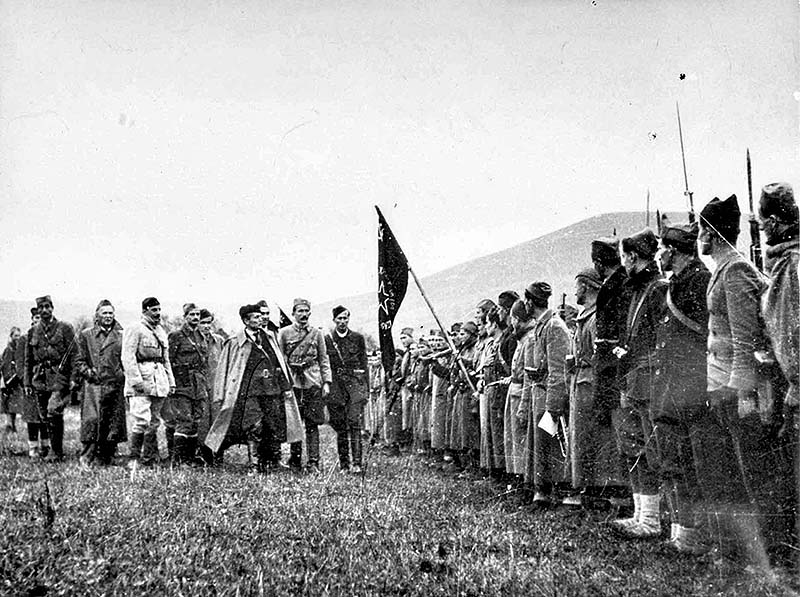
Tito passa in rivista a Bosanski Petrovac i partigiani della 1ª Brigata proletaria

La rapida e schiacciante vittoria delle potenze dell'Asse nei Balcani non segnò la fine della guerra in questo teatro operativo. Già a partire dal giugno 1941 un movimento insurrezionale in Jugoslavia mise subito in difficoltà gli occupanti; i tedeschi dopo la vittoria avevano lasciato solo poche forze in Serbia e contavano soprattutto nella collaborazione del neocostituito Stato Indipendente di Croazia e di formazioni locali di filonazisti, mentre il grosso delle truppe occupanti era fornito dagli italiani. Gli insorti si polarizzarono ben presto in due schieramenti, i partigiani comunisti di Josip Broz Tito e quelli nazionalisti di Draža Mihailović, ben presto divenuti ostili gli uni agli altri; parallelamente alla lotta contro gli occupanti, si sviluppò quindi in Jugoslavia una sanguinosa guerra civile tra comunisti e nazionalisti.

#### L'arsenale della democrazia

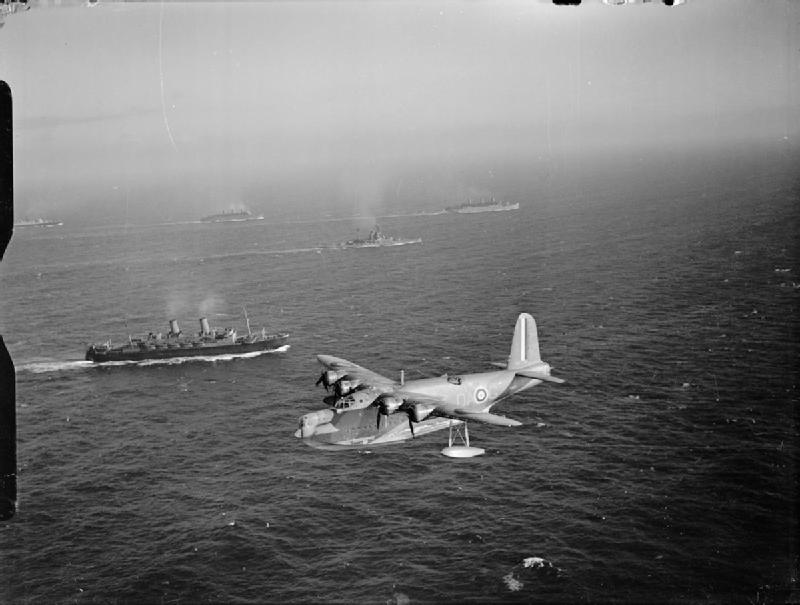
Un idrovolante Short S.25 Sunderland britannico sorvola un convoglio in navigazione nell'Atlantico

Allo scoppio della seconda guerra mondiale nel settembre 1939, gli Stati Uniti d'America avevano adottato una posizione di rigida neutralità: benché il presidente Franklin Delano Roosevelt avesse più volte espresso preoccupazione per l'aggressivo espansionismo adottato da Germania e Giappone, il paese era pervaso da un forte sentimento di isolazionismo e pertanto, nel corso degli anni 1930, il Congresso aveva approvato una serie di "atti di neutralità" che vietavano formalmente agli Stati Uniti qualsiasi coinvolgimento in guerre straniere. Roosevelt, tuttavia, si adoperò con costanza per alleggerire o aggirare i vincoli legislativi che gli impedivano di aiutare il Regno Unito nella sua lotta contro i tedeschi: nel novembre 1939 il presidente ottenne una modifica agli atti di neutralità per consentire il commercio di armi statunitensi con l'estero in cambio di denaro (il cosiddetto Cash and carry); il 2 settembre 1940 seguì invece la stipula del Destroyers for bases agreement, trattato che comportava la cessione alla Royal Navy di una cinquantina di cacciatorpediniere dismessi dalla United States Navy in cambio dell'affitto agli Stati Uniti di alcune basi navali britanniche nell'area dei Caraibi.
L'apice di questa politica di aiuti statunitensi al Regno Unito fu raggiunto con l'approvazione, l'11 marzo 1941, del programma Lend-Lease: questo prevedeva fondamentalmente la cessione a titolo gratuito o con pagamento dilazionato nel tempo di enormi quantità di materie prime, beni industriali ed equipaggiamento militare di ogni tipo (dalle armi leggere ai carri armati, dagli aerei alle navi da guerra) prodotti negli Stati Uniti; il programma, inizialmente rivolto solo a favore di Regno Unito e Cina ma esteso in seguito all'Unione Sovietica e agli alleati minori, avrebbe consentito il trasferimento di beni per un valore di 50 miliardi di dollari, trasformando così gli Stati Uniti, secondo la definizione data dallo stesso Roosevelt, nell'"arsenale delle democrazie". La collaborazione tra Regno Unito e Stati Uniti fu poi suggellata il 14 agosto dalla stipula della Carta Atlantica, nel corso del primo incontro personale tra Roosevelt e Churchill nelle acque di Terranova.

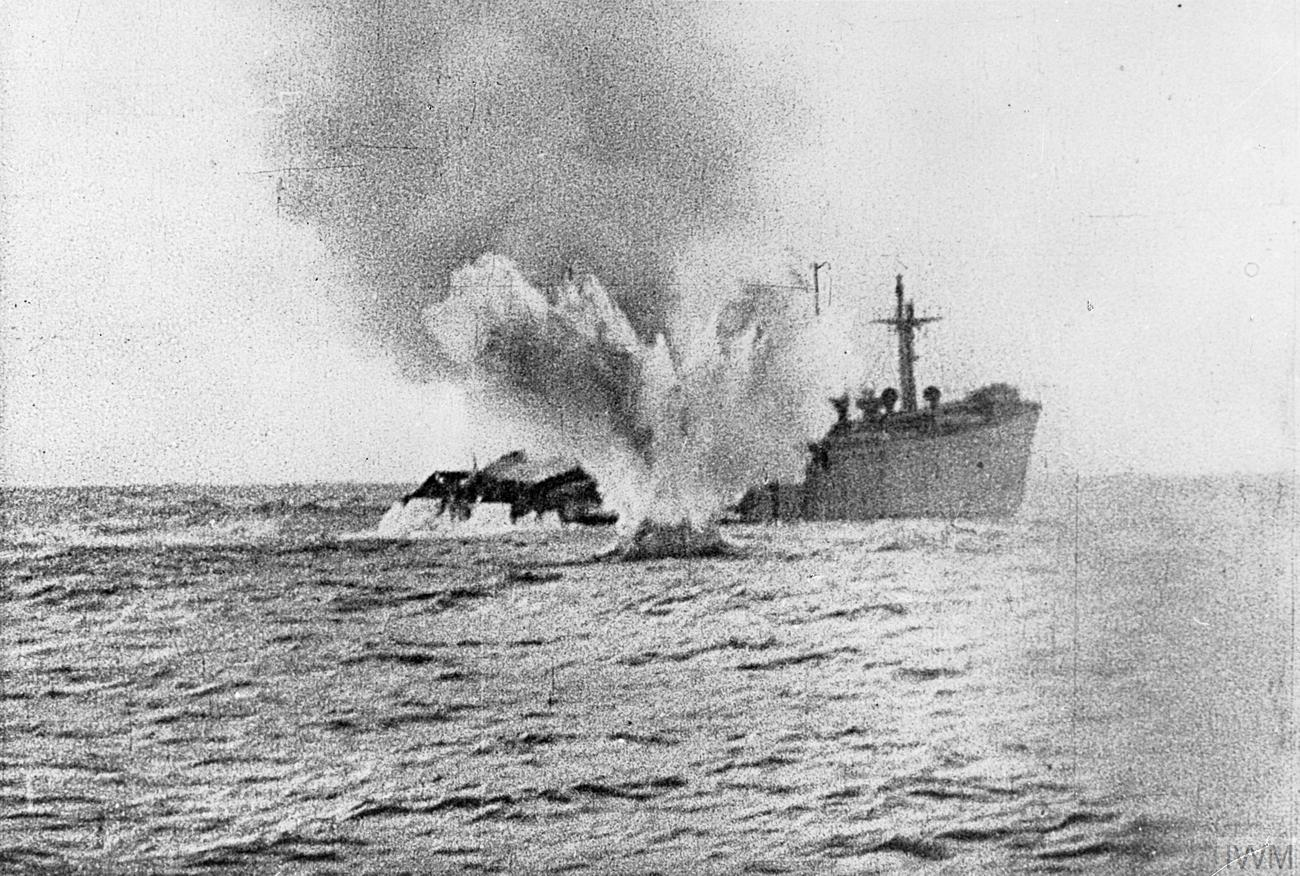
Un mercantile è colato a picco da un U-Boot tedesco

I rifornimenti giungevano nel Regno Unito non senza contrasto. L'occupazione delle coste occidentali della Francia fornì ai tedeschi ottime basi da cui insidiare i convogli navali britannici, e nel 1941 la battaglia ai traffici commerciali in Atlantico e nell'Oceano Indiano esplose in tutta la sua forza: agli attacchi degli aerosiluranti della Luftwaffe si unirono le navi di superficie della Kriegsmarine, sia le grosse unità da combattimento che più piccole navi corsare camuffate da innocui mercantili neutrali. Furono tuttavia fin da subito gli U-Boot (affiancati da un piccolo contingente di sommergibili della Regia Marina italiana) a rappresentare la minaccia più grande per i convogli: tra il settembre 1939 e il luglio 1941 i sommergibili tedeschi colarono a picco 848 mercantili, pari a più di 4 milioni di tonnellate di stazza lorda. Il comandante della flotta sommergibilistica tedesca, ammiraglio Karl Dönitz, puntò seriamente a far capitolare il Regno Unito portandolo alla fame.
La Royal Navy impegnò ogni risorsa per tenere aperte le rotte di rifornimento: fu intensificata la costruzione di unità ottimizzate per la lotta antisommergibili, fu adottato un sistema di scorta aerea dei convogli e migliorati gli strumenti di rilevamento come radar e sonar, ma un grosso aiuto arrivò dalla decrittazione del codice cifrato Enigma, utilizzato per tutte le comunicazioni radio dei tedeschi, da parte dei tecnici del centro di Bletchley Park. I risultati non tardarono ad arrivare: alla fine di maggio la grande nave da battaglia tedesca Bismarck che tentava di trasferirsi in Atlantico fu braccata e infine affondata dopo una lunga caccia dalla flotta britannica, mentre il numero di mercantili colati a picco dagli U-Boot iniziò a calare a partire dal giugno 1941. Roosevelt utilizzò al massimo i suoi poteri presidenziali per aiutare i britannici in questa lotta: navi da guerra statunitensi furono inviate a scortare i convogli fino a metà della rotta per il Regno Unito, generando scaramucce sempre più gravi con gli U-Boot; il 31 ottobre 1941 il cacciatorpediniere statunitense USS Reuben James fu silurato e affondato dal sommergibile U-552, poco più di un mese prima della dichiarazione di guerra della Germania agli Stati Uniti.

#### Alterne vicende nel Mediterraneo

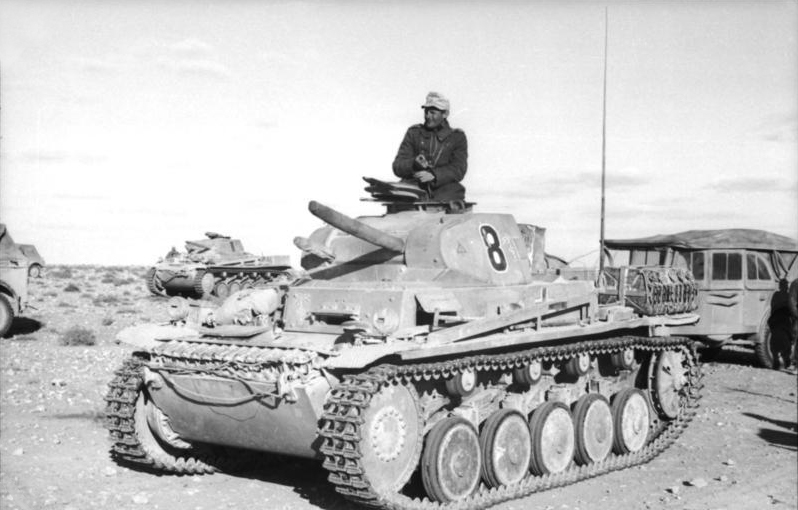
Un Panzer II dell'Afrikakorps tedesco in Libia

Dopo il travolgente successo dell'operazione Compass, all'inizio del 1941 il fronte libico si era stabilizzato all'altezza di El-Agheila, al confine tra Tripolitania e Cirenaica: benché le forze italiane fossero ridotte a mal partito, i britannici della Western Desert Force (dal settembre 1941 divenuta Eighth Army) non erano in grado di proseguire l'avanzata verso Tripoli a causa di difficoltà logistiche e della necessità di distaccare un ampio contingente di truppe da inviare in Grecia. Di questa pausa dell'avanzata britannica ne approfittarono le forze dell'Asse: dopo aver ottenuto l'assenso di un riluttante Mussolini, nel febbraio 1941 un contingente di truppe meccanizzate tedesche (Deutsches Afrikakorps) fu inviato ad appoggiare i reparti italiani in Libia, ponendo di fatto fine a qualunque pretesa da parte dell'Italia di condurre una "guerra parallela" a quella della Germania.
Al comando del generale Erwin Rommel, le forze italo-tedesche ottennero subito grossi risultati: un'improvvisa offensiva di Rommel in marzo colse impreparati i britannici, costretti a sgombrare in fretta e furia la Cirenaica e a ripiegare oltre la frontiera con l'Egitto; solo lo strategico porto di Tobruch, tenuto da un'ostinata guarnigione di truppe australiane, rimase in mano agli Alleati, finendo subito assediato dagli italo-tedeschi. Due tentativi britannici di liberare Tobruch, l'operazione Brevity in maggio e l'operazione Battleaxe in giugno, furono respinti dalle forze di Rommel, una serie di insuccessi che portò alla sostituzione del comandante britannico Wavell con il generale Claude Auchinleck; una nuova e meglio pianificata offensiva scatenata da Auchinleck il 18 novembre (operazione Crusader) portò infine al successo la Eighth Army britannica: dopo tre settimane di pesanti scontri tra carri armati nel deserto, Tobruch fu liberata dall'assedio e Rommel dovette riportare le forze italo-tedesche di nuovo a El-Agheila.

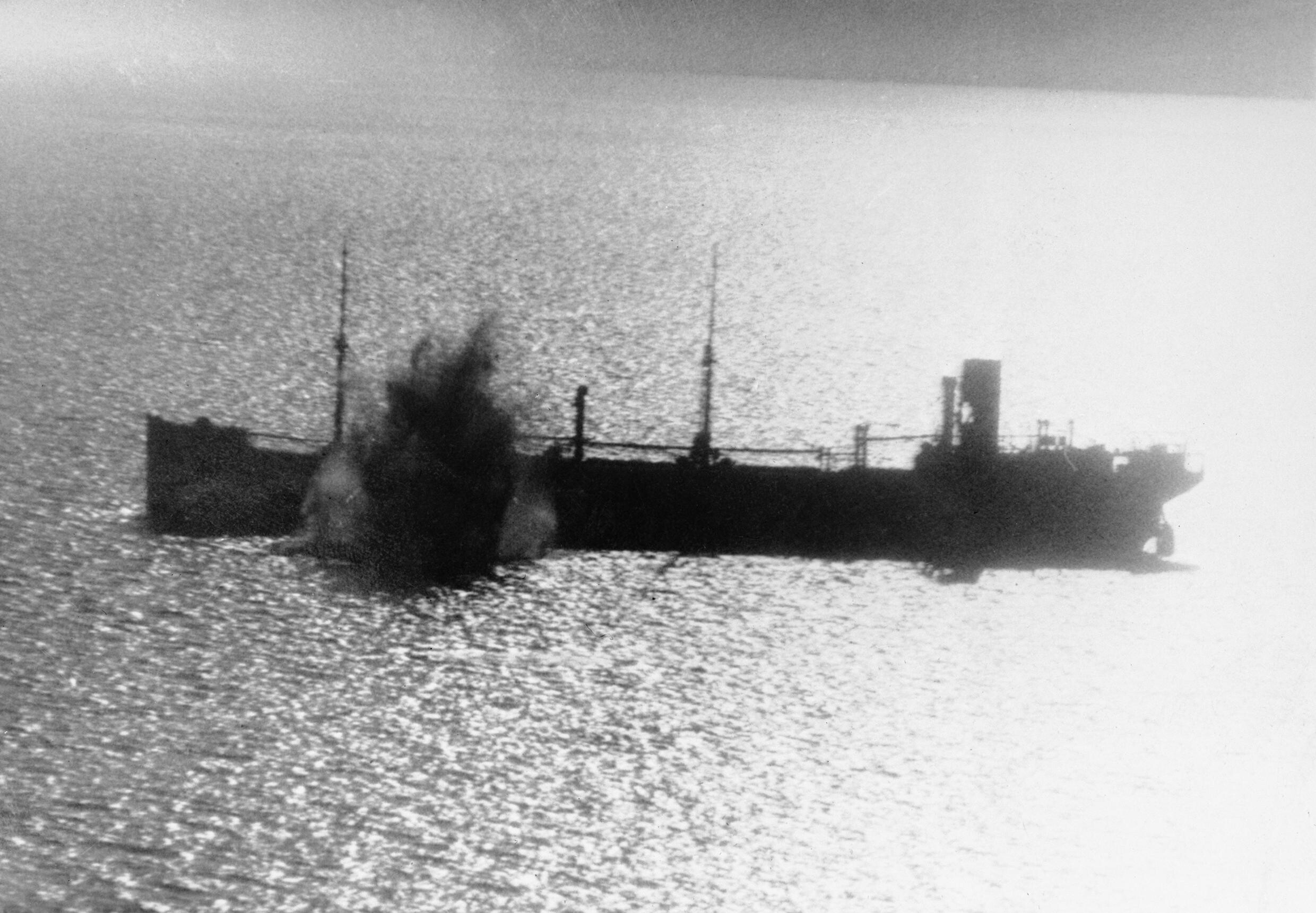
Un mercantile italiano sotto attacco aereo da parte di bombardieri britannici

La situazione bellica si rivelò altalenante anche nel settore del Mediterraneo. L'arrivo di forze aeree tedesche in Sicilia all'inizio del 1941 consentì di mantenere una pressione costante su Malta che ostacolò l'utilizzo dell'isola come base per i britannici; molto meno successo ebbe invece una sortita della flotta da battaglia italiana nelle acque a sud di Creta tra il 27 e il 29 marzo: nel corso della battaglia di Capo Matapan gli italiani persero tre incrociatori pesanti e due cacciatorpediniere contro nessuna perdita da parte dei britannici, in uno scontro che mise in luce tutti i punti di debolezza che affliggevano la Regia Marina (mancanza di portaerei e radar, carenza di addestramento al combattimento notturno, rottura del codice Enigma usato per le comunicazioni radio). Dopo questo insuccesso, le corazzate italiane attuarono una rigida strategia di flotta in potenza, uscendo molto raramente dai porti e non rivestendo più un ruolo importante negli scontri. Il richiamo delle forze aeree tedesche dal Mediterraneo, in vista dell'imminente invasione dell'URSS, consentì ai britannici di tornare a riutilizzare Malta come base, insidiando pesantemente i convogli di rifornimento dell'Asse diretti in Libia; l'anno si concluse tuttavia con un successo per la Regia Marina: nella notte tra il 18 e il 19 dicembre, sabotatori della X Flottiglia MAS penetrarono nel porto di Alessandria e vi affondarono due corazzate britanniche.
Nel corso del 1941 si sviluppò anche una serie di operazioni belliche nel settore del Medio Oriente. Nell'aprile 1941 un colpo di stato portò all'insediamento nel Regno d'Iraq di un governo filo-tedesco capitanato da Rashid Ali al-Kaylani, spingendo i britannici a intervenire onde allontanare qualsiasi minaccia ai rifornimenti petroliferi che pervenivano loro dalla zona: nel corso di una breve campagna in maggio i britannici rovesciarono il regime di Rashid Ali e insediarono in Iraq un governo a loro favorevole. Forze aeree italo-tedesche erano intervenute in favore degli iracheni facendo scalo nel Mandato francese della Siria e del Libano, controllato dal regime di Vichy, e i britannici si affrettarono a neutralizzare anche questa minaccia: la campagna di Siria imperversò dal giugno al luglio e, pur concludendosi con un nuovo successo alleato, vide ancora una volta scontri fratricidi tra francesi fedeli a Vichy e francesi favorevoli alla Francia Libera di De Gaulle. Alla fine di agosto, infine, truppe britanniche e sovietiche occuparono l'Iran onde trasformare il paese in una rotta di rifornimento verso l'URSS, invasa dai tedeschi due mesi prima.

#### Operazione Barbarossa

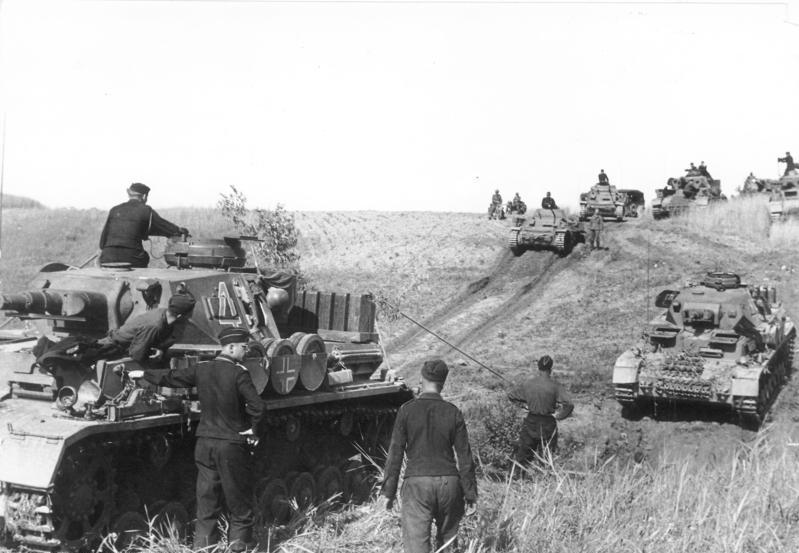
Le Panzer-Division avanzano nella steppa

La decisione di Hitler di rompere il patto Molotov-Ribbentrop e di scatenare un attacco generale contro l'Unione Sovietica, manifestata per la prima volta già nel luglio 1940, nasceva in primo luogo dalle concezioni ideologico-razziali del dittatore volte alla costituzione di un Lebensraum ("spazio vitale") per la nazione tedesca; a questi fondamenti ideologici si accompagnarono però anche complesse motivazioni strategiche, politiche ed economiche: sconfiggere l'ultima potenza rimasta sul continente europeo per poi riversare l'intera potenza della Wehrmacht contro i britannici, e organizzare un'area di sfruttamento economico autosufficiente per condurre l'attesa lunga guerra transcontinentale contro gli Stati Uniti. L'Unione Sovietica era nel frattempo impegnata in una frenetica corsa contro il tempo per ricostruire e riorganizzare le sue forze militari, modernizzando i suoi armamenti e le sue tattiche; prevedendo lo scoppio della guerra per il 1942, Stalin contava di riuscire a completare i suoi preparativi e di poter trattenere Hitler con concessioni economiche o diplomatiche, considerando inoltre insensato un attacco tedesco a est con i britannici ancora in armi a ovest.

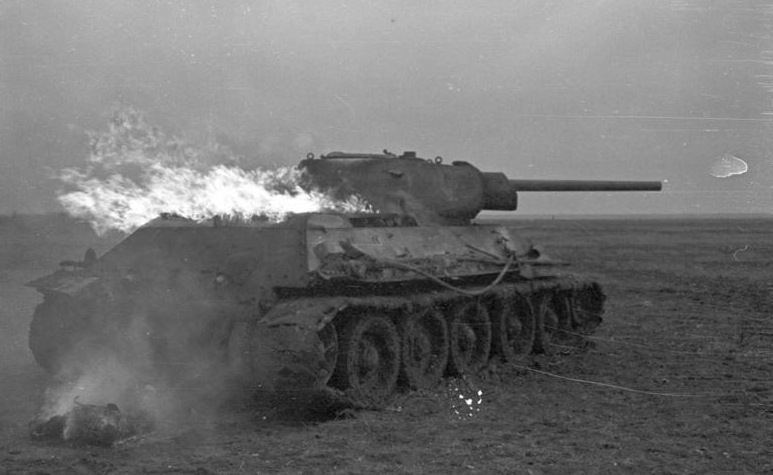
Un carro armato sovietico T-34 incendiato sul campo di battaglia.

L'invasione tedesca (operazione Barbarossa) iniziò il 22 giugno 1941 con un attacco simultaneo su tutto il fronte; l'obiettivo era di occupare l'intera Unione Sovietica occidentale lungo una linea che, da Arcangelo sul Mar Glaciale Artico, sarebbe arrivata ad Astrachan' sul Mar Caspio, sottomettendo, sterminando o deportando le popolazioni locali e riducendo i territori a zone di colonizzazione e sfruttamento per i tedeschi. Stalin, nonostante i numerosi avvertimenti diplomatici e di intelligence ricevuti, fu colto di sorpresa, avendo fino all'ultimo interpretato i segni di un attacco tedesco come semplici pressioni intimidatorie di Hitler per costringerlo a trattare da posizioni di debolezza. Oltre 3 milioni di soldati tedeschi con 3 350 carri armati e 2 000 aerei mossero all'attacco su un fronte lungo 1 600 chilometri, venendo presto raggiunti nei giorni seguenti dagli eserciti di Romania e Finlandia, da corpi di spedizione inviati da Italia, Ungheria e Slovacchia e da volontari anticomunisti provenienti da tutta Europa.

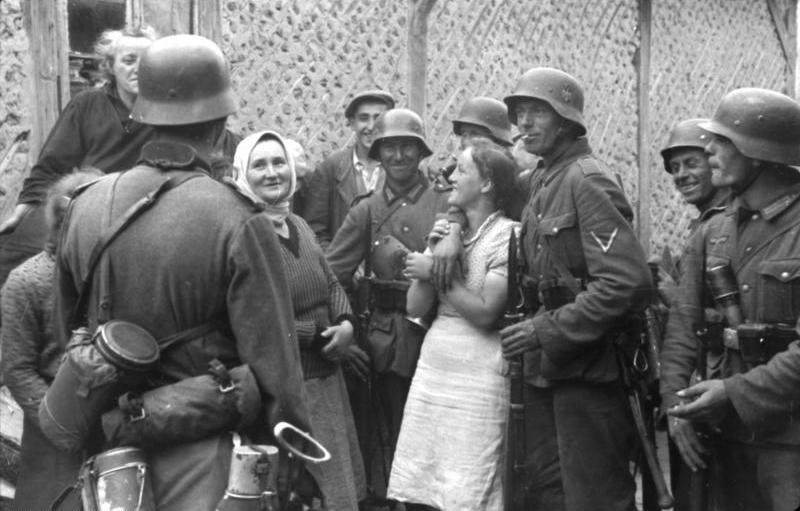
Soldati tedeschi e popolazione civile sovietica nel sud della Russia

Fin dall'inizio, la situazione dei sovietici si rivelò drammatica: le forze tedesche, divise in tre gruppi d'armate (Nord, Centro e Sud), avanzarono subito in profondità per decine di chilometri nelle retrovie delle truppe sovietiche, rimaste ferme sulle linee di confine. Il caos regnò nella catena di comando sovietica: le comunicazioni erano interrotte, le incursioni aeree tedesche devastarono i depositi e i centri di comando, e a Mosca né Stalin né l'alto comando (Stavka) compresero la catastrofe che si profilava. Mentre le prime linee sovietiche si battevano accanitamente ma disordinatamente, le colonne corazzate tedesche manovrarono per chiudere in grandi sacche le forze nemiche; le ingenti riserve corazzate sovietiche furono gettate subito allo sbaraglio contro le più esperte Panzer-Division, ma invano: i tedeschi avanzarono negli Stati Baltici avvicinandosi a Leningrado, accerchiarono tre armate sovietiche nell'area di Minsk-Białystok causando quasi 400 000 perdite al nemico e progredirono in Ucraina verso Žitomir e Kiev dopo aver infranto la resistenza sovietica nella battaglia di Brody-Dubno. A metà luglio lo schieramento iniziale sovietico era stato praticamente distrutto dall'attacco tedesco, con oltre un milione di prigionieri presi nel solo primo mese di guerra.

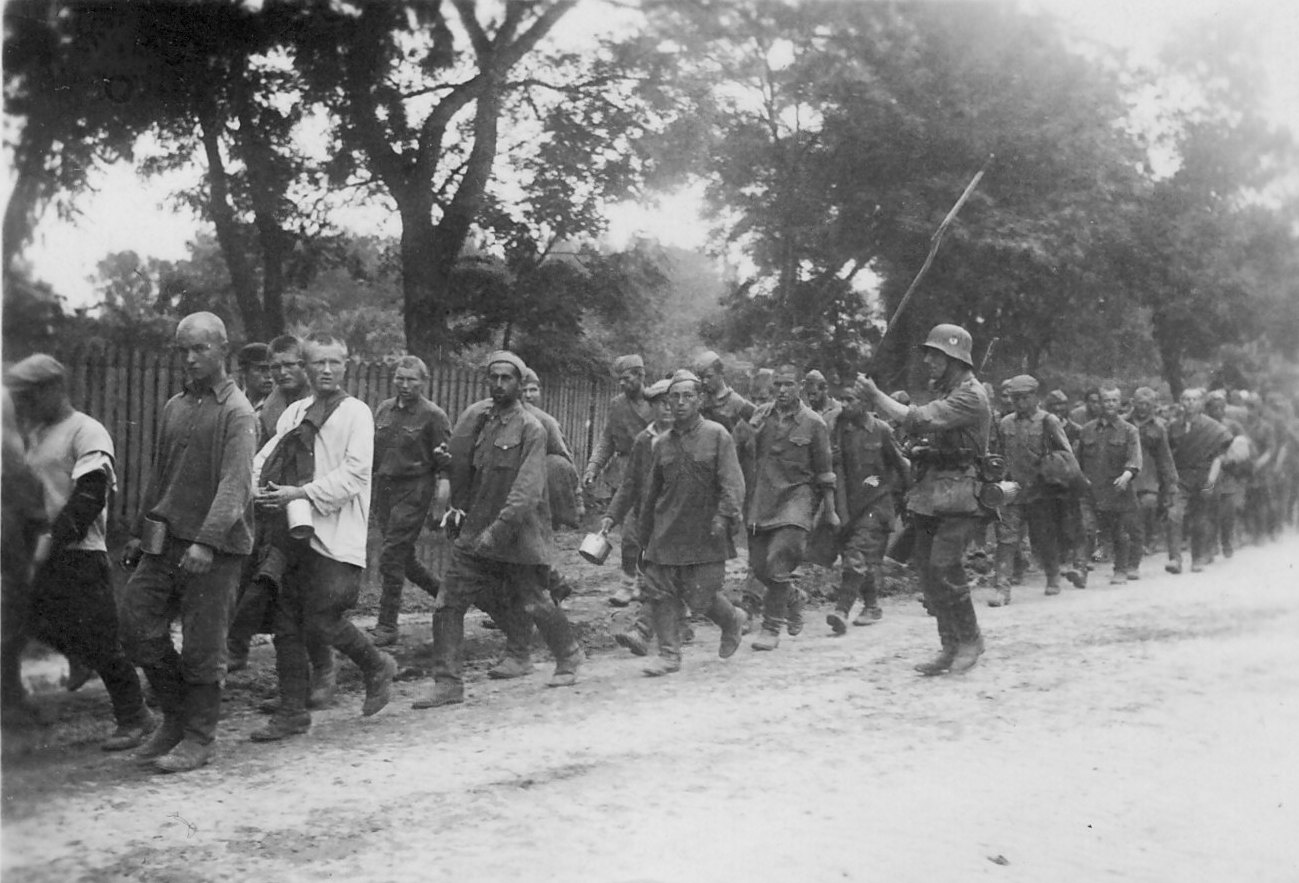
Una colonna di prigionieri sovietici

Superata Minsk, i tedeschi procedettero rapidamente sulla strada per Mosca accerchiando il secondo scaglione sovietico nel corso della battaglia di Smolensk a metà luglio. Nel frattempo, completata l'occupazione dei paesi baltici e in congiunzione con l'avanzata finlandese in Carelia, i tedeschi mossero su Leningrado raggiungendo il lago Ladoga l'8 settembre; la grande città fu tagliata fuori e posta sotto assedio, con i tedeschi che puntavano a farla cadere per fame. In Ucraina la resistenza sovietica in difesa di Kiev e della linea del fiume Dnepr fu invece più dura, rallentando l'avanzata tedesca; sorsero ben presto contrasti in seno all'alto comando tedesco su quale dovesse essere l'obiettivo della campagna, mai del tutto definito: il capo di stato maggiore dell'esercito, generale Franz Halder, premeva per lanciare i panzer alla volta di Mosca, ma Hitler ritenne più importante annientare sul campo la forza da combattimento dell'Armata Rossa. Dopo il successo di Smolensk, il Gruppo d'armate Centro in marcia su Mosca fu quindi privato di gran parte delle sue forze corazzate, spedite a sud in Ucraina in rinforzo al Gruppo d'armate Sud; ciò consentì ai tedeschi di chiudere due enormi sacche, a Uman' tra luglio e agosto dove furono presi 100 000 soldati sovietici, e poi a Kiev tra agosto e settembre, dove l'intero gruppo di forze sovietiche del settore meridionale fu accerchiato e distrutto con la perdita di oltre 600 000 soldati. Forze tedesche si diressero quindi alla volta della penisola di Crimea, di Char'kov e di Rostov sul Don, completando l'occupazione dell'intera Ucraina.

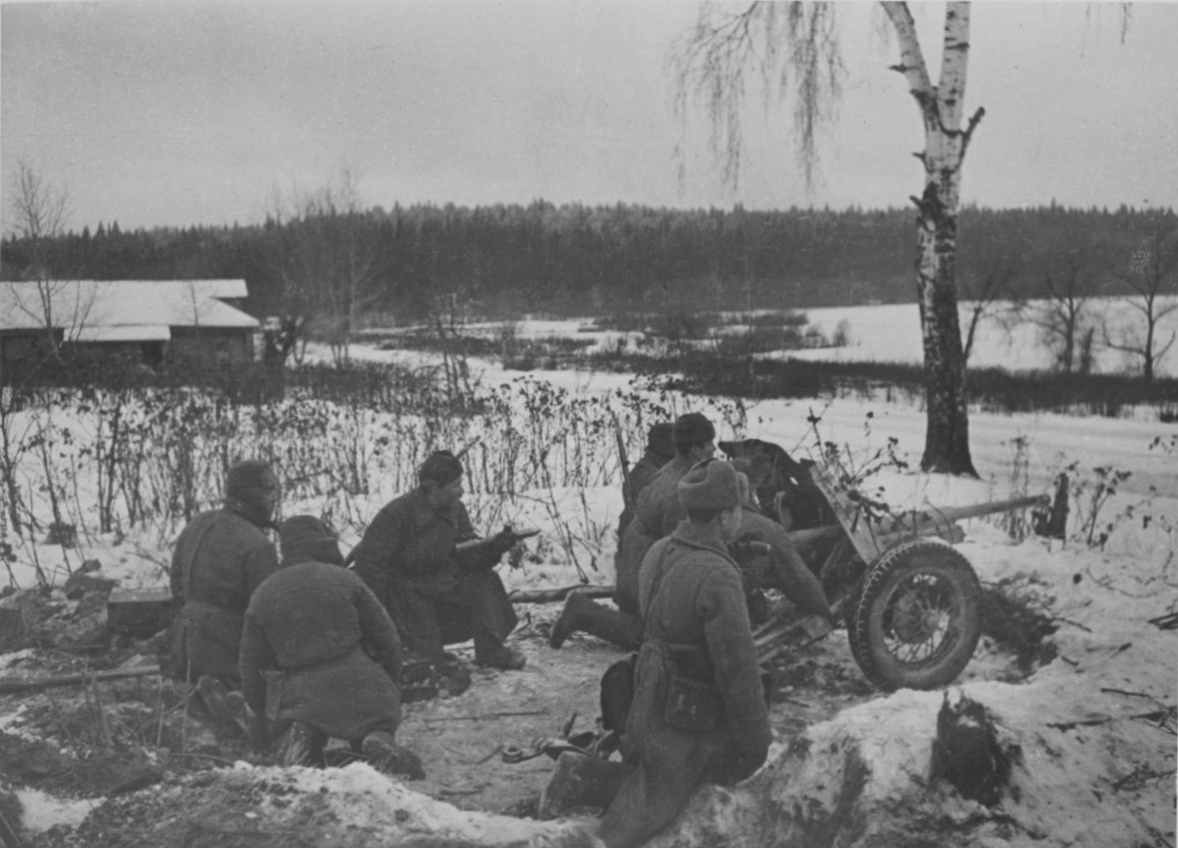
Artiglieria controcarro sovietica nei dintorni di Mosca nel 1941

Riportati i gruppi corazzati in appoggio al Gruppo d'armate Centro, il 30 settembre i tedeschi sferrarono quindi la loro grande offensiva per prendere Mosca (operazione Tifone): i corazzati penetrarono subito le cinture difensive sovietiche, malamente schierate e organizzate, e progredirono con grande velocità chiudendo altre due grandi sacche a Brjansk e Vjaz'ma il 7 ottobre. Mentre il corpo diplomatico e il governo si trasferivano a Kujbyšev, Stalin decise di rimanere nella capitale e organizzarne la difesa, richiamando dal fronte di Leningrado il generale Georgij Žukov e, soprattutto, schierando numerose divisioni ben equipaggiate provenienti dalla Siberia dove, grazie alle notizie fornite dalla spia Richard Sorge, i sovietici erano certi che il Giappone non avrebbe mai attaccato. L'intervento di queste truppe scelte, le capacità di Žukov e anche l'arrivo dell'autunno fangoso fermarono la marcia tedesca sulla capitale a fine ottobre.
L'ultima spallata tedesca, iniziata il 16 novembre, nonostante qualche successo iniziale fallì di fronte alla solida resistenza sovietica e al progressivo peggioramento del clima. Stalin e Žukov disponevano ancora di forze di riserva efficienti e ben equipaggiate per l'inverno, per un totale di quasi 1 800 000 soldati, con cui sferrarono a partire dal 5 dicembre un improvviso contrattacco sia a nord che a sud di Mosca contro le avanguardie tedesche, oramai bloccate dal gelo. L'azione fu totalmente inaspettata per le esauste truppe tedesche: in mezzo alle intemperie invernali i sovietici liberarono molte importanti città attorno a Mosca e respinsero i tedeschi a oltre 100 km dalla capitale. La Wehrmacht subì la sua prima pesante sconfitta della guerra: vi furono crolli del morale tra le truppe ed enormi quantità di equipaggiamento furono perse. L'operazione Barbarossa si concluse quindi alla fine dell'anno con un fallimento: l'Unione Sovietica, nonostante la perdita di 4,3 milioni di uomini, non era crollata ed era invece passata al contrattacco. I tedeschi furono costretti a combattere una dura battaglia difensiva invernale, in una situazione strategica complessiva cambiata a sfavore della Wehrmacht che al 31 dicembre 1941 aveva subito 831 000 perdite, quasi un quarto dei suoi effettivi.

#### Pearl Harbor

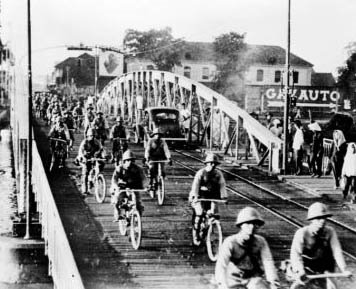
Le truppe giapponesi occupano Saigon nel luglio 1941

Lo scoppio della guerra nel settembre 1939 aveva spiazzato il Giappone. La stipula del patto Molotov-Ribbentrop rendeva ora impossibile per i giapponesi pensare a una guerra contro l'Unione Sovietica, e il governo di Tokyo si premurò di stemperare lo stato di tensione tra le due nazioni; benché il Giappone avesse riaffermato la sua alleanza con Germania e Italia siglando il 27 settembre 1940 il patto tripartito, il 13 aprile 1941 venne firmato a Mosca un patto nippo-sovietico di non aggressione, cui i giapponesi tennero fede anche dopo l'inizio dell'attacco tedesco all'URSS.
Il coinvolgimento delle potenze europee nella guerra contro la Germania lasciava quasi indifese le loro colonie nel Sud-est asiatico, territori di importanza strategica per il Giappone non solo perché ricchi di materie prime ma perché fondamentali per sostenere la resistenza della Cina: nel 1940 il 41% delle forniture belliche cinesi provenienti dall'estero passava per il porto di Haiphong nell'Indocina francese e il 31% da quello di Rangoon nella Birmania britannica, collegato a Kunming in Cina dalla cosiddetta "strada della Birmania". Nel luglio 1940 il primo ministro Mitsumasa Yonai, contrario all'alleanza con i tedeschi, fu costretto alle dimissioni e sostituito con il nazionalista moderato Fumimaro Konoe, solidale con i piani degli alti comandi militari per un'espansione verso il Sud-est asiatico e la costituzione di una "Sfera di co-prosperità della Grande Asia orientale", composta da paesi assoggettati al Giappone. I tempi per realizzare questo piano erano però ristretti: lo scoppio della guerra in Europa aveva portato a un riarmo navale degli Stati Uniti in funzione difensiva, culminato nel Two-Ocean Navy Act del 19 luglio 1940 volto a rafforzare la U.S. Navy con 18 nuove portaerei e 11 nuove navi da battaglia; benché il completamento di questo programma non fosse previsto prima del 1948, la sua realizzazione intaccava la relativa superiorità navale giapponese nel Pacifico obbligando Tokyo ad attuare il prima possibile i suoi piani di espansione.
Dopo negoziati con il governo di Vichy e alcuni scontri di frontiera, tra il 24 e il 26 settembre 1940 le truppe giapponesi ottennero il permesso dalle autorità francesi di stabilire una guarnigione ad Haiphong e di costruire basi militari nella regione del Tonchino nel nord dell'Indocina. Una successiva guerra franco-thailandese (ottobre 1940 - maggio 1941) per il possesso delle regioni occidentali della Cambogia si concluse favorevolmente per i thailandesi grazie alla mediazione dei giapponesi, i quali il 29 luglio 1941 completarono la loro occupazione di fatto dell'Indocina ottenendo da Vichy la cessione della base navale della baia di Cam Ranh, degli aeroporti intorno a Saigon e delle eccedenze di materie prime prodotte dalla regione; le autorità coloniali francesi furono mantenute, ma erano di fatto state private dei loro poteri reali.

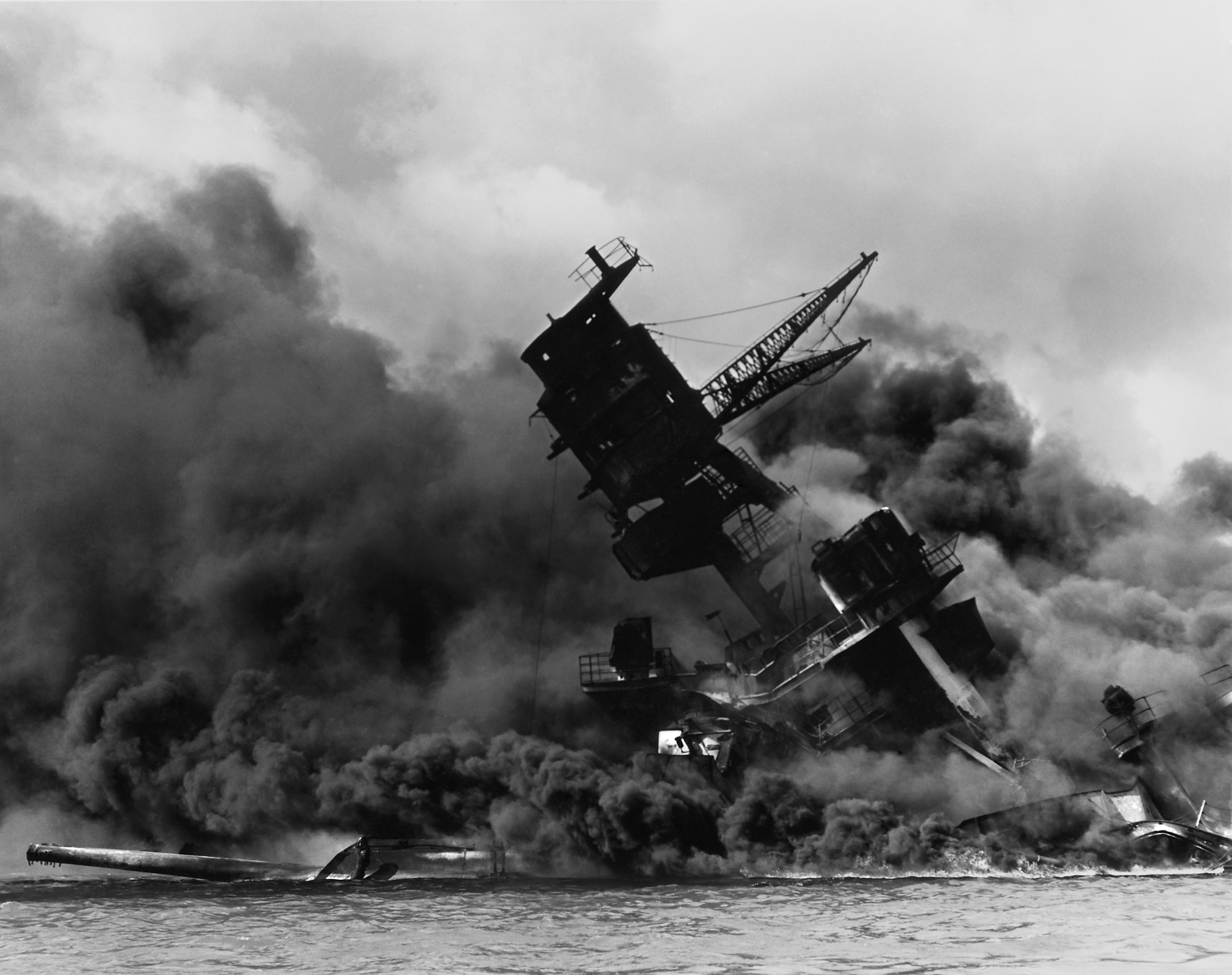
La nave da battaglia in fiamme dopo l'attacco di Pearl Harbor

Dopo il lancio dell'operazione Barbarossa nel giugno 1941, che ormai escludeva qualunque possibilità di un intervento sovietico in Asia, il governo giapponese prese la decisione finale di condurre la sua guerra di espansione nel Sud-est asiatico. Le manovre espansionistiche nipponiche trovarono però un'ostilità sempre più manifesta da parte del governo statunitense: dopo che già nel luglio 1940 erano state varate restrizioni al commercio tra le due nazioni, nel luglio 1941 il presidente Roosevelt decretò, fino al completo ritiro dei reparti di Tokyo dalla Cina e dall'Indocina, il congelamento dei beni nipponici presenti negli Stati Uniti e un embargo totale sulle esportazioni di petrolio verso il Giappone, decisioni seguite nei giorni successivi da misure analoghe da parte dei governi britannico e olandese. Queste misure furono devastanti per l'economia giapponese, privata in un sol colpo del 90% delle sue importazioni di petrolio e del 75% del suo commercio con l'estero, forzando il governo di Tokyo ad agire: il governo di Konoe, favorevole a evitare la guerra con gli Stati Uniti e a risolvere la disputa con i negoziati, fu costretto alle dimissioni il 16 ottobre e rimpiazzato da un gabinetto guidato dal generale Hideki Tōjō, fautore della guerra a qualunque costo.
Mentre trattative ormai inutili continuavano tra Tokyo e Washington, lo stato maggiore giapponese stese i suoi piani definitivi per una guerra contro gli Stati Uniti nel Pacifico. L'ammiraglio Isoroku Yamamoto, comandante della flotta da battaglia nipponica, concepì un piano ambizioso: per dare tempo alle forze giapponesi di occupare l'Asia orientale e stabilire un perimetro difensivo lungo il Pacifico a protezione della madrepatria, la flotta statunitense doveva essere resa inoffensiva nelle prime ore di guerra con un attacco aereo a sorpresa contro il suo principale ancoraggio di Pearl Harbor nelle Hawaii, portato dalla flotta di portaerei dell'ammiraglio Chūichi Nagumo. L'attacco venne sferrato la mattina del 7 dicembre 1941 e ottenne un grande successo: anche se le portaerei statunitensi evitarono qualunque danno perché lontane da Pearl Harbor, tutte e otto le navi da battaglia della United States Pacific Fleet furono colpite e neutralizzate. Immediata fu la risposta degli Stati Uniti, che il giorno dopo dichiararono guerra al Giappone imitati subito dal Regno Unito e dalle nazioni alleate; il quadro fu completato, l'11 dicembre, dalla dichiarazione di guerra agli Stati Uniti da parte di Germania e Italia.

### 1942

#### Le conquiste giapponesi

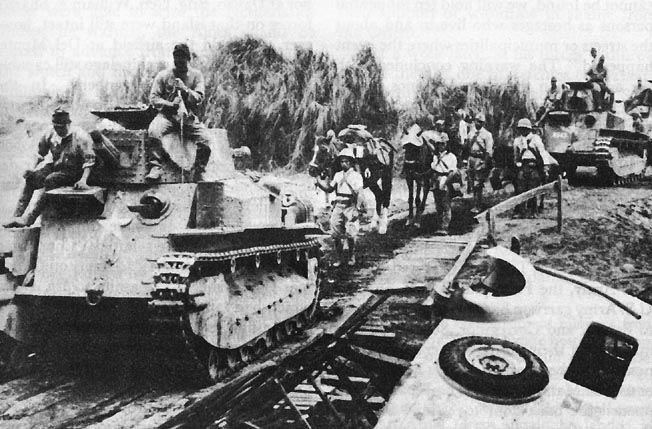
Carri giapponesi Type 89 Yi-Go in marcia alla volta di Manila

L'attacco giapponese a Pearl Harbor segnò l'entrata del Giappone nella seconda guerra mondiale e fu immediatamente seguito da un'impressionante serie di offensive simultanee contro i possedimenti statunitensi ed europei nell'Asia orientale.
Gli sparsi possedimenti statunitensi furono colpiti in pieno: bombardata Midway nelle prime ore del 7 dicembre 1941, i giapponesi invasero e occuparono Guam il 10 dicembre e l'Isola di Wake il 23 dicembre, anche se quest'ultima capitolò solo dopo una dura battaglia. Un pesante attacco aereo nipponico l'8 dicembre distrusse al suolo gran parte delle forze aeree statunitensi dislocate a protezione delle Filippine, e fu seguito dallo sbarco dei reparti giapponesi su Luzon il 22 dicembre; le forze statunitensi nell'arcipelago, al comando del generale Douglas MacArthur, dovettero abbandonare Manila in mano al nemico il 2 gennaio 1942 e ripiegare sulla piazzaforte di Bataan, dove rimasero assediate. Per ordine diretto di Roosevelt, MacArthur si sottrasse alla cattura e riparò in Australia, mentre le sue forze dovettero capitolare il 9 maggio; circa 76 000 soldati statunitensi e filippini caddero prigionieri dei giapponesi, venendo sottoposti a una serie di vessazioni e marce forzate che causarono la morte di migliaia di loro.

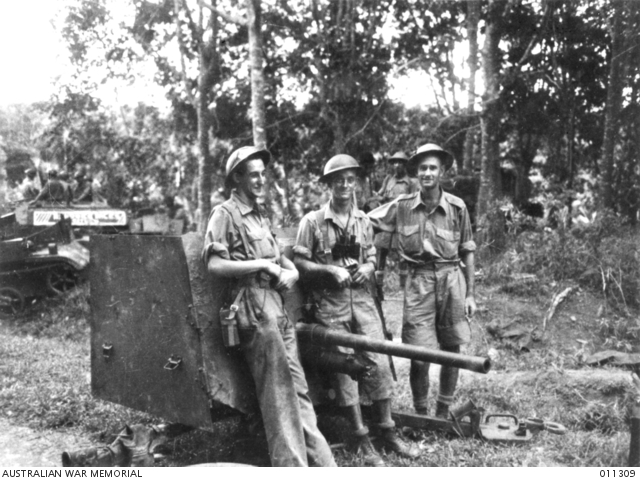
Artiglieri australiani durante una pausa degli scontri in Malesia

Mentre alcune unità attaccavano Hong Kong (che capitolò il 25 dicembre seguente), l'8 dicembre 1941 truppe giapponesi invasero la Thailandia, dove il governo dittatoriale del generale Plaek Phibunsongkhram si affrettò a siglare un trattato di alleanza con Tokyo. L'affondamento in attacchi aerei il 10 dicembre delle unità della Force Z della Royal Navy aprì all'invasione giapponese la Malesia britannica e la sua strategica piazzaforte di Singapore: i britannici avevano fortificato Singapore dal lato del mare ritenendo impossibile per un grande esercito aprirsi la strada attraverso l'entroterra malese, ma i reparti giapponesi del generale Tomoyuki Yamashita erano perfettamente addestrati alla guerra nella giungla e poterono assalire la piazzaforte dal lato scoperto; la battaglia di Singapore si concluse il 15 febbraio 1942 con la resa delle forze anglo-indiane del generale Arthur Percival, caduto prigioniero insieme a 62 000 dei suoi soldati.

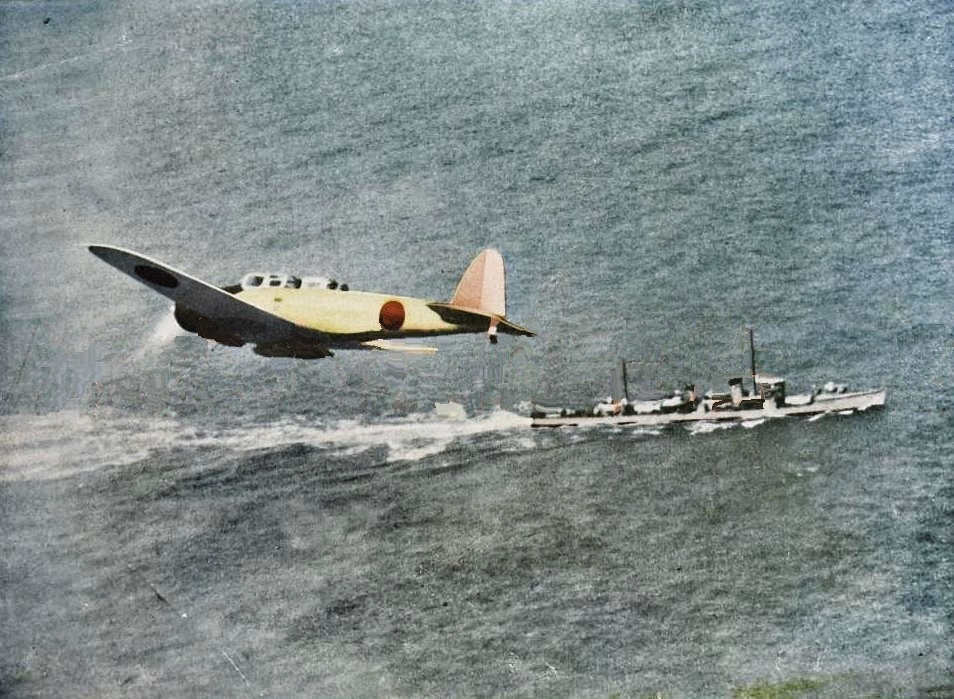
Un aerosilurante giapponese in volo sopra il Mare di Giava

La capitolazione di Singapore lasciò indifeso l'ampio arcipelago delle Indie orientali olandesi, ricco di materie prime strategiche: i giapponesi invasero il Borneo olandese e l'isola di Celebes a partire dall'11 gennaio 1942, proseguendo verso Timor e Sumatra in una grande manovra a tenaglia contro l'isola centrale di Giava. Le forze alleate dell'American-British-Dutch-Australian Command, sotto il generale Archibald Wavell, tentarono di organizzare una resistenza ma subirono una pesante sconfitta navale nella battaglia del Mare di Giava il 27 febbraio, azione che portò il giorno seguente allo sbarco delle truppe giapponesi su Giava stessa e alla capitolazione della sua guarnigione il 12 marzo. Nel frattempo, il 20 gennaio truppe giapponesi provenienti dalla Thailandia avevano dato il via all'invasione della Birmania, mossa strategica per assicurare la difesa delle recenti conquiste nel sud-est asiatico e interrompere i rifornimenti bellici ai cinesi: nonostante l'aiuto di un corpo di spedizione cinese arrivato dallo Yunnan, i britannici dovettero abbandonare Rangoon l'8 marzo e ritirarsi alla volta dell'India, lasciando virtualmente l'intera Birmania in mano ai giapponesi entro il maggio seguente.
L'offensiva giapponese stava ormai arrivando a lambire l'Australia: il 23 gennaio truppe nipponiche occuparono Rabaul nell'isola della Nuova Britannia, subito trasformata in un'importante base navale e area per prolungare l'azione verso il Mar dei Coralli. Il 19 febbraio le portaerei giapponesi bombardarono pesantemente il porto di Darwin sulla costa settentrionale dell'Australia; a ciò fece poi seguito lo sbarco di alcuni reparti a Lae e Salamaua sulla costa nord-orientale della Nuova Guinea.

#### I successi dell'Asse in Nordafrica

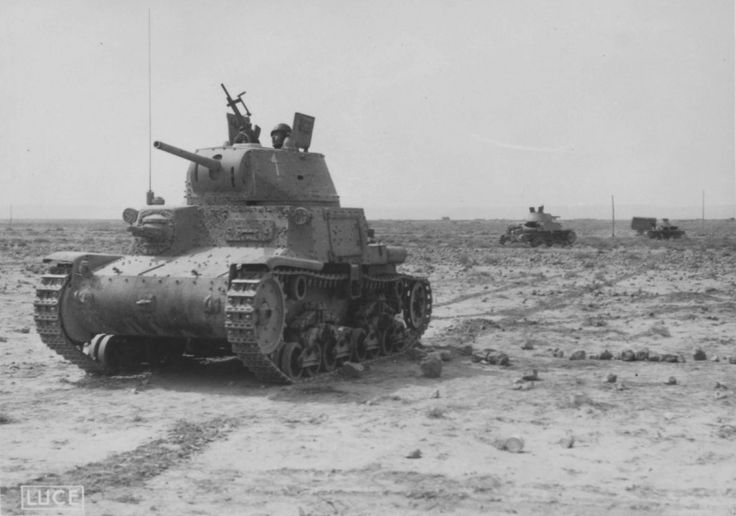
Carri M13/40 italiani nel deserto libico-egiziano

All'inizio del 1942, la situazione nel Mediterraneo tornò a volgersi a favore delle forze dell'Asse: il ritorno in Sicilia degli squadroni di bombardieri della Luftwaffe, richiamati dal fronte orientale in quanto inutilizzabili nelle avverse condizioni meteo invernali, consentì di sottoporre Malta a intensi bombardamenti che la resero di fatto inutilizzabile come base militare per i britannici. Il rifornimento stesso dell'isola da parte della Royal Navy stava diventando sempre più proibitivo: i grandi scontri aeronavali della battaglia di mezzo giugno e della battaglia di mezzo agosto videro i convogli britannici subire forti perdite da parte dei mezzi dell'Asse, e solo pochi rifornimenti riuscirono a essere sbarcati a Malta. Gli italo-tedeschi avevano inoltre formulato un esteso piano per conquistare l'isola (operazione C3) tramite sbarchi anfibi e lanci di paracadutisti: alla fine, tuttavia, l'operazione fu annullata perché troppo rischiosa, preferendo dirottare tutte le risorse sul fronte libico puntando alla conquista del canale di Suez.
La neutralizzazione di Malta aveva alleggerito la pressione sui convogli di rifornimento dell'Asse, consentendo alle truppe di Rommel di passare all'offensiva in Cirenaica: alla fine di gennaio un nuovo contrattacco italo-tedesco scacciò i britannici da El-Aghelia, riconquistò Bengasi e portò il fronte ad attestarsi nei pressi di Ain el-Gazala, poco a ovest di Tobruch; tra il 26 maggio e il 21 giugno la battaglia di Ain el-Gazala vide una nuova grande vittoria di Rommel, che portò alla riconquista di Tobruch e alla cacciata dei britannici dalla Libia. Gli italo-tedeschi proseguirono l'avanzata inseguendo la Eighth Army britannica all'interno dell'Egitto, cogliendo una nuova vittoria nella battaglia di Marsa Matruh alla fine di giugno e spingendosi quindi fino alla località di El Alamein che, stretta a nord dal mare e a sud dall'intransitabile depressione di Qattara, costituiva l'ultimo ostacolo geografico prima de Il Cairo.
Nel corso di luglio la prima battaglia di El Alamein vide una battuta d'arresto delle forze dell'Asse, stremate per la lunga avanzata e lontanissime dai loro depositi di rifornimento. Rommel non si diede per vinto, e in settembre scatenò un nuovo assalto al fronte britannico, dove il generale Bernard Law Montgomery aveva assunto la guida della Eighth Army: ancora una volta gli italo-tedeschi furono bloccati, e il fronte si attestò quindi davanti a El Alamein
.

#### Obiettivo Caucaso

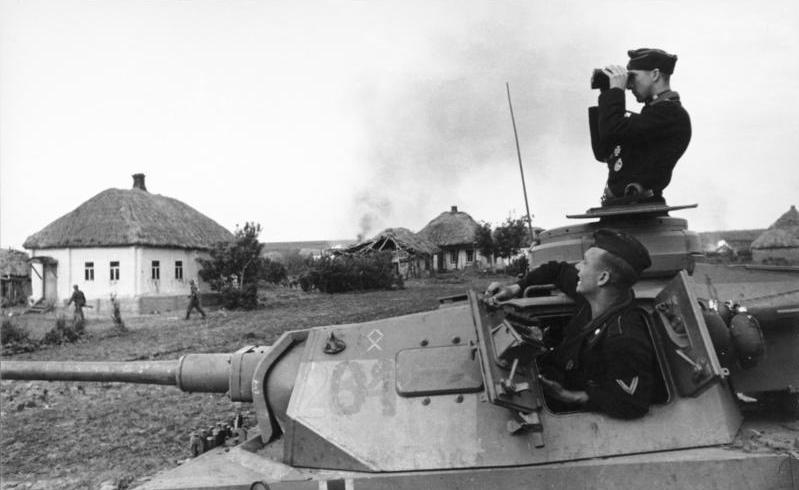
Un Panzer III in Russia

Sul fronte orientale il 1942 iniziò con una serie di offensive sovietiche invernali ordinate da Stalin, convinto della possibilità di un crollo totale dell'esercito tedesco e quindi desideroso di non dare respiro all'invasore. Dopo la vittoriosa battaglia di Mosca l'Armata Rossa proseguì la sua avanzata, in mezzo alle intemperie dell'inverno russo e a costo di terribili perdite, soprattutto nella regione a ovest della capitale. I tedeschi si trovarono spesso in drammatiche difficoltà, persero ancora parecchio terreno, ma non crollarono: Ržev e Vjaz'ma divennero capisaldi tedeschi sulla via di Mosca e le due sacche di Demjansk e Cholm furono tenacemente difese dalle truppe accerchiate che, rifornite per via aerea, resistettero fino a primavera quando vennero liberate dalle colonne di soccorso.
A costo di gravi perdite, con oltre 1 milione di soldati morti o feriti dal 22 giugno 1941 al 30 marzo 1942, la Wehrmacht riuscì a fermare la prima controffensiva dell'Armata Rossa, altrettanto provata con 1,5 milioni di perdite. Nonostante l'opposizione di alcuni generali, favorevoli a un nuovo attacco diretto su Mosca o addirittura a un mantenimento della linea difensiva, Hitler impose la progettazione di una nuova offensiva concentrata nel solo settore meridionale dell'immenso fronte orientale, allo scopo di schiacciare le residue forze sovietiche e di conquistare quegli obiettivi strategico-economici, cioè il bacino carbonifero del Donec, la regione del Volga, i campi petroliferi del Caucaso e di grano del Kuban', ritenuti essenziali per fronteggiare una guerra di lunga durata contro le potenze occidentali.

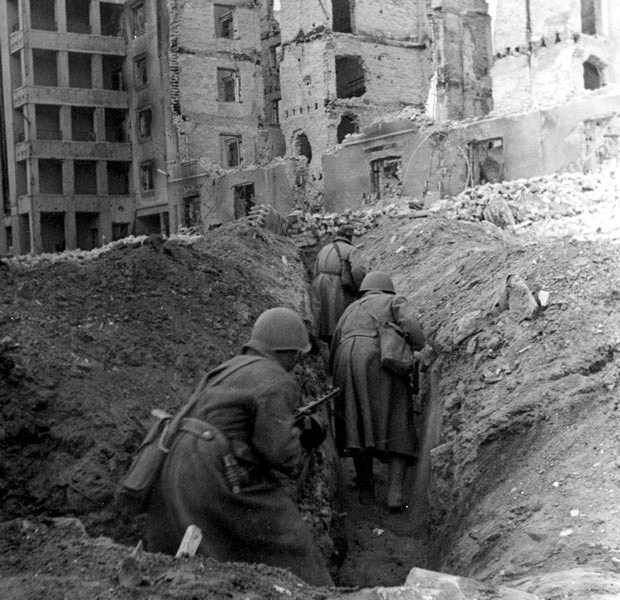
Soldati sovietici della 62ª Armata in azione durante la battaglia di Stalingrado

Il 28 giugno 1942 la Wehrmacht ricominciò l'offensiva (operazione Blu), puntando verso sud-est. Dopo alcune rilevanti vittorie preliminari, come la conquista di Sebastopoli e la seconda battaglia di Char'kov, ebbe inizio la spinta decisiva in direzione del fiume Don, del Volga e contemporaneamente del Caucaso. La Wehrmacht, favorita anche da contrasti nelle alte sfere sovietiche sulle strategie da seguire, per alcuni mesi sembrò nuovamente trionfante e vicina alla vittoria definitiva: l'Armata Rossa fu messa in rotta mentre i tedeschi rioccuparono Rostov il 23 luglio aprendosi la via per il Caucaso. Hitler, convinto che ormai il crollo sovietico fosse imminente, impose di accelerare i tempi lanciando un'avanzata contemporanea sia verso il Volga e il grande centro industriale di Stalingrado, sia verso il Caucaso e i pozzi di petrolio di Groznyj e Baku.
Il 17 luglio i tedeschi diedero inizio al loro assalto a Stalingrado; la tenuta della città era essenziale per i sovietici, e il 28 luglio Stalin emanò il suo famoso ordine del giorno Non un passo indietro, segnando l'inizio della ripresa militare, organizzativa e morale dell'Armata Rossa. Il 23 agosto i tedeschi raggiunsero le rive del Volga ma la resistenza sovietica fu tenace: tutte le risorse della città, difesa dalla 62ª Armata del generale Vasilij Ivanovič Čujkov, furono mobilitate per contrastare i tedeschi, rimasti invischiati in una violenta battaglia urbana che dissanguò la 6ª Armata del generale Friedrich Paulus. Contemporaneamente anche nel Caucaso l'avanzata tedesca rallentò, finendo per fermarsi alle porte di Groznij, di Tbilisi e di Tuapse a causa delle prime intemperie, delle difficoltà del terreno e della tenace difesa sovietica.

#### Aspettando il secondo fronte

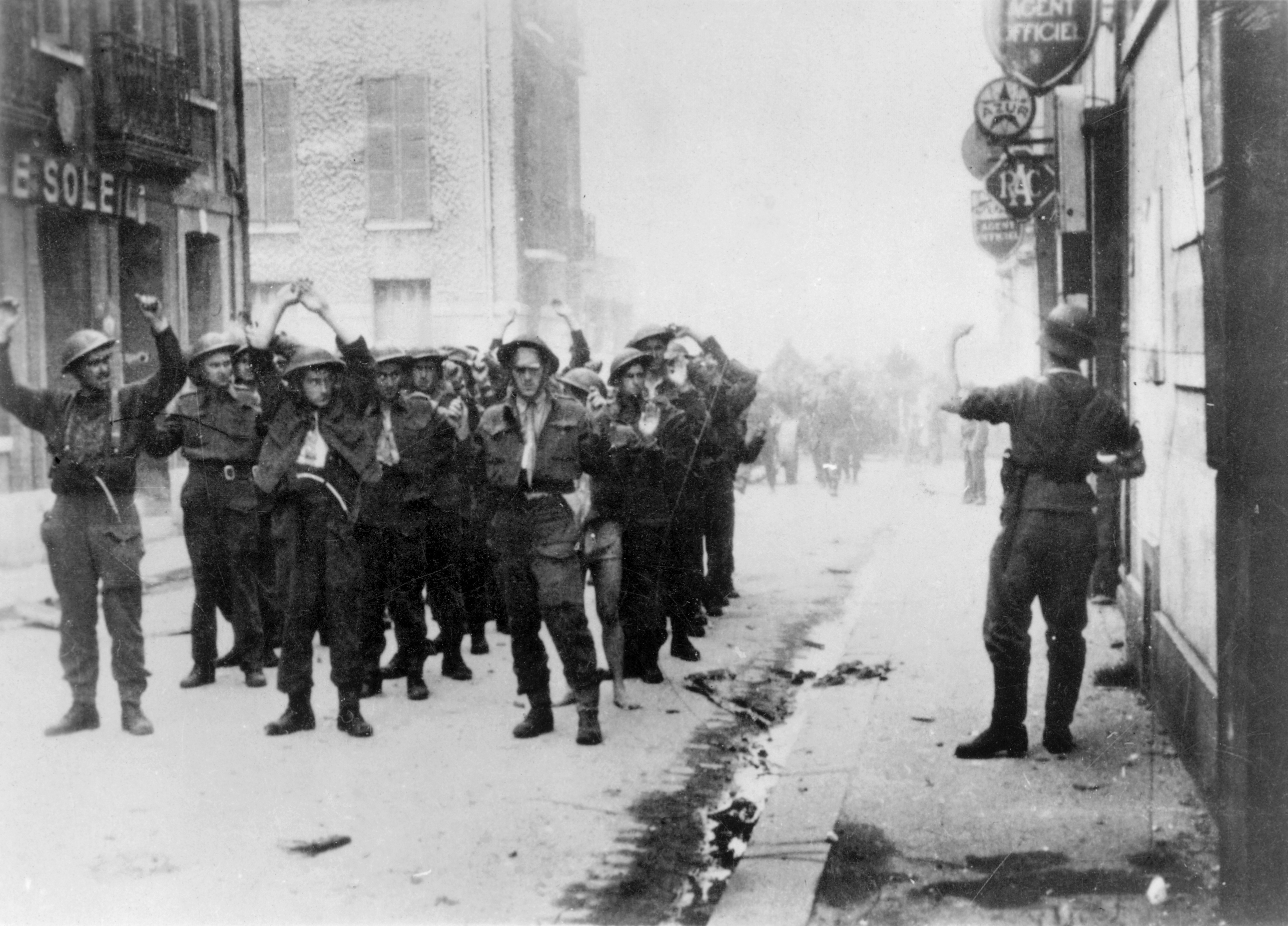
Dieppe: un gruppo di soldati canadesi presi prigionieri dai tedeschi

Nel gennaio 1942 Churchill e Roosevelt si incontrarono a Washington nel corso della cosiddetta "conferenza Arcadia". L'incontro servì a definire le priorità belliche degli Alleati, e in particolare il concetto secondo cui la Germania dovesse essere sconfitta prima del Giappone (il cosiddetto Germany first); per ottenere questo risultato, si ritenne essenziale progettare l'invasione anfibia dell'Europa occidentale da parte delle forze anglo-statunitensi.
Il problema dell'apertura di un "secondo fronte" in Europa occidentale, che attirasse e logorasse una parte della Wehrmacht ora impegnata quasi completamente ad est alleviando così la pressione sui sovietici, era sorto praticamente fin dai primi contatti tra Stalin e Churchill nel luglio 1941; le richieste di Stalin riguardo a un immediato impegno degli anglo-statunitensi sul continente si rivelarono tuttavia irrealistiche, e furono continuamente eluse dagli strateghi occidentali: gli Stati Uniti erano ancora intenti a mobilitare e armare le loro forze, imponenti ma prive di esperienza bellica, mentre i britannici dovevano ancora riorganizzare il loro esercito dopo le disfatte patite tra il 1940 e il 1941. Non per questo gli Alleati occidentali rinunciarono ad adottare misure di appoggio bellico ai sovietici: furono incrementati i bombardamenti aerei sulle città della Germania da parte del Bomber Command britannico e della neo-costituita Eighth Air Force statunitense, per scuotere il morale dei civili tedeschi e distruggere l'industria bellica del Reich, e furono organizzate piccole operazioni periferiche e incursioni da parte di contingenti di forze scelte (come i British Commandos) per tenere in uno stato di continua tensione i reparti tedeschi schierati a difesa dell'Europa occupata.

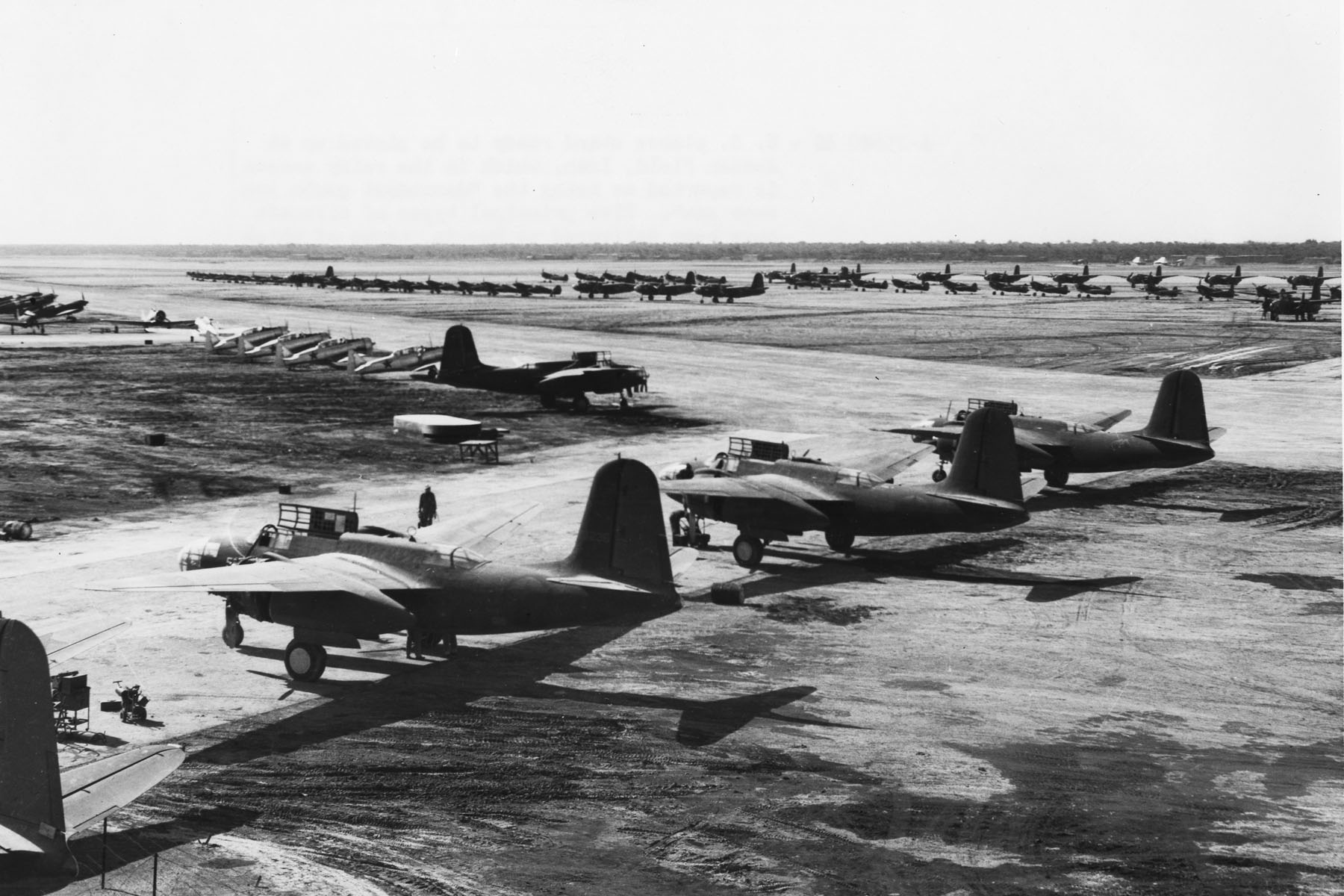
Lend-Lease: file di aerei statunitensi all'aeroporto di Abadan in Iran pronti per essere consegnati ai sovietici

La più grande di queste incursioni fu il raid su Dieppe del 19 agosto 1942: reparti anglo-canadesi comprendenti varie migliaia di uomini con carri armati e forze aeree puntarono a occupare il porto di Dieppe in Francia, tenerlo per 48 ore e poi ritirarsi dopo aver provveduto a demolire le installazioni strategiche; l'azione era anche un grande test per la progettata invasione anfibia oltre la Manica. L'operazione tuttavia si concluse con un grave insuccesso: le unità sbarcate furono in gran parte distrutte dalle truppe del presidio tedesco, mentre la battaglia aerea sopra le spiagge terminò con una netta vittoria della Luftwaffe. Nondimeno, l'esperienza di Dieppe insegnò ai generali alleati che non sarebbe stato possibile invadere la Francia attaccando direttamente un porto marittimo, ma che sarebbe stato necessario inventare nuove soluzioni tattiche; per contro, il fallimento alleato a Dieppe mise in allarme Hitler, che diede ordine di costruire un imponente "Vallo Atlantico", una lunghissima catena di fortificazioni difensive che si sarebbe dovuta estendere dalle coste della Norvegia sino ai confini con la Spagna, creando così un'impenetrabile "Fortezza Europa".
L'aiuto più gradito allo sforzo bellico sovietico furono tuttavia gli imponenti quantitativi di materiali ceduti per effetto del Lend-Lease e convogliati in URSS: a parte i rifornimenti propriamente militari (tra cui più di 14 000 aerei e 6 000 carri armati), gli anglo-statunitensi fornirono ai sovietici enormi quantitativi di materie prime (il 57% del carburante avio, il 53% di tutti gli esplosivi, quasi la metà delle forniture di rame, alluminio, pneumatici e alimenti confezionati di tutta la guerra) e materiale logistico (più di 360 000 autocarri, 1 900 locomotive e 11 000 vagoni ferroviari) di importanza vitale per gli spostamenti strategici delle truppe dell'Armata Rossa. Questi materiali affluirono in Unione Sovietica attraverso tre vie: tramite il porto di Vladivostok nel Pacifico, che tuttavia, per via dell'ostilità giapponese, poteva essere usato solo dai mercantili sovietici e solo per il materiale non militare; attraverso l'Iran occupato dagli anglo-sovietici (il "corridoio persiano"); e tramite convogli navali salpati dal Regno Unito e diretti al porto di Murmansk via Mar Glaciale Artico (i cosiddetti "convogli artici"). Quest'ultima rotta era la più veloce, ma anche la più esposta alle azioni offensive tedesche a partire dalla Norvegia occupata: gli scontri aeronavali nella zona dell'Artico furono molto sanguinosi e proseguirono fino agli ultimi giorni di guerra.

#### Il Giappone perde l'iniziativa

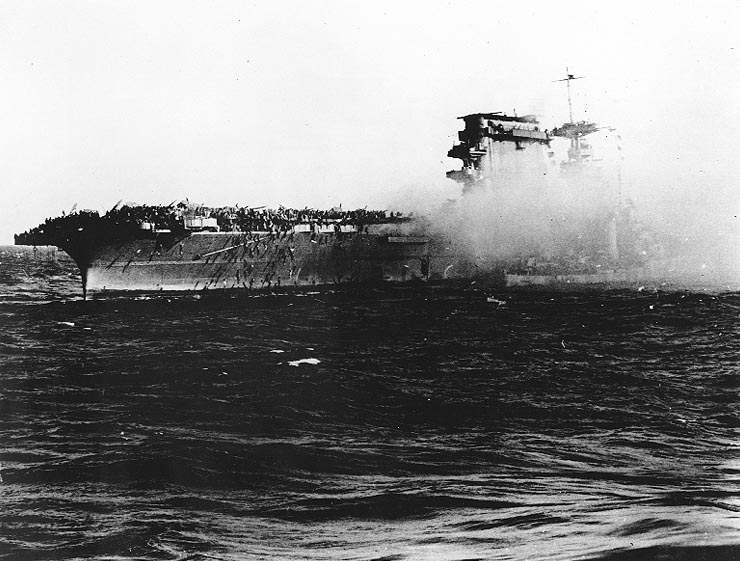
La portaerei affonda durante la battaglia del Mar dei Coralli

Tra il marzo e l'aprile 1942 la flotta da battaglia giapponese condusse un'imponente incursione navale nell'Oceano Indiano: i porti di Colombo e Trincomalee furono bombardati, il traffico mercantile nel Golfo del Bengala venne sconvolto e la Eastern Fleet britannica dovette fuggire in direzione dell'Africa orientale dopo aver perso una portaerei e due incrociatori. L'azione fu l'apice dei successi giapponesi, ma l'alto comando di Tokyo era impegnato da settimane in complicate discussioni su quale fosse il modo migliore per proseguire questa serie ininterrotta di vittorie; fu un evento apparentemente minore a portare infine a una decisione. Il 18 aprile bombardieri dell'esercito statunitense decollati da una portaerei compirono la prima incursione aerea su Tokyo e altre città del Giappone; benché i danni materialmente inflitti fossero minimi, l'azione testimoniò che il perimetro difensivo allestito nel Pacifico dai giapponesi non era ancora sufficientemente ampio per tenere la guerra lontana dalla madrepatria, e che le portaerei statunitensi sopravvissute a Pearl Harbor costituivano ancora la principale minaccia per la supremazia bellica del Giappone. L'ammiraglio Yamamoto ottenne quindi l'assenso per una serie di piani che avrebbero dovuto portare a una soluzione definitiva del problema.
Ai primi di maggio una flotta giapponese venne distaccata nella zona del Mar dei Coralli, per appoggiare una serie di operazioni anfibie volte a occupare l'arcipelago delle Isole Salomone e la base di Port Moresby sulla costa sud della Nuova Guinea; l'azione era parte di un più ampio disegno volto a tagliare i collegamenti aeronavali tra l'Australia e gli Stati Uniti. Una squadra di portaerei statunitensi fu inviata a contrastare la manovra, portando tra il 4 e l'8 maggio agli scontri della battaglia del Mar dei Coralli: per la prima volta nella storia una battaglia navale venne combattuta a distanza tale che le opposte flotte non fecero uso dei loro cannoni contro altre navi, e l'intero scontro si risolse in una serie di azioni navi-contro-aerei. Entrambe le parti persero una portaerei e unità minori, ma i giapponesi annullarono l'operazione di sbarco a Port Moresby e si ritirarono. La conquista di Port Moresby venne tentata, più avanti, per via terra: alla fine di luglio truppe giapponesi sbarcarono sulla costa nord-orientale della Nuova Guinea e avanzarono verso sud lungo uno stretto sentiero attraverso l'impervia catena dei Monti Owen Stanley; ne seguì una lunga campagna, nota come campagna della pista di Kokoda, contro le forze australiane che difendevano i passi montani. Alla fine gli australiani, sostenuti da contingenti statunitensi, bloccarono e respinsero le forze giapponesi.

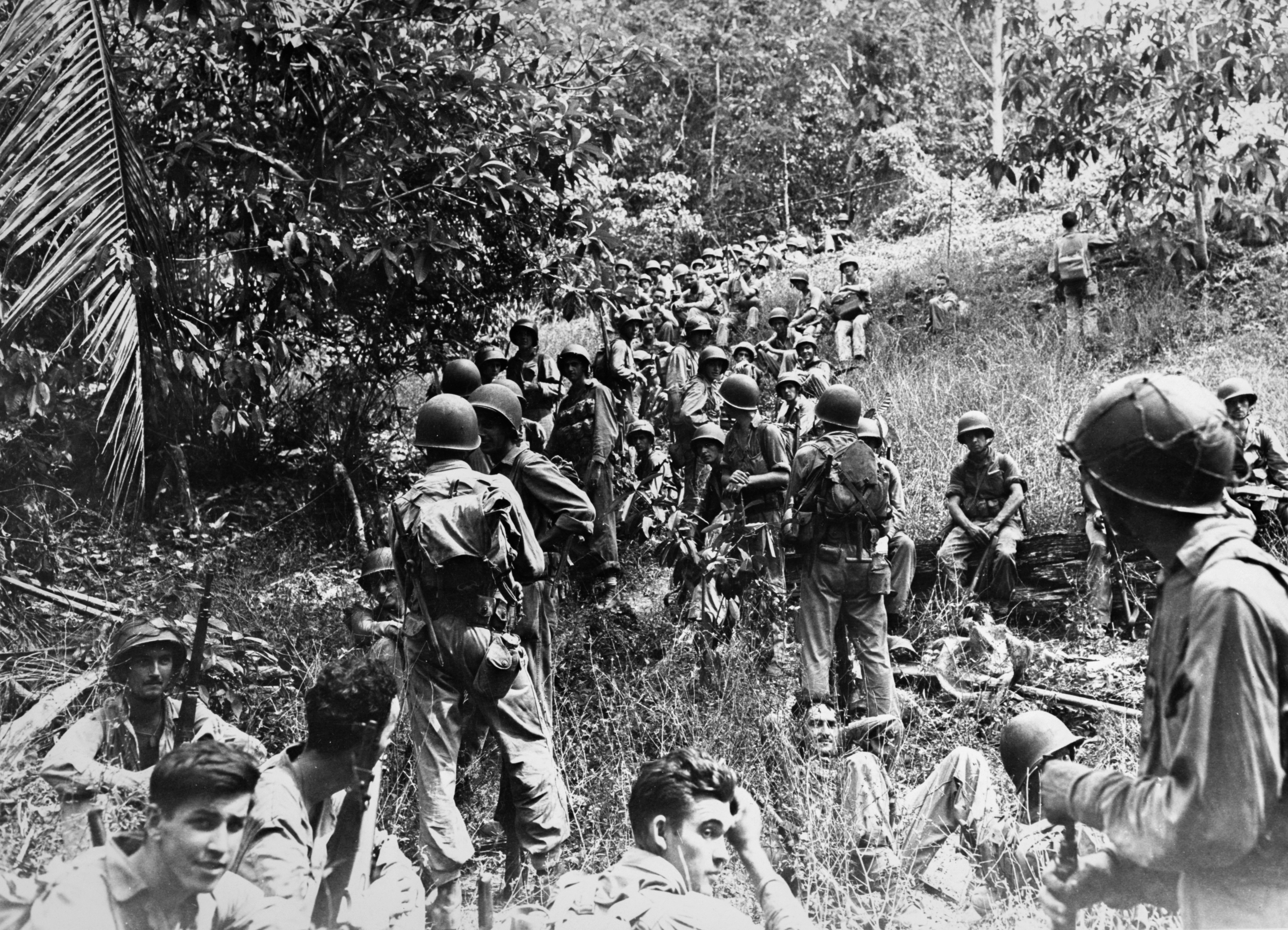
Marines statunitensi alle prese con l'impervia giungla di Guadalcanal

Nel frattempo, il grosso della flotta giapponese era salpato per un'imponente operazione nel Pacifico centrale avente come obiettivo l'occupazione dell'atollo di Midway, primo passo per un attacco anfibio all'arcipelago delle Hawaii; Yamamoto sperava che una simile minaccia avrebbe spinto gli statunitensi a impiegare tutte le loro portaerei, offrendo ai giapponesi l'opportunità per affrontarle in uno scontro diretto e colarle a picco. Gli statunitensi erano tuttavia perfettamente al corrente della mossa nemica grazie alla decifrazione dei codici crittografici giapponesi portata avanti dal sistema "Magic", e il comandante delle forze statunitensi nel Pacifico ammiraglio Chester Nimitz dislocò le sue portaerei a nord di Midway per tendere un'imboscata ai giapponesi. La battaglia delle Midway tra il 4 e il 6 giugno 1942 rappresentò il punto di svolta della guerra nel Pacifico: le quattro portaerei dell'ammiraglio Nagumo, tutte veterane dell'attacco di Pearl Harbor, furono sorprese dai bombardieri statunitensi con gli aerei ancora fermi sui ponti e colate a picco nel giro di pochi minuti, mentre gli statunitensi dovettero registrare la perdita di un'unica portaerei. Lo sbarco anfibio a Midway fu annullato e, ancora una volta, i giapponesi batterono in ritirata.
Oltre al danno materiale della perdita delle portaerei (e dei loro addestratissimi equipaggi, ancora più insostituibili), Midway portò per il Giappone alla perdita dell'iniziativa: i giapponesi furono costretti a rinunciare ad altre mosse offensive nel Pacifico e a prepararsi alle inevitabili controffensive degli Alleati. La prima di esse fu lanciata, appena due mesi dopo, nella zona delle Salomone: il 7 agosto truppe dei marines statunitensi occuparono parte dell'isola di Guadalcanal, dove i giapponesi stavano allestendo una base aerea. L'azione portò a una lunga e defatigante campagna: mentre a terra i marines facevano la loro prima sanguinosa esperienza di combattimento su vasta scala contro i reparti dell'esercito imperiale giapponese, in mare le opposte flotte si affrontarono in ripetuti scontri aeronavali che causarono pesanti perdite a entrambi gli schieramenti. Il logoramento delle risorse belliche si rivelò insostenibile per i giapponesi, che alla fine dovettero ordinare il ritiro dei loro reparti da Guadalcanal per concentrarli a difesa dell'importante base di Rabaul più a nord; la lunga campagna si concluse quindi il 9 febbraio 1943 con una vittoria per gli statunitensi.

#### El Alamein e Stalingrado

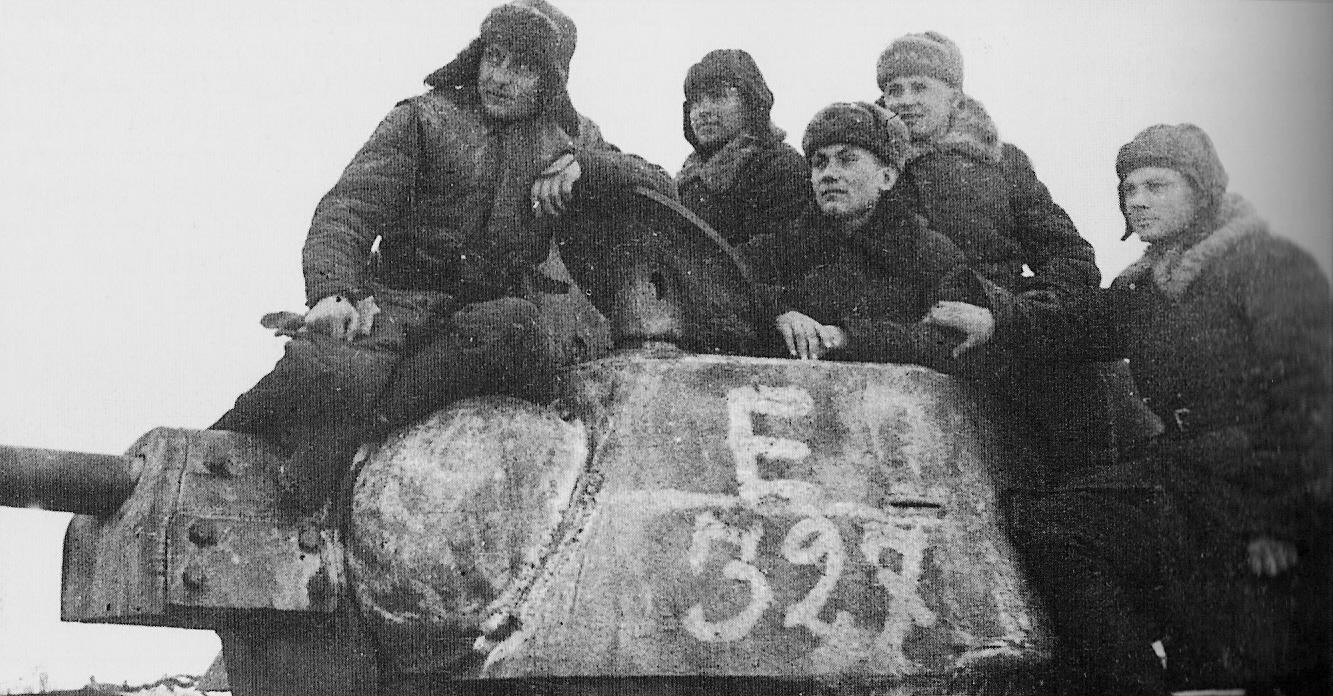
Un carro T-34 sovietico in azione durante l'operazione Urano

A metà novembre 1942 i tedeschi erano avvinghiati in un sanguinoso scontro a Stalingrado, bloccati definitivamente nel Caucaso e ridotti alla difensiva su tutto il fronte orientale, esteso ormai su quasi 3000 km. Il pericolo principale per la Wehrmacht risiedeva nel lungo fianco settentrionale ancorato sul fiume Don, ma Hitler decise di mantenere le posizioni raggiunte poiché riteneva l'Armata Rossa ormai indebolita e incapace di offensive su ampia scala. Al contrario Stalin e i suoi generali più importanti, Aleksandr Vasilevskij e Georgij Žukov, già da settembre avevano cominciato a organizzare grandi controffensive, previste per il tardo autunno e inverno, con lo scopo di ottenere una vittoria decisiva e rovesciare completamente l'equilibrio sul fronte orientale.

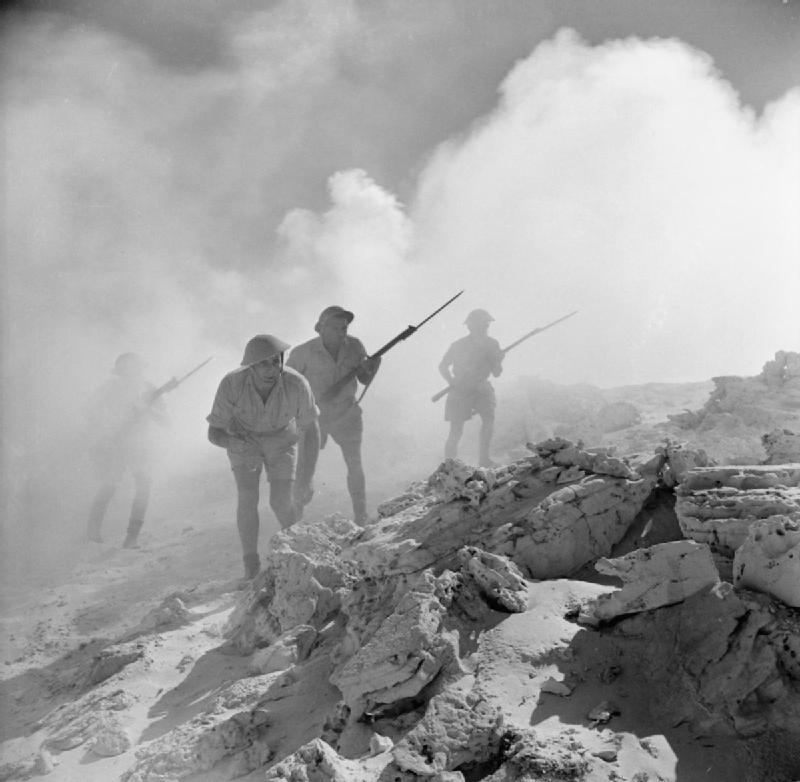
Fanteria britannica all'attacco a El Alamein

Il 19 novembre 1942 i sovietici sferrarono l'Operazione Urano: in quattro giorni i corpi corazzati e meccanizzati sovietici travolsero le difese tedesco-rumene sul Don e sbaragliarono le indebolite Panzer-Division tedesche, che per la prima volta nella guerra furono nettamente sconfitte dai carri dell'Armata Rossa. Il 23 novembre i corpi corazzati e i corpi meccanizzati si incontrarono a Kalač, accerchiando completamente la 6ª Armata tedesca bloccata dentro Stalingrado; la sacca così formata vide intrappolati circa 300 000 uomini. Dopo il fallimento a dicembre di una controffensiva tedesca per liberare le forze intrappolate (operazione Tempesta Invernale), l'eliminazione della sacca fu portata avanti dai sovietici nei primi mesi del 1943 per concludersi definitivamente il 2 febbraio 1943: la 6ª Armata tedesca fu completamente annientata lasciando circa 100 000 prigionieri in mano ai sovietici.
La catastrofe di Stalingrado giunse in contemporanea alla pesante sconfitta riportata dagli italo-tedeschi in Egitto: nel corso della seconda battaglia di El Alamein tra il 23 ottobre e il 3 novembre 1942, la Eighth Army del generale Montgomery sfondò il fronte tenuto dai reparti di Rommel al termine di pesanti scontri, facendo migliaia di prigionieri. A complemento di questa vittoria, l'8 novembre 1942 truppe statunitensi e britanniche lanciarono l'operazione Torch sbarcando in forze in Marocco e Algeria: le forze locali della Francia di Vichy opposero poca resistenza prima di unirsi in massa alle forze alleate. Come rappresaglia gli italo-tedeschi occuparono la Francia meridionale (operazione Anton), ma a Rommel non restò altro da fare che ordinare una lunga ritirata strategica delle sue sparute forze fino in Tunisia, abbandonando l'intera Libia in mano ai britannici.

### 1943

#### La ritirata tedesca in Russia

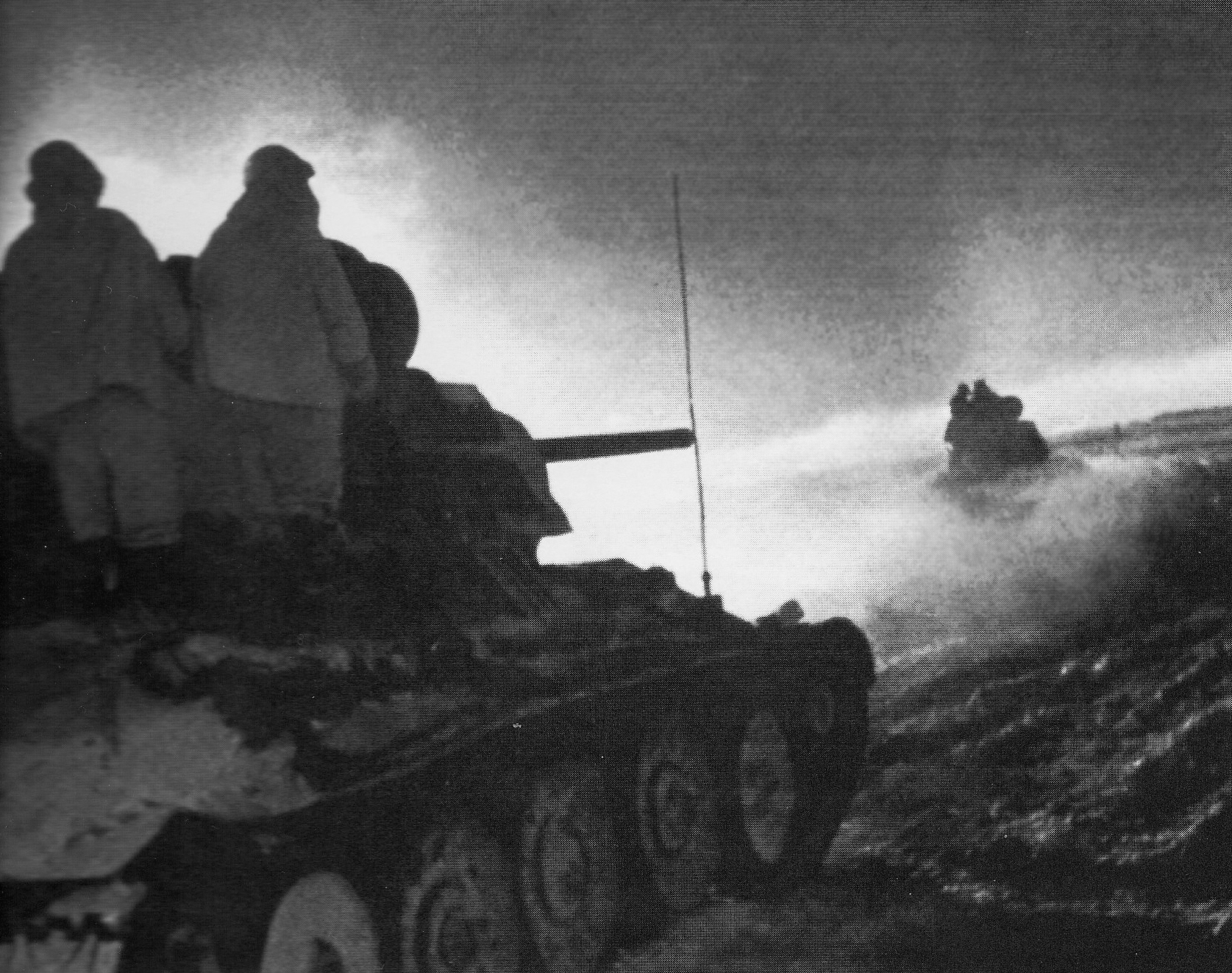
Le colonne corazzate sovietiche avanzano nella neve durante l'operazione Piccolo Saturno

L'operazione Urano nel settore di Stalingrado non fu l'unica grande offensiva sferrata dai sovietici tra la fine del 1942 e i primi mesi del 1943. Tra il 25 novembre e il 16 dicembre 1942 l'Armata Rossa attaccò nel settore di Ržev sulla direttrice di Mosca (operazione Marte), ma andò incontro a un costoso fallimento; molto più successo ebbe l'operazione Piccolo Saturno nel settore del Don tra il 16 e il 30 dicembre: il fronte tenuto dall'8ª Armata italiana venne spezzato da una massiccia offensiva sovietica, condannando i reparti italiani a una difficile ritirata attraverso la steppa gelata inseguiti dalle colonne corazzate nemiche. A metà gennaio 1943 l'Armata Rossa colpì nuovamente sull'alto Don, spezzando il fronte tenuto dalla 2ª Armata ungherese e dalla 2ª Armata tedesca nel corso dell'offensiva Ostrogožsk-Rossoš' e dell'offensiva Voronež-Kastornoe; il Corpo d'armata alpino italiano, rimasto isolato dalle offensive sovietiche sul Don, dovette intraprendere una ritirata in mezzo alla neve perdendo migliaia di effettivi. Tra il novembre 1942 e il febbraio 1943 l'Asse perse circa 1 milione di uomini; almeno 30 divisioni tedesche, 18 rumene, 10 italiane e 10 ungheresi finirono annientate.
I comandi sovietici puntarono a respingere il nemico almeno fino al Dnepr e alla Desna prima del sopraggiungere del disgelo primaverile. Le vittorie sovietiche, in effetti, si succedettero: a fine gennaio l'operazione Iskra portò al ristabilimento di collegamenti terrestri con Leningrado assediata, mentre il 2 febbraio l'operazione Stella portò le colonne corazzate sovietiche a liberare Kursk e Char'kov; i tedeschi dovettero sgombrare in fretta e furia le loro conquiste nel Caucaso per evitare di rimanere tagliati fuori dall'avanzata dell'Armata Rossa su Rostov, riconquistata il 14 febbraio. L'ultima spallata fu l'operazione Stella Polare nel settore di Leningrado tra febbraio e aprile: i sovietici ripresero Demjansk ma fallirono nel tentativo di liberare completamente Leningrado dall'assedio. Ormai l'Armata Rossa era esausta dopo tre mesi di offensive ed estenuanti inseguimenti, con i reparti stanchi e gravi carenze logistiche. I comandanti e lo stesso Stalin sottovalutarono le difficoltà e i pericoli: i tedeschi, dopo un momento di sbandamento, ritrovarono la loro efficienza e con l'afflusso di reparti corazzati provenienti dalla Francia si affrettarono a organizzare una controffensiva.
A partire dal 19 febbraio, le Panzer-Division tedesche del feldmaresciallo Erich von Manstein sferrarono il loro contrattacco nel settore di Char'kov: i sovietici furono colti di sorpresa, e i tedeschi riguadagnarono la linea del Donec e del Mius riconquistando la stessa Char'kov. A metà marzo, con l'arrivo della rasputizsa, il disgelo primaverile, le operazioni si fermarono e il fronte si stabilizzò momentaneamente.

#### Vittoria nell'Atlantico

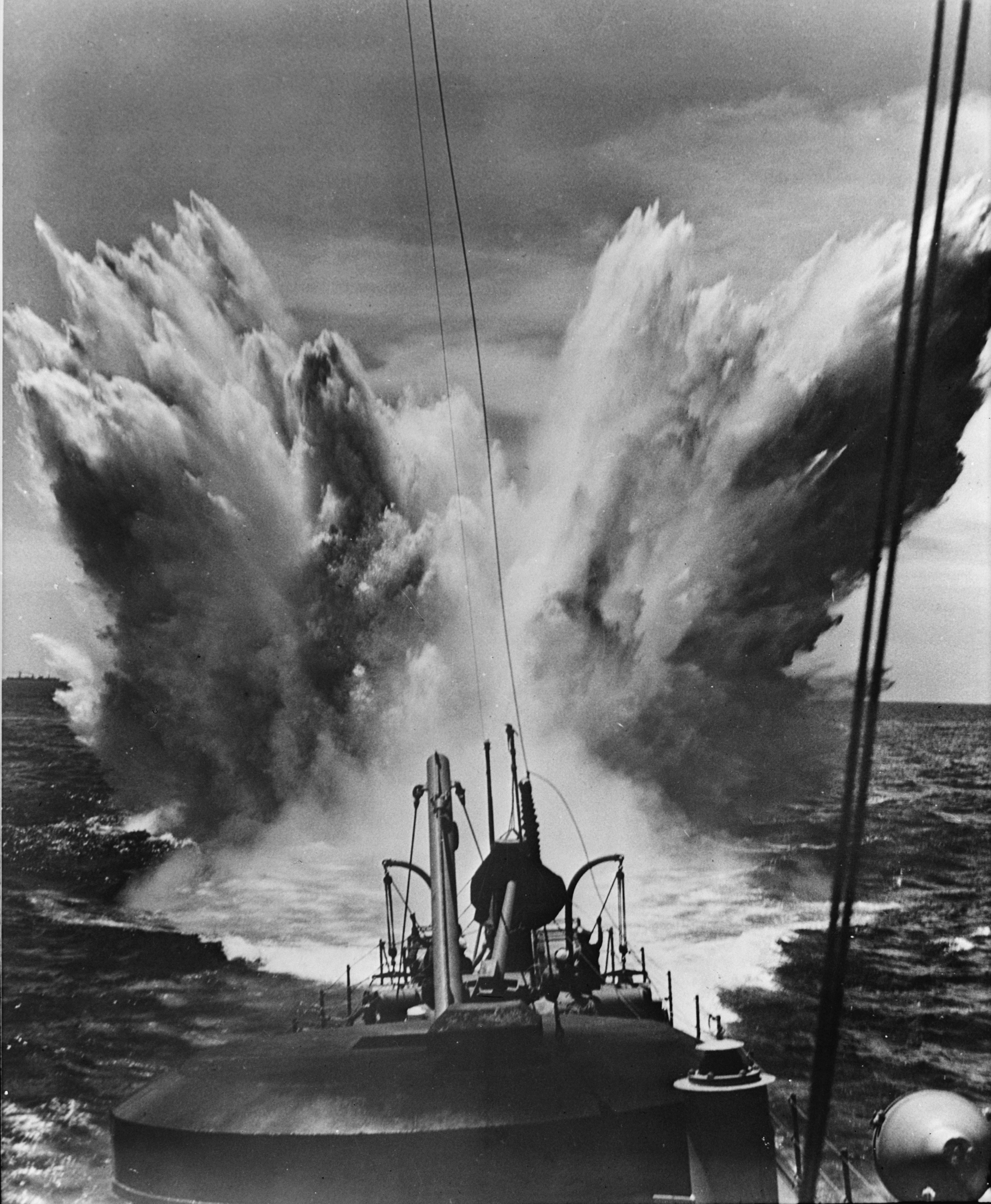
L'esplosione di una bomba di profondità sganciata da una nave alleata ai danni di un U-Boot

Tra il 1942 e il 1943 si toccò l'apice della battaglia dell'Atlantico: organizzati in gruppi d'attacco coordinati secondo la tattica del "branco di lupi", gli U-Boot tedeschi misero in seria difficoltà il traffico navale anglo-statunitense, estendendo le loro operazioni alle coste orientali degli Stati Uniti, al Mar dei Caraibi e al Golfo del Messico e infliggendo perdite pesantissime anche per l'impreparazione della U.S. Navy alla lotta anti-sommergibili. In generale, nel 1942 i sommergibili dell'Asse affondarono in tutto il globo 1 160 navi per 6 266 000 tonnellate di stazza, con un tasso complessivo di perdite per gli Alleati ammontante a 1 664 navi per 7 790 000 tonnellate contro le 7 000 000 tonnellate di nuovo naviglio prodotte nello stesso periodo, una situazione che metteva seriamente in crisi l'approvvigionamento di materie prime per il Regno Unito. Anche l'Asse subì perdite notevoli, con 87 sommergibili tedeschi e 22 italiani colati a picco, ma la Germania produceva U-Boot al ritmo di 17 nuove unità al mese incrementando così a discapito delle perdite il numero di sommergibili operativi, arrivati a superare le 300 unità nell'agosto 1942.
La sfida posta dai tedeschi in Atlantico richiese l'impiego da parte degli anglo-statunitensi di risorse enormi. I cantieri navali, soprattutto statunitensi, iniziarono una massiccia campagna di costruzione in massa di nuovi mercantili, soprattutto secondo il progetto semplificato della classe Liberty che consentiva di realizzare una nuova unità nel giro di poche settimane; il sistema delle scorte venne perfezionato, creando gruppi di "cacciatori" dediti alla ricerca degli U-Boot tramite veloci fregate dotate delle tecnologie più moderne in materia di radar, sonar e armi antisommergibili; furono incrementati gli attacchi alle basi stesse degli U-Boot in Francia e i pattugliamenti delle loro zone di transito nel Golfo di Biscaglia; fu potenziato il supporto aereo ai convogli, sia tramite portaerei di scorta aggregate ai convogli stessi che tramite velivoli a lunga autonomia basati a terra, rivelatisi l'arma decisiva contro gli U-Boot.
I primi mesi del 1943 videro alcune imponenti battaglie tra U-Boot e convogli alleati, come la battaglia del convoglio HX-229/SC-122 in marzo e la battaglia del convoglio ONS-5 a fine aprile. Pur ottenendo ancora molti successi contro i mercantili, la Kriegsmarine dovette registrare però un continuo incremento degli affondamenti di U-Boot arrivato a toccare in maggio un totale di 43 unità (il 30% dei sommergibili in attività); dopo questo "maggio nero", l'ammiraglio Dönitz dovette richiamare alla base la maggior parte delle unità dislocate in Atlantico in attesa di mettere a punto nuove tattiche e nuovi miglioramenti tecnologici. Nonostante l'adozione di nuove tecnologie come lo snorkel o i siluri a guida acustica, la nuova campagna sommergibilistica scatenata dai tedeschi tra settembre e ottobre non sortì più gli effetti delle passate stagioni: dei 2 468 mercantili che attraversarono l'Atlantico solo nove furono affondati al prezzo però di 25 U-Boot. All'inizio del 1944 a Dönitz non restò altro da fare che ammettere la sconfitta: da allora gli U-Boot cessarono le operazioni in gruppi numerosi nell'Atlantico, limitandosi a condurre, fino alla fine della guerra, poco proficue operazioni di agguato individuale nelle più vicine acque delle isole britanniche.

#### Il Giappone in difficoltà

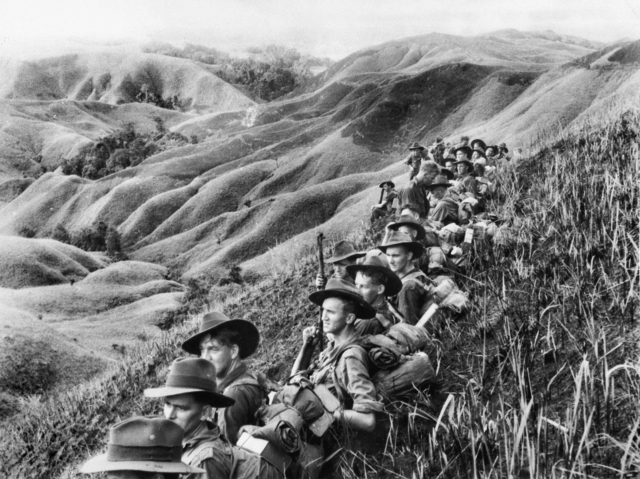
Truppe australiane nel difficile teatro della Nuova Guinea

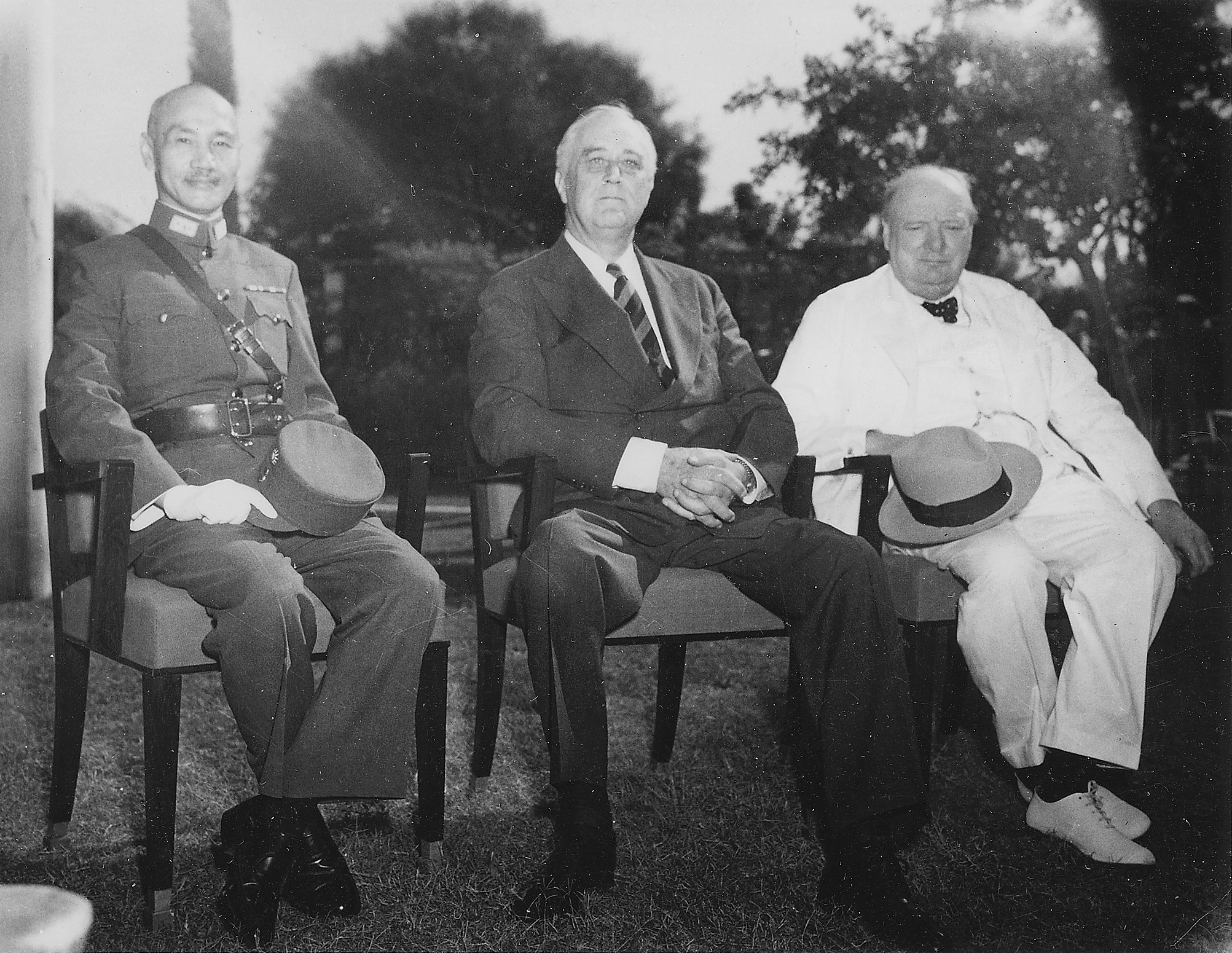
I leader partecipanti alla campagna del Pacifico, il generalissimo Chiang Kai-shek, Franklin D. Roosevelt e Winston Churchill, alla Conferenza del Cairo nel 1943.

All'abbandono di Guadalcanal da parte dei giapponesi fece subito seguito, nel febbraio 1943, un'avanzata delle forze alleate (statunitensi, australiani e neozelandesi) nel teatro delle Isole Salomone. Mentre in mare e in aria si susseguivano vari scontri (in cui cadde vittima anche l'ammiraglio Yamamoto, il cui aereo fu abbattuto da caccia statunitensi il 18 aprile sopra Bougainville), i reparti terrestri alleati si trovarono alle prese con due impegnative campagne: la campagna della Nuova Georgia tra il giugno e l'agosto 1943, e la campagna di Bougainville iniziata in novembre e proseguita con alterne vicende fino alla conclusione della guerra. La difficoltà nello sconfiggere le ostinate guarnigioni giapponesi e le forti perdite registrate spinsero gli Alleati a ideare una nuova strategia: invece di assaltare direttamente tutte le piazzeforti giapponesi, queste dovevano essere aggirate conquistando le isole vicine e infine rese inoffensive tramite una serie di periodici bombardamenti aerei e navali. Questa Leapfrogging strategy (letteralmente "strategia del salto della rana") fu applicata nei confronti della grande base di Rabaul: la munita piazzaforte giapponese fu isolata da sbarchi di truppe statunitensi e australiane nel sud della Nuova Britannia e infine neutralizzata tramite una serie di bombardamenti in novembre, rimanendo in mano giapponese fino alla fine della guerra ma non svolgendo più alcun ruolo nelle operazioni belliche.
Allontanata la minaccia da Port Moresby, anche in Nuova Guinea gli Alleati erano all'avanzata: agli ordini del generale MacArthur, truppe statunitensi e australiane respinsero i giapponesi dalla Nuova Guinea orientale al termine di una sanguinosa battaglia tra il novembre 1942 e il gennaio 1943, per poi avanzare lungo la costa settentrionale con sbarchi anfibi e lanci di paracadutisti fino a scacciare i giapponesi dalle loro basi principali di Lae e Salamaua al termine di una dura campagna intercorsa tra aprile e settembre. L'avanzata proseguì quindi in direzione della Penisola di Huon, teatro di un'altra lunga campagna proseguita fino ai primi di marzo 1944.

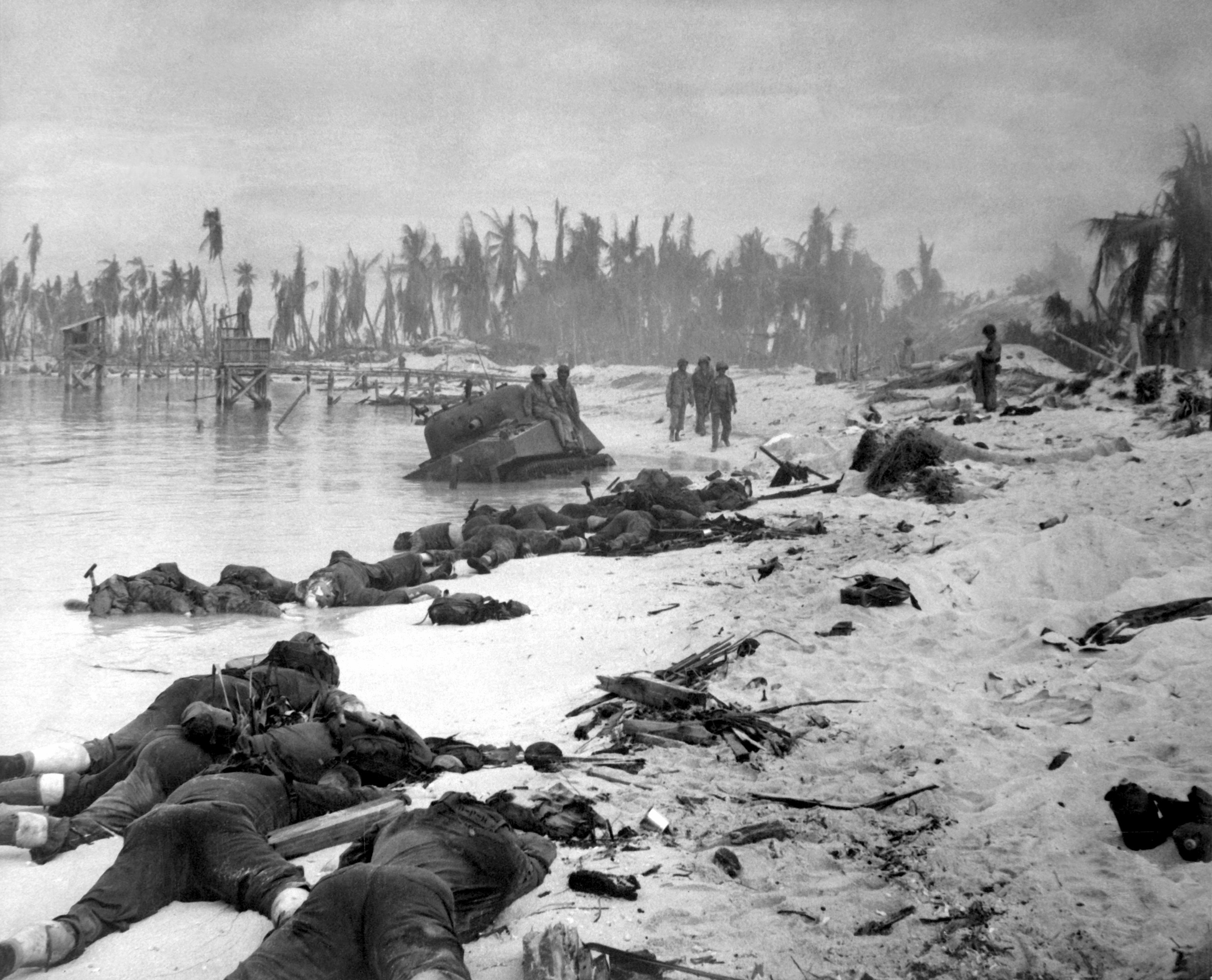
Le spiagge di Tarawa al termine degli scontri

Nel corso dei primi 18 mesi di guerra, i giapponesi avevano retto a stento contro una flotta statunitense composta in maggioranza da navi varate nel periodo prebellico; a partire dalla seconda metà del 1943, tuttavia, iniziarono a entrare in servizio in massa le nuove unità costruite dopo Pearl Harbor: nel corso del solo 1943 gli statunitensi misero in linea 51 nuove portaerei seguite da altre 44 l'anno dopo, mentre nello stesso biennio i giapponesi vararono solo 12 nuove portaerei. Questa enorme disponibilità navale consentì ai comandi statunitensi di allestire una seconda grande flotta con cui condurre, in contemporanea agli attacchi nelle Salomone e in Nuova Guinea, una grande avanzata nel Pacifico centrale.
I primi obiettivi furono gli arcipelaghi delle Isole Gilbert e delle Isole Marshall, al fine di aggirare la grande piazzaforte giapponese di Truk. Tra il 20 e il 23 novembre 1943 i marines diedero l'assalto all'atollo di Tarawa; la battaglia di Tarawa mise in chiaro quale sarebbe stata la durezza dei combattimenti nelle isole del Pacifico: per conquistare un minuscolo isolotto gli statunitensi riportarono circa 1 000 morti e un numero doppio di feriti, mentre la guarnigione di 4 600 giapponesi si fece completamente annientare lasciando solo 20 prigionieri in mano al nemico. L'offensiva nelle Marshall continuò con la conquista di Kwajalein tra il 31 gennaio e il 3 febbraio 1944 e di Eniwetok tra il 17 e il 23 febbraio; Truk, tagliata fuori, fu neutralizzata con una serie di bombardamenti aerei (operazione Hailstone).

#### L'ultima spallata a oriente

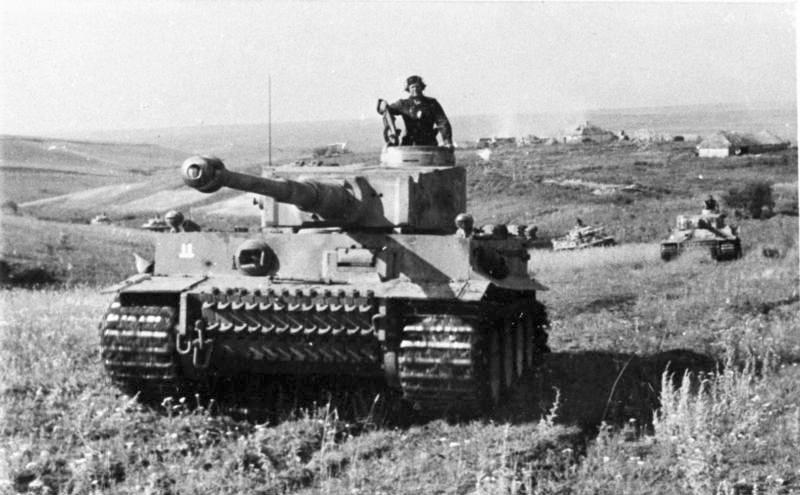
I carri armati Tiger a Kursk

Nella primavera del 1943, la nuova linea del fronte orientale presentava nel settore centrale presso Kursk un grosso saliente sovietico profondamente spinto verso ovest, in una situazione potenzialmente pericolosa e favorevole a un nuovo attacco tedesco a tenaglia. Hitler, scosso dalla catastrofe di Stalingrado e dalle sconfitte subite in Africa settentrionale, mostrò per una volta indecisione nella pianificazione strategica: timoroso di un nuovo fallimento, e di fronte ai pareri ampiamente divergenti dei suoi generali, Hitler rinviò più volte l'offensiva per dare tempo all'industria bellica di fornire alla Wehrmacht un grande numero di carri armati, tra i quali i nuovi Panzer V Panther e Panzer VI Tiger I dai quali si aspettava risultati decisivi. Il ritardo tedesco nello scatenare l'offensiva fornì ai sovietici l'opportunità di rafforzare e fortificare il saliente di Kursk. Anche Stalin stava pianificando nuove offensive, ma di fronte ai giganteschi preparativi tedeschi decise, su consiglio anche dei suoi generali, di mantenersi in un primo tempo sulla difensiva, per poi passare in un secondo momento a una controffensiva generale. L'Armata Rossa ebbe quindi tutto il tempo di prepararsi allo scontro: il saliente di Kursk fu riempito di mine anticarro e cannoni anticarro sovietici, trasformandosi da potenziale punto debole del fronte in autentica trappola per la Wehrmacht.

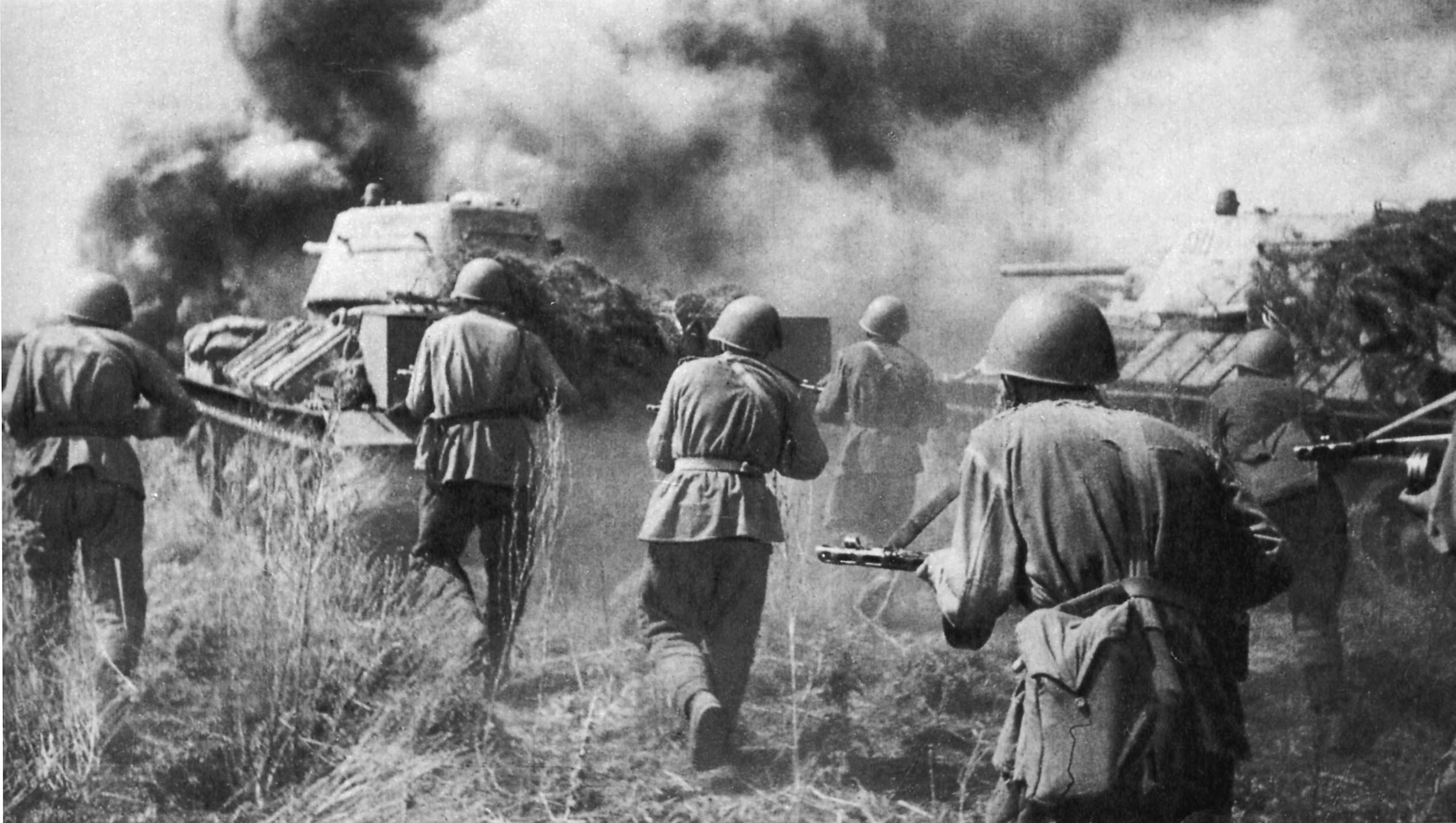
Carri e fanti sovietici impegnati negli scontri di Kursk

Il 5 luglio i tedeschi diedero inizio all'operazione Cittadella per schiacciare il saliente di Kursk; seguirono otto giorni di battaglia durissima tra i panzer tedeschi e le difese anticarro e i carri sovietici. Il 12 luglio i tedeschi, dopo aver subito grosse perdite, non erano ormai più in grado di insistere nell'attacco, proprio mentre nello stesso momento i sovietici passavano a loro volta all'attacco nella regione di Orël e sul Mius. I tedeschi, avendo subito pesanti perdite tra le loro forze corazzate, dovettero rinunciare definitivamente all'iniziativa a est iniziando una lunga e sanguinosa ritirata.
L'offensiva sovietica si sviluppò progressivamente su tutti i settori principali del fronte. Il 12 luglio i sovietici attaccarono Orël a nord di Kursk (operazione Kutuzov), mentre il 3 agosto passarono all'attacco anche nel settore di Belgorod a sud. I tedeschi non ripiegarono senza combattere e, al contrario, organizzarono continui contrattacchi delle loro esperte Panzer-Division. L'avanzata sovietica fu però inesorabile: il 5 agosto fu liberata Orël, mentre il 23 agosto la quarta battaglia di Char'kov si concluse con una vittoria sovietica dopo nuovi furiosi scontri tra carri armati; ai primi di settembre crollò anche il fronte sul Mius, con la presa di Taganrog e Stalino. A questo punto Hitler accolse, pur con riluttanza, la proposta del feldmaresciallo von Manstein di un ripiegamento strategico fino alla linea del Dnepr (l'ipotizzato Ostwall), poiché le perdite tedesche erano ingenti, le riserve corazzate erano esaurite e i sovietici apparivano nettamente superiori.

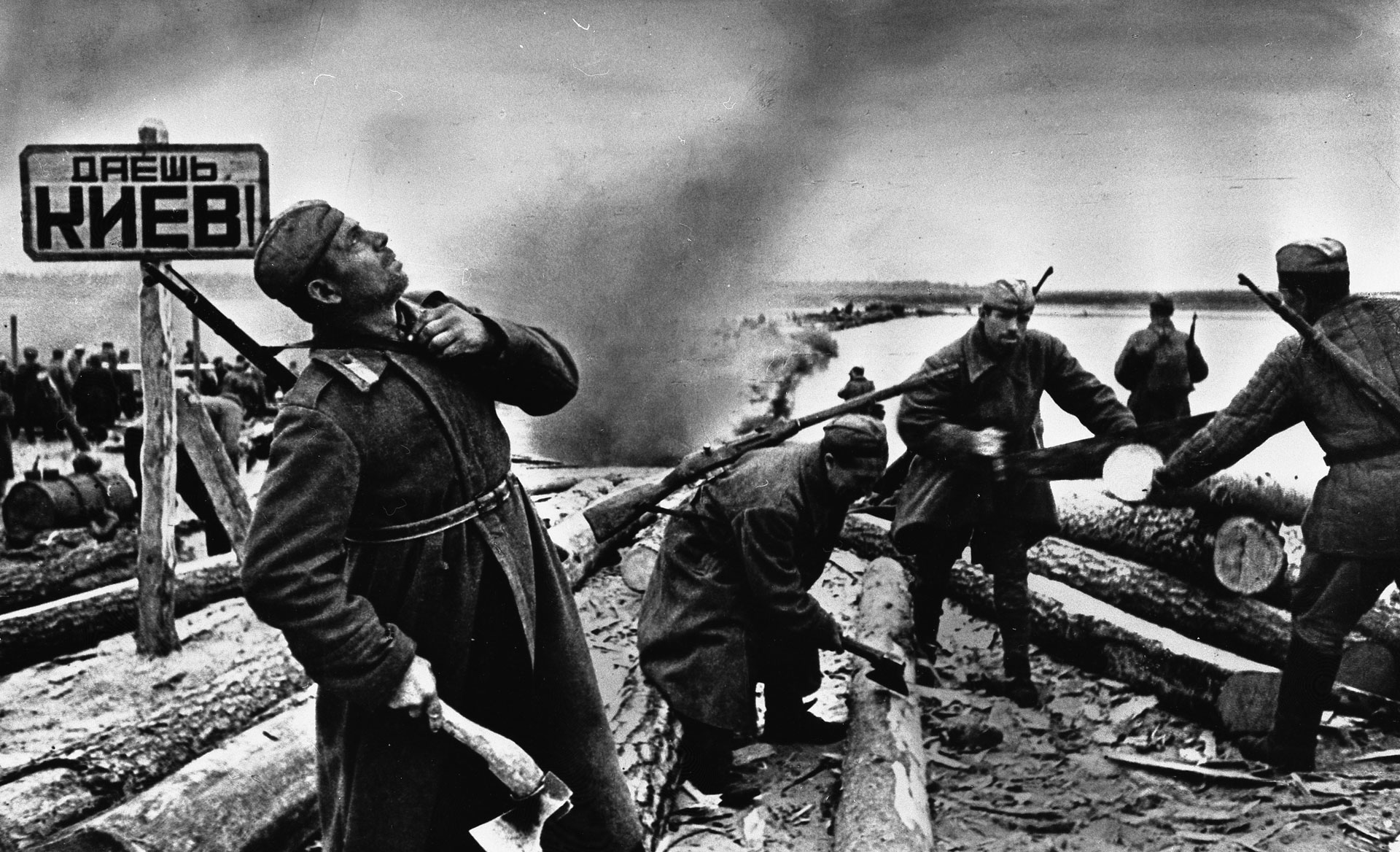
Fanti sovietici si apprestano a varcare il Dnepr nei pressi di Kiev

Ebbe così inizio la grande offensiva del basso Dnepr, con le truppe sovietiche all'inseguimento dell'esercito tedesco in ritirata che tentava di attestarsi sul fiume. Il progetto tedesco però fallì e i sovietici costituirono rapidamente numerose teste di ponte da cui partire per liberare anche l'Ucraina occidentale, dove l'obiettivo più importante, Kiev, fu liberato il 6 novembre con una manovra aggirante delle truppe corazzate sovietiche. Anche più a sud i sovietici si attestarono sulla riva occidentale del Dnepr e liberarono progressivamente, dopo duri scontri, i grandi centri di Dnepropetrovsk, Zaporož'e e Kremenčug. Infine anche a nord, nella regione centrale, l'Armata Rossa passò all'offensiva e, nonostante la resistenza tedesca e le difficoltà del terreno, liberò Brjansk il 17 settembre e Smolensk il 25 settembre.
Nonostante alcuni rovesci locali, come la controffensiva tedesca di Žitomir tra novembre e dicembre 1943, e le gravi perdite di più di 1 milione di morti solo nel secondo semestre del 1943, l'Armata Rossa concluse l'anno con un pieno successo. L'esercito tedesco era stato gravemente danneggiato, subendo 1 400 000 tra morti, feriti e dispersi tra luglio e dicembre. Gran parte delle regioni dell'URSS occupate erano state liberate, l'offensiva invernale, già in preparazione, prometteva nuovi successi e l'intervento in forze sul continente degli Alleati era imminente.

#### Attacco al ventre d'Europa

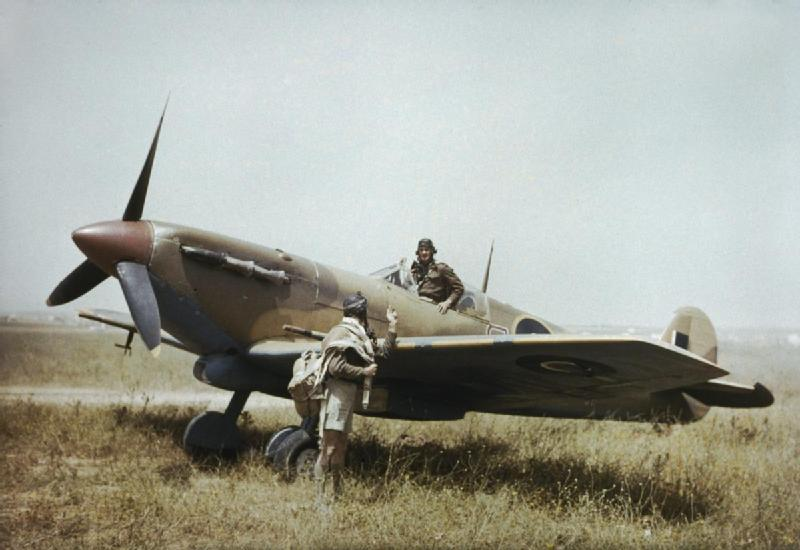
Uno Spitfire sudafricano pronto al decollo in una base in Tunisia

I primi mesi del 1943 videro la chiusura della lunga campagna dell'Africa settentrionale. Gli italo-tedeschi di Rommel, ritiratisi dalla Libia, si erano attestati in Tunisia stretti a est dalla Eighth Army di Montgomery proveniente dall'Egitto e a ovest dalle truppe anglo-statunitensi del generale Dwight D. Eisenhower provenienti dall'Algeria. Anche sfruttando l'impreparazione degli statunitensi, Rommel riuscì a tenere per diversi mesi la posizione e a ottenere ancora un successo nella battaglia del passo di Kasserine in febbraio, ma dopo il fallimento di una sua offensiva contro i britannici in marzo fu richiamato in Europa e sostituito dal generale Hans-Jürgen von Arnim. Progressivamente privati dei rifornimenti a causa del blocco del canale di Sicilia imposto dalle preponderanti forze aero-navali degli Alleati, gli italo-tedeschi capitolarono infine il 13 maggio lasciando circa 200 000 prigionieri in mano al nemico. Come proseguire le operazioni era oggetto di forti discussioni tra statunitensi e britannici: i primi volevano concentrare uomini e mezzi in vista di un'invasione della Francia da attuarsi già nella primavera del 1943 (operazione Round-Up), ma nel corso della conferenza di Casablanca in gennaio Churchill, più interessato a consolidare gli interessi britannici nello scacchiere orientale e meridionale, riuscì a imporre il suo punto di vista per un'offensiva nel teatro del Mediterraneo, dei Balcani e del Mar Egeo, da lui definito come il "ventre molle dell'Europa".

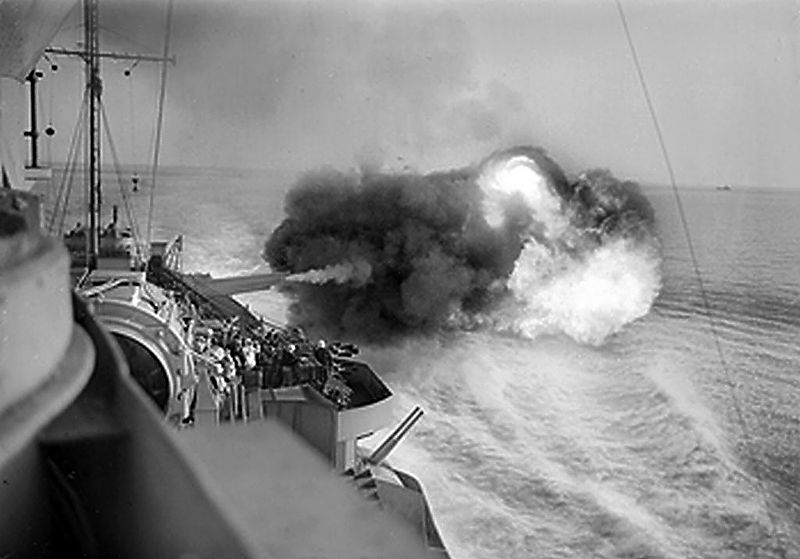
La corazzata Warspite apre il fuoco contro le coste siciliane poco prima degli sbarchi del 9 luglio

Preceduto da azioni preliminari contro Pantelleria e Lampedusa, il 9 luglio 1943 ebbe quindi inizio lo sbarco in Sicilia dei reparti alleati: truppe britanniche, statunitensi e canadesi sgominarono nel corso di duri scontri la resistenza delle forze italo-tedesche, costrette ad abbandonare l'isola il 17 agosto seguente. La perdita della Sicilia fu un colpo mortale per il regime fascista italiano: messo in minoranza dallo stesso Gran consiglio del fascismo nel corso di una tempestosa riunione il 25 luglio, Mussolini fu destituito dal re Vittorio Emanuele III e posto agli arresti, venendo rimpiazzato alla guida del governo dal maresciallo Pietro Badoglio. Benché il nuovo governo si affrettasse a proclamare l'intenzione di continuare la guerra a fianco della Germania, si svilupparono subito complicate trattative sotterranee per giungere a una pace separata con gli Alleati; le trattative approdarono infine alla stipula dell'armistizio di Cassibile il 3 settembre, che le parti convennero di tenere segreto fino al momento dello sbarco degli Alleati nella penisola italiana. Intanto, per celare l’avvenuto armistizio, sui campi di battaglia si continuava a combattere: emblematica fu la morte del leggendario “asso” Giuseppe Cenni, il 4 settembre, che, giovanissimo comandante del 5º Stormo, perse la vita nel tentativo di ostacolare l’invasione Alleata della Calabria.

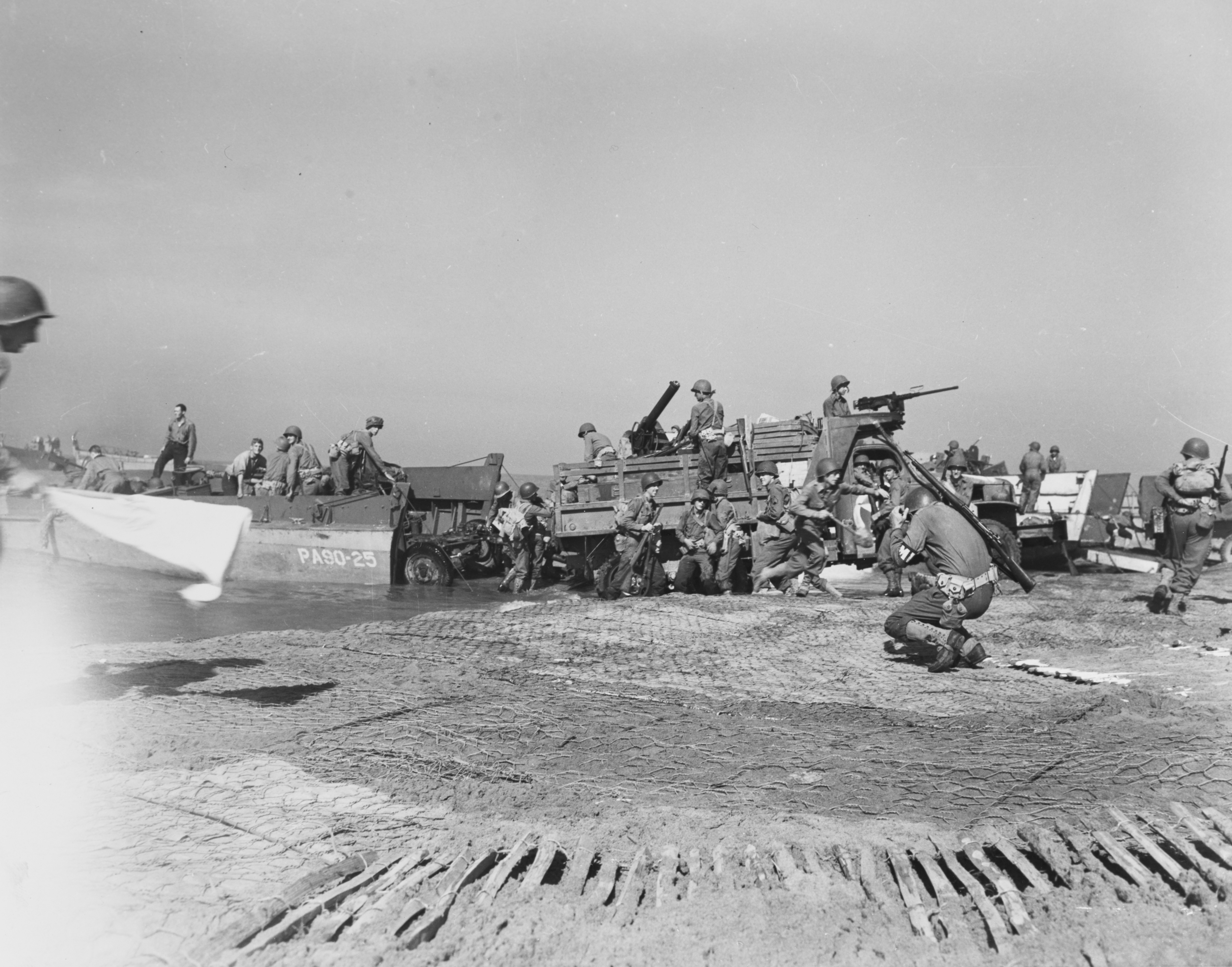
Truppe statunitensi impegnate nello sbarco di Salerno

I tedeschi si erano tuttavia premuniti per fronteggiare un voltafaccia dell'Italia, e quando l'armistizio venne reso noto la sera dell'8 settembre scatenarono la loro rappresaglia: nel corso della cosiddetta operazione Achse, i tedeschi attaccarono e disarmarono le truppe italiane dislocate tanto nella penisola quanto nei territori occupati in Francia, Jugoslavia e Grecia; privi di organizzazione che avrebbe dovuto essere dettata dall'alto comando fuggito da Roma con il re e il governo, i reparti italiani opposero una resistenza disorganizzata, sbandandosi in gran numero e venendo sopraffatti. I tentativi di opposizione organizzata furono sconfitti al termine di sanguinosi scontri, conclusisi spesso con ondate di esecuzioni sommarie di soldati italiani da parte dei tedeschi: fu questo il caso della Divisione "Acqui" a Cefalonia o di varie guarnigioni italiane nel Dodecaneso, interamente occupato dai tedeschi a metà novembre al termine di una dura campagna nonostante l'intervento di alcuni reparti britannici. Almeno 800 000 soldati italiani caddero in mano ai tedeschi unitamente a tonnellate di equipaggiamento militare; la flotta italiana riuscì invece a sottrarsi alla cattura e a consegnarsi agli Alleati a Malta, nonostante la corazzata Roma fosse stata colata a picco dai tedeschi con la morte di buona parte dell'equipaggio. Mussolini fu liberato dai tedeschi e posto a capo di un governo sedicente creato dall'invasore tedesco nell'Italia occupata, la Repubblica Sociale Italiana.
Mentre era in corso il disarmo dell'esercito italiano, gli Alleati avevano dato il via all'invasione della penisola la mattina del 9 settembre: mentre reparti della Eighth Army britannica sbarcavano a Taranto e avanzavano in Puglia contro una debole resistenza, gli statunitensi della Fifth Army presero terra a Salerno dovendo però subito fronteggiare l'opposizione dei reparti del feldmaresciallo Albert Kesselring. Dopo aver rallentato l'avanzata anglo-statunitense, i tedeschi ripiegarono metodicamente, infliggendo dure perdite, sulle varie linee difensive stabilite sugli Appennini Meridionali; alla fine dell'anno le intemperie invernali e l'abile condotta dei Kesselring condussero alla definitiva stabilizzazione del fronte sulla cosiddetta Linea Gustav, imperniata sulle difese di Cassino. L'avanzata era, almeno per il momento, finita: alla conferenza di Teheran a fine novembre, il primo incontro faccia a faccia tra Roosevelt, Churchill e Stalin, gli anglo-statunitensi convennero definitivamente di relegare in secondo piano le operazioni nel Mediterraneo e di concentrare le forze principali in vista dello sbarco nella Francia settentrionale.

### 1944

#### L'offensiva invernale sovietica
Dopo la breve pausa imposta dalla controffensiva tedesca di Žitomir, l'Armata Rossa riprese la sua offensiva nel settore meridionale del fronte orientale il 24 dicembre 1943. Nonostante il peggioramento delle condizioni climatiche i sovietici, partendo dalla loro grande testa di ponte a Kiev, progredirono nell'Ucraina occidentale nel tentativo di schiacciare le forze tedesche sulla costa del Mar Nero. La resistenza tedesca riuscì a frenare l'avanzata, ma le truppe che Hitler aveva ostinatamente lasciato nella testa di ponte sul Dnepr di Kaniv furono accerchiate e distrutte dopo la terribile battaglia di Korsun', terminata il 18 febbraio 1944 con quasi 50 000 perdite tedesche.

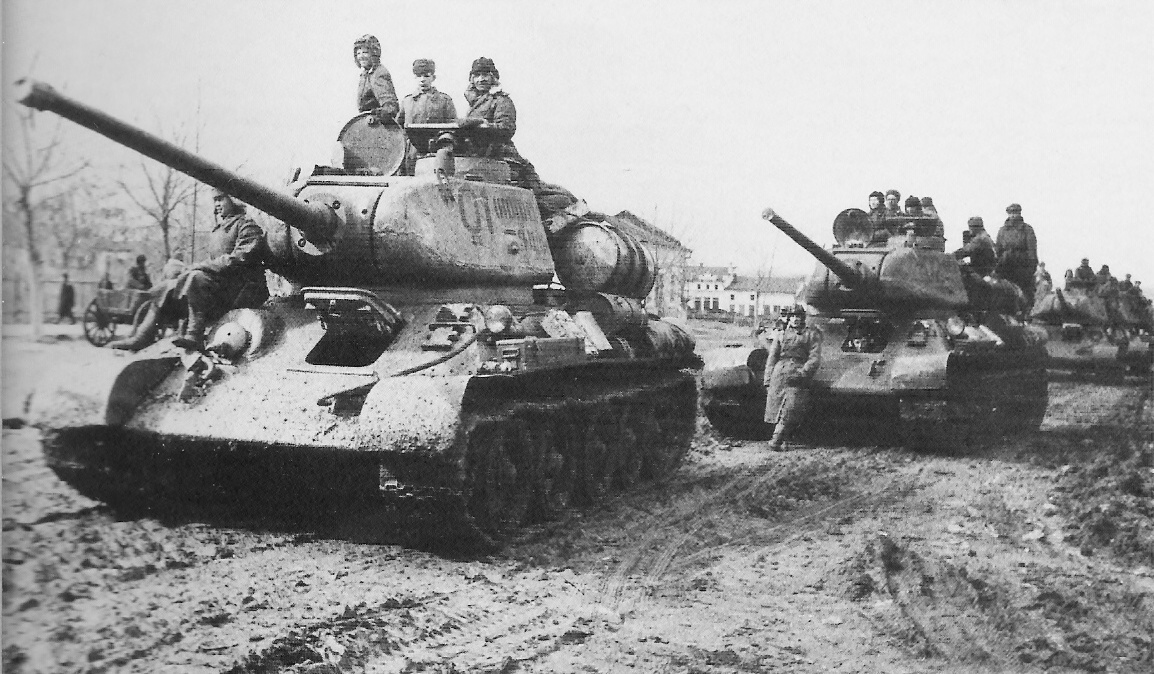
Le colonne sovietiche avanzano in Ucraina occidentale nell'inverno 1943-1944

Questo nuovo disastro tedesco facilitò la successiva avanzata di tutto lo schieramento meridionale sovietico: a sud furono liberate Krivoj Rog, il 22 febbraio, e Nikopol', l'8 febbraio, e venne isolato il raggruppamento tedesco in Crimea; il maresciallo Ivan Stepanovič Konev, a dispetto delle intemperie, liberò Uman' e proseguì superando in successione il Bug Orientale, il Dnestr e il Prut mentre il maresciallo Žukov avanzava in profondità verso Černovcy e i Balcani. A Kamenec-Podol'skij i carri armati dei due marescialli riuscirono a chiudere in una sacca l'intera 1. Panzerarmee tedesca il 28 marzo; l'armata accerchiata riuscì, con una ritirata di centinaia di chilometri e aiutata da un efficace contrattacco di truppe corazzate affluite da ovest al comando del generale Walter Model, a uscire dalla sacca e a trarsi in salvo il 4 aprile pur lasciando l'intera Ucraina in mano ai sovietici. Konev proseguì alla volta della Romania, occupando la Bessarabia ma venendo infine bloccato dai tedesco-romeni nel corso della battaglia di Târgu Frumos.
Anche a nord i sovietici passarono all'offensiva, rompendo in modo definitivo la presa tedesca su Leningrado il 26 gennaio e mettendo fine a un assedio di 900 giorni; l'Armata Rossa progredì poi, seppur con grosse difficoltà e gravi perdite, verso gli Stati baltici fino a raggiungere la linea Pskov-Narva ancora saldamente tenuta dai tedeschi. A costo di incredibili sacrifici e spaventose perdite per l'Armata Rossa, oltre 700 000 morti da gennaio a giugno, le forze dell'Asse erano state dissanguate con quasi 1 milione di perdite durante l'inverno 1943-44. Stalin poteva ora guardare con fiducia ai suoi vasti progetti geopolitici di riorganizzazione dell'Europa orientale.

#### La liberazione di Roma

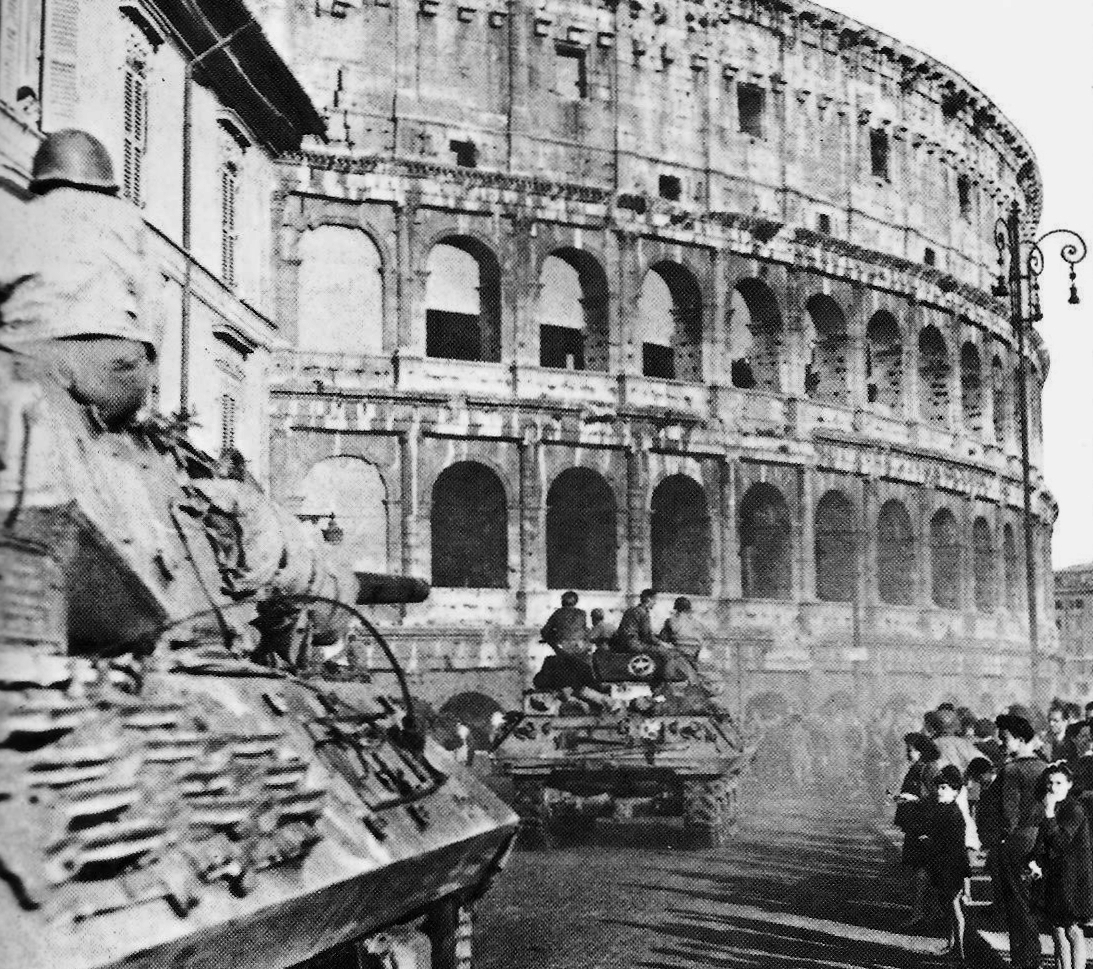
Corazzati statunitensi sfilano davanti al Colosseo nel giugno 1944

Benché il fronte italiano fosse stato relegato in secondo piano dagli anglo-statunitensi, notevoli operazioni furono portate avanti nel corso del 1944 con lo scopo di occupare Roma, un obiettivo di grande prestigio politico e militare. Mentre gli anglo-canadesi avanzavano lungo la costa adriatica, venendo impegnati nella sanguinosa battaglia di Ortona, statunitensi, francesi, britannici e polacchi rinnovarono i loro attacchi alla piazzaforte di Cassino, perno delle difese tedesche sul lato tirrenico della penisola. La battaglia di Cassino si succedette per mesi a partire dal gennaio 1944, senza che gli Alleati riuscissero a scacciare i tedeschi dalle postazioni in montagna che occupavano; l'antica abbazia di Montecassino finì completamente distrutta a causa dei bombardamenti alleati.
Nel tentativo di aggirare le postazioni tedesche lungo la linea Gustav, il 22 gennaio forze anglo-statunitensi sbarcarono alle spalle dei tedeschi lungo la costa tra Anzio e Nettuno; gli Alleati si mossero tuttavia con prudenza e, oltre a rimanere bloccati nella loro stretta testa di ponte, rischiarono seriamente di essere ricacciati in mare dai contrattacchi tedeschi. Alla fine, una serie di attacchi congiunti sferrati in contemporanea a Cassino e ad Anzio consentirono di rompere il fronte tedesco nel corso di maggio; Kesselring dovette ordinare una ritirata generale alla volta del nord Italia, e il 5 giugno i primi reparti alleati fecero il loro ingresso a Roma.
Pur indeboliti dalla cessione di truppe a favore del fronte francese, gli Alleati proseguirono l'avanzata a nord di Roma, liberando Ancona il 18 luglio al termine di una dura battaglia e Firenze il 13 agosto. I tedeschi ripiegarono dietro le fortificazioni della Linea Gotica, estesa da Massa a Pesaro, dove si attestarono: tra agosto e ottobre il primo assalto alleato alla Linea Gotica (operazione Olive) portò ad alcune conquiste nel settore adriatico, dove la Eighth Army riuscì ad avanzare oltre Rimini, ma l'inverno imminente convinse infine gli Alleati a sospendere ogni ulteriore attacco.

#### Overlord

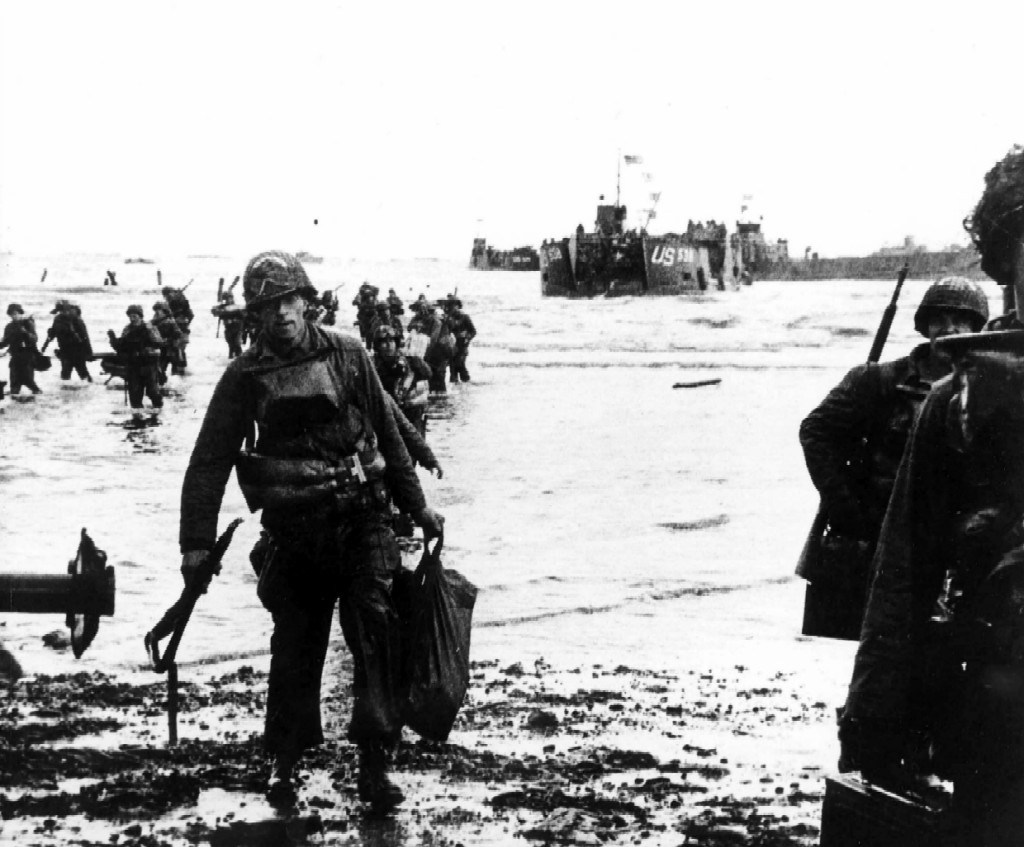
D-Day, 6 giugno 1944, soldati americani in Normandia

Dopo quasi due anni di preparativi e di discussioni in merito tra gli Alleati, il 6 giugno 1944 prese il via l'invasione anfibia della Francia attraverso il canale de La Manica (operazione Overlord): truppe statunitensi, britanniche e canadesi sbarcarono in Normandia con l'appoggio di un'imponente flotta aeronavale, cogliendo di sorpresa i tedeschi e stabilendo una testa di ponte lungo la costa. Le settimane seguenti allo sbarco videro una serie di duri scontri nel difficile teatro del bocage normanno: i primi tentativi di sfondamento nel settore di Caen da parte della 2ª Armata britannica del generale Miles Dempsey furono respinti dalle divisioni corazzate tedesche e la città cadde solo il 9 luglio; nel mentre la 1ª Armata statunitense, comandata dal generale Omar Bradley, riuscì ad avanzare con molti sforzi nella penisola del Cotentin arrivando infine a conquistare il 1º luglio il porto di Cherbourg, vitale per assicurare l'afflusso dei rifornimenti fino a quel momento garantito in gran parte dal porto artificiale (Mulberry Harbour) allestito ad Arromanches, dopo che quello allestito ad Omaha Beach fu spazzato via da una tempesta il 20 giugno 1944.

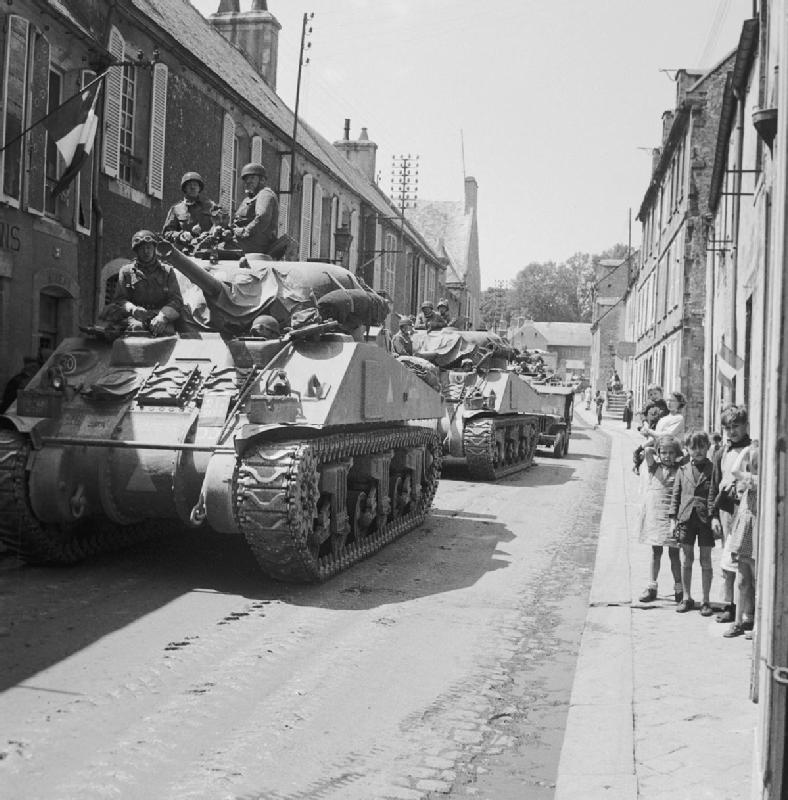
I carri armati alleati a Bayeux

Mentre gli anglo-canadesi rimanevano bloccati nella zona di Caen, gli statunitensi riuscirono alla fine di luglio a sfondare l'ala sinistra del fronte tedesco nei pressi di Saint-Lô; ciò permise alla 3ª Armata statunitense del generale George Smith Patton di aprirsi un varco in direzione della Bretagna e di dirigere sul porto di Brest, caduto il 19 settembre al termine di duri scontri. Hitler, reduce dall'attentato del 20 luglio, proibì qualunque ripiegamento e ordinò un contrattacco, l'operazione Lüttich, che fu tuttavia interrotto dopo soli quattro giorni a causa della schiacciante superiorità aerea degli Alleati.
Le forze statunitensi piegarono quindi verso sud-est in direzione della Valle della Loira, minacciando di chiudere in un'enorme sacca le armate tedesche che ancora tenevano il fronte in Normandia. Il 14 agosto la 1ª Armata canadese del generale Harry Crerar sferrò un'offensiva verso Falaise, allo scopo di congiungersi con le forze statunitensi che a sud avevano occupato Argentan; l'operazione Tractable portò alla fine di agosto alla chiusura della sacca di Falaise: sebbene gran parte delle forze tedesche fossero riuscite a ripiegare verso la Senna, l'eliminazione della sacca fruttò agli Alleati la cattura di 50 000 prigionieri e la distruzione di ingenti quantitativi di equipaggiamenti militari. Sconfitte le forze tedesche poste a difesa della Normandia le forze alleate poterono dirigersi verso Parigi, che venne liberata il 25 agosto dopo che la popolazione era insorta contro gli occupanti.
Nel frattempo, il 15 agosto truppe francesi e statunitensi sbarcarono in Provenza (operazione Dragoon), suggellando la disfatta tedesca: mentre gli Alleati avanzavano verso Marsiglia e Lione, i tedeschi dovettero evacuare in fretta l'intera Francia occidentale per non rimanere tagliati fuori; a metà settembre le armate provenienti dalla Provenza si ricongiunsero con le truppe che scendevano dalla Normandia nei pressi di Digione. Mentre i canadesi ripulivano dalle forze tedesche la costa dello stretto di Dover, il 3 settembre i britannici entrarono a Bruxelles e l'11 settembre le prime truppe alleate raggiunsero il confine tedesco; nel frattempo i reparti corazzati del generale Patton superarono la Mosa e la Mosella dopo aver sconfitto i tedeschi nel corso della battaglia di Nancy, raggiungendo quindi la Lorena.

#### L'operazione Bagration

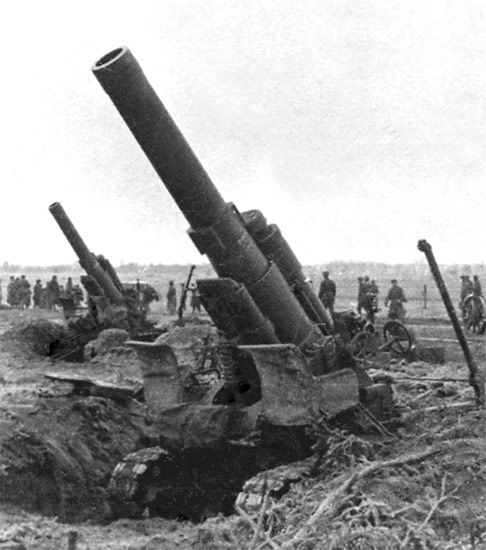
Artiglieria pesante sovietica in postazione durante l'operazione Bagration

In attesa dell'offensiva risolutiva contro i tedeschi prevista in contemporanea con lo sbarco anglo-statunitense in Normandia, le forze sovietiche condussero una serie di operazioni periferiche ai due estremi del fronte orientale: a sud l'Armata Rossa liberò la Crimea riconquistando Sebastopoli il 9 maggio, mentre il 10 giugno i sovietici attaccarono in forze il fronte finlandese in Carelia ricacciando il nemico oltre la frontiera del 1941. Il governo finlandese si affrettò a intavolare trattative per una pace separata con i sovietici, che approdarono infine alla stipula dell'armistizio di Mosca il 19 settembre; seguirono quindi scontri armati tra tedeschi e finlandesi in Lapponia mentre i primi cercavano di ripiegare in Norvegia.
Il 22 giugno Stalin diede il via all'operazione Bagration, che si risolse in una spettacolare dimostrazione della potenza dell'Armata Rossa. L'attacco venne sferrato contro le forze tedesche in Bielorussia e fin dall'inizio ottenne pieno successo: con una manovra a tenaglia, i 4 000 mezzi corazzati sovietici prima travolsero i capisaldi tedeschi di Vitebsk sulla Dvina il 26 giugno e di Babrujsk sulla Beresina il 27, quindi si diressero velocemente su Minsk. I tedeschi tentarono disperatamente di rallentare l'avanzata per permettere il deflusso delle forze che rischiavano di rimanere tagliate fuori ad est della Beresina, ma l'avanzata sovietica fu inarrestabile: Minsk venne liberata il 3 luglio, decretando in pratica l'annientamento del Gruppo d'armate centro tedesco, che alla fine delle operazioni perse tra 350 000 e 400 000 uomini, fra morti, feriti e prigionieri.
L'intero raggruppamento centrale tedesco crollò, e a questo punto le colonne corazzate sovietiche proseguirono l'avanzata in due direzioni: verso nord-ovest presero Vilnius il 13 luglio e Kaunas il 1º agosto, per raggiungere poi la costa del mar Baltico; verso ovest proseguirono in direzione del Niemen e della Vistola, prendendo Lublino il 23 luglio e Brest-Litovsk il 28 luglio per raggiungere il confine tedesco in Prussia Orientale il 31 luglio. Inoltre, fin dal 13 luglio, l'Armata Rossa passò all'attacco anche più a sud, in Volinia; dopo duri scontri, i carri armati sovietici liberarono Leopoli il 27 luglio e proseguirono verso la Vistola che attraversarono a Sandomierz e Magnuszew. Tuttavia i tedeschi, con l'arrivo di riserve corazzate, riuscirono a riprendersi, a fermare l'avanzata sovietica verso il golfo di Riga, a contenere le teste di ponte sulla Vistola e ad arrestare l'avanzata su Varsavia.

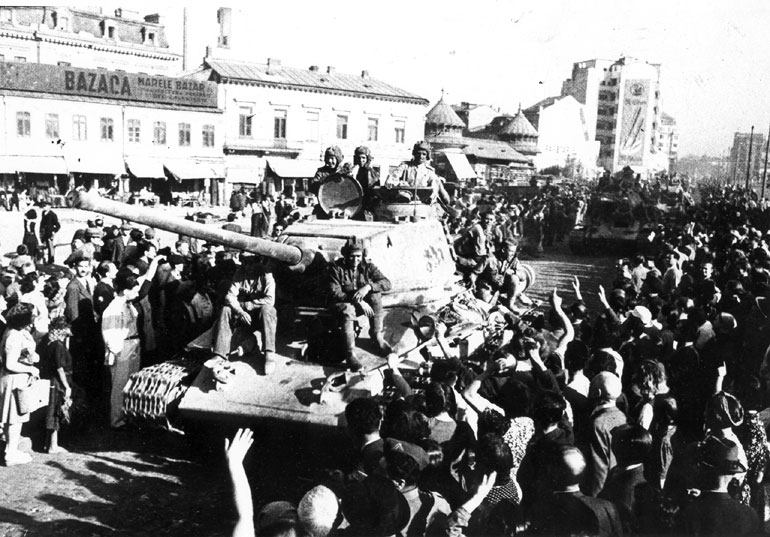
I carri sovietici entrano a Bucarest il 2 settembre 1944

Il 1º agosto l'Armia Krajowa polacca (filo-occidentale e legata al governo polacco in esilio a Londra) diede il via a una sollevazione generale a Varsavia; i tedeschi riuscirono però a controllare la situazione, a schiacciare l'insurrezione e a respingere le esauste colonne corazzate sovietiche in avvicinamento alla capitale polacca nella battaglia di Radzymin. Infatti l'Armata Rossa, dopo un'avanzata di oltre 500 km e dopo aver inflitto ai tedeschi una perdita di 900 000 uomini da giugno a agosto, si trovò nell'impossibilità logistica di continuare ad avanzare e dovette inoltre affrontare i violenti contrattacchi tedeschi sulla Vistola, sul Bug e sul Narew: anche le sue perdite erano state ingenti con quasi 500 000 uomini fuori combattimento, a riprova della ferocia della difesa tedesca nel settore. Inoltre una vittoria dell'AK avrebbe guastato i progetti sovietici nell'area, pertanto Stalin non aveva interesse a contribuire alla buona riuscita della rivolta. È anche vero che i rivoltosi stessi avevano la necessità di agire nel minor tempo possibile proprio per evitare la presa del potere da parte dei sovietici in Polonia, visto che il 22 luglio, poco più di una settimana prima dell'inizio della rivolta, il Comitato Polacco di Liberazione Nazionale (filo-comunista) venne riconosciuto come il nuovo governo legittimo dall'URSS.
Il 20 agosto le forze sovietiche a sud dei Carpazi sferrarono la terza grande offensiva dell'estate 1944; una nuova manovra a tenaglia si chiuse rapidamente su tutto lo schieramento tedesco-rumeno il 24 agosto e l'offensiva Iași-Chișinău si concluse con la perdita di altri 200 000 soldati tedeschi. Il disastro aprì alla defezione degli alleati balcanici della Germania: il 23 agosto il re Michele I di Romania condusse un colpo di stato a Bucarest, deponendo il regime fascista di Ion Antonescu e affrettandosi a siglare il 12 settembre un armistizio con l'URSS; con l'aiuto delle forze sovietiche in arrivo da nord, il 9 settembre i comunisti bulgari condussero un colpo di stato a Sofia, facendo passare la Bulgaria al fianco degli Alleati e aprendo le porte all'Armata Rossa. L'insurrezione nazionale slovacca alla fine di agosto fu invece schiacciata dalle forze tedesche, le quali si affrettarono anche a prevenire una possibile defezione dell'Ungheria occupando il paese in ottobre, rimpiazzando il regime autoritario di Miklós Horthy con un esecutivo di matrice nazista sotto Ferenc Szálasi.
Le residue forze tedesche ripiegarono attraverso i Carpazi e avviarono l'abbandono della Grecia e della Jugoslavia; Belgrado fu liberata il 20 ottobre dai carri armati sovietici provenienti dalla Bulgaria, insieme alle truppe partigiane di Josip Broz Tito.

#### La fine di una grande potenza

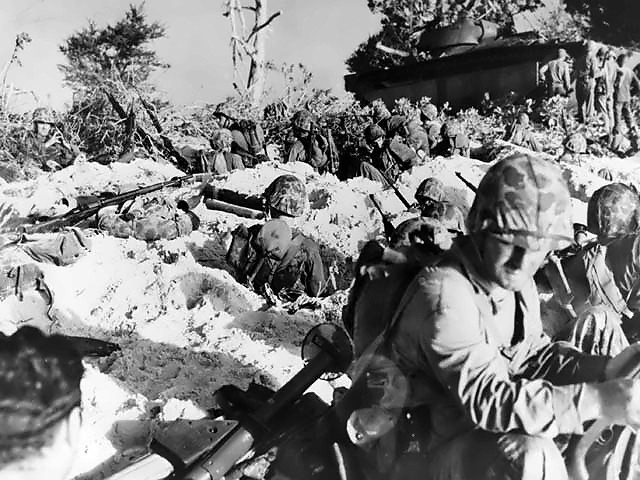
Marines statunitensi trincerati sulle spiagge di Saipan

Le offensive alleate nel Pacifico stavano ormai convergendo sul Giappone stesso. Dopo l'isolamento della base di Truk la flotta nipponica si era rifugiata a Singapore, più vicino alle riserve di carburante del Borneo e al sicuro dalle incursioni aeree statunitensi ma troppo lontano per appoggiare la difesa del Pacifico meridionale. Di ciò ne approfittarono le forze di MacArthur, che tra febbraio e maggio 1944 occuparono le isole dell'Ammiragliato per poi avviare, a partire da aprile, la liberazione della Nuova Guinea occidentale. Anche le forze di Nimitz nel Pacifico centrale avanzarono con decisione: bombardieri statunitensi avevano condotto alcune incursioni contro obiettivi strategici giapponesi a partire da basi situate nella Cina continentale, ma gli aeroporti cinesi erano difficili da approvvigionare (i rifornimenti dovevano giungere dall'India attraverso un ponte aereo che scavalcava l'Himalaya, il cosiddetto The Hump) e vulnerabili alle offensive via terra dei giapponesi; gli statunitensi puntarono quindi alla conquista delle Isole Marianne nel Pacifico occidentale, dove potevano essere allestite basi aeree per i nuovi bombardieri a lungo raggio Boeing B-29 Superfortress rifornibili direttamente dagli Stati Uniti.

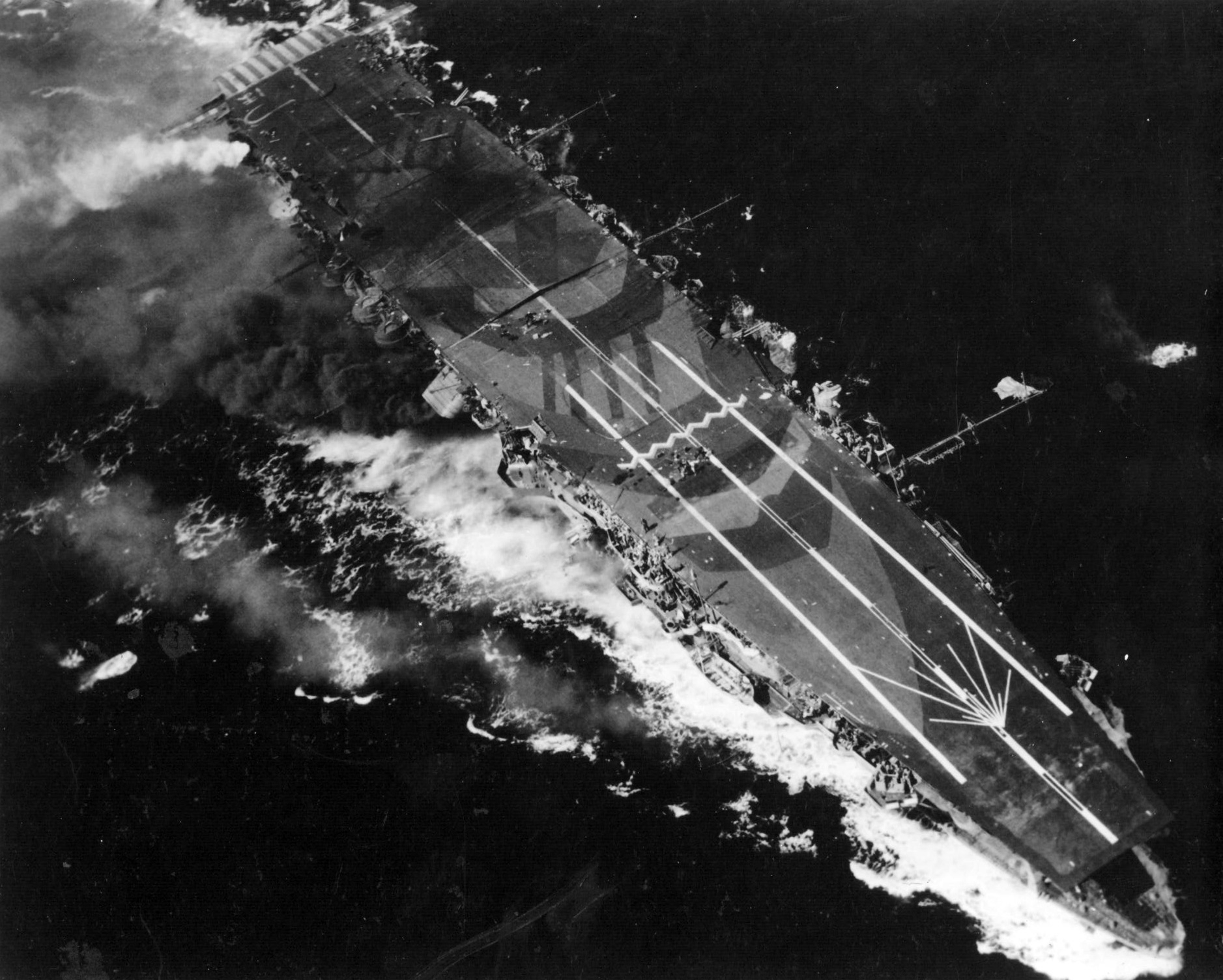
La portaerei giapponese Zuiho sotto attacco aereo statunitense durante la battaglia del Golfo di Leyte

Il 15 giugno le forze statunitensi diedero il via alla campagna delle Marianne attaccando l'isola di Saipan, cui fecero seguito gli sbarchi a Guam il 21 luglio e a Tinian il 24 luglio. La minaccia al Giappone rappresentata dagli sbarchi nelle Marianne non sfuggì all'attenzione del comando nipponico e la flotta da battaglia, già mobilitata per tentare di ostacolare l'avanzata statunitense nella Nuova Guinea occidentale, fu dirottata per fronteggiare questa nuova minaccia. Tra il 19 e il 20 giugno le opposte flotte si affrontarono nella battaglia del Mare delle Filippine: in una serie di scontri aeronavali, i giapponesi persero tre portaerei e ben 360 aerei imbarcati senza riuscire a infliggere agli statunitensi perdite significative; il corpo aereo della Marina giapponese, faticosamente ricostruito nel corso di un intero anno dopo le perdite di piloti e velivoli patite a Midway e nelle Salomone, fu di fatto spazzato via nel corso di quest'unica battaglia, rendendo inutili ai fini bellici le portaerei superstiti. Le operazioni nelle Marianne si conclusero quindi entro i primi di agosto con l'annientamento delle guarnigioni nipponiche; in ragione di questa sconfitta, il primo ministro Tojo fu costretto alle dimissioni e rimpiazzato con il generale Kuniaki Koiso.
La caduta delle Marianne aprì la strada alla riconquista statunitense delle Filippine, fortemente voluta dal generale MacArthur, benché Nimitz le preferisse un assalto anfibio all'isola di Formosa. Preceduto a metà settembre dall'occupazione dei punti strategici dell'arcipelago delle Palau (battaglie di Peleliu e di Angaur), lo sbarco nelle Filippine ebbe inizio il 20 ottobre con l'assalto all'isola di Leyte, dove gli statunitensi stabilirono rapidamente una testa di ponte. La perdita dell'arcipelago avrebbe definitivamente tagliato fuori il Giappone dai pozzi petroliferi delle Indie olandesi, e la Marina nipponica era pronta a sacrificare le sue ultime risorse per impedirlo; fu concepito un piano ambizioso: la squadra delle portaerei, ormai quasi inutilizzabile per mancanza di velivoli imbarcati, avrebbe fatto da esca attirando a nord delle Filippine le portaerei statunitensi, permettendo a due gruppi navali di corazzate e incrociatori di convergere sulla flotta d'invasione ammassata davanti Leyte. L'azione portò, tra il 23 e il 26 ottobre, alla vasta battaglia del Golfo di Leyte, la più grande battaglia navale della guerra; lo scontro segnò definitivamente la superiorità dell'aereo imbarcato contro le grandi navi armate di cannoni: i giapponesi furono completamente sconfitti perdendo, principalmente in attacchi aerei, quattro portaerei, tre corazzate e sei incrociatori pesanti.

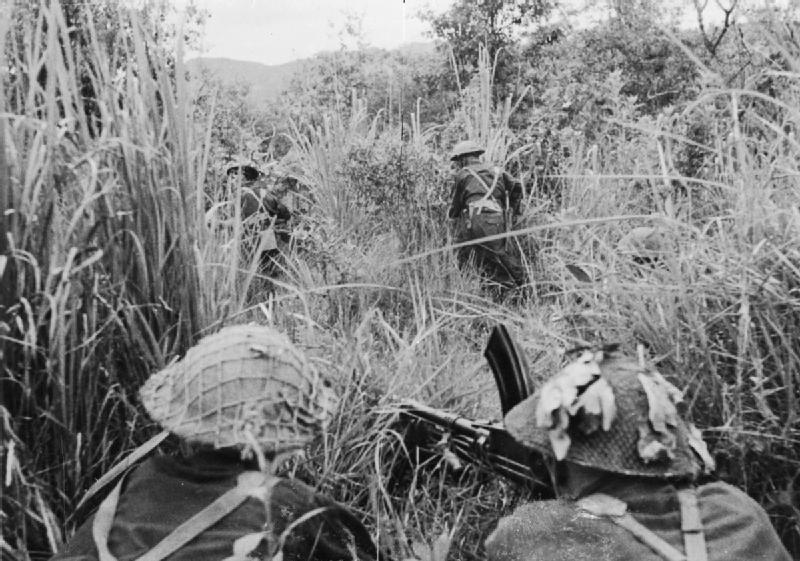
Truppe britanniche in azione nella giungla al confine indo-birmano

Mentre la lotta infuriava nelle isole del Pacifico le operazioni belliche nell'Asia continentale erano ristagnate, salvo conoscere un'improvvisa recrudescenza nel 1944. A partire da aprile e fino a dicembre i giapponesi sferrarono una grande offensiva nella Cina meridionale, la loro prima operazione su vasta scala in territorio cinese dal 1939; l'operazione Ichi-Go rappresentò l'ultima grande vittoria giapponese della guerra: vaste zone nello Henan, nello Hunan e nel Guangxi furono occupate, e il Kuomintang fu politicamente umiliato per via della sua incapacità nel difendere i cinesi dai giapponesi.
Nel frattempo, i giapponesi passarono all'offensiva anche sul fronte della Birmania: per tutto il 1943 i giapponesi avevano mantenuto un atteggiamento difensivo, limitandosi a contrastare le azioni portate avanti dagli Alleati (gli anglo-indiani a ovest, le armate cinesi assistite da contingenti statunitensi a nord), ma nel marzo 1944 i reparti giapponesi lanciarono una vasta offensiva (operazione U-Go) in direzione dell'Assam, sia per occupare gli aeroporti da cui partivano i rifornimenti per i cinesi sia nel tentativo di scatenare una rivolta anticolonialista in India. Le truppe anglo-indiane del generale William Slim erano ora meglio addestrate alle operazioni nella giungla, e riuscirono a bloccare l'offensiva giapponese tra le città di Imphal e Kohima finché l'arrivo del monsone in giugno non provocò il crollo delle linee di approvvigionamento nipponiche. L'operazione si risolse in una catastrofe per i giapponesi, che persero 60 000 dei 100 000 uomini impiegati; a coronamento di questo successo per gli Alleati, in agosto le forze cinesi riconquistarono Myitkyina nel nord della Birmania ristabilendo i collegamenti terrestri tra India e Cina.

#### L'ultimo azzardo di Hitler

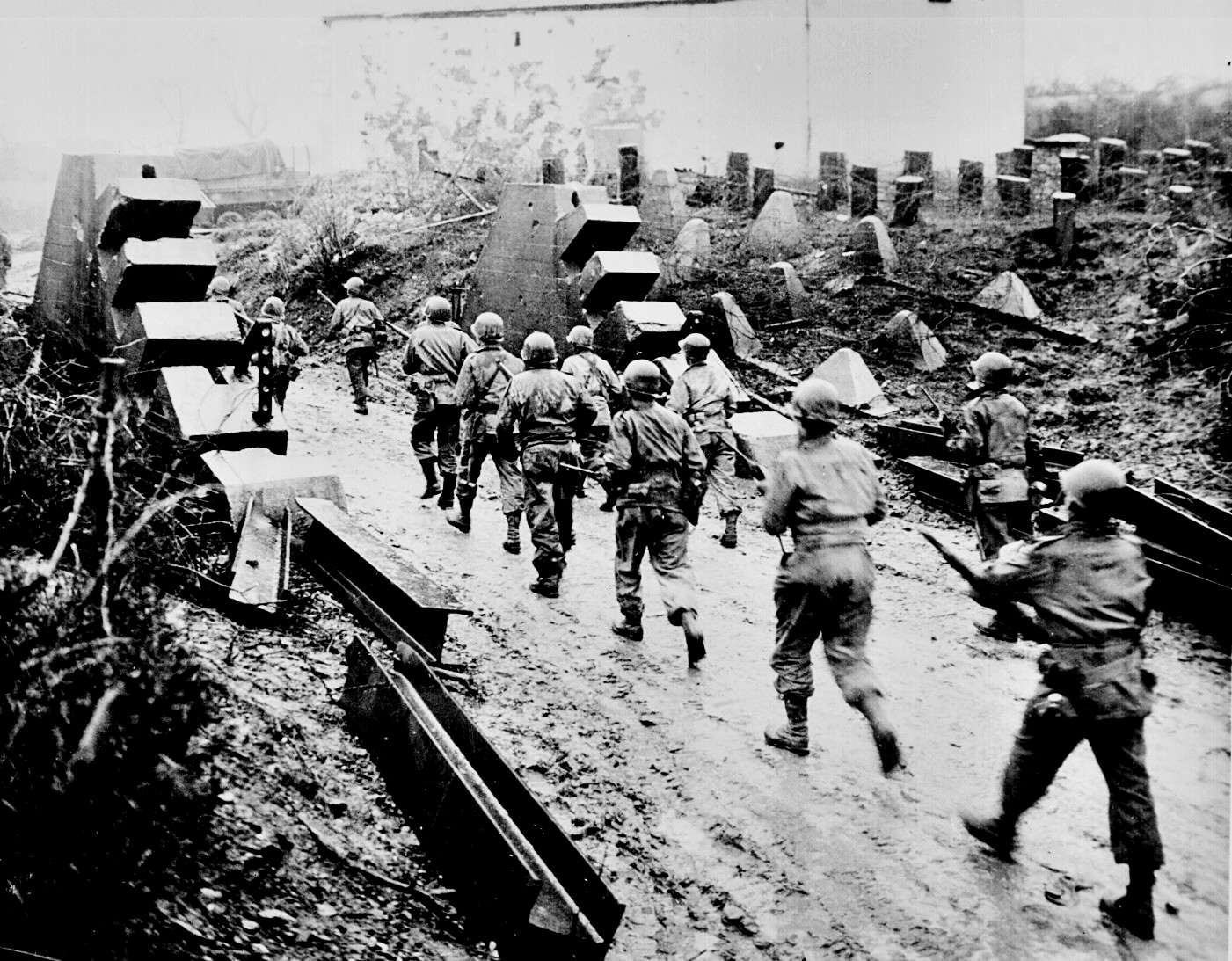
Fanti statunitensi attraversano le fortificazioni della Linea Sigfrido

Alla metà di settembre, la folgorante avanzata degli Alleati sul fronte occidentale iniziò a mostrare segni di rallentamento. La decisione di Hitler di lasciare forti guarnigioni a presidiare i porti lungo la costa occidentale della Francia e nella zona dello stretto di Dover, se da un lato lasciò tagliati fuori migliaia di soldati tedeschi, dall'altro impedì agli anglo-statunitensi di disporre di scali dove scaricare i rifornimenti, i quali dovevano essere convogliati unicamente attraverso i porti della Normandia o della Provenza lungo strade e ferrovie sconvolte dalla guerra. Ciò provocò un progressivo calo del flusso di rifornimenti alle armate sul campo, ora organizzate in tre gruppi d'armate sotto la direzione
del generale Eisenowher (responsabile del Supreme Headquarters Allied Expeditionary Force): a nord in Belgio gli anglo-canadesi del 21st Army Group di Montgomery, al centro in Lorena gli statunitensi del Twelfth United States Army Group di Bradley e a sud in Alsazia i franco-statunitensi del Sixth United States Army Group del generale Jacob Devers.
Il rallentamento del ritmo dell'avanzata consentì ai tedeschi di radunare le forze e riprendersi. Il 17 settembre Montgomery lanciò l'operazione Market Garden, un attacco combinato terrestre e aviotrasportato per occupare in un sol colpo tutti i ponti strategici sui vari rami del Reno nei Paesi Bassi; l'operazione, troppo ambiziosa, fallì quando i tedeschi negarono ai britannici la conquista del ponte di Arnhem, impedendo lo sfondamento finale. Maggior successo ebbe la campagna intrapresa dai canadesi a partire da ottobre per liberare l'estuario del fiume Schelda, via d'accesso al porto di Anversa: la battaglia della Schelda si concluse in novembre, aprendo una vitale rotta di rifornimento per gli Alleati. Le forze statunitensi erano nel frattempo impegnate in aspri scontri al confine franco-tedesco, dove la Wehrmacht poteva appoggiarsi alle vecchie fortificazioni della Linea Sigfrido: dopo aver infranto un contrattacco tedesco nel corso della battaglia di Arracourt alla fine di settembre, la 3ª Armata di Patton si ritrovò invischiata in sanguinosi scontri a Metz e nella Foresta di Hürtgen, venendo alla fine bloccata; maggior successo ebbero gli attacchi della 1ª Armata statunitense di Courtney Hodges, che in ottobre conquistò Aquisgrana aprendo una falla nella Linea Sigfrido. I tedeschi persero altro terreno, ma nel complesso riuscirono a stabilizzare solidamente il fronte occidentale.

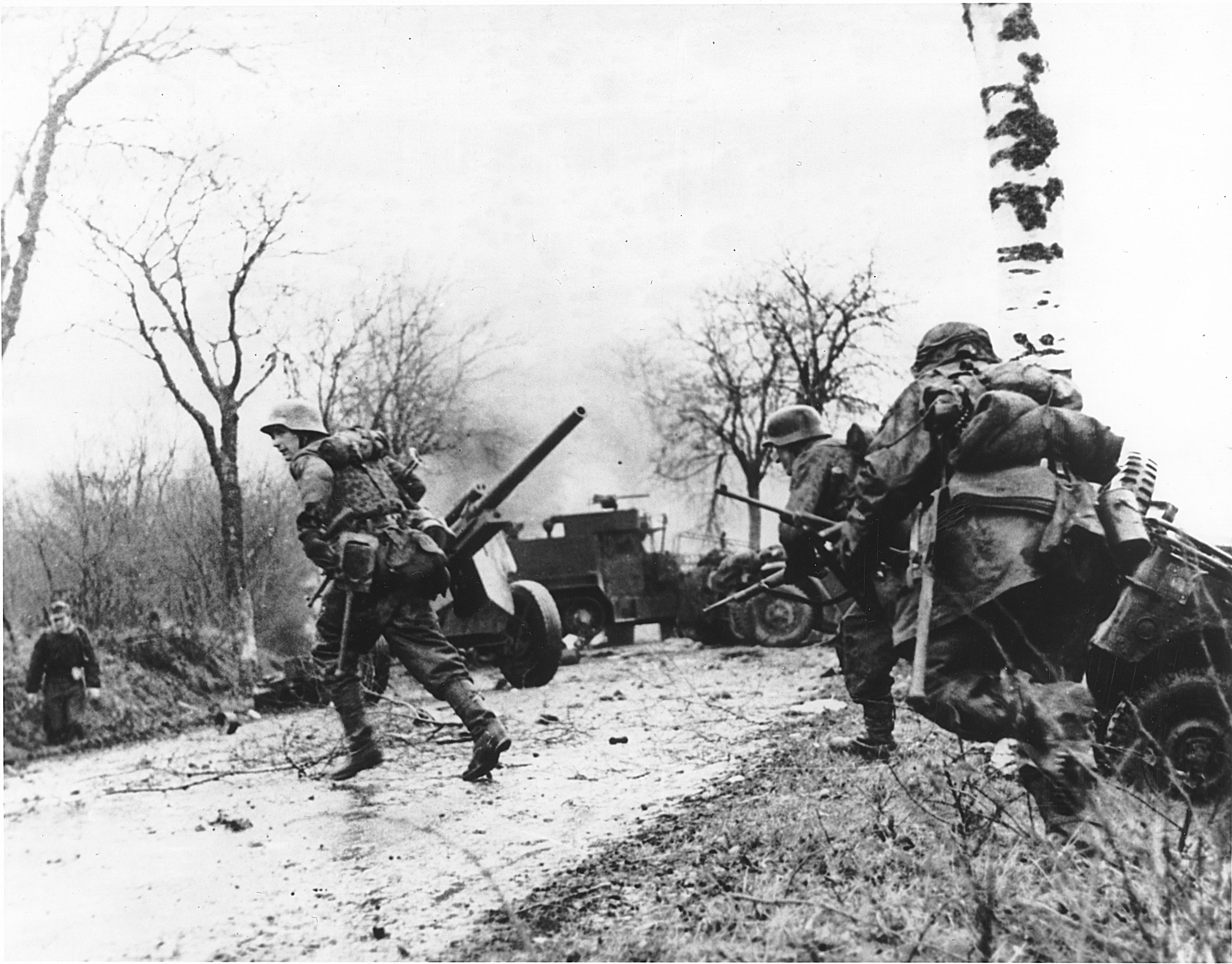
Truppe tedesche all'attacco nel settore delle Ardenne

Nel frattempo, Hitler aveva insistito per preparare una grande controffensiva sul fronte occidentale per dicembre, quando le pessime condizioni meteo potevano impedire agli Alleati di far valere la loro superiorità aerea. Il progetto era più che ambizioso: tre armate tedesche, rinforzate da unità corazzate richiamate anche dal fronte orientale, avrebbero attaccato nella regione delle Ardenne, impervia ma debolmente presidiata dalla 1ª Armata statunitense in quanto ritenuta un settore tranquillo del fronte; lo scopo dell'attacco era quello di raggiungere il fiume Mosa, piegare a nord e riconquistare Anversa, chiudendo in un'enorme sacca le forze alleate del 21st Army Group.

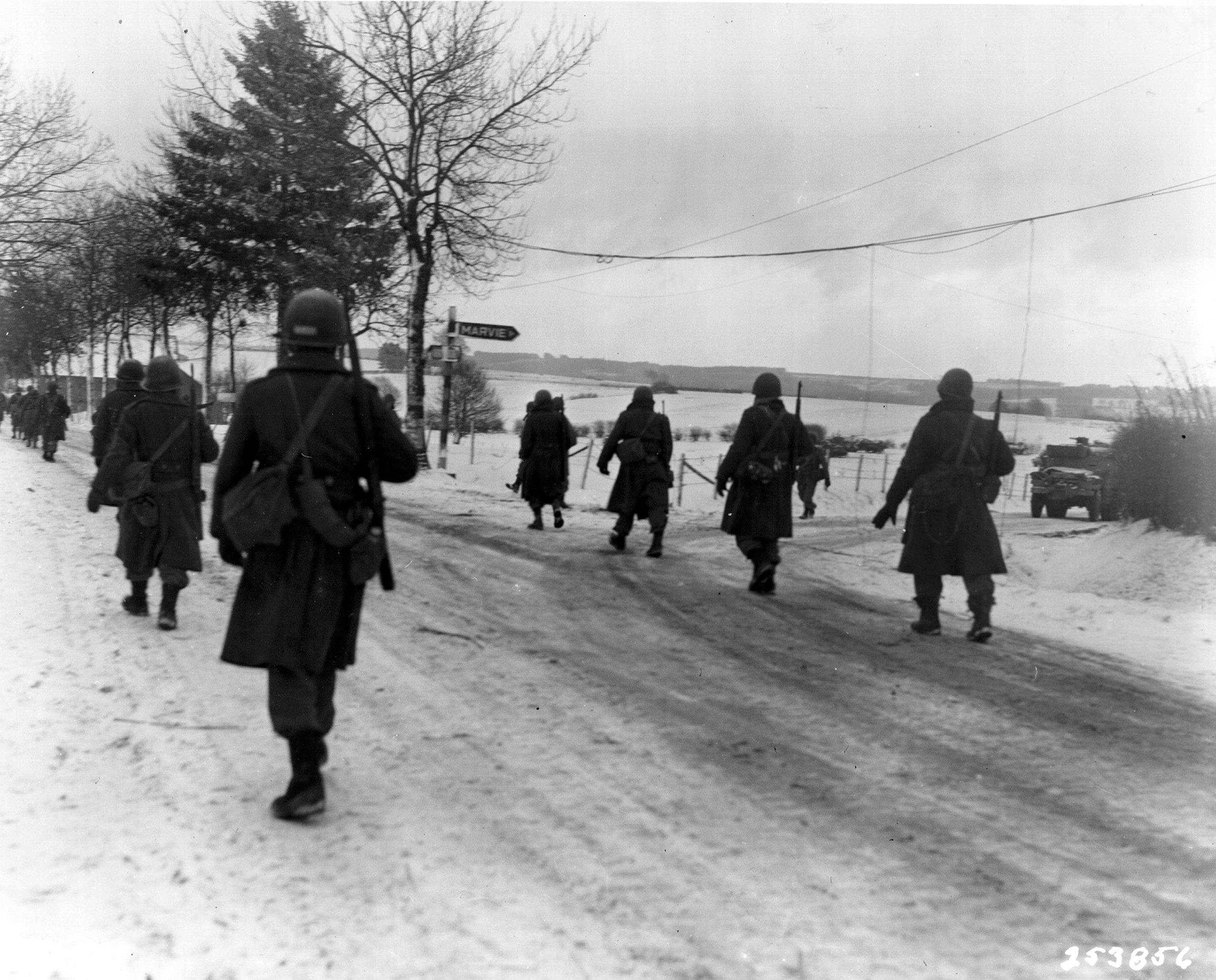
Paracadutisti statunitensi della 101st Airborne Division in ricognizione nei pressi di Bastogne

L'offensiva tedesca scattò il 16 dicembre, cogliendo completamente di sorpresa i comandi alleati: alcune colonne corazzate tedesche penetrarono in profondità, superando i deboli sbarramenti statunitensi, catturando più di 6 000 prigionieri sul massiccio dell'Eifel e avanzando verso Bastogne. I panzer di testa, rallentati dal terreno boscoso e dalle intemperie climatiche che avevano anche impedito l'intervento dell'aviazione alleata, giunsero in vista della Mosa il 24 dicembre. Tuttavia, grazie alla coraggiosa resistenza di alcuni reparti statunitensi assediati a Bastogne e alla scarsità di rifornimenti tedeschi, in particolar modo di carburante, gli Alleati poterono bloccare l'offensiva e passare al contrattacco: da nord le unità di Montgomery ricacciarono indietro i tedeschi nel corso della battaglia di Ciney, mentre a sud le forze corazzate di Patton liberarono Bastogne dall'assedio il 26 dicembre. A metà gennaio 1945 la battaglia, sanguinosa per entrambe le parti con circa 80 000 perdite a testa, era finita: i contrattacchi alleati costrinsero i tedeschi ad abbandonare il terreno conquistato e a ritornare sulle posizioni di partenza.

### 1945

#### Attacco al cuore dell'Asse

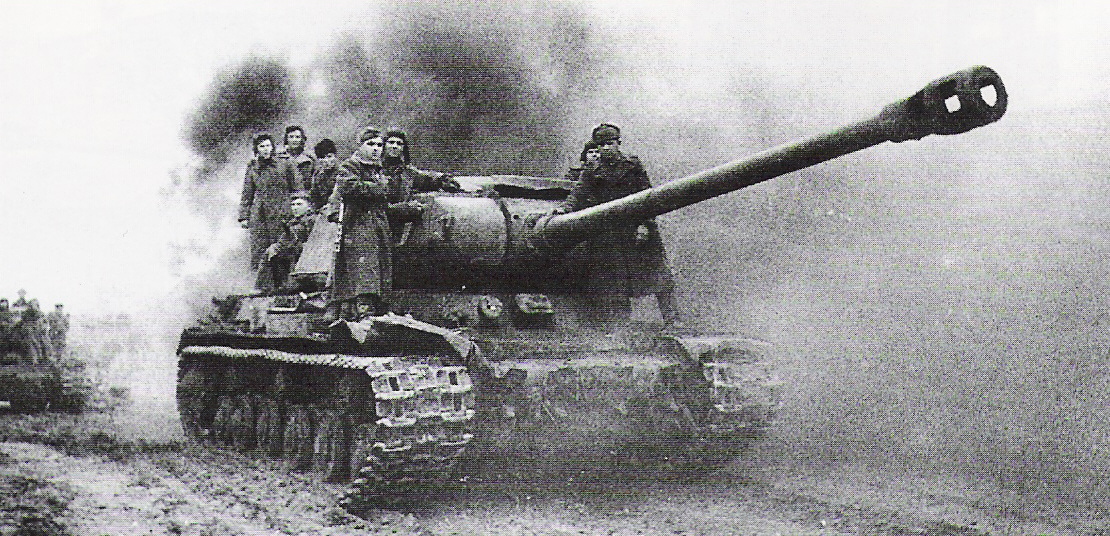
Un colossale carro sovietico IS in marcia in Ungheria

A cavallo tra il 1944 e il 1945 ebbero luogo in Ungheria duri scontri tra tedeschi e sovietici, i primi con l'aiuto di reparti dell'esercito ungherese e i secondi appoggiati da contingenti romeni. Le colonne meccanizzate sovietiche, a cavallo del Danubio, accerchiarono completamente Budapest e le cospicue forze tedesche e ungheresi poste a sua difesa il 27 dicembre 1944; l'assedio di Budapest infuriò fino al 13 febbraio 1945 come una dura battaglia urbana, con perdite ingentissime per tutte e due le parti e devastazioni della città altrettanto enormi, prima che le residue forze tedesche e ungheresi capitolassero.
Mentre infuriavano i combattimenti per le strade di Budapest, le enormi forze sovietiche ammassate più a nord iniziarono la marcia alla volta di Berlino. L'ultima grande offensiva invernale dell'Armata Rossa iniziò il 12 gennaio forse in anticipo sui piani per ordine di Stalin, sollecitato da Churchill affinché sferrasse un attacco per alleggerire la situazione degli Alleati nelle Ardenne. A partire dalle teste di ponte sulla Vistola di Baranow e Sandomir, una vera valanga di uomini con 32 000 cannoni, 6 400 carri armati e 4 800 aerei si abbatté sulle difese tedesche: le prime linee sulla Vistola vennero rapidamente travolte, Varsavia cadde senza combattere e le riserve corazzate tedesche furono distrutte nella battaglia di Kielce dai corpi meccanizzati del maresciallo Konev. Un enorme vuoto si aprì davanti alle colonne dei marescialli Žukov e Konev, che si lanciarono rapidamente in profondità aggirando i capisaldi di Breslavia e Posen, difesi dai tedeschi per ordine tassativo di Hitler. L'avanzata in Polonia fu rapidissima: il 17 gennaio venne raggiunta Częstochowa, il 19 Łódź e Cracovia, il 28 gennaio Katowice e il bacino industriale della Slesia; il 27 gennaio i soldati sovietici fecero il loro ingresso nel campo di concentramento di Auschwitz.

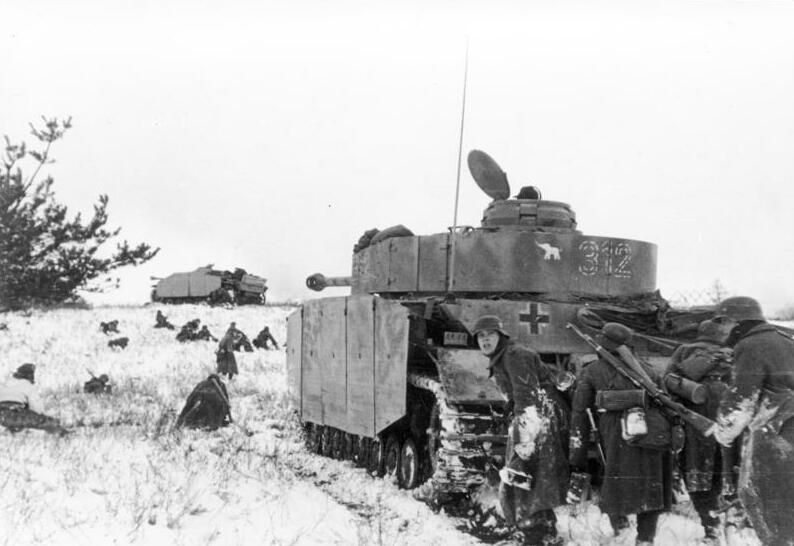
Carri armati e granatieri tedeschi in azione sul fronte orientale

Molto più combattuta fu la battaglia per la Prussia Orientale, attaccata dal 13 gennaio. I tedeschi si batterono con abilità ed efficacia sfruttando il terreno boscoso e le solide fortificazioni, tuttavia le colonne corazzate sovietiche raggiunsero la costa baltica presso Marienburg il 27 gennaio. Le superstiti navi da guerra della Kriegsmarine intervennero con le loro artiglierie in aiuto delle truppe di terra ed eseguirono numerose evacuazioni di reparti militari e soprattutto di civili in fuga davanti alla devastazione sovietica; i sommergibili sovietici colarono a picco diverse navi cariche di civili: il siluramento del transatlantico Wilhelm Gustloff il 30 gennaio causò 5 300 morti (il più grande disastro navale della storia). La poderosa fortezza di Königsberg fu attaccata a partire dal 1º aprile dalle forze sovietiche, guidate personalmente dal maresciallo Vasilevskij, e conquistata il 9 aprile grazie all'impiego in massa dell'artiglieria pesante e di grandi rinforzi di aviazione, causando 150 000 perdite tra i tedeschi. Piccoli nuclei di resistenza tedeschi rimasero attivi nella regione del Frisches Haff fino alla capitolazione del Terzo Reich.
Alla fine di gennaio l'Armata Rossa raggiunse dopo un'avanzata forsennata il fiume Oder, l'ultimo ostacolo naturale prima di Berlino, e costituì subito teste di ponte sulla riva occidentale a Küstrin e Opole. La capitale tedesca era distante appena 80 km e i tedeschi avevano perso quasi 400 000 uomini in un mese; il paese era devastato, i civili avevano abbandonato in massa i territori invasi mentre i soldati sovietici si abbandonavano spesso al saccheggio e alla vendetta sulle popolazioni. Le forze sovietiche giunte all'Oder, tuttavia, interruppero la loro avanzata: Stalin, impegnato in quei giorni nella conferenza di Jalta con Roosevelt e Churchill, non voleva rischiare un balzo sulla capitale prima di aver messo al sicuro i fianchi dell'avanzata; durante febbraio e marzo, quindi, l'Armata Rossa si impegnò nel rastrellamento delle sacche di resistenza rimaste nelle retrovie e nella sconfitta delle forze nemiche in Pomerania e in Slesia. La Wehrmacht tentò anche alcune disperate controffensive, l'operazione Solstizio in Pomerania e l'operazione Frühlingserwachen nell'Ungheria occidentale, senza riuscire però ad approdare a niente.

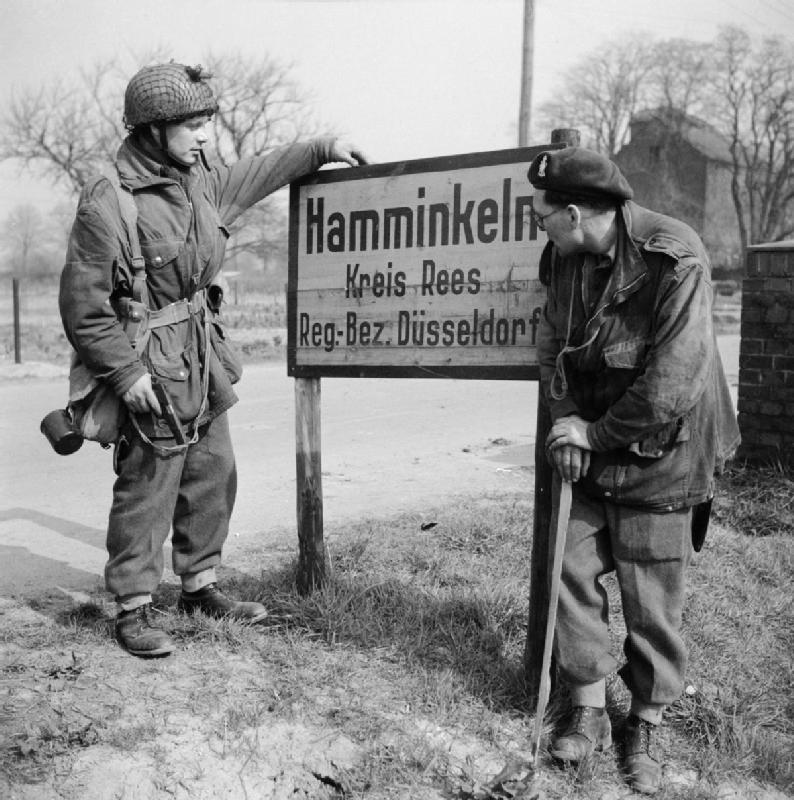
Paracadutisti britannici ad Hamminkeln dopo i lanci dell'operazione Varsity

Dopo la battaglia delle Ardenne e il trasferimento di numerose divisioni verso il fronte orientale, l'esercito tedesco a ovest era ormai in netta inferiorità numerica e materiale nei confronti delle forze alleate. Dopo una fase di riorganizzazione e pianificazione, e anche di scontri tra i vertici britannici e statunitensi sulle priorità strategico-operative da adottare, gli Alleati poterono quindi ricominciare l'offensiva; l'opzione migliore per la Wehrmacht era di ripiegare dietro al Reno e di usare il fiume come barriera, ma Hitler si oppose all'abbandono della Renania con il risultato che le migliori unità tedesche finirono annientate nelle offensive concentriche sferrate dagli Alleati tra febbraio e marzo, l'operazione Veritable degli anglo-canadesi e l'operazione Grenade degli statunitensi. Il 6 marzo gli statunitensi entrarono a Colonia e, sfruttando la crescente confusione tra le file del nemico, il 7 marzo si impadronirono con un colpo di mano a Remagen di un ponte sul Reno, costituendo una prima testa di ponte a est del fiume. Nella notte tra il 22 e il 23 marzo fu la volta della 3ª Armata di Patton di attraversare a sorpresa il Reno a Oppenheim, mentre il 24 marzo anche Montgomery portò le sue forze oltre il fiume a Wesel con l'appoggio dell'ultimo grande assalto aviotrasportato della guerra, l'operazione Varsity; a sud, dopo aver completato la liberazione della Francia schiacciando la sacca di Colmar in febbraio, i franco-statunitensi di Devers valicarono a loro volta il Reno il 26 marzo tra Mannheim e Worms.

#### La fine dei dittatori

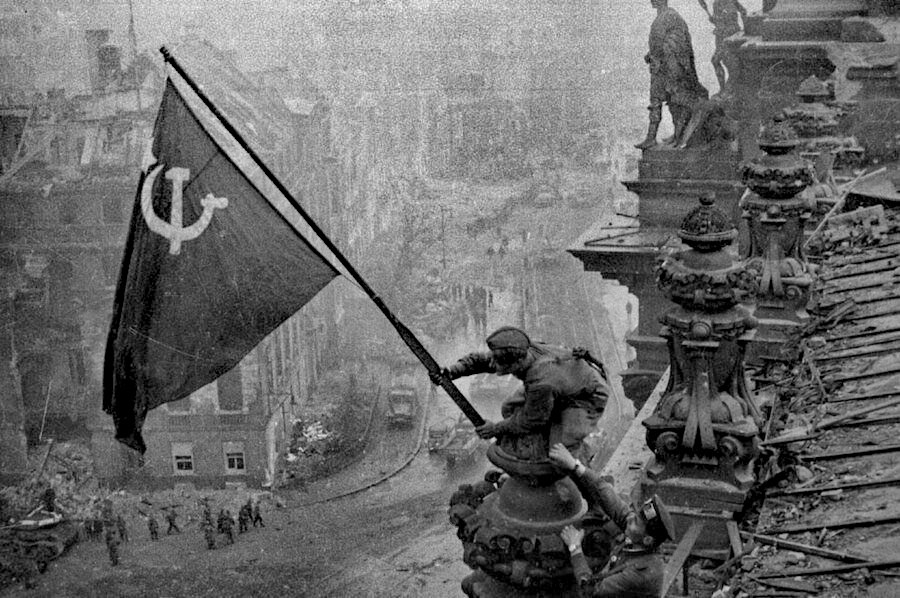
La Bandiera della Vittoria sul Reichstag, celebre foto scattata da Evgenij Chaldej il 2 maggio 1945

Perduta la barriera del Reno, il fronte tedesco a ovest cedette definitivamente: il 2 aprile le colonne anglo-statunitensi chiusero la sacca della Ruhr, capitolata già il 21 aprile con 325 000 uomini fatti prigionieri; i mezzi corazzati alleati poterono così dilagare nella Germania occidentale, contrastati solo da una sporadica resistenza di alcuni reparti fanatici di Waffen-SS e Gioventù hitleriana mentre il grosso dei tedeschi si arrese o ripiegò in rotta. Gli anglo-canadesi puntarono su Brema e Amburgo, raggiunta il 2 maggio, per anticipare i sovietici in Danimarca; le unità statunitensi al centro, con quasi 4 000 carri armati, puntarono verso il fiume Elba, che secondo le disposizioni di Eisenhower doveva costituire il limite massimo dell'avanzata alleata su cui si doveva incontrare i sovietici: il 10 aprile fu raggiunta Hannover, il 13 Magdeburgo e il 14 Lipsia. Più a sud, le colonne del generale Patton avanzarono nell'alta Baviera dirigendo sulla Cecoslovacchia, mentre altre forze statunitensi e francesi penetrarono in Baviera dove il 20 aprile cadde Norimberga e il 30 aprile Monaco. L'esercito tedesco ad ovest aveva ormai cessato di combattere, e milioni di soldati si consegnarono spontaneamente agli alleati per non cadere in mano ai sovietici. Il primo collegamento tra reparti sovietici e statunitensi avvenne quindi a Torgau, sul fiume Elba, il 25 aprile.
Gli anglo-statunitensi passarono all'offensiva anche in Italia a partire dal 6 aprile: i britannici sfondarono il fronte sul lato adriatico nella zona delle Valli di Comacchio mentre gli statunitensi avanzarono al centro su Bologna, liberata il 21 aprile; gli Alleati valicarono quindi il Po e dilagarono verso nord. Il 25 aprile i partigiani italiani diedero il via a un'insurrezione di massa in tutta l'Italia settentrionale, affrettando la dissoluzione della Repubblica Sociale Italiana; Mussolini, in fuga verso la Germania nascosto a bordo di un convoglio di truppe tedesche, fu catturato dai partigiani e fucilato il 28 aprile. Mentre i primi reparti statunitensi entravano a Milano, già liberata dai partigiani, il 27 aprile i delegati tedeschi si recarono al quartier generale degli Alleati per trattare; la resa di Caserta entrò quindi in vigore il 2 maggio, ponendo ufficialmente fine alle ostilità in Italia. Gli anglo-statunitensi proseguirono quindi verso nord alla volta dell'Austria, dove ai primi di aprile avevano fatto il loro ingresso anche le forze sovietiche: Vienna stessa fu conquistata dall'Armata Rossa il 13 aprile dopo alcuni duri scontri in città, e i sovietici si incontrarono il 4 maggio con gli statunitensi nella regione di Linz.

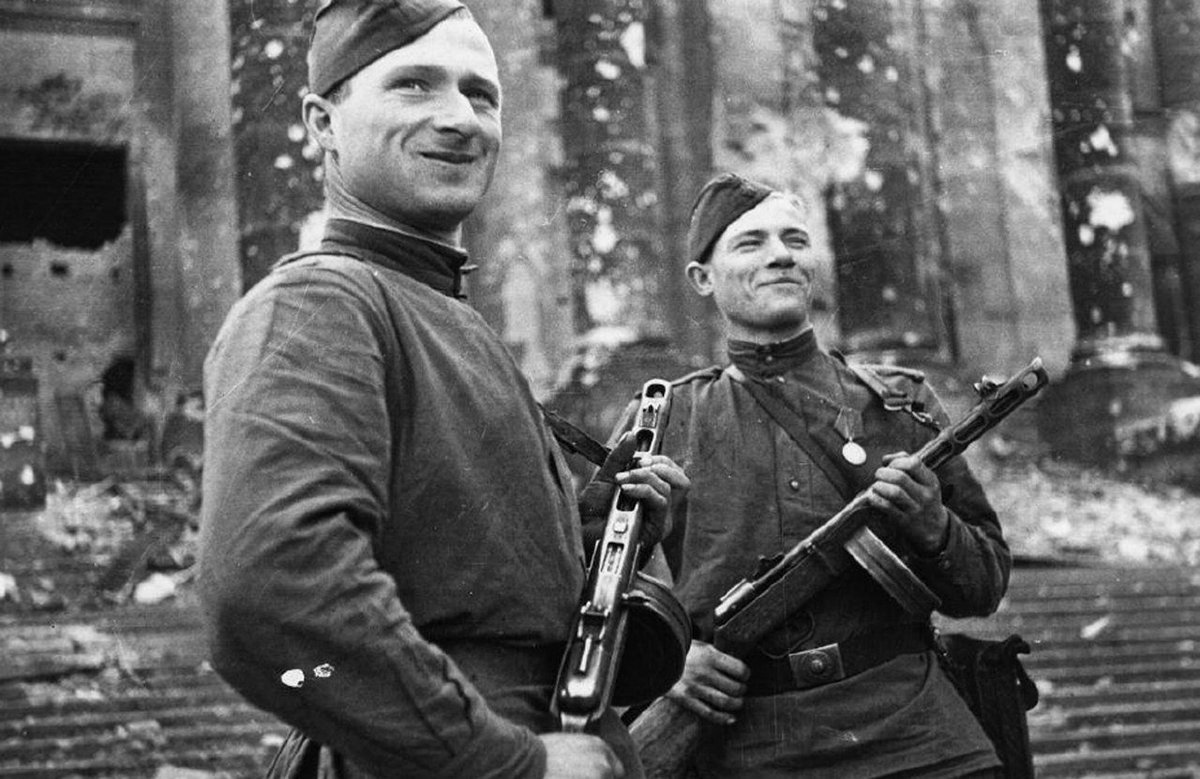
I sergenti Meliton Kantaria e Michail Egorov, posano sorridenti imbracciando i loro fucili mitragliatori PPŠ-41, dopo la conquista del Palazzo del Reichstag a Berlino.

Il 16 aprile 1945 l'Armata Rossa sferrò la sua ultima offensiva generale, con obiettivo Berlino; l'attacco fu lanciato in gran fretta sotto la pressione di Stalin, che temeva di essere preceduto dagli Alleati occidentali. Le forze sovietiche, agli ordini dei marescialli Žukov e Konev, erano imponenti e nettamente superiori a quelle nemiche, ma inizialmente furono impiegate male e confusamente; le perdite, di fronte alle difese fortificate tedesche, furono altissime e lo sfondamento decisivo, ottenuto con la forza bruta di migliaia di carri armati impiegati in massa, fu ottenuto solo il 20 aprile. Dopo queste difficoltà iniziali, la velocità dell'avanzata aumentò e le armate corazzate sovietiche manovrarono per accerchiare la capitale. Hitler decise di rimanere in città e di organizzare la difesa, contando su reparti raccogliticci di Waffen-SS straniere, resti di Panzer-Division disciolte e truppe del Volkssturm e della Gioventù hitleriana. La battaglia casa per casa fu durissima e sanguinosa, i sovietici avanzarono passo passo da tutte le direzioni lentamente e a costo di pesanti perdite. Hitler si suicidò nel suo bunker sotterraneo il 30 aprile, insieme alla moglie Eva Braun che aveva sposato il giorno prima, dopo aver trasferito i suoi poteri di capo dello stato all'ammiraglio Dönitz, in quel momento a Flensburgo vicino al confine con la Danimarca; lo stesso giorno in tarda serata i sergenti sovietici Meliton Kantaria e Michail Egorov issarono, dopo aspri scontri ravvicinati, la bandiera della Vittoria sovietica sul tetto del Palazzo del Reichstag. La battaglia nel centro di Berlino si concluse definitivamente il 2 maggio con la resa della guarnigione, dopo aver provocato 135 000 perdite nei ranghi dell'Armata Rossa e 400 000 tra morti e feriti e 450 000 prigionieri tra i tedeschi.
Mentre scontri sanguinosi infuriavano ancora a Praga, dove la popolazione ceca era insorta contro i tedeschi all'approssimarsi delle prime colonne sovietiche, il governo di Flensburg allestito da Dönitz si accinse ad accettare la resa imposta dagli Alleati. La capitolazione tedesca a ovest fu firmata ufficialmente dal generale Alfred Jodl il 7 maggio a Reims, alla presenza del generale Eisenhower; la notte dell'8 maggio, al quartier generale del maresciallo Žukov a Berlino, il feldmaresciallo Wilhelm Keitel firmò un secondo documento di resa incondizionata della Germania, ponendo ufficialmente fine alle ostilità in Europa.

#### Lotta senza speranza

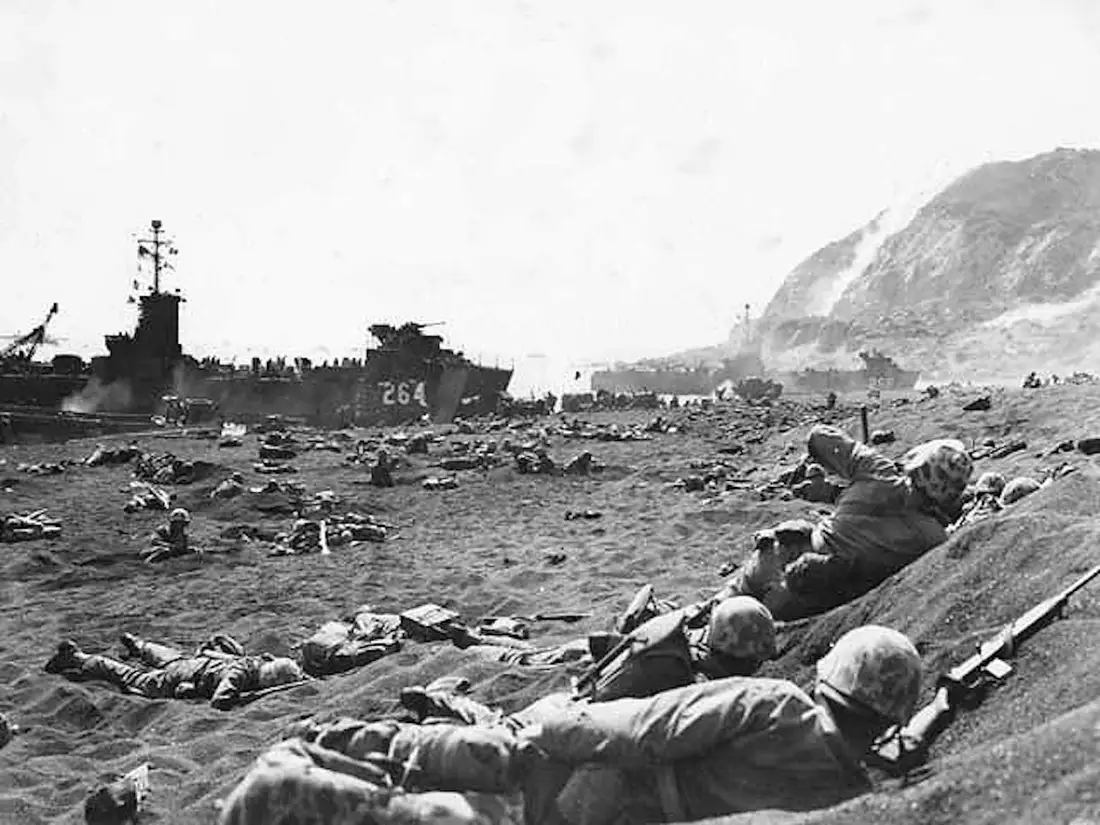
Marines in azione nella sabbia vulcanica delle spiagge di Iwo Jima

All'inizio del 1945 era ormai chiaro che il Giappone avrebbe perso la guerra. Dopo aver completato l'occupazione di Leyte nel dicembre precedente, le forze di MacArthur nelle Filippine sbarcarono a Luzon il 9 gennaio e il 3 marzo seguente liberarono Manila dopo una sanguinosa lotta casa per casa che portò alla distruzione dell'80% degli edifici della città; dopo Varsavia, Manila fu la capitale degli Alleati che subì i maggiori danni durante il conflitto. Gli Alleati erano all'offensiva anche sul fronte della Birmania, dove i reparti anglo-indiani del generale Slim valicarono il corso dell'Irrawaddy, l'ultimo grande ostacolo geografico sulla loro strada, il 14 gennaio; finché i combattimenti si erano sviluppati nella giungla i giapponesi avevano potuto compensare con il terreno impervio la loro inferiorità in fatto di mobilità e potenza di fuoco, ma quando gli scontri si spostarono nelle pianure della Birmania centrale gli Alleati poterono usare a pieno la loro superiorità in carri armati e supporto aereo ravvicinato: il nucleo delle forze nipponiche in Birmania finì annientato nel corso della battaglia di Meiktila e Mandalay entro la fine di marzo, e la campagna si concluse con la riconquista britannica di Rangoon (operazione Dracula) il 3 maggio.
Sul mare gli Alleati avevano ormai una superiorità schiacciante. In febbraio una grande flotta statunitense compì un'incursione aeronavale lungo le coste del Giappone stesso, la prima dal raid su Tokyo dell'aprile 1942; a testimonianza della superiorità industriale statunitense, delle 119 unità navali impegnate nel raid solo sei erano state in servizio nel periodo prebellico. Mentre portaerei e navi da battaglia battevano le città costiere giapponesi, la flotta di sommergibili della US Navy aveva imposto un sostanziale blocco alle importazioni navali nipponiche, in una sorta di vittoriosa riedizione della guerra sommergibilistica tedesca in Atlantico: complice anche l'insufficiente dispositivo di protezione al traffico mercantile allestito dalla Marina giapponese, i sommergibili statunitensi inflissero danni catastrofici affondando mercantili pari a circa 5,3 milioni di tonnellate di stazza lorda, facendo crollare le importazioni nipponiche dalle 48 milioni di tonnellate di merci del 1941 alle 7 milioni di tonnellate del 1945. A parte la gravissima mancanza di carburante e materie prime per l'industria, ciò si tradusse in una devastante penuria di generi alimentari per la popolazione, le cui razioni medie calarono al 16% della dose considerata il minimo vitale; nel 1945, almeno 7 milioni di civili giapponesi erano a forte rischio di morte per malnutrizione.

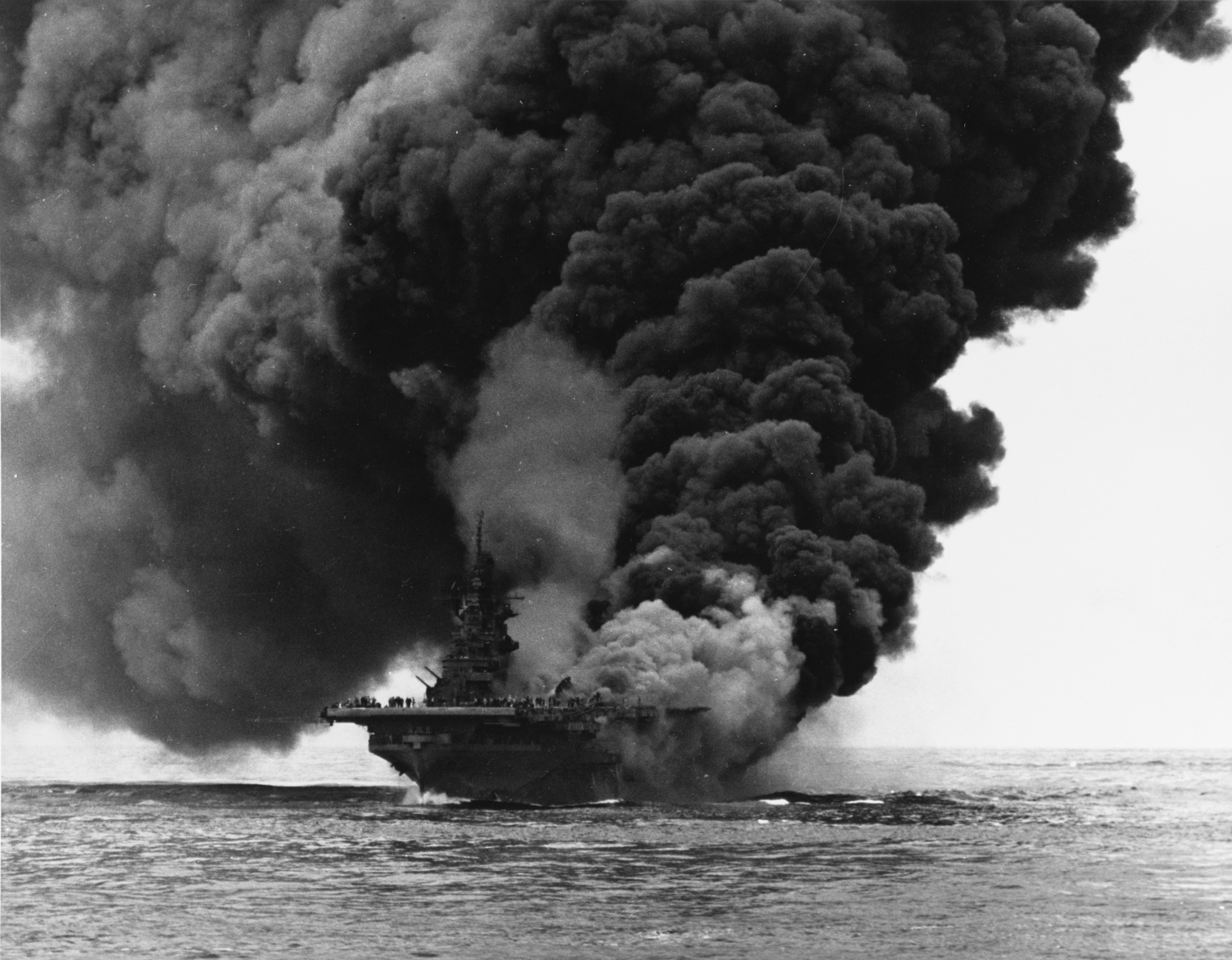
La portaerei Bunker Hill in fiamme dopo essere stata colpita da un kamikaze l'11 maggio 1945 davanti Okinawa

Non di meno, la resistenza dei reparti giapponesi raggiunse vette di fanatismo altissime. Il 19 febbraio i marines diedero l'assalto all'isola di Iwo Jima, onde farne una base avanzata per i raid di bombardieri sulle isole giapponesi: il generale Tadamichi Kuribayashi aveva trasformato l'isola in un enorme complesso di bunker e postazioni in caverna, e la lotta proseguì per oltre un mese al prezzo di 6 800 morti e 18 000 feriti per gli statunitensi; della guarnigione giapponese di 23 000 uomini non si contarono più di un migliaio di prigionieri di guerra. Ancora più devastanti furono gli scontri che seguirono lo sbarco statunitense sull'isola di Okinawa il 1º aprile seguente, primo passo per l'avanzata verso le isole stesse del Giappone: i 130 000 soldati della guarnigione giapponese resistettero fino al 22 giugno prima di essere quasi completamente annientati, infliggendo agli statunitensi più di 48 000 tra morti e feriti.
Già durante gli scontri aeronavali nelle Filippine nell'ottobre 1944, i giapponesi avevano costituito un reparto di piloti volontari da impiegare in missioni suicide: definiti come Kamikaze, questi piloti erano addestrati a schiantarsi deliberatamente contro le navi nemiche con aerei imbottiti di esplosivo, un buon sistema per compensare il carente addestramento delle ultime generazioni di piloti nipponici; la disperazione spinse i giapponesi a convertire alle tattiche kamikaze negli ultimi mesi di guerra interi squadroni, dotandoli anche di velivoli appositi (gli Yokosuka MXY7) che non erano più che missili a pilotaggio umano. Superato lo shock iniziale, gli statunitensi furono ben presto in grado di contrastare questa tattica: negli scontri nelle acque di Okinawa l'aviazione nipponica perse quasi 7 000 aerei affondando solo 34 navi nemiche e danneggiandone irreparabilmente altre 25. La furia suicida contagiò anche la Marina, che il 7 aprile fece salpare con le ultime scorte di carburante disponibili l'unica grande unità rimasta operativa, la corazzata Yamato: la nave doveva incagliarsi deliberatamente al largo di Okinawa e lottare fino alla fine con i suoi cannoni, ma fu colata a picco a metà strada da ripetute incursioni aeree.

#### La capitolazione del Giappone
Era convinzione generale che solo un'invasione anfibia dello stesso Giappone avrebbe potuto mettere fine alla guerra in Asia. Gli strateghi alleati erano da tempo all'opera per stilare un piano in tal senso: sotto il nome in codice di operazione Downfall, prevedeva come prima mossa l'occupazione di parte dell'isola di Kyūshū per allestirvi basi aeree da cui appoggiare, in una seconda fase, lo sbarco nella regione di Kantō presso Tokyo. L'esperienza dei combattimenti su Iwo Jima e Okinawa faceva agevolmente prevedere che i giapponesi avrebbero opposto una resistenza fanatica; secondo alcuni specialisti si potevano ipotizzare fino a 500000 perdite totali (morti, feriti, dispersi) tra i reparti impegnati nell'operazione; impressionati da una simile prospettiva, i comandi degli Alleati si misero alla ricerca di una strategia alternativa.

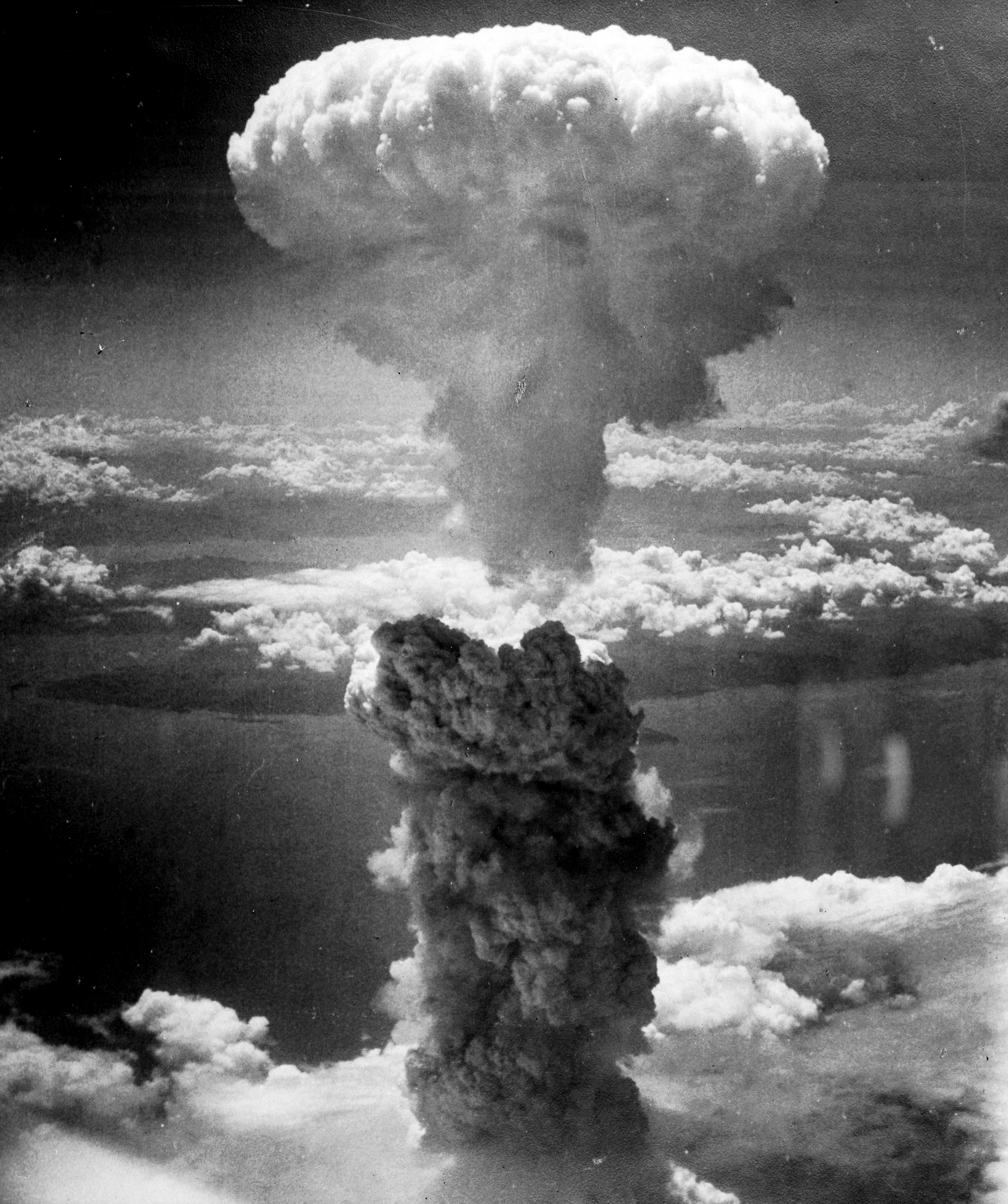
Il fungo atomico causato dall'esplosione della bomba Fat Man sopra Nagasaki

Nell'agosto 1939 una lettera a firma di Albert Einstein, indirizzata al presidente Roosevelt, aveva sollevato presso il governo statunitense il pericolo che la Germania nazista potesse impiegare le recenti scoperte scientifiche in materia di fissione nucleare per realizzare un ordigno dalla potenza distruttiva mai vista prima. Questa lettera fu l'atto di nascita del programma statunitense per la realizzazione di una bomba atomica: sotto il nome in codice di "Progetto Manhattan", il programma si avvalse della collaborazione di centinaia di scienziati statunitensi e britannici coordinati dal fisico Robert Oppenheimer. Il primo prototipo di una bomba atomica (The Gadget) venne testato con successo il 16 luglio 1945 nel poligono di Alamogordo nel Nuovo Messico, e il presidente Harry Truman (succeduto a Roosevelt, deceduto per cause naturali, il 12 aprile 1945) autorizzò immediatamente l'impiego della nuova arma contro il Giappone.
Il 6 agosto il bombardiere B-29 Enola Gay sganciò una bomba all'uranio (Little Boy) sulla città giapponese di Hiroshima: tre quarti della città furono distrutti e 78 000 persone morirono all'istante. Tre giorni più tardi, il 9 agosto, il B-29 BOCKSCAR sganciò una bomba al plutonio (Fat Man) sulla città di Nagasaki: due quinti dell'abitato furono spazzati via e le vittime immediate furono 35 000, ma come a Hiroshima molte migliaia di persone perirono nei giorni seguenti a causa delle gravi ustioni e dell'avvelenamento da radiazioni. Le bombe atomiche non furono i soli colpi mortali inferti al Giappone: tenendo fede a un impegno assunto fin dal 1943, l'8 agosto l'Unione Sovietica dichiarò guerra al Giappone e un milione e mezzo di soldati sovietici diedero il via all'invasione della Manciuria; benché i reparti giapponesi e mancesi schierati nella regione ammontassero a circa un milione di uomini, i sovietici possedevano una schiacciante superiorità quantitativa e qualitativa in fatto di carri armati, aerei e artiglieria, e travolsero rapidamente ogni resistenza. Gran parte della Manciuria cadde in mano sovietica entro il 19 agosto e, mentre alcune unità proseguivano l'avanzata in direzione della Corea settentrionale, operazioni anfibie portarono all'occupazione di Sachalin e delle isole Curili entro i primi di settembre.

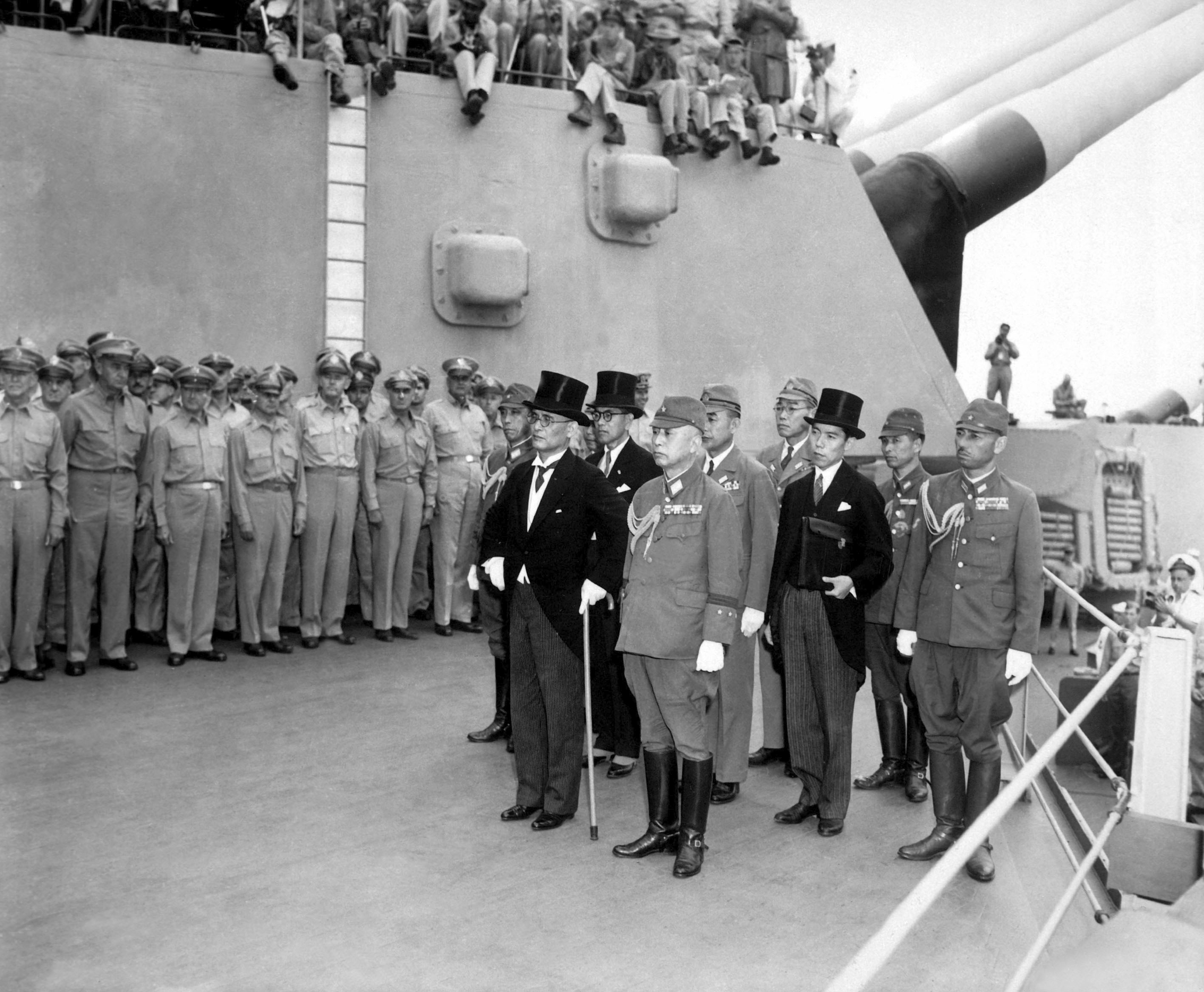
La delegazione giapponese si presenta a bordo della Missouri per siglare l'atto di resa

Davanti a questi disastri, il governo giapponese non poté fare altro che capitolare. Nel corso di una riunione nella notte tra il 9 e il 10 agosto, l'intervento dell'imperatore Hirohito fu determinante nel convincere il gabinetto imperiale ad accettare la richiesta alleata di una resa incondizionata. Un tentativo di colpo di stato promosso da ufficiali di basso grado che non volevano accettare la resa fu stroncato sul nascere dalla fedeltà all'imperatore dimostrata dai reparti, e il 15 agosto Hirohito in persona lesse alla radio l'annuncio dell'accettazione dei termini di resa formulati dagli Alleati. Il 28 agosto i primi reparti statunitensi fecero il loro ingresso incontrastati nella capitale nipponica e il 2 settembre seguente, a bordo della corazzata USS Missouri ancorata nella Baia di Tokyo, il generale MacArthur presiedette alla cerimonia della firma dell'atto di capitolazione del Giappone, ponendo formalmente fine alla guerra mondiale.

## I bombardamenti strategici

### Operazioni iniziali

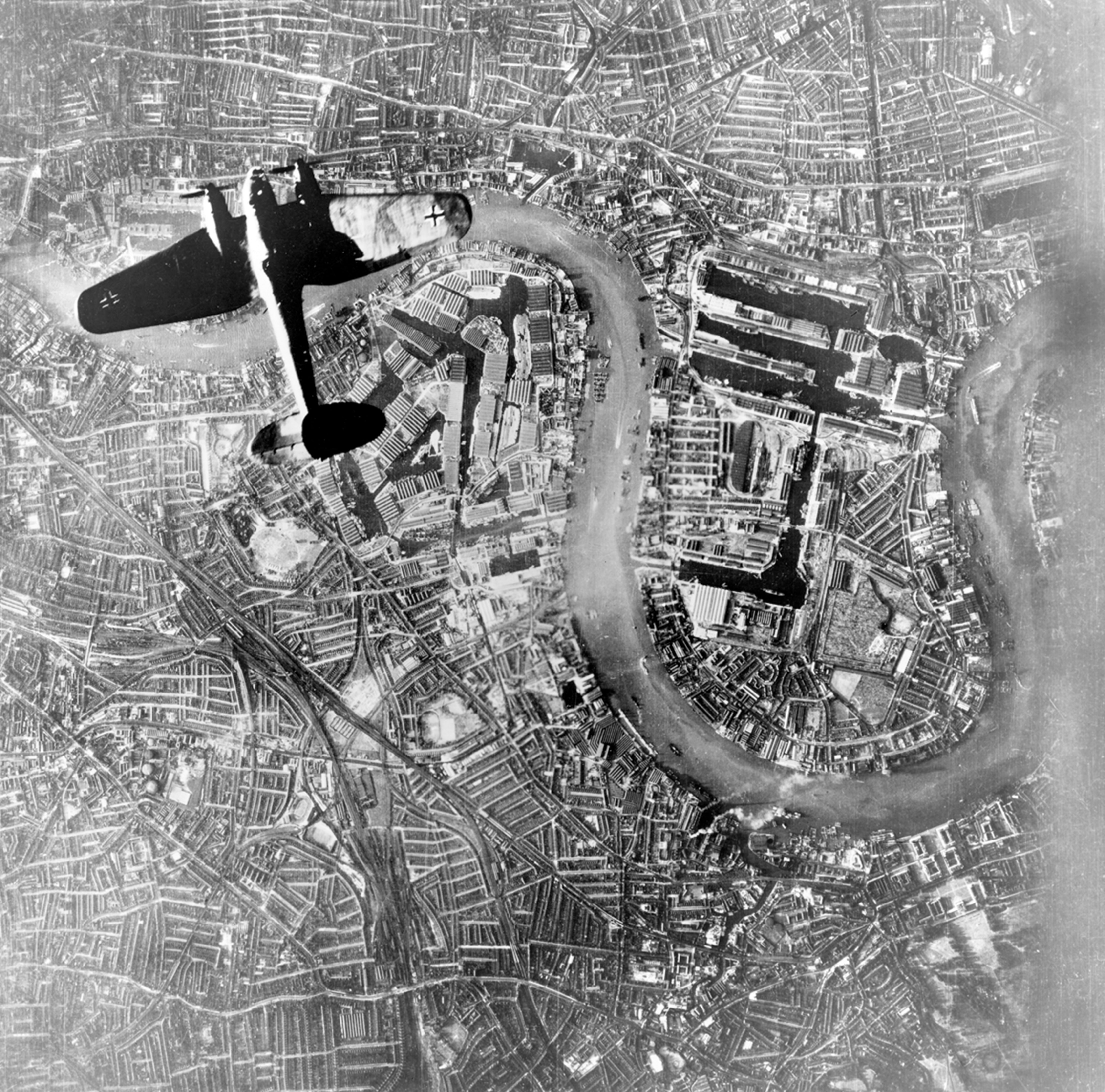
Un bombardiere Heinkel He 111 tedesco sorvola Londra durante il The Blitz

Benché esempi di bombardamento aereo delle città si fossero verificati già durante la prima guerra mondiale, la seconda guerra sino-giapponese e la guerra di Spagna, fu nella seconda guerra mondiale che la pratica di condurre bombardamenti strategici contro i centri abitati e industriali raggiunse le sue vette più alte. Gli inizi furono abbastanza cauti: aerei tedeschi bombardarono svariate città polacche nel settembre 1939 ma con effetti abbastanza limitati, fatta eccezione per i grandi raid organizzati ai danni di Varsavia sul finire della campagna. Sul fronte occidentale, a parte poche fallimentari incursioni britanniche contro i porti del nord della Germania, i bombardamenti sulle città non iniziarono fino all'avvio della campagna di Francia nel maggio 1940: il bombardamento di Rotterdam da parte dei tedeschi il 14 maggio fu dovuto più che altro a un errore di comunicazione, ma fu preso a pretesto da Churchill per autorizzare attacchi aerei sui centri industriali tedeschi e, nella notte tra il 15 e il 16 maggio, i velivoli del Bomber Command britannico attaccarono depositi di carburante e snodi ferroviari a Gelsenkirchen.
La battaglia d'Inghilterra vide la prima grande campagna di bombardamento strategico della guerra: la Luftwaffe iniziò la battaglia prendendo di mira principalmente obiettivi militari ma in seguito cambiò strategia e attaccò le città, per distruggere le industrie e soprattutto per scuotere il morale della popolazione civile. A partire dal 7 settembre 1940 una campagna di bombardamenti notturni quasi quotidiani (il cosiddetto The Blitz) si abbatté su Londra, mentre raid di non minore intensità colpivano altri centri dell'Inghilterra; particolarmente distruttivo fu il bombardamento di Coventry del 14 novembre. La campagna di bombardamenti strategici tedeschi sull'Inghilterra cessò in gran parte nel maggio 1941 per via del massiccio trasferimento di velivoli in vista dell'invasione dell'URSS, anche se conobbe alcune brevi riproposizioni più avanti (il Baedeker Blitz dell'aprile-maggio 1942 e l'operazione Steinbock del gennaio-maggio 1944) come rappresaglie per gli attacchi britannici alla Germania.

### Germania

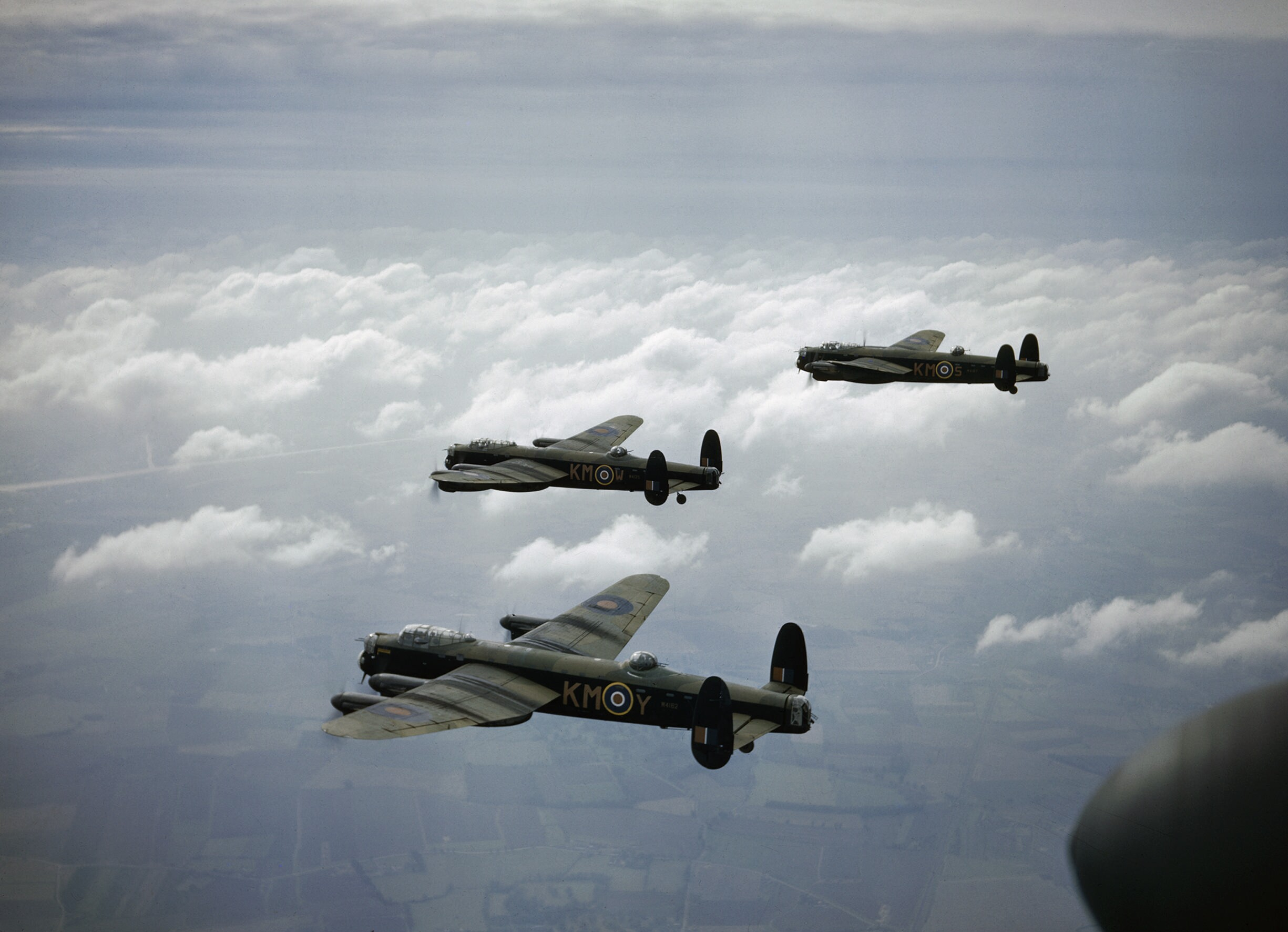
Una formazione di Lancaster in volo nel 1942

La nomina nel febbraio 1942 del maresciallo Arthur Harris alla guida del Bomber Command diede nuovo impulso ai bombardamenti strategici britannici. La minaccia delle difese aeree tedesche obbligava i bombardieri britannici a operare quasi esclusivamente di notte, ma questo, nonostante l'adozione di nuovi strumenti di guida dei velivoli tramite radar e onde radio, diminuiva enormemente la capacità di prendere di mira un obiettivo in particolare; Harris ordinò quindi di condurre missioni di bombardamento a tappeto, colpendo indiscriminatamente tanto le fabbriche quanto le abitazioni e i quartieri cittadini che vi stavano intorno. L'accento fu posto sempre più sulla conduzione di veri e propri "bombardamenti terroristici", ovvero rivolti a terrorizzare la popolazione civile tedesca e indebolire la sua volontà di continuare la guerra. L'entrata in linea dei grandi quadrimotori a lunga autonomia come gli Avro 683 Lancaster e gli Handley Page Halifax consentì di mettere in pratica questa nuova strategia a partire dal marzo 1942, quando gli antichi centri storici di Lubecca e Rostock furono devastati da una serie di incursioni incendiarie; seguì il lancio dell'operazione Millennium tra maggio e giugno: Harris tentò di concentrare l'intera forza di bombardieri della RAF (poco meno di mille velivoli per volta) su un unico obiettivo, radendo al suolo Colonia ma subendo anche forti perdite da parte dei caccia notturni della Luftwaffe quando attacchi simili furono tentati su Essen e Brema.

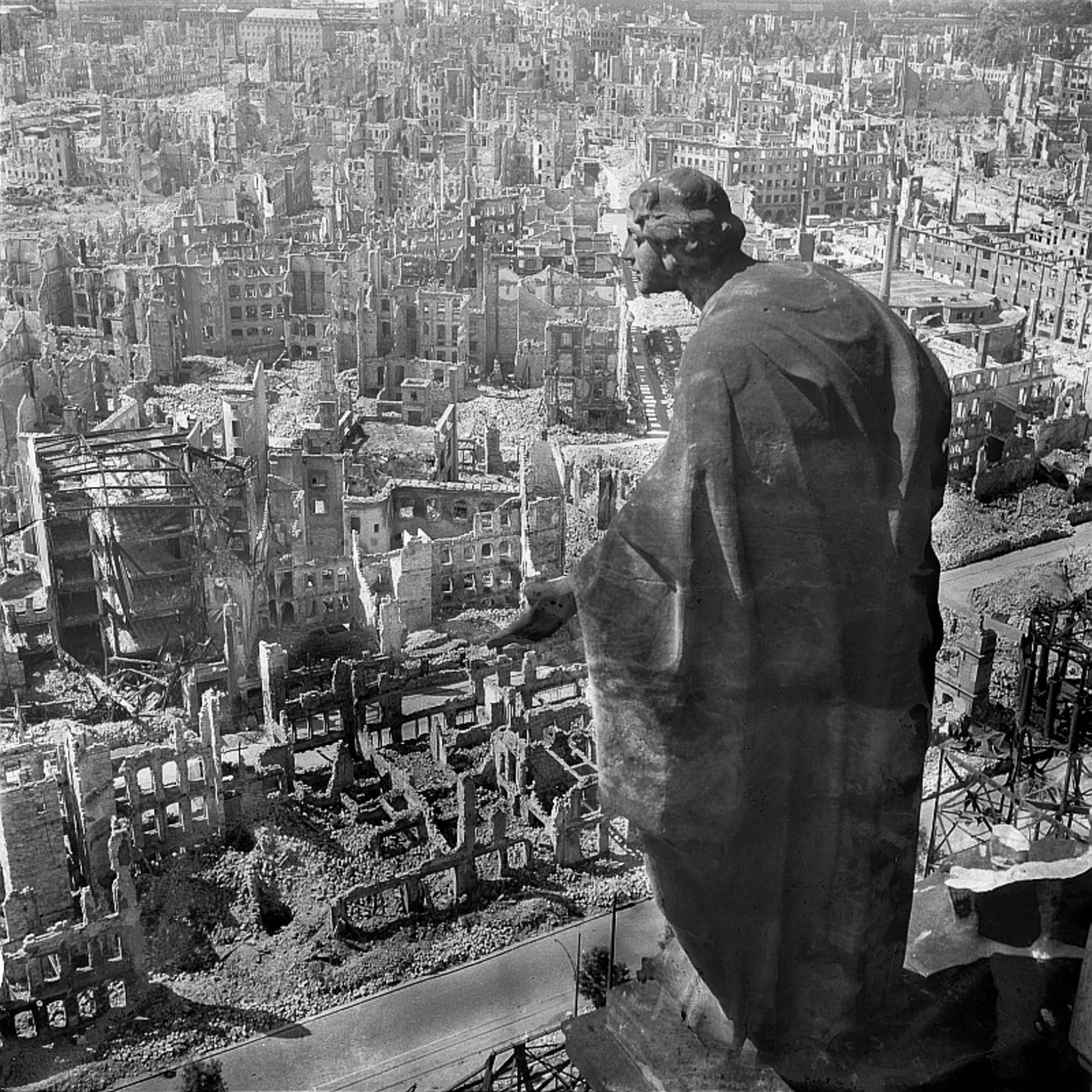
Dresda distrutta dai bombardamenti del febbraio 1945 (Deutsche Fotothek / Richard Peter)

Alla fine del 1942 ai britannici si unirono le forze aeree statunitensi, organizzate nella Eighth Air Force del generale Carl Andrew Spaatz; gli statunitensi adottarono un approccio diverso, puntando su bombardamenti di precisione condotti di giorno e confidando nella corazzatura e nel pesante armamento difensivo dei bombardieri Boeing B-17 Flying Fortress e Consolidated B-24 Liberator per respingere i caccia tedeschi. Fu concepita la tattica del bomber stream, mirante a soverchiare le difese tedesche tramite un flusso continuo di bombardieri che sganciavano il loro carico bellico in tempi rapidissimi, messa in pratica nel corso della battaglia della Ruhr in marzo e poi ancora, con effetti devastanti, durante l'operazione Gomorrah in luglio: Amburgo fu rasa al suolo da bombardamenti continui che generarono una vera e propria tempesta di fuoco nel centro cittadino, ma a dispetto della distruzione del 73% del centro abitato le fabbriche della città, velocemente delocalizzate in campagna, fecero registrare un'interruzione di soli due mesi nella produzione. Il decentramento dell'industria tedesca neutralizzò in gran parte gli effetti dei bombardieri sulla produzione bellica, che conobbe il suo incremento massimo proprio nel corso del 1943; nel mentre, la Luftwaffe e l'artiglieria contraerea (FlaK) continuavano a infliggere pesanti perdite agli attaccanti: la battaglia aerea di Berlino iniziata in novembre dovette essere interrotta nel marzo 1944 a causa delle troppe perdite riportate dai bombardieri.
La chiave del successo per gli Alleati fu l'entrata in linea, alla fine del 1943, del caccia North American P-51 Mustang: velivolo di lunga autonomia, il Mustang poteva scortare i bombardieri durante tutto il loro tragitto sopra la Germania e attaccare le forze della Luftwaffe ogni volta che se ne presentava l'occasione. La conquista di un vero e proprio dominio dell'aria da parte dei caccia alleati portò a un incremento delle missioni di bombardamento diurne, la cui maggiore precisione consentiva ora di prendere di mira obiettivi più specifici di un'intera città: in aprile i bombardieri anglo-statunitensi intrapresero un'efficace campagna per paralizzare i collegamenti stradali e ferroviari in Francia, rivelatasi importante per la riuscita degli sbarchi in Normandia, cui fece seguito un'intensa serie di attacchi ai danni delle industrie petrolifere della Germania. La distruzione del sistema di produzione del carburante si rivelò catastrofica per la Germania: per quanto le industrie tedesche continuassero a produrre grandi quantitativi di carri armati e aerei di ottima qualità, questi erano inutilizzabili perché privi della benzina per muoversi. Il successo della campagna di bombardamenti mirati portò all'abbandono della tattica dei bombardamenti a tappeto, pure proseguita fino agli ultimi giorni di guerra con il catastrofico bombardamento di Dresda del 13-15 febbraio 1945.
La rappresaglia tedesca si concretizzò nell'impiego di armi di nuova generazione, come le bombe volanti V1 e i missili balistici V2: per quanto scagliati in gran numero sull'Inghilterra meridionale, la Francia e il Belgio a partire dal giugno 1944, e per quanto risultassero molto difficili da intercettare per le difese alleate, il loro intervento avvenne troppo tardi per costituire un importante fattore bellico.

### Giappone

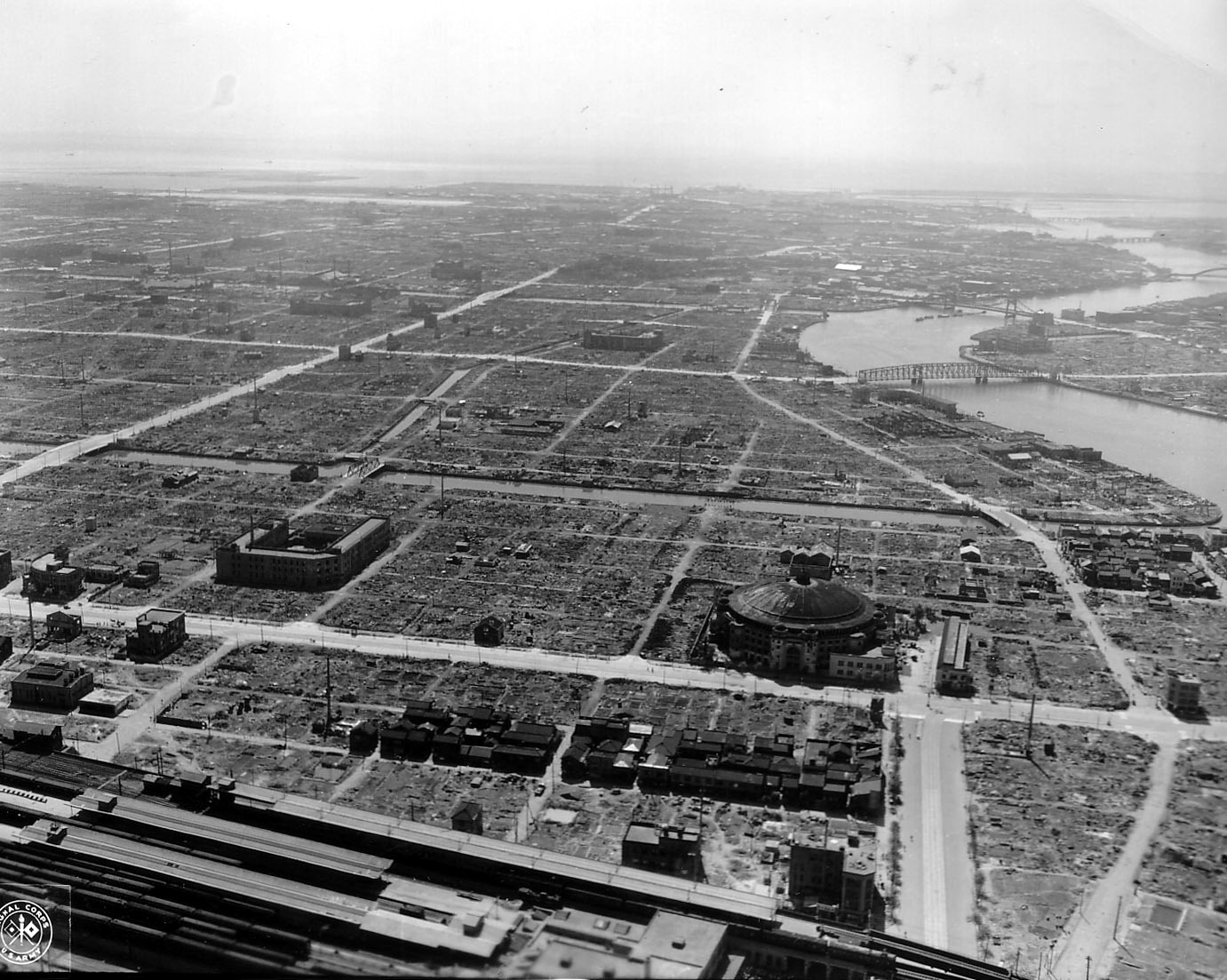
Uno dei quartieri di Tokyo colpiti dal bombardamento del 9 marzo 1945: solo i pochi edifici in muratura sono sopravvissuti alla tempesta di fiamme generata dal raid

Il bombardamento strategico comparve tardi nel teatro di guerra del Pacifico, ma qui fece registrare enormi successi per gli Alleati. Benché alcuni raid fossero stati condotti a partire dalla Cina (operazione Matterhorn), solo dopo la conquista delle Marianne i bombardieri B-29 statunitensi divennero una presenza costante nei cieli giapponesi. I primi attacchi della Twentieth Air Force nel novembre 1944, bombardamenti di precisione condotti a bassa quota, si rivelarono poco efficaci, disturbati dalle difese giapponesi e dalle pessime condizioni meteo. La nomina nel gennaio 1945 al comando della forza del generale Curtis LeMay portò a un cambio di strategia: i B-29 furono privati dell'armamento difensivo perché potessero volare più in alto, a quote irraggiungibili per i caccia nipponici, e iniziarono a condurre incursioni notturne con la tecnica del bombardamento a tappeto. Il fatto che gran parte delle città giapponesi fossero realizzate in legno le rese spaventosamente vulnerabili alle incursioni statunitensi: nella notte del 9 marzo una concentrazione di B-29 colpì Tokyo con 2 000 tonnellate di bombe incendiarie, generando una tempesta di fuoco che rase al suolo 40 km² di città e uccise 124 000 persone, più danni di quelli provocati dalla bomba atomica su Hiroshima. Entro la fine della guerra 66 grandi città giapponesi erano state devastate, 13 milioni di persone avevano perso la loro casa e la produzione industriale era calata del 40%: una devastazione paragonabile a quella della Germania, ma inflitta nell'arco di sette mesi invece che in tre anni.

### Italia

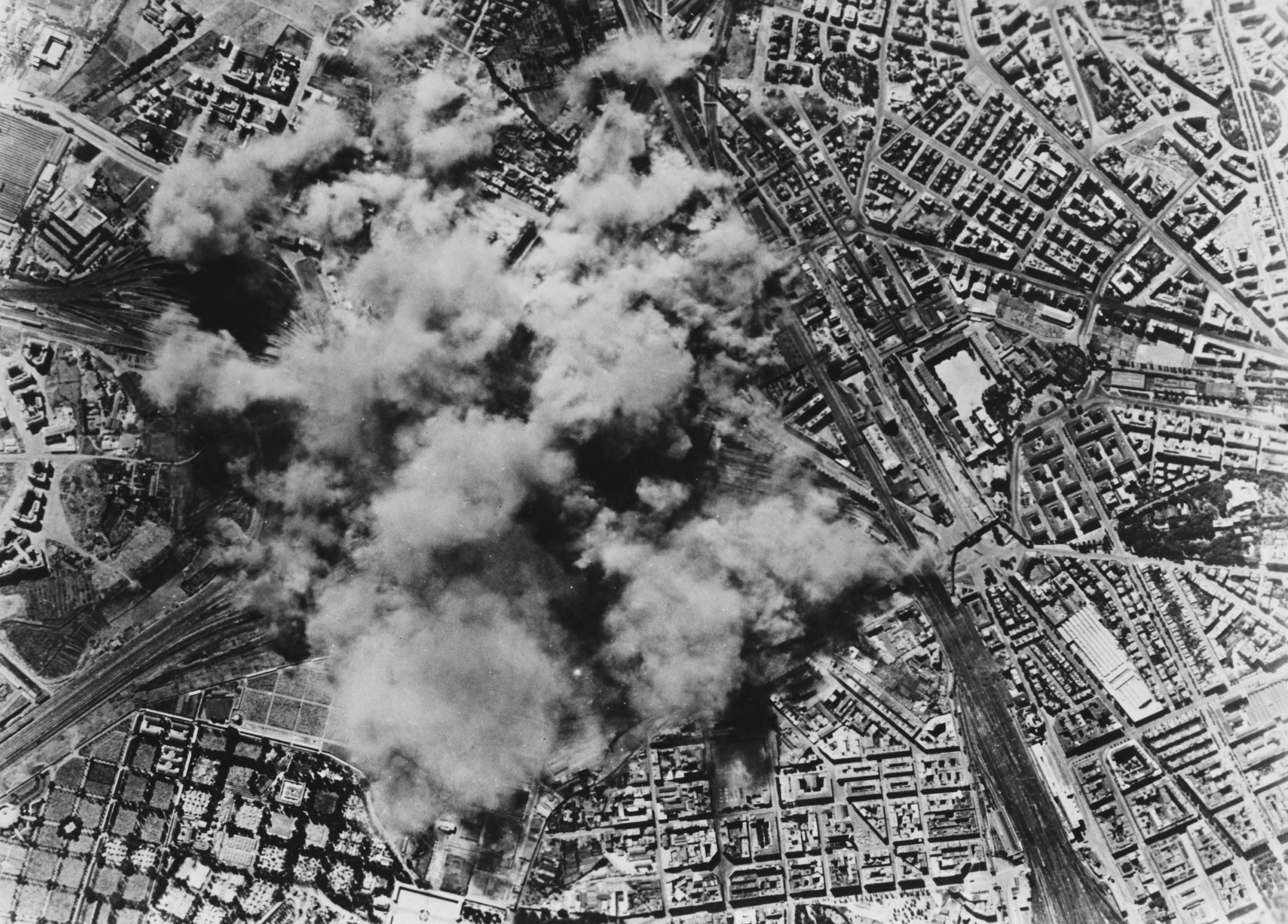
Il quartiere di San Lorenzo a Roma bombardato dagli aerei alleati il 19 luglio 1943

L'Italia fu bersagliata dagli aerei britannici fin dai primi giorni dopo l'entrata in guerra: queste prime azioni colpirono principalmente il triangolo industriale Genova-Milano-Torino e le basi navali di La Spezia e Napoli, ma non si rivelarono particolarmente efficaci o distruttive. La situazione mutò dalla fine del 1942, quando le forze aeree statunitensi e britanniche iniziarono raid di bombardamenti a tappeto con l'impiego di centinaia di velivoli per volta: tutti i maggiori centri del paese furono bombardati e pesantemente danneggiati, compresa Roma duramente colpita il 19 luglio 1943; bombardamenti della Luftwaffe sui centri dell'Italia liberata furono rari, ma un'incursione particolarmente distruttiva colpì Bari il 2 dicembre 1943. In totale, la stima delle vittime dei bombardamenti aerei sull'Italia si aggira su un totale di 65 000 morti. Anche l'aeronautica italiana tentò di attuare qualche campagna di bombardamenti strategici, pur mancando di mezzi adeguati: tra luglio e settembre 1940 velivoli italiani colpirono vari centri della Palestina britannica come Haifa e Tel Aviv, mentre varie città greche furono attaccate durante l'invasione italiana dell'ottobre seguente.

### Fronte Orientale
L'impiego del bombardamento strategico fu relativamente più limitato sul fronte orientale, dove le opposte aviazioni erano più concentrate nel supporto ai reparti a terra. La Luftwaffe bombardò fin dai primi giorni di guerra svariate città sovietiche come Minsk, Leningrado e Sebastopoli; il primo bombardamento aereo di Mosca fu effettuato il 21 luglio 1941 con varie azioni che si ripeterono fino al dicembre seguente, Stalingrado fu letteralmente rasa al suolo da ripetuti attacchi della Luftwaffe tra l'agosto e il novembre 1942 mentre gli attacchi aerei al grande centro industriale di Nižnij Novgorod proseguirono fino al giugno 1943. Si ritiene che circa 500 000 cittadini sovietici rimasero uccisi dai bombardamenti aerei tedeschi. L'aviazione sovietica aveva solo una ridotta forza di bombardieri strategici, ma questo non le impedì di condurre i suoi primi raid contro i campi petroliferi romeni fin dai primi giorni di Barbarossa, mentre il primo bombardamento sovietico di Berlino fu portato a termine il 7 agosto 1941; raid contro la capitale tedesca, ma anche contro altre città della Germania orientale come pure su Helsinki, Bucarest e Budapest spesso come bombardamenti terroristici, furono portati avanti dai sovietici per tutta la durata della guerra.

## La Resistenza

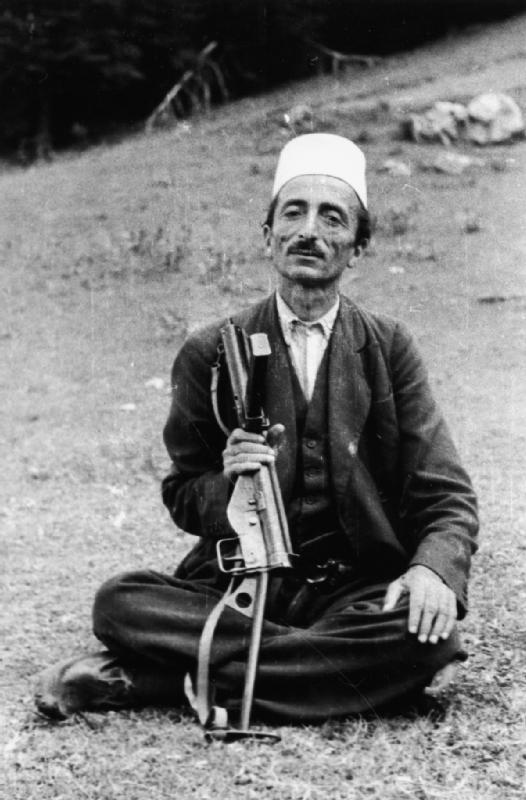
Un operativo del SOE in Albania nel 1943; l'arma è il mitra Sten, fornito in gran numero ai partigiani europei

In tutti i paesi invasi dalle forze dell'Asse nel corso della guerra si svilupparono, in maniera più o meno estesa e più o meno intensa, forme e movimenti di collaborazionismo con gli occupanti e, dall'altro lato, di resistenza agli invasori. In entrambi i casi ciò poteva concretizzarsi in molti modi diversi, da un mero appoggio pratico di modesta ampiezza all'estremo opposto rappresentato dalla formazione di gruppi armati che si affrontavano sul campo in azioni di guerriglia e repressione, generando forme più o meno intense di vera e propria guerra civile tra gruppi ideologici contrapposti all'interno delle varie nazioni.
Entrambi i contendenti favorirono le forme più violente di collaborazionismo e resistenza: le forze dell'Asse reclutarono unità di polizia e miliziani locali per la repressione dei movimenti resistenziali nei rispettivi paesi, ma anche contingenti ben più numerosi e strutturati per l'impiego sulla linea del fronte (come l'Azad Hind Fauj, reclutato dai giapponesi tra i prigionieri di guerra indiani contrari al dominio coloniale britannico, o i numerosi reparti di truppe straniere nelle Waffen-SS tedesche); gli Alleati si premunirono di appoggiare i partigiani e i gruppi resistenziali nei paesi occupati paracadutando personale specialistico e rifornimenti di armi tramite varie organizzazioni a ciò dedicate: l'Europa occidentale e i Balcani erano zone d'operazione dello Special Operations Executive britannico e dell'Office of Strategic Services statunitense (quest'ultimo attivo anche in Asia insieme alla britannica Force 136), mentre i partigiani sovietici erano sostenuti direttamente dalla polizia segreta NKVD.

### Europa occidentale
Si possono definire diverse differenze tra la Resistenza nell'Europa occidentale e quella nell'Europa orientale. In occidente i movimenti resistenziali si caratterizzarono per una notevole frammentazione politica, con gruppi che appoggiavano gli ideali del comunismo e altri fermi su posizioni più conservatrici e fedeli ai governi d'anteguerra, ma nella maggior parte dei casi ciò non si concretizzò in scontri armati tra le opposte fazioni e in generale fu possibile costituire comandi unitari che raccogliessero tutte le principali anime della Resistenza antitedesca; ciò nonostante, i movimenti resistenziali dell'Europa occidentale non rappresentarono mai una seria minaccia bellica per i tedeschi, limitandosi a condurre operazioni di sabotaggio industriale e delle linee di comunicazione, di propaganda e di soccorso ai soggetti ricercati dagli occupanti (in particolare ebrei e piloti alleati abbattuti).

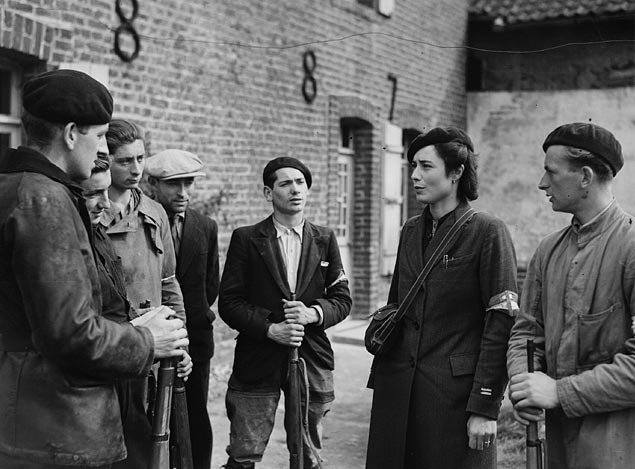
Maquis francesi nel 1944

Solo in Francia e in Italia la Resistenza si concretizzò in una significativa forza militare. In Francia il territorio vasto e ricco di rifugi, la tradizionale ostilità verso i tedeschi e la particolarità che vedeva (almeno fino al novembre 1942) parte del territorio nazionale non direttamente occupato dalla Germania favorirono la nascita di un vasto movimento resistenziale. La Francia Libera di De Gaulle tentò di assumere la guida del movimento partigiano tramite l'organizzazione da essa appoggiata (il Mouvements unis de la Résistance), scontrandosi però con le pretese di autonomia avanzate dai gruppi comunisti dei Francs-Tireurs et Partisans; queste divisioni furono alla fine appianate nel maggio 1943, quando venne costituito l'unitario Conseil national de la Résistance. Oltre che contro i tedeschi, i partigiani francesi (maquis) dovettero fronteggiare le formazioni collaborazioniste espressione tanto del governo di Vichy quanto di vari gruppi politici fascisti interni, spesso ferocemente rivali gli uni con gli altri; l'organizzazione collaborazionista più attiva fu la Milice française, nata nel gennaio 1943. Dopo lo sbarco in Normandia i maquis furono riuniti in una struttura più "regolare", le Forces Françaises de l'Intérieur, efficacemente impiegata nelle operazioni di rastrellamento dei reparti tedeschi rimasti isolati dall'avanzata alleata e poi confluita nelle forze armate della Francia Libera.

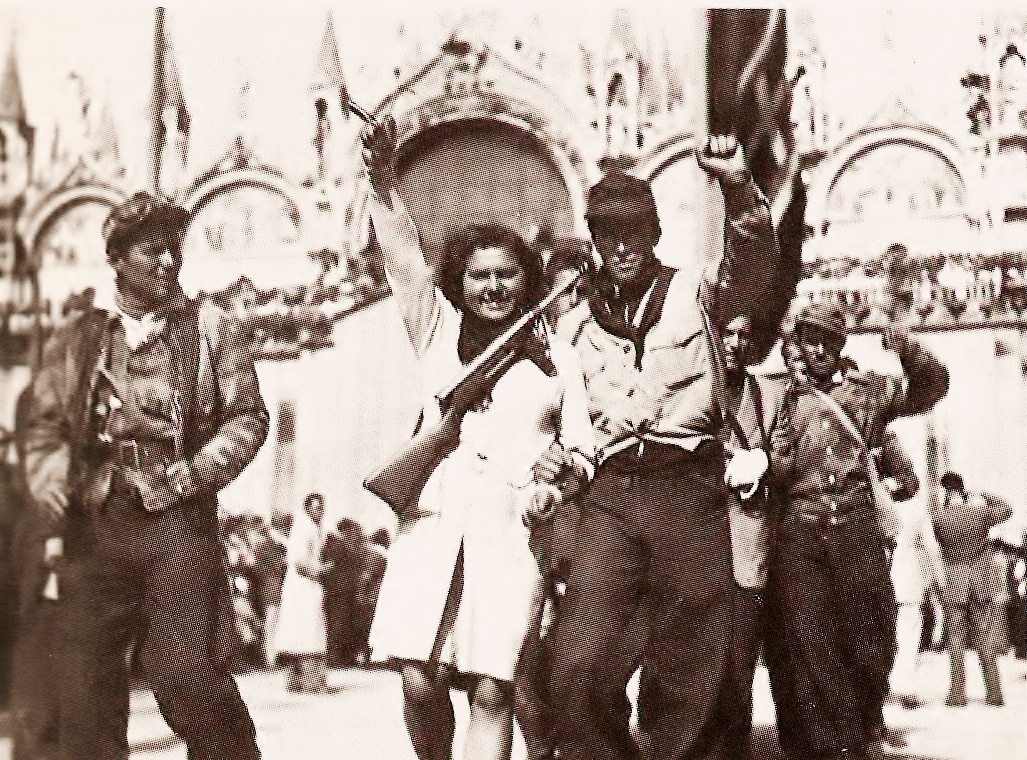
Partigiani italiani festeggiano la liberazione di Venezia nell'aprile 1945

L'Italia fu l'ultimo paese dell'Europa occidentale a sviluppare un proprio movimento resistenziale, visto che i primi gruppi si formarono solo dopo l'armistizio del settembre 1943; tuttavia, fu in Italia che si verificarono le azioni di guerriglia più violente e le repressioni tedesche più sanguinose di tutta l'Europa occidentale. I vari partiti politici antifascisti (dai monarchici ai comunisti) costituirono quasi immediatamente una struttura di comando unitaria (il Comitato di Liberazione Nazionale), anche se i rapporti tra le varie anime della Resistenza non furono sempre idilliaci e occasionalmente degenerarono in fatti di sangue (come nel caso dell'eccidio di Porzûs). Ad ogni modo, le forze partigiane italiane riunite nel Corpo volontari della libertà arrivarono a organizzare un gran numero di unità armate, capaci anche di operazioni su vasta scala che portarono, nel corso del 1944, alla temporanea creazione di vere e proprie "Repubbliche partigiane" nei territori occupati; la reazione dei tedeschi e delle forze collaborazioniste della Repubblica Sociale Italiana fu di pari intensità, concretizzandosi spesso in sanguinose azioni di rappresaglia contro la popolazione civile (come nei casi della strage di Marzabotto, dell'eccidio delle Fosse Ardeatine, e dell'eccidio di Sant'Anna di Stazzema). Nei giorni che precedettero la resa tedesca in Italia, le forze partigiane furono infine in grado di organizzare una vasta insurrezione che portò alla liberazione dei centri più importanti del Norditalia. Importante da ricordare è l'impresa avvenuta nel settembre 1943 nel quale la città di Napoli si è da sola liberata dall'occupazione nazifascista, diventando la prima città Europea a intraprendere tale azione, attraverso le sue quattro giornate.

### Europa orientale e Balcani
La resistenza partigiana nell'Europa orientale e nei Balcani assunse i caratteri della guerriglia più rapidamente e in misura nettamente maggiore rispetto all'Europa occidentale: le spietate politiche razziali tedesche, molto più severe che a occidente e tradottesi spesso in feroci massacri di civili, fecero sì che migliaia di persone trovassero rifugio nelle foreste, nelle montagne e nelle paludi che abbondavano nella regione, dove si unirono ai molti sbandati degli eserciti regolari tagliati fuori dalle fulminee avanzate della Wehrmacht per formare vere e proprie armate partigiane, arrivate a contare decine di migliaia di effettivi in armi. A differenza che in occidente poi, la lotta nella regione si caratterizzò per una complicata guerra fra tre distinti raggruppamenti, ostili gli uni con gli altri: gli occupanti tedeschi e i reparti collaborazionisti da loro reclutati, i partigiani di ideologia comunista sostenuti dall'Unione Sovietica, e i gruppi resistenziali nazionalisti anticomunisti; tentativi di costituire un fronte comune contro gli invasori naufragarono spesso dopo poco tempo, e in molte zone i partigiani comunisti e nazionalisti passarono tanto tempo a combattersi tra di loro di quanto ne passarono a combattere le truppe dell'Asse. In effetti, la guerra partigiana in Europa orientale non si concluse con la resa della Germania ma proseguì nel corso degli anni 1950 contro le truppe sovietiche e i regimi comunisti da esse sostenuti.

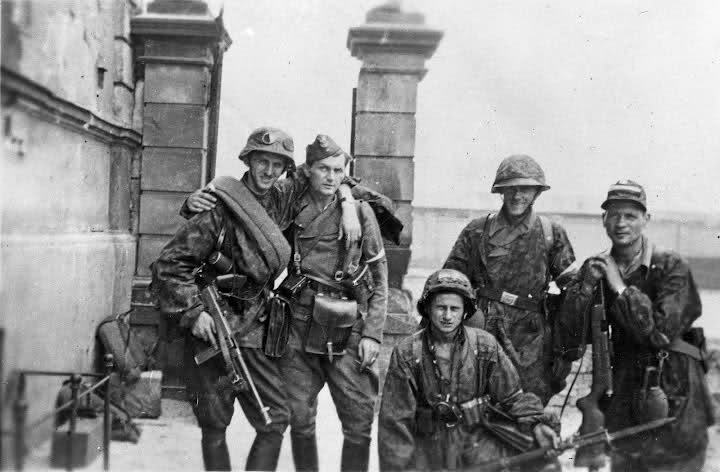
Partigiani polacchi durante la rivolta di Varsavia

Fin dai primi giorni dell'invasione tedesca la Polonia sviluppò un vasto movimento di resistenza agli occupanti, il cosiddetto "Stato segreto polacco". La principale formazione armata era la Armia Krajowa (AK), arrivata a contare anche 400 000 uomini; nazionalista e fedele al Governo in esilio della Polonia, l'AK fu sempre in cattivi rapporti con i partigiani comunisti dell'Armia Ludowa, numericamente più piccoli ma spalleggiati dai sovietici. L'AK sviluppò un vasto piano per attuare un'insurrezione generale prima che l'Armata Rossa potesse rioccupare la Polonia stessa (operazione Tempest), culminato nella grande ma fallimentare rivolta di Varsavia nell'agosto-ottobre 1944; l'AK subì però pesanti perdite in questi ultimi scontri con i tedeschi e i sovietici si affrettarono a smantellarne i resti tramite ondate di arresti. I sopravvissuti dell'organizzazione (i cosiddetti Żołnierze wyklęci, "Soldati maledetti") continuarono una guerriglia a danno dei sovietici almeno fino alla fine degli anni 1950.
Le spietate politiche razziali e di spoliazione adottate dai tedeschi portarono allo sviluppo di un vastissimo movimento di Resistenza sovietica nelle regioni invase dell'URSS arrivato a contare al suo picco anche 300 000 uomini, coordinati da uno stato maggiore regolare insediato a Mosca e capaci di condizionare pesantemente le linee di comunicazione delle truppe dell'Asse e il loro controllo delle zone rurali. Le regioni dove i partigiani sovietici agivano maggiormente erano la Bielorussia, la Russia occidentale e l'area di Leningrado, ma altrove la guerriglia di matrice comunista non riuscì ad attecchire. Nei paesi baltici, il forte sentimento nazionalista impedì la nascita di un credibile movimento partigiano comunista: estoni, lettoni e lituani confidarono nel fatto che l'invasione tedesca potesse portare al ripristino delle loro patrie nazionali annesse all'Unione Sovietica nel 1940, ma queste speranze furono ben presto disilluse e decine di migliaia di baltici confluirono nei movimenti partigiani nazionalisti noti collettivamente come "Fratelli della foresta"; dopo la rioccupazione sovietica della regione, i partigiani baltici continuarono una lotta senza speranza almeno fino al 1952. Similmente, in Ucraina l'Esercito insurrezionale ucraino nazionalista si rivelò significativamente più forte dei partigiani comunisti, arrivando a disporre anche di 300 000 uomini e a porre sotto controllo il 60% dell'Ucraina nord-occidentale; impegnati in una lotta senza quartiere contro tedeschi, sovietici e partigiani polacchi, i nazionalisti ucraini non furono sconfitti che all'inizio del 1950.
La Resistenza greca si polarizzò fin da subito in due movimenti ideologicamente inconciliabili, il comunista ELAS (numericamente più forte e capace di operare nell'intero territorio nazionale) e il monarchico EDES (più piccolo e confinato al solo Epiro, ma forte dell'appoggio ricevuto dal Regno Unito). Tentativi di creare un fronte comune fallirono ben presto, e nell'ottobre 1943 ELAS ed EDES si affrontarono in una guerra aperta in cui furono coinvolti anche i reparti britannici, sbarcati ad Atene nell'ottobre 1944 dopo la ritirata dei tedeschi dalla zona; questi scontri, intervallati da fragili tregue, furono i prodromi della guerra civile greca che avrebbe infuriato fino alla fine del 1949. Simile fu la situazione in Jugoslavia, dove i comunisti dell'Esercito Popolare di Liberazione della Jugoslavia (EPLJ) dovettero ben presto confrontarsi armi alla mano con i partigiani nazionalisti dell'Esercito jugoslavo in patria (o "cetnici"); la contesa fu tale che i cetnici arrivarono anche a cooperare in molti casi con le forze occupanti dell'Asse contro i partigiani comunisti. Questa condotta costò tuttavia ai cetnici il sostegno degli Alleati, che si riversò tutto sui partigiani comunisti: alla fine del 1944 l'EPLJ era ormai divenuto, grazie all'aiuto britannico e sovietico, un vero esercito regolare con 800 000 combattenti organizzati in quattro armate e circa 50 divisioni, con forze pesanti meccanizzate e squadriglie aeree, in grado di partecipare autonomamente alle offensive finali alleate contro le ultime posizioni tedesche.

### Asia

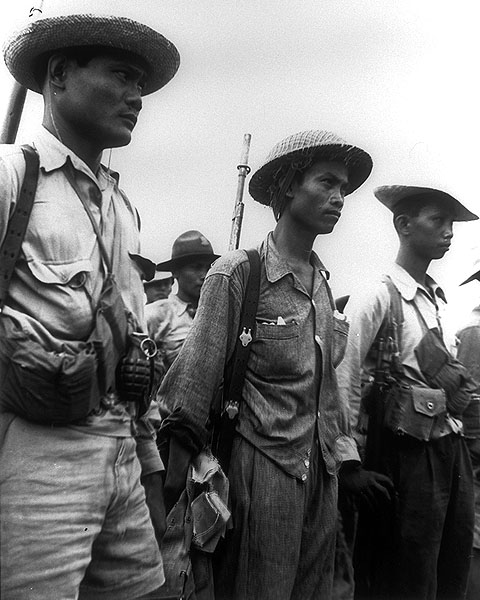
Partigiani filippini nel 1945

Benché si proponessero come liberatori dei popoli asiatici dal giogo coloniale degli europei, i giapponesi attuarono politiche severe nei territori da loro occupati, asservendo le economie locali alle esigenze belliche del Giappone, confiscando materie prime e reprimendo con spietatezza ogni forma di dissenso; i territori più fortunati (come Filippine e Birmania) furono consegnati a governi fantoccio in tutto e per tutto asserviti al Giappone, quelli più sfortunati (come Corea, Malesia e Indonesia) furono sottoposti a vere e proprie politiche di "nipponizzazione" della società. Abbastanza prevedibilmente, tutto ciò non fece che generare movimenti di resistenza contro gli occupanti.
Alcuni movimenti resistenziali furono creati direttamente dagli Alleati, come nel caso del Seri Thai thailandese o dell'Esercito di liberazione coreano; in vari casi, unità speciali alleate armarono contro i giapponesi le minoranze etniche perseguitate (come i Daiacchi del Borneo o i Karen della Birmania). Altri movimenti resistenziali furono invece espressione di partiti politici autoctoni, in primo luogo comunisti: fu questo il caso dell'Esercito anti-giapponese dei popoli malesi o dell'Organizzazione anti-fascista birmana; vari di questi movimenti avversavano tanto i giapponesi quanto il ripristino delle vecchie autorità coloniali, come nel caso del Viet Minh indocinese.
I movimenti di Resistenza anti-giapponese numericamente più forti furono quello cinese e quello filippino. Lo spietato regime di occupazione imposto dal Giappone alla Cina generò una vastità di gruppi guerriglieri attivi dietro la linea del fronte: benché notevolmente frammentati e ideologicamente divisi tra il supporto al Partito comunista cinese o al Kuomintang nazionalista, questi gruppi contribuirono non poco a tenere bloccati 325 000 soldati giapponesi (e varie decine di migliaia di truppe collaborazioniste cinesi) che altrimenti sarebbero stati impiegati altrove. La Resistenza filippina fu parimenti molto estesa, arrivando a contare anche 270 000 guerriglieri sparpagliati nelle numerose isole dell'arcipelago; molti di questi gruppi si erano originati dalla dissoluzione delle forze armate filippine ed erano guidati e appoggiati da ufficiali statunitensi, ma non mancarono i gruppi di ideologia comunista (Hukbalahap) o espressione di minoranze ostili tanto ai nuovi che ai vecchi occupanti (i Moro musulmani che abitavano le isole meridionali).

## Crimini di guerra e contro l'umanità

### L'Olocausto e il Porajmos

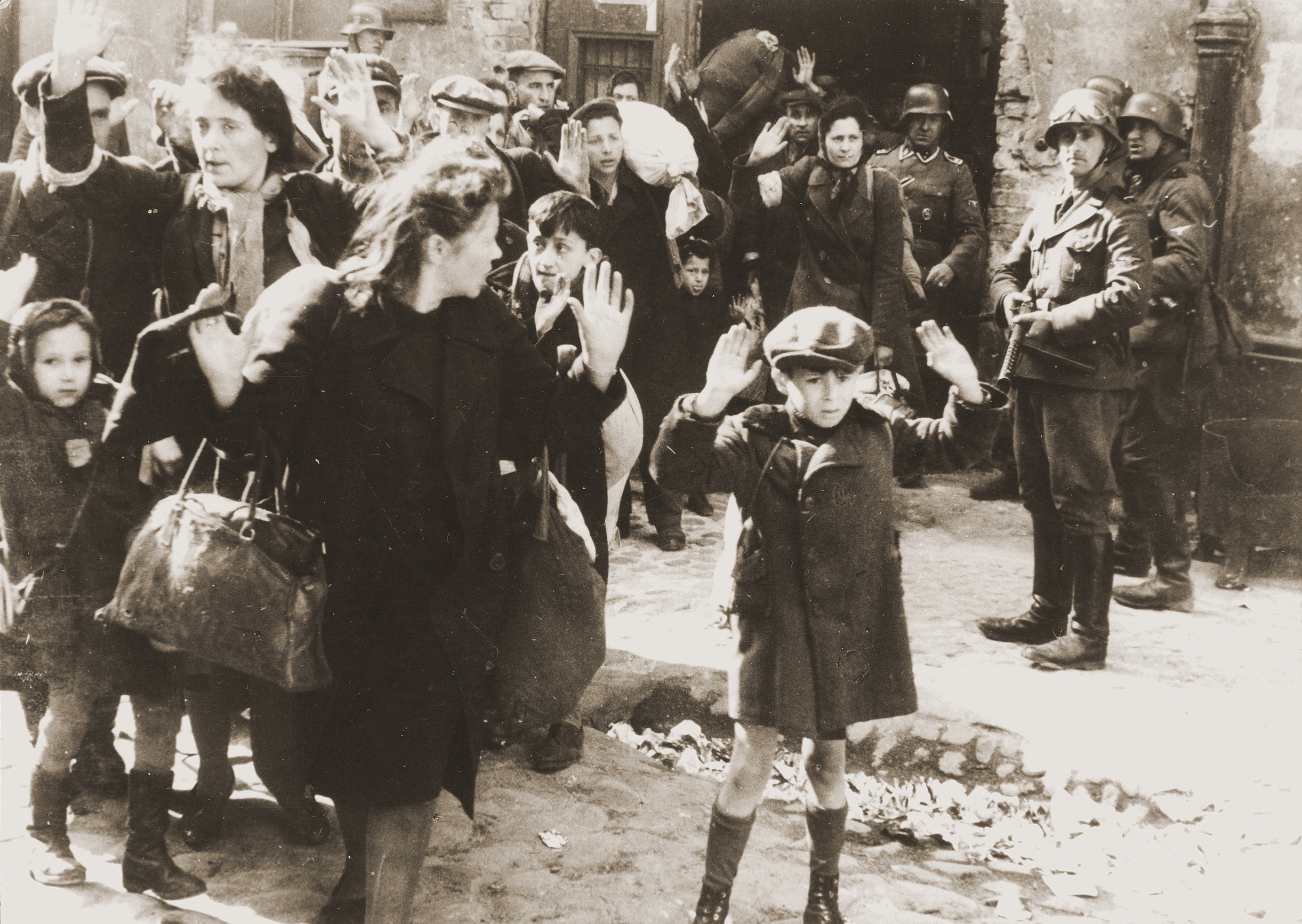
Una delle foto simbolo dell'Olocausto: il rastrellamento del ghetto di Varsavia nel maggio 1943

Il periodo della seconda guerra mondiale vide l'apice delle politiche di persecuzione razziale avviate dalle istituzioni naziste fin dalla loro presa del potere. Intere categorie di persone e gruppi etnici furono etichettati dai tedeschi come Untermensch (letteralmente "sub-umano"), considerati come inferiori alla "razza ariana" e quindi privati di ogni diritto e soggetti a ogni tipo di persecuzione; oggetto dell'odio nazista furono, in particolare, gli ebrei, i popoli romaní, i popoli slavi, gli omosessuali, i malati di mente e portatori di handicap, alcuni tipi di minoranze religiose (come testimoni di Geova e pentecostali).
La discriminazione economica e sociale di queste categorie di persone, la loro detenzione in campi di prigionia (Lager) e i primi tentativi di sterminio (come nel caso della Aktion T4, il programma di soppressione dei malati di mente e dei portatori di malattie genetiche) avevano avuto luogo già negli anni 1930, ma conobbero un'impennata dopo l'inizio della guerra. Subito dopo l'occupazione della Polonia, le autorità naziste avviarono l'uccisione di massa dei membri dell'intelligencija polacca, mentre i territori del Governatorato Generale furono selezionati come zona di detenzione per gli ebrei deportati dalla Germania e dalle regioni occupate a ovest. In varie città polacche furono allestiti dei ghetti nazisti all'interno dei quali furono ammassate a forza centinaia di migliaia di persone, ben presto cadute vittime di malattie e denutrizione; nel ghetto di Varsavia 40 000 persone morirono di stenti nel solo 1941.

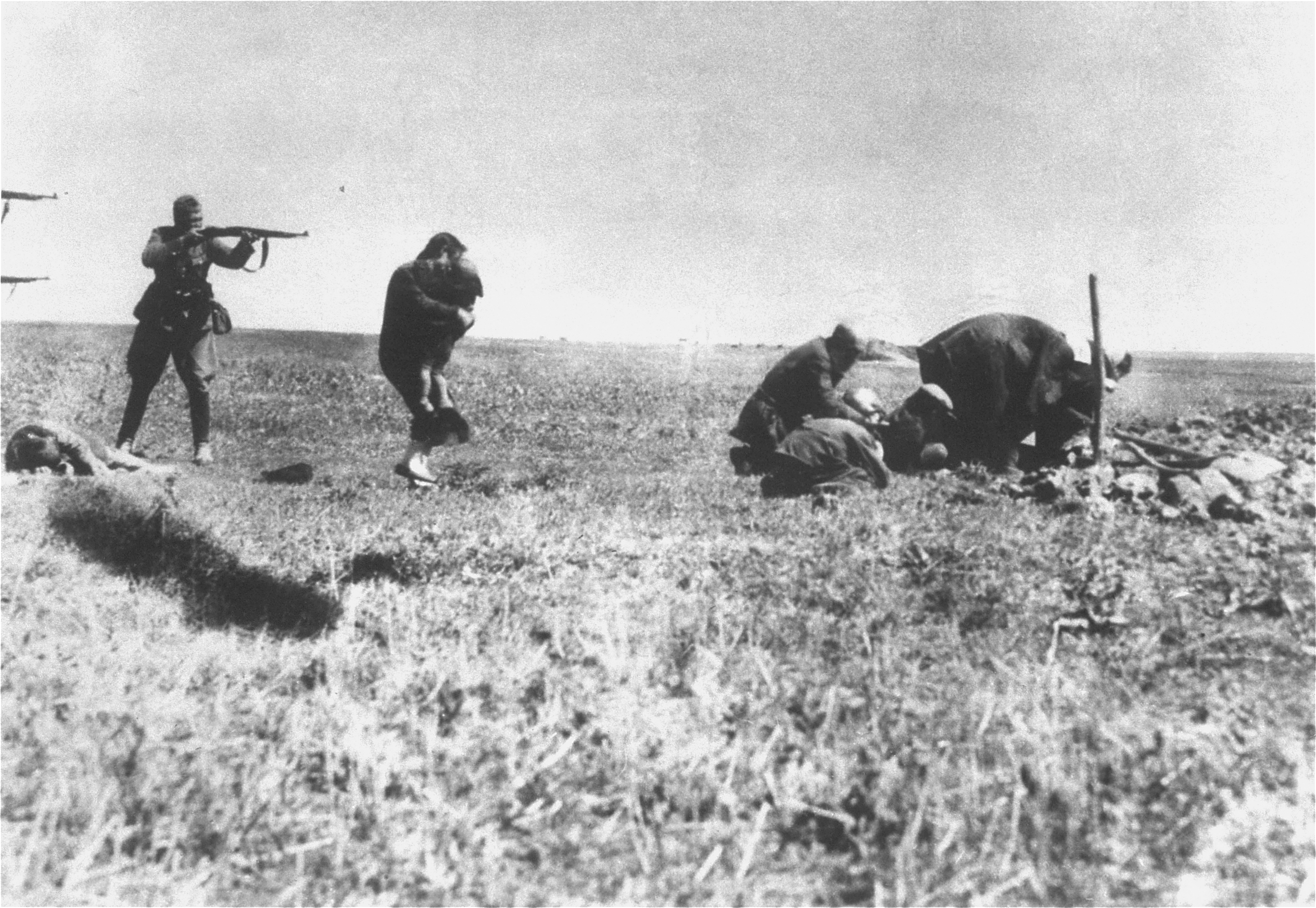
Membri di un Einsatzgruppen mentre fucilano alcuni ebrei in Ucraina nel 1942

L'invasione dell'Unione Sovietica nel giugno 1941 portò a un incremento della brutalità: unità speciali delle SS appositamente dedicate (Einsatzgruppen) furono incaricate di eliminare tramite fucilazioni ed esecuzioni sommarie vaste categorie di persone come ebrei, zingari, commissari politici, iscritti al partito comunista e portatori di handicap, venendo appoggiate in questo anche da reparti di truppe regolari della Wehrmacht che spesso distaccava reparti con lo scopo di individuare, rastrellare e uccidere la popolazione civile sovietica e le comunità ebraiche. Il diffuso sentimento antisemita nelle regioni occidentali dell'URSS portò all'organizzazione di massacri di enormi proporzioni, portati avanti dall'esercito tedesco anche con l'ausilio di collaborazionisti reclutati localmente e di reparti di truppe alleate: il massacro di Babij Jar il 29-30 settembre portò all'uccisione di più di 33 000 ebrei di Kiev con l'ausilio di collaborazionisti ucraini, il massacro d'Odessa del 22-24 ottobre perpetrato da soldati regolari tedeschi e romeni causò tra le 75 000 e le 80 000 vittime, mentre il massacro di Rumbula nelle vicinanze di Riga tra novembre e dicembre vide la morte di 25 000 ebrei; i rapporti ufficiali degli Einsatzgruppen indicarono in 1 152 000 gli ebrei giustiziati entro il dicembre 1942.
Il trattamento riservato ai territori polacchi e sovietici occupati fu di una brutalità estrema: nei piani di Hitler le regioni conquistate a oriente dovevano essere asservite a un regime di stampo coloniale, con una classe dirigente di origine tedesca incaricata di governare milioni di slavi locali ridotti a una condizione di sostanziale schiavitù; ogni "eccedenza" di popolazione locale rispetto alle esigenze dei dominatori doveva essere deportata di là dagli Urali, oppure lasciata morire. L'intera produzione di materie prime e alimenti fu asservita alle esigenze dei tedeschi causando migliaia di morti per fame (80 000 solo a Char'kov), mentre centinaia di migliaia di persone furono deportate a forza in Germania perché lavorassero come manodopera schiava (nel settembre 1944, 7 847 000 stranieri provenienti da tutta Europa, quasi tutti deportati a forza, si trovavano impiegati nelle fabbriche tedesche). Ogni parvenza di classe intellettuale di origine slava fu soppressa tramite ondate di fucilazioni; i tedeschi instaurarono un regime del terrore, compiendo massacri a ogni minimo segno di opposizione: circa 250 villaggi in Ucraina furono completamente rasi al suolo e i loro abitanti sterminati in quanto sospetti rifugi dei partigiani locali. Alle politiche razziali tedesche non sfuggirono i prigionieri di guerra sovietici, privati in tutto e per tutto dei diritti concessi loro dalle convenzioni internazionali in merito: con l'approvazione delle più alte cariche militari tedesche sul fronte orientale, dei 5,5 milioni di soldati sovietici caduti in mano tedesca, circa 3,3 milioni morirono in enormi campi di prigionia per esecuzioni, fame, privazioni e gelo.

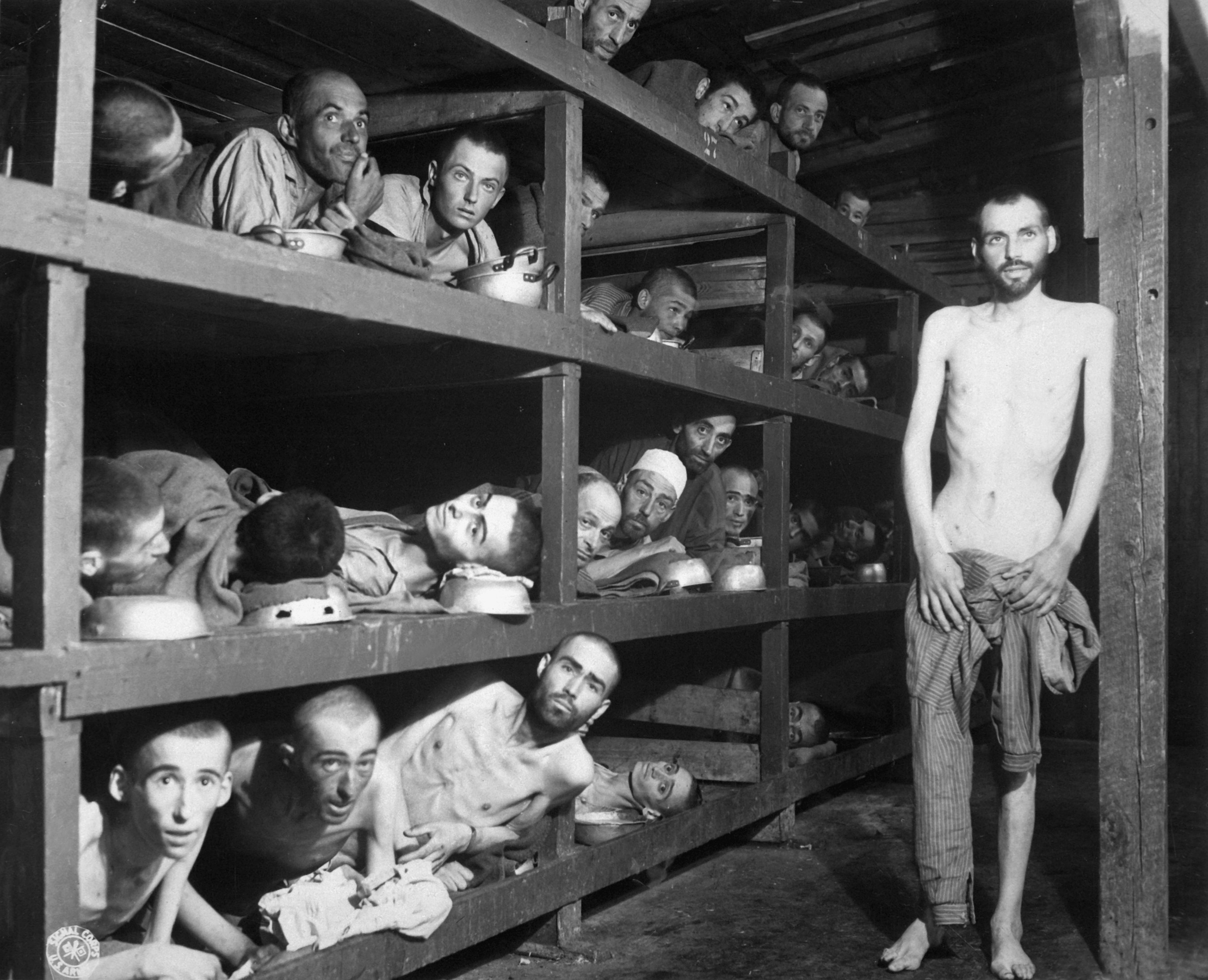
I detenuti del campo di concentramento di Buchenwald poco dopo la liberazione da parte delle truppe statunitensi nell'aprile 1945. Nella foto è presente lo scrittore Elie Wiesel (settimo da sinistra, seconda fila dal basso)

Il 20 gennaio 1942 la conferenza di Wannsee stabilì l'attuazione della cosiddetta "soluzione finale della questione ebraica", concretizzatasi in un vero e proprio genocidio degli ebrei europei: nei territori polacchi occupati furono allestiti dei campi di sterminio aventi come scopo primario quello di uccidere i prigionieri che vi giungevano, sia impiegandoli in lavori forzati in condizioni di vita spaventose, sia sopprimendoli a gruppi tramite camere a gas; il sistema dei campi fu organizzato secondo tecniche scientifiche e di pianificazione di tipo industriale, curando nel dettaglio il sistema di trasferimento dei prigionieri tramite la rete ferroviaria e l'eliminazione dei corpi tramite forni crematori; non raro fu l'impiego dei prigionieri per crudeli esperimenti su esseri umani. Verso i campi di sterminio fu progressivamente convogliata gran parte della popolazione ebraica e romaní dei territori occupati dai tedeschi, e lo sterminio proseguì fino agli ultimi giorni di guerra: quando i territori occupati della Polonia furono invasi dall'Armata Rossa, i prigionieri furono trasferiti a forza in altri Lager della Germania tramite vere e proprie marce della morte.
Calcolare il numero delle vittime causate dalle politiche razziali della Germania è molto difficile, per quanto svariati studi susseguitisi negli anni siano giunti a una stima compresa tra i 15 e i 17 milioni di morti comprendente circa 6 milioni di ebrei, 6 milioni di civili sovietici, 1,8 milioni di civili polacchi, più di 250 000 disabili e tra 196 000 e 220 000 romaní.

### Altri crimini dell'Asse

#### Teatro europeo
Azioni criminali e massacri perpetrati sulla base di motivazioni razziali non furono appannaggio dei soli tedeschi. Il complicato mosaico etnico rappresentato dalla Jugoslavia degenerò negli anni della guerra in conflitti e massacri sanguinosi, i quali afflissero in particolare le comunità serbe: nella Voivodina le truppe d'occupazione ungheresi compirono rappresaglie e massacri contro i serbi, il più grave dei quali fu il massacro di Novi Sad nel gennaio 1942 che portò alla morte di 3 000 persone. Lo Stato Indipendente di Croazia attuò politiche di sterminio su vasta scala contro i serbi residenti nei suoi confini, arrivando a provocare tra le 320 000 e le 340 000 vittime (oltre a circa 30 000 ebrei croati e tra i 15 000 e i 20 000 romanì); tristemente celebre divenne il campo di concentramento di Jasenovac, il più grande organizzato in Croazia, all'interno del quale rimasero uccise tra le 77 000 e le 99 000 persone. Tutti gli alleati europei della Germania (con l'eccezione della Finlandia) vararono politiche discriminatorie nei confronti degli ebrei, analoghe a quelle dei tedeschi, e deportarono verso i campi di sterminio gli ebrei stranieri o residenti nei territori recentemente annessi, anche se spesso si rifiutarono di consegnare ai tedeschi gli ebrei residenti nei propri territori nazionali: in alcuni casi ciò valse a salvare dall'Olocausto alcune comunità ebraiche nazionali (come in Bulgaria), ma in altri servì solo a rimandare l'inevitabile deportazione che seguì all'occupazione tedesca di quei territori (come nei casi di Ungheria e Italia).
Le unità delle Waffen-SS tedesche si macchiarono di ripetuti crimini di guerra tanto sul fronte orientale quanto su quello occidentale, come nei casi del massacro di Le Paradis il 27 maggio 1940 (97 prigionieri di guerra britannici assassinati dopo la cattura) e del massacro di Malmédy il 17 dicembre 1944 (84 prigionieri statunitensi uccisi); le unità delle SS furono incaricate delle rappresaglie più brutali inflitte alle popolazioni occupate, come nei casi del massacro di Lidice in Cecoslovacchia il 10 giugno 1942 (340 morti tra fucilati e deportati nei campi di sterminio), del massacro di Oradour-sur-Glane in Francia il 10 giugno 1944 (642 morti) e la strage di Marzabotto in Italia il 29 settembre-5 ottobre 1944 (770 morti). Anche i reparti dell'esercito regolare tedesco non furono esenti dal commettere crimini e atrocità, come nei casi dell'eccidio di Cefalonia il 23-28 settembre 1943 (6 500 soldati italiani fucilati dopo la cattura) o del massacro di Kalavryta il 13 dicembre 1943 (696 civili greci fucilati per rappresaglia). La commissione di certi crimini fu in qualche modo "istituzionalizzata" dal governo tedesco tramite l'emissione di appositi provvedimenti formali, come l'Ordine Commando, l'Ordine del commissario e il Decreto "Notte e Nebbia".

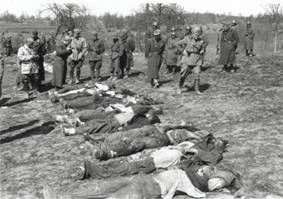
Truppe italiane con i cadaveri di alcune delle vittime della strage di Domenikon

Le truppe di occupazione italiane attuarono azioni di rappresaglia in Jugoslavia e Grecia non troppo dissimili da quelle commesse dalle altre forze dell'Asse (uccisione di partigiani feriti o dei maschi validi sorpresi in zona di combattimenti, presa e fucilazione di ostaggi tra la popolazione civile, devastazione di villaggi), anche se non con la brutalità estrema messa in luce da tedeschi o croati; tra gli episodi più gravi vi fu la strage di Domenikon in Grecia il 16 febbraio 1943 (circa 145 civili uccisi come rappresaglia per un attacco partigiano). Decine di migliaia di civili, in particolare jugoslavi, furono deportati dagli italiani in campi di concentramento perché sospettati di appoggiare la resistenza locale; di particolare durezza fu il campo di concentramento di Arbe, dove per fame e malattie morì tra il 1942 e il 1943 circa un quinto dei 10 000 prigionieri. In Grecia la politica di rapina delle materie prime condotta da tedeschi e italiani causò lo scoppio di una devastante carestia, arrivata a provocare circa 360 000 morti tra la popolazione (più della metà delle vittime totali greche della guerra).

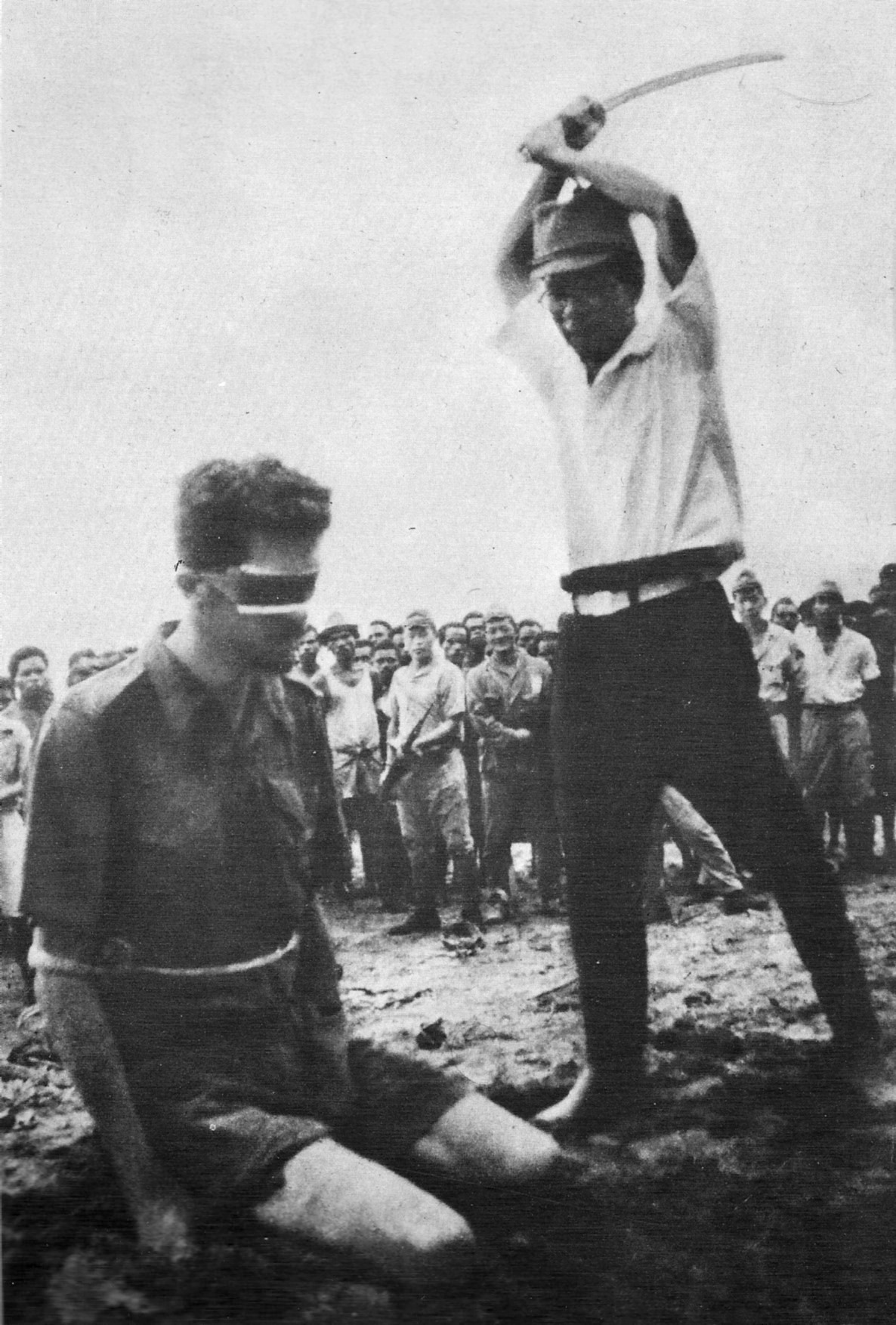
Un prigioniero australiano mentre viene decapitato da un soldato giapponese in Nuova Guinea, ottobre 1943

#### Teatro asiatico
Le politiche di occupazione del Giappone in Asia non furono dissimili da quelle adottate dalla Germania in Europa, come messo già in luce dai fatti del massacro di Nanchino del dicembre 1937. I giapponesi si ritennero investiti del ruolo di "civilizzatori" delle masse asiatiche, il che si tradusse in pratica in ondate di soprusi e massacri: dopo la conquista della Malesia, almeno 70 000 cinesi ivi residenti furono rastrellati e in gran parte massacrati dalle truppe giapponesi in una purga nota come Sook Ching. Il sistema di lavori forzati imposto alle popolazioni assoggettate era analogo a quello dei tedeschi: circa 270 000 indonesiani furono costretti a espatriare con la forza per lavorare nelle fabbriche in Giappone, da cui pochissimi fecero poi ritorno. Migliaia di donne coreane, cinesi, filippine e provenienti da altre zone occupate furono trasformate, a volte con la forza e molto spesso con l'inganno, in schiave sessuali (le cosiddette Comfort women) per soddisfare i bisogni delle truppe nipponiche; sul numero esatto delle donne coinvolte vi è grandissimo dibattito, andando da un totale di 20 000 secondo alcuni autori giapponesi fino a 410 000 secondo autori cinesi.
La combinazione tra le credenze razziali giapponesi e l'etica militare nipponica, che riteneva profondamente disonorevole per un soldato essere catturato vivo in battaglia, si rivelò deleteria per i 200 000 prigionieri di guerra alleati catturati nel Pacifico: privati dei diritti riconosciuti dalle convenzioni internazionali, i prigionieri, oltre che oggetto di esecuzioni e torture, morirono a migliaia per denutrizione, malattie e lavori forzati. Circa la metà dei 20 000 prigionieri statunitensi catturati nelle Filippine morì prima della liberazione, mentre tra i 60 000 prigionieri di guerra impiegati per la costruzione del ponte ferroviario sul fiume Khwae Noi in Thailandia si contarono 12 000 morti; solo sei degli originari 2 500 prigionieri detenuti nel campo di Sandakan nel Borneo furono ritrovati vivi alla fine della guerra. Circa 3 000 tra prigionieri di guerra e civili furono impiegati come cavie umane per gli esperimenti dell'Unità 731, il reparto di armi biologiche dell'esercito giapponese.

### Crimini degli Alleati

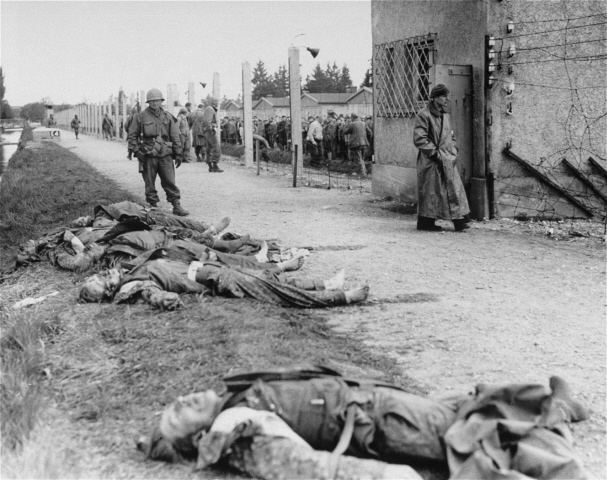
Soldati statunitensi con i corpi di alcune guardie delle SS uccise a Dachau

#### Alleati occidentali
Benché su scala enormemente inferiore per quantità e intensità rispetto alle forze dell'Asse, anche gli Alleati si macchiarono di crimini di guerra e di atrocità nel corso del conflitto, sebbene non equiparabili al sistematico uso della violenza da parte di tedeschi e giapponesi.
Tra le truppe statunitensi non era sconosciuta la pratica di uccidere prigionieri di guerra o soldati nemici appena arresisi; le inchieste formali furono rare e pertanto non vi sono registrazioni o archivi completi in merito a questi episodi, che per la maggior parte sono riportati solo nei ricordi personali dei singoli soldati. Tra i pochi casi che diedero luogo a inchieste ufficiali vi furono il massacro di Biscari avvenuto tra il 10 e il 14 luglio 1943 (l'uccisione di 76 soldati italiani e tedeschi presi prigionieri), e il massacro di Dachau del 29 aprile 1945 (l'uccisione di un certo numero di guardie delle SS, mai accertato con precisione ma probabilmente intorno alle 50, subito dopo la liberazione del campo di concentramento di Dachau). Vi sono dei riferimenti a ordini di ufficiali superiori statunitensi, in almeno un caso messi per iscritto, secondo cui non si dovevano prendere prigionieri i membri delle Waffen-SS, in particolare dopo i fatti del massacro di Malmédy. Nel teatro del Pacifico, vari resoconti riferiscono come i soldati statunitensi e australiani fossero più che riluttanti a prendere prigionieri i giapponesi che si arrendevano, preferendo invece giustiziarli sul posto; tra le truppe statunitensi fu rilevata la pratica di prendere come trofei teste, denti od orecchie dai cadaveri dei giapponesi uccisi, cosa vietata dalle convenzioni internazionali.
Soldati statunitensi compirono stupri tanto nel teatro di guerra europeo che nel Pacifico. Secondo alcuni studi, tra il 1942 e il 1945 militari statunitensi commisero circa 14 000 stupri in Inghilterra, Francia e Germania. Non vi sono evidenze documentali ufficiali circa la commissione di stupri di massa da parte delle forze statunitensi impegnate nel teatro del Pacifico, ma numerose e circostanziate testimonianze riferiscono della commissione di numerosi stupri da parte di soldati e marines statunitensi nel corso della battaglia di Okinawa nel giugno 1945; alcuni studi hanno stimato in circa 10 000 le donne di Okinawa stuprate dai soldati statunitensi al termine della battaglia. Nel periodo compreso tra il 7 dicembre 1941 e il 22 febbraio 1946 le corti marziali dell'esercito statunitense condannarono a morte per stupro 69 soldati.
Nel corso della campagna d'Italia, le forze coloniali del Corps expéditionnaire français en Italie si macchiarono di numerosi stupri nonché di saccheggi e uccisioni di civili in Sicilia e nella regione del Basso Lazio, in una serie di episodi collettivamente noti come "marocchinate". Il saccheggio delle proprietà private, già diffuso tra le truppe anglo-statunitensi in Francia e in Belgio, divenne una pratica comune una volta che i reparti entrarono in Germania.

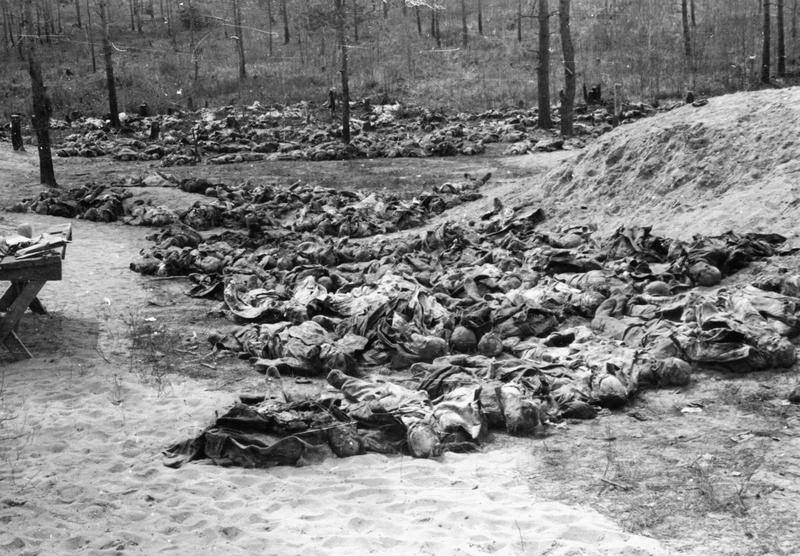
I corpi di alcune delle vittime del massacro di Katyn' riesumati dai tedeschi nel 1943

#### Unione Sovietica
L'occupazione sovietica della Polonia orientale nel settembre 1939 e degli Stati baltici nell'agosto 1940 ebbe poco da invidiare all'analoga occupazione tedesca: l'NKVD sovietica attuò ondate di arresti nei confronti di intellettuali, uomini d'affari, politici e funzionari pubblici, molti dei quali in seguito furono assassinati. Tra l'aprile e il maggio 1940 più di 21 000 ufficiali e militari polacchi furono trucidati in segreto nella foresta di Katyn' dall'NKVD; quando poi la regione fu occupata dalla Wehrmacht e le tracce del massacro furono rese pubbliche, i sovietici incolparono i tedeschi del fatto. Tra il febbraio 1940 e il giugno 1941 circa 2 milioni di polacchi e 127 000 baltici furono deportati in Siberia o in Asia centrale; migliaia di essi perirono per malnutrizione e malattie. Le comunità ebraiche presenti nei territori di nuova acquisizione furono trattate duramente: le autorità furono arrestate e deportate, le associazioni e i movimenti giovanili furono chiusi e le pratiche religiose fortemente osteggiate; gli ebrei tedeschi che avevano trovato rifugio in URSS negli anni 1930 furono in gran parte rastrellati e riconsegnati alla Germania.
Nei caotici giorni dell'operazione Barbarossa, l'NKVD si abbandonò a un'ondata di massacri nelle regioni occidentali dell'URSS, dettata in generale da panico e disorganizzazione: per non lasciarli liberi o in mano ai tedeschi le guardie del NKVD uccisero in massa, spesso in maniera efferata, i detenuti delle carceri, non solo i prigionieri politici ma anche i criminali comuni e le persone in attesa di giudizio; altre migliaia di detenuti furono obbligati a intraprendere "marce della morte" a seguito dei reparti in ritirata. Con il pretesto dell'invasione, Stalin attuò una serie di rappresaglie contro le minoranza etniche di cui dubitava della lealtà: nell'agosto 1941 circa 600 000 tedeschi del Volga furono rastrellati e deportati in Asia centrale, nonostante le loro caratteristiche "germaniche" fossero ormai da tempo attenuate e vi fossero scarsissime prove di un loro sostegno all'invasione nazista; dopo giorni di viaggio a bordo di carri bestiame e senza cibo, furono scaricati in tratti di aperta campagna dove morirono a migliaia per freddo, fame e malattie. Tra il 1943 e il 1944, nell'ambito dell'operazione Lentil, un'ondata di deportazioni colpì ceceni, ingusci, baschiri, tatari di Crimea e altri; benché alcune di queste popolazioni avessero effettivamente collaborato con i tedeschi, altre furono dichiarate colpevoli per associazione. Le deportazioni colpirono le persone senza distinzioni di sesso o età, e furono accompagnate da massacri di quanti si opponevano o non erano in grado di affrontare il viaggio. In totale oltre 1,5 milioni di persone furono deportate verso le regioni orientali dell'URSS; fonti della stessa NKVD stimarono in 231 000 i morti tra i deportati, gli ultimi dei quali non poterono tornare alle loro case se non dopo il 1956.

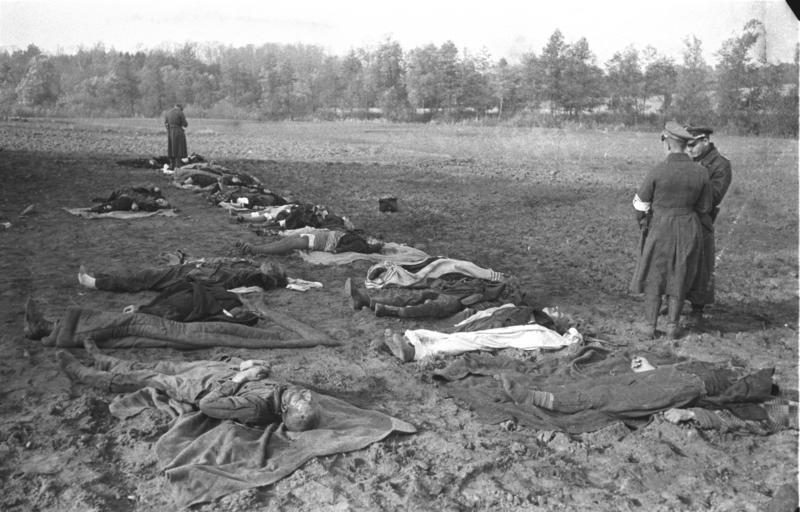
Civili tedeschi assassinati dalle truppe sovietiche nel corso della strage di Nemmersdorf nell'ottobre 1944

Una volta superati i confini dell'URSS, le forze dell'Armata Rossa si abbandonarono a ripetuti saccheggi, uccisioni di civili e stupri, in un sorta di grande vendetta per le distruzioni causate dai tedeschi in Unione Sovietica; i comandi sovietici non autorizzarono né incoraggiarono tali pratiche ma fondamentalmente non fecero nulla per prevenirle o mettervi fine, salvo quando la loro prosecuzione ostacolava la continuazione delle operazioni belliche. Il 6 febbraio 1945 un ordine di Stalin dispose la deportazione di tutti i tedeschi atti al lavoro compresi tra i 17 e i 50 anni, perché contribuissero a riparare i danni della guerra in URSS; poiché la maggior parte degli uomini era sotto le armi, i deportati furono in maggioranza donne. Il saccheggio di proprietà private divenne un fatto comune, e verso la fine del conflitto interi impianti industriali furono smontati perché venissero trasferiti in URSS. Il movimento di resistenza tedesco all'invasione alleata (il cosiddetto Werwolf) attuò in definitiva poche azioni, ma la fulminea avanzata sovietica in Germania aveva lasciato vari gruppi di soldati tedeschi tagliati fuori e isolati nelle retrovie nemiche, dove attaccarono i convogli dell'Armata Rossa più che altro per procurarsi di che vivere; queste attività furono scambiate dai comandi sovietici per azioni di resistenza organizzata, e come rappresaglia svariati villaggi tedeschi furono rasi al suolo e i loro occupanti fucilati.
Lo stupro divenne attività comune tra le truppe sovietiche: oltre alle donne tedesche, ne caddero vittima anche le donne polacche e le donne sovietiche liberate dai lavori forzati. Benché solo stimati per approssimazione e oggetto di contestazione da parte degli storici russi, i numeri risultano elevati: circa 2 milioni di donne tedesche furono violentate da soldati sovietici, la maggior parte nel corso di stupri di gruppo; tutte uscirono traumatizzate dalla vicenda e i suicidi tra le sopravvissute furono frequenti: un medico calcolò che su 100 000 donne stuprate a Berlino circa 10 000 si tolsero la vita. Chi tentava di reagire o impedire uno stupro veniva generalmente ucciso. Truppe sovietiche compirono stupri, saccheggi e uccisioni di civili anche nel corso dell'invasione della Manciuria nell'agosto 1945.

Il recupero di resti umani dalla foiba di Vines presso Albona in Istria negli ultimi mesi del 1943

I prigionieri di guerra sovietici liberati e i civili deportati per lavorare come manodopera schiava furono trattati con enorme sospetto, e diversi di loro furono arrestati o uccisi dall'NKVD. I sovietici entrati a far parte dei reparti collaborazionisti (stimati tra un milione e un milione e mezzo) furono quasi sempre giustiziati sul posto una volta catturati dall'Armata Rossa: benché molti di loro fossero entrati al servizio dei tedeschi per convinzioni politiche, diversi altri avevano aderito solo per evitare una morte di stenti nei campi di prigionia.

#### Jugoslavia
Una simile "resa dei conti" accompagnò la liberazione della Jugoslavia da parte delle forze partigiane di Tito: uccisioni e persecuzioni, oltre che contro i collaborazionisti o i criminali di guerra propriamente detti, furono dirette anche contro intere etnie o personalità varie ritenute, a torto o a ragione, ostili all'introduzione di un regime comunista in Jugoslavia. Dopo la riconquista della regione della Voivodina nell'ottobre 1944, la locale minoranza ungherese fu oggetto da parte dei partigiani jugoslavi di uccisioni e internamento in campi di prigionia, per un totale di morti stimato tra i 20 000 e i 50 000; un destino simile afflisse la minoranza tedesca degli svevi del Danubio: privati dei diritti politici, circa 50 000 di loro morirono per esecuzioni oppure di fame e stenti nei campi di internamento e di lavoro jugoslavi.
La dissoluzione dello Stato Indipendente di Croazia nel maggio 1945 vide l'esodo di decine di migliaia di croati, militari e civili, in direzione dell'Austria dove speravano di ottenere la protezione degli Alleati occidentali; le truppe britanniche decisero però di restituire i croati alla Jugoslavia, e nel corso di una serie di episodi noti come "massacro di Bleiburg" migliaia di loro furono giustiziati sommariamente dai partigiani: la stima del numero delle vittime varia da 50 000 a 140 000. A un destino simile andarono incontro i reparti collaborazionisti e i civili sloveni fuggiti in Austria: i britannici li riconsegnarono agli jugoslavi e nel corso dei cosiddetti massacri di Kočevski rog circa 10 000 di loro furono sommariamente passati per le armi. Le uccisioni di sloveni e croati nell'immediato dopoguerra si congiunsero a quelle degli italiani di Venezia Giulia e Dalmazia, nel corso degli eventi noti come massacri delle foibe iniziati già nel settembre 1943: gli italiani vittime degli jugoslavi ammontarono tra i 4 000 e i 5 000, comprendendo fascisti locali ma anche esponenti della classe dirigente, di organizzazioni partigiane o antifasciste e in generale di personalità contrarie all'annessione della regione alla Jugoslavia.

## Conseguenze della guerra

### Modifiche territoriali
Le condizioni di pace tra gli Alleati e le potenze minori dell'Asse furono definite nei trattati di Parigi del 10 febbraio 1947. I confini dell'Europa orientale furono riportati sostanzialmente alla situazione esistente all'inizio del 1938, ma con alcune modifiche: la Romania dovette cedere la Dobrugia alla Bulgaria, la Finlandia, oltre a dover riconoscere le perdite territoriali già inflitte dalla guerra d'inverno del 1939-1940, perse la regione di Petsamo a vantaggio dell'Unione Sovietica; l'Austria riottenne l'indipendenza, ma fu sottoposta a un regime di occupazione da parte delle potenze vincitrici fino al 1955. Furono inoltre riconosciuti i guadagni territoriali conseguiti tra il 1939 e il 1940 dall'Unione Sovietica (la Polonia orientale, gli Stati baltici e la Bessarabia), che inoltre si annetté la porzione nord della Prussia Orientale e la Transcarpazia.
L'Italia perse il suo intero impero coloniale (l'Etiopia tornò indipendente e si annetté l'Eritrea, il Dodecaneso tornò alla Grecia, Libia e Somalia ottennero l'indipendenza rispettivamente nel 1951 e nel 1960 dopo un periodo di amministrazione fiduciaria) e dovette fare concessioni territoriali a favore di Francia e soprattutto Jugoslavia; la definizione del confine orientale italiano innescò una lunga crisi diplomatica, che fu risolta definitivamente solo con il memorandum di Londra del 1954 e il Trattato di Osimo del 1975: Zara, l'Istria e buona parte della Venezia Giulia furono cedute alla Jugoslavia, mentre Trieste tornò all'Italia dopo un periodo di occupazione anglo-statunitense. I rivolgimenti della guerra ebbero un profondo impatto sul paese, che con un referendum nel 1946 abolì la monarchia e passò a un regime repubblicano.

La linea Curzon nel 1945

Le trattative riguardanti il Giappone si protrassero più a lungo e portarono alla stipula del Trattato di San Francisco l'8 settembre 1951: il paese fu privato di tutte le conquiste conseguite al di fuori delle isole patrie, venendo in pratica riportato ai confini precedenti la prima guerra sino-giapponese, oltre a dover cedere le isole Curili all'Unione Sovietica. Il trattato portò a termine il regime di occupazione del Giappone instaurato dagli Stati Uniti subito dopo la guerra; tale periodo vide l'approvazione di una nuova costituzione di stampo pacifista, e la società nipponica mutò da una struttura rigida e gerarchica a una più pluralista e moderna, avviando il paese verso un'era di prosperità economica.
La Germania fu trattata più duramente: come stabilito nella conferenza di Potsdam del luglio 1945, la frontiera orientale fu arretrata alla linea Oder-Neiße, cedendo la Slesia, la Pomerania e la porzione sud della Prussia Orientale alla Polonia come compensazione per i territori perduti dai polacchi a vantaggio dell'Unione Sovietica, mentre a ovest il bacino industriale della Saarland fu costituito come protettorato della Saar sotto la Francia; il resto del territorio tedesco, come pure la stessa città di Berlino, fu spartito in quattro zone di occupazione soggette alle potenze vincitrici. Una definizione generale della questione tedesca fu impedita dai contrasti sorti in seno agli Alleati, e il paese rimase diviso: con il Trattato Generale del 26 maggio 1952 le potenze occidentali acconsentirono alla costituzione di uno Stato tedesco indipendente, la Repubblica Federale di Germania, nelle zone da loro occupate, ma la zona sovietica rimase sotto l'orbita di Mosca come Repubblica Democratica Tedesca; la stessa Berlino rimase divisa in una zona ovest controllata dagli Alleati occidentali e una zona est controllata dai sovietici.

### Conseguenze sociali e politiche

Conteggio delle vittime della seconda guerra mondiale per nazione

La seconda guerra mondiale fu il conflitto più distruttivo della storia moderna: le stime delle morti causate dal conflitto, mai definite con precisione, variano da 55 milioni a 60 milioni, comprendendo 25,5 milioni di sovietici, 13,5 milioni di cinesi, 6 milioni di polacchi (un quinto della popolazione prebellica, la proporzione più alta tra i paesi coinvolti), 5,25 milioni di tedeschi, 2,6 milioni di giapponesi, 440 000 italiani, più di 300 000 britannici e 290 000 statunitensi; più o meno metà delle vittime erano civili. I danni economici e alle infrastrutture erano enormi: 25 milioni di persone in Unione Sovietica e 20 milioni in Germania erano senzatetto, nei Paesi Bassi il 60% del sistema viario e dei canali era stato distrutto col conseguente allagamento di 219 000 ettari di territorio, in Grecia i due terzi della flotta mercantile erano stati affondati, in Jugoslavia un terzo della capacità industriale era andato perduto. Solo i grossi sforzi della United Nations Relief and Rehabilitation Administration impedirono lo scoppio di epidemie devastanti a modello dell'influenza spagnola del 1918.
La distruzione delle città in gran parte dell'Europa continentale portò alla creazione di milioni di profughi e sfollati: nel settembre 1945 l'UNRRA si trovò a gestire 6 795 000 profughi dei paesi alleati nonché svariati milioni di sfollati tedeschi; l'ultimo dei campi profughi allestiti in Germania non chiuse prima del 1957. Le cifre degli sfollati salirono ulteriormente per le modifiche territoriali imposte dai trattati di pace: se alla fine della prima guerra mondiale i confini avevano subito vasti cambiamenti ma i popoli erano generalmente rimasti lì dove erano stanziati, alla fine della seconda guerra mondiale i confini subirono poche modifiche radicali (tranne che nel caso della Polonia) ma le popolazioni furono costrette a migrare con la forza; ciò portò a episodi di vera e propria pulizia etnica, benché tale realtà non suscitò all'epoca disapprovazione o imbarazzo. Milioni di tedeschi furono cacciati da terre in cui abitavano da secoli (circa 7 milioni dalle regioni cedute alla Polonia, 3 milioni dalla Cecoslovacchia, 786 000 dalla Romania, 623 000 dall'Ungheria e 500 000 dalla Jugoslavia), un destino condiviso dalle popolazioni italiane della Venezia Giulia e della Dalmazia e dai coloni giapponesi stanziati in Corea, Cina, Taiwan e Sachalin. Un milione di polacchi lasciò o fu cacciato dalle regioni annesse all'URSS, mentre 500 000 ucraini compirono il tragitto opposto; uno scambio di popolazioni tra Cecoslovacchia e Ungheria portò allo spostamento di 240 000 persone in un senso o nell'altro, mentre 400 000 abitanti della Jugoslavia meridionale furono portati a nord per popolare le zone sgombrate da italiani e tedeschi. Infine, svariate migliaia di ebrei sopravvissuti ai campi di sterminio iniziarono una migrazione di massa alla volta del Mandato britannico della Palestina, innescando un lungo conflitto con le popolazioni arabe locali.
La Società delle Nazioni, che aveva chiaramente fallito nel prevenire la guerra, fu abolita e al suo posto venne costruita, nel 1945, l'Organizzazione delle Nazioni Unite. La speranza che il periodo successivo al grande conflitto fosse caratterizzato dalla pace e dalla collaborazione internazionale svanì ben presto: se l'Europa occidentale si avviò, sotto l'egida degli Stati Uniti, verso un'era di prosperità economica (in particolare dopo il varo di un piano di aiuti finanziari statunitensi alla ricostruzione noto come piano Marshall), i paesi dell'Europa orientale videro progressivamente l'installazione di regimi comunisti filo-sovietici, principalmente per il desiderio di Stalin di costituire una barriera che avrebbe impedito il ripetersi di un'altra invasione a sorpresa dell'URSS. Già nel 1946, come ebbe a rilevare Churchill in un celebre discorso, una "Cortina di ferro" era calata sull'Europa a dividerla in due blocchi: a ovest gli alleati degli Stati Uniti, riuniti a partire dal 1949 nell'Organizzazione del Trattato dell'Atlantico del Nord, a est gli Stati satellite dell'Unione Sovietica, riuniti dal 1955 nel Patto di Varsavia; la contrapposizione militare, politica e diplomatica tra i due blocchi portò quindi al lungo periodo della guerra fredda.

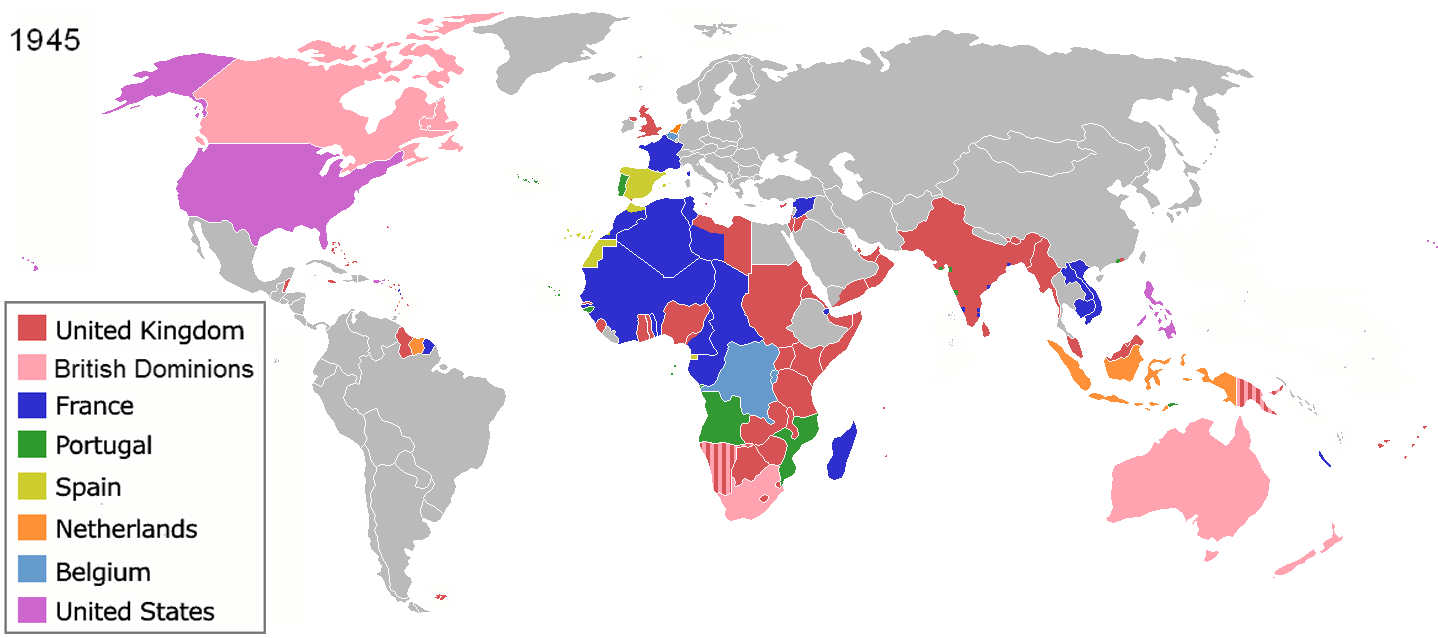
Mappa del colonialismo nel 1945

La guerra portò a una ridistribuzione del potere mondiale, ora passato stabilmente nelle mani di statunitensi e sovietici mentre le potenze europee si avviavano a un periodo di declino; ciò fu testimoniato dalla grande ripresa del fenomeno della decolonizzazione, in particolare in Asia dove le sconfitte per mano dei giapponesi avevano infranto l'aura di invincibilità di cui avevano goduto i colonizzatori occidentali. Questo fenomeno non fu esente da nuovi conflitti: le Filippine ottennero pacificamente l'indipendenza nel 1946, mentre la dissoluzione nel 1947 dell'Impero anglo-indiano e la sua partizione nei nuovi Stati indipendenti di India e Pakistan portò a una stagione di scontri armati, massacri ed esodi forzati di popolazioni per la definizione dei nuovi confini. Francia e Paesi Bassi tentarono di opporsi con le armi alla decolonizzazione finendo con il ritrovarsi invischiati in due sanguinosi conflitti, la guerra d'Indocina e la guerra d'indipendenza indonesiana; alla fine, l'Indonesia ottenne l'indipendenza nel 1949 mentre l'Indocina francese fu ripartita nel 1955 nei nuovi Stati di Vietnam del Nord, Vietnam del Sud, Cambogia e Laos.
Il conflitto ideologico tra blocco occidentale e blocco orientale finì ben presto per affermarsi anche in Asia: nel 1949 i comunisti di Mao ottennero infine la vittoria nella lunga guerra civile cinese obbligando il Kuomintang di Chiang Kai-shek a rifugiarsi a Taiwan, mentre nel 1950 lo scoppio della guerra di Corea tra la Corea del Nord satellite dei sovietici e la Corea del Sud spalleggiata dagli statunitensi rischiò seriamente di trascinare il resto del mondo in un nuovo conflitto.